# Uniform

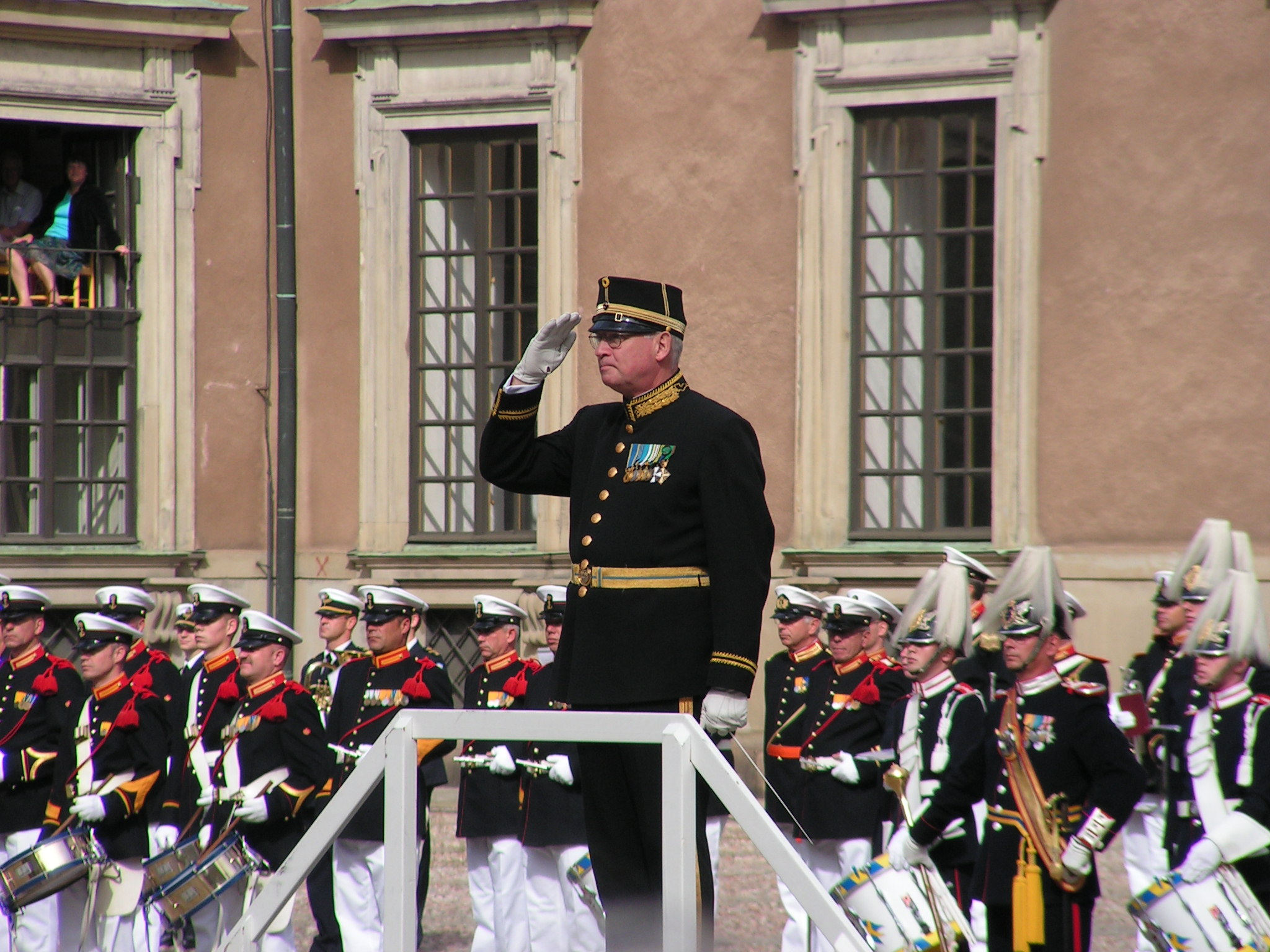
Exempel på några olika militära uniformer.

Uniform (av latinets uniformis, ”likformig”) är en tjänstedräkt som är fastställd i regler eller avtal för viss personal under tjänsteutövning. 
Ofta finns på en uniform någon form av gradbeteckning, eller en namnbricka. Vad som ingår i uniformen varierar mellan olika arbetsgivare, arbetsplatser, länder och yrkesgrupper. Även kön och religionstillhörighet kan påverka uniformens utformning. En militär uniform visar att bäraren är en krigsman, dvs. en legal kombattant och därmed åtnjuter skydd enligt krigsfolkrätten. En civil uniform utvisar att bäraren är utövare av offentlig myndighet, dvs. har rätt att ägna sig åt myndighetsutövning. En yrkesdräkt är ett yttre tecken på att bäraren tillhör det yrke som dräkten symboliserar.

## Uniformstyper
En uniform visar att man tillhör en viss organisation, och ibland även vilken ställning man har inom denna. Uniformer är särskilt vanliga inom militär- och polisväsendet, och andra yrken i ordningsmakt eller yrken med disciplinära uppgifter, som kriminalvårdare, väktare, ordningsvakt, tulltjänsteman, parkeringsvakt, sjöbefäl, konduktör. Även Frälsningsarmén och musikkårer bär uniform. Uniformen är i sig självt ett insignium som visar uniformsbärarens ställning. En militär uniform visar att bäraren är en krigsman, dvs. en legal kombattant och därmed åtnjuter skydd enligt krigsfolkrätten. En civil uniform utvisar att bäraren är utövare av offentlig myndighet, dvs. har rätt att ägna sig åt myndighetsutövning. En yrkesdräkt är ett yttre tecken på att bäraren tillhör det yrke som dräkten symboliserar.

## Militära uniformer
Militära uniformer är grunden i uniformsväsendet. Fram till mitten av 1600-talet var det bara vissa gardesförband som var uniformerade. För adelsmän var det då tabu att bära uniform, eftersom det ansågs socialt degraderande, då uniformer menades likna yrkesdräkter för lakejer och betjänter.

### Arméuniformer
När legoknektsarméerna ersattes av kungliga arméer började staten förse regementena med likformig klädedräkt och adelns motvilja att ikläda sig uniformer övervanns. Från början var likformigheten inskränkt till soldaterna i samma regemente, men mot slutet av 1600-talet var i allmänhet truppslagsvisa uniformstyper införda. Genom silver- eller guldknappar, olikfärgade uppslag, västar och byxor, samt olika former på uppslag och ficklock kunde de olika förbanden skiljas från varandra.
Under 1700-talet hade vissa uniformsfärger för framförallt infanteriet kommit att förknippas med vissa länder, så att man kan tala om nationella uniformsfärger. Under 1800-talet övergick de flesta länder till blå uniformer som mera praktiska, utom i Ryssland vilken ju traditionellt hade en praktisk uniformsfärg (grön) och i Storbritannien som bibehöll rött. I Brittisk-indiska armén började man dock att använda uniformer av inhemskt khakifärgat tyg, som svalare och mera praktiskt i fält. Under boerkrigen infördes denna uniform som fältuniform även för den brittiska armén. Detta ledde till att de flesta europeiska arméer övergick till olika former av mera praktiskt utformade fältuniformer i början av 1900-talet. Utvecklingen under resten av detta århundrade var sedan mot alltmer praktiska och skyddsfärgade uniformer.
Arméuniformerna stod i nära förbindelse med det civila modet och det förekom en växelverkan mellan den militära uniformen och den civila modedräkten. Uniformerna är därför lika tidsbundna som den civila klädseln vilka de i stor utsträckning liknade.

#### Uniformstypernas utvecklingshistoria
| - Soldat från regementet Picardie 1672 - Högreståndsperson i justaucorps 1678 Hatten, kråset, justaucorpsen, knäbyxorna, strumporna och skorna är i det närmaste identiska för den militära uniformen och den civila modedräkten under den sista tredjedelen av 1600-talet. Även frisyren är liknande. Mot högreståndspersonens stora allongperuk svarar soldatens fritt hängande långa hår.                                               | - Soldat från regementet Picardie 1710 - Fransk högreståndsperson 1710 Uniformen och modedräkten har i början av 1700-talet följts åt vad gäller hattbrättenas uppvikning (trekantig hatt), justaucorpsens tillskärning, de smalare knäbyxorna och strumporna som går upp över knäna. |
| - Soldat från 13th regiment of Foot 1742 - Engelsk högreståndsperson 1747 På 1740-talet hade den militära uniformen och modedräkten skilt sig åt i många detaljer. Den militära livrockens skörtar fästes upp och strumporna hade i det militära utvecklats till stibletter som gick över skon. Den civila dräkten var ledigare skuren och gav ett elegantare, icke-militärt intryck. De civila strumporna fästes nu upp under knäbyxorna. | - Officer och soldat från Füsilier-Regiment Prinz Heinrich von Preußen 1785 - Högreståndsperson 1782 Både den militära och civila rocken hade mot slutet av 1700-talet fått en allt snävare tillskärning, som pekade fram mot fracken; hatten hade övergått från trikorn till bikorn. Frisyren, med en rokokoperuk eller pudrat hår och stångpiska var densamma. Den militära uniformen kännetecknades dock även av tydliga militära drag genom stibletterna, officerens knytskärp eller den meniges livgehäng, men framförallt genom den särskilda fysiljärmössan med plåt.                                                                                       |
| - Officer och soldat från 40th regiment of Foot 1812 - Högreståndsdräkt 1815 Den militära uniformen i början på 1800-talet kan inte misstas för en civil dräkt, men följer ändå det civila modets lagar med dubbelknäppt frack med hög krage, långbyxor och tschakå som motsvarar den höga hatten. Här är det den civile herrn som är efter i modeutvecklingen, då han bär knäbyxor och stibletter.                                        | - Svenska infanterister cirka 1845, klädda i blå vapenrockar och höga kaskar av läder. - Hertigen av Wellington och Sir Robert Peel 1844. När de militära uniformerna från 1840-talet övergick från frack till vapenrock, var det en utveckling mot större fältmässighet, men det var också i högsta grad en utveckling som följde det civila modet. Epåletterna signalerar tillsammans med uniformsfärgen och de nya militära huvudbonaderna dock tydligt uniformens militära tillhörighet. Preussen var det första land som övergav fracken (1843) tätt följt av Sverige två år senare, men i Storbritannien ägde detta uniformsbyte rum först efter Krimkriget. |

Källa:

#### Nationella uniformsfärger på 1700-talet
Källa:
Infanteriet i de protestantiska staternas arméer bar mörkblå eller röda livrockar, medan i många katolska stater infanteriet hade ljusgrå rockar, vilka omkring 1730 ändrades till vita. Ryssland med sina gröna och Bayern med sina ljusblå infanteriuniformer skapade en egen typisk uniformsfärg. De olika staternas karaktäristiska uniformsfärger för infanteriet kom att associeras med respektive nation, även om stora delar av arméerna, inte minst kavalleriet, bar andra uniformsfärger.

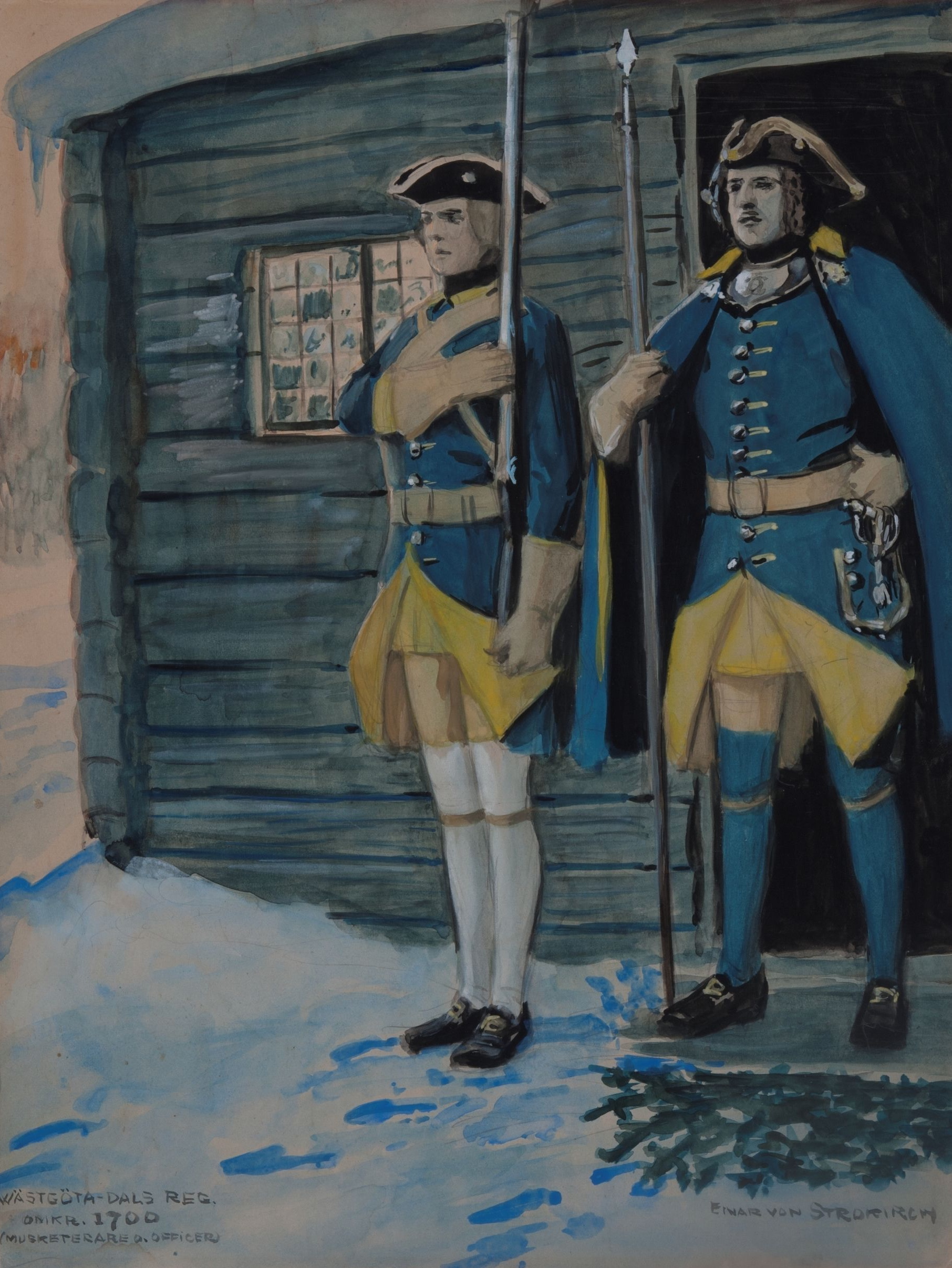
Officer och musketerare vid Västgöta-Dals infanteriregemente cirka 1700.
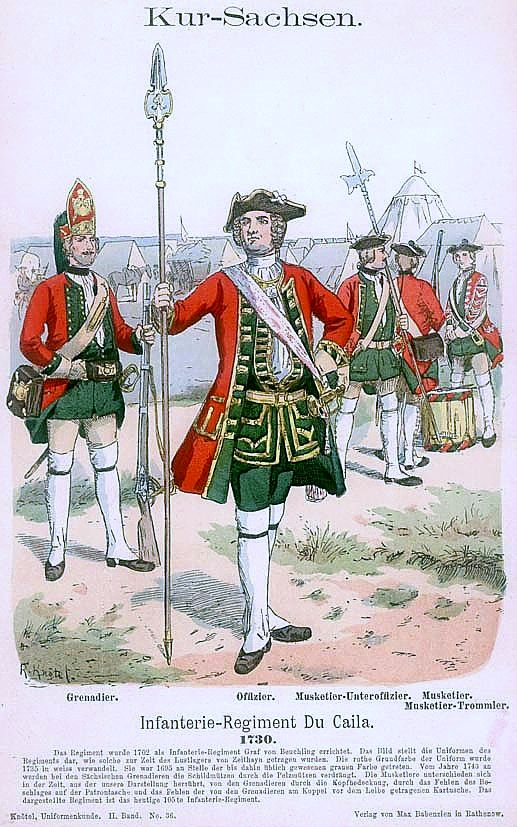
Uniform för kursachsiska infanteri- regementet Du Caila 1730.
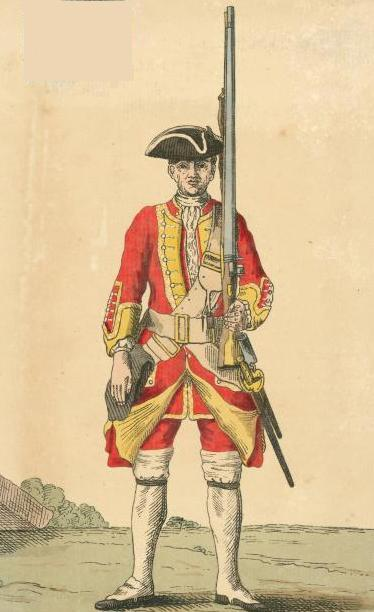
Uniform för 13:e brittiska infanteri- regementet 1742.
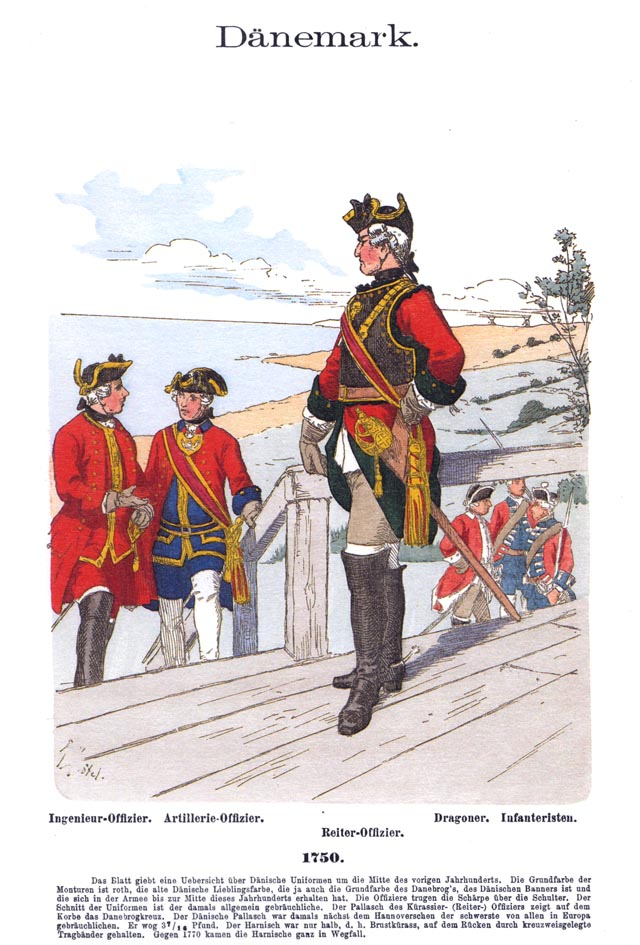
1750 bar samtliga danska truppslag röda uniformer.
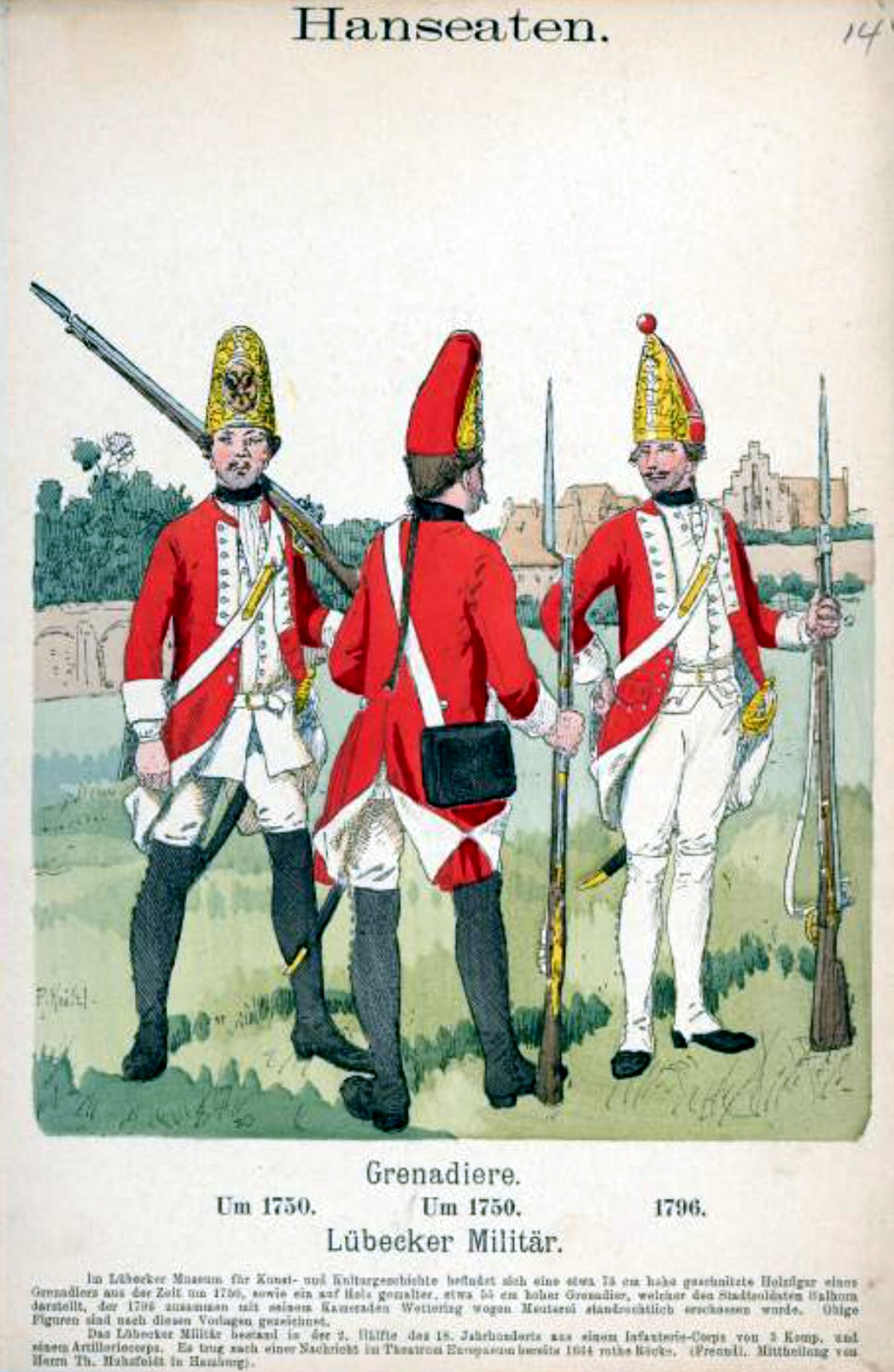
Uniformer för lübeckska grenadjärer 1750 och 1796.
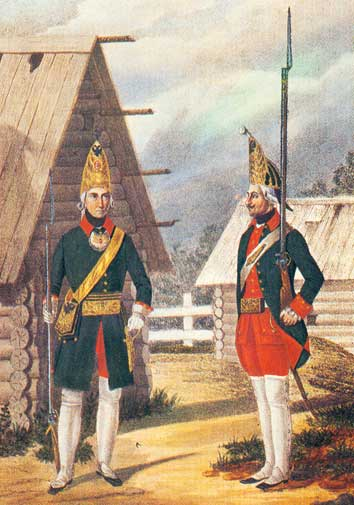
Uniform för ryska grenadjärer 17561–762.
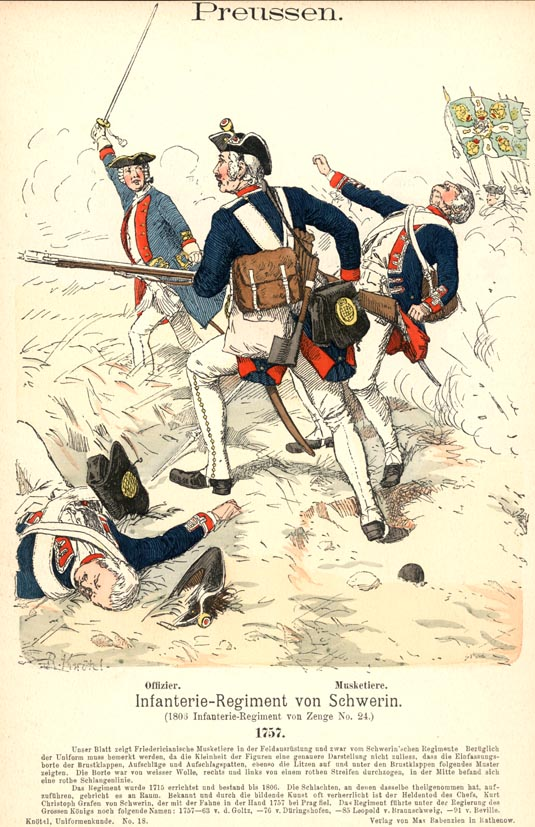
Uniform för preussiska infanteri- regementet von Schwerin 1757.
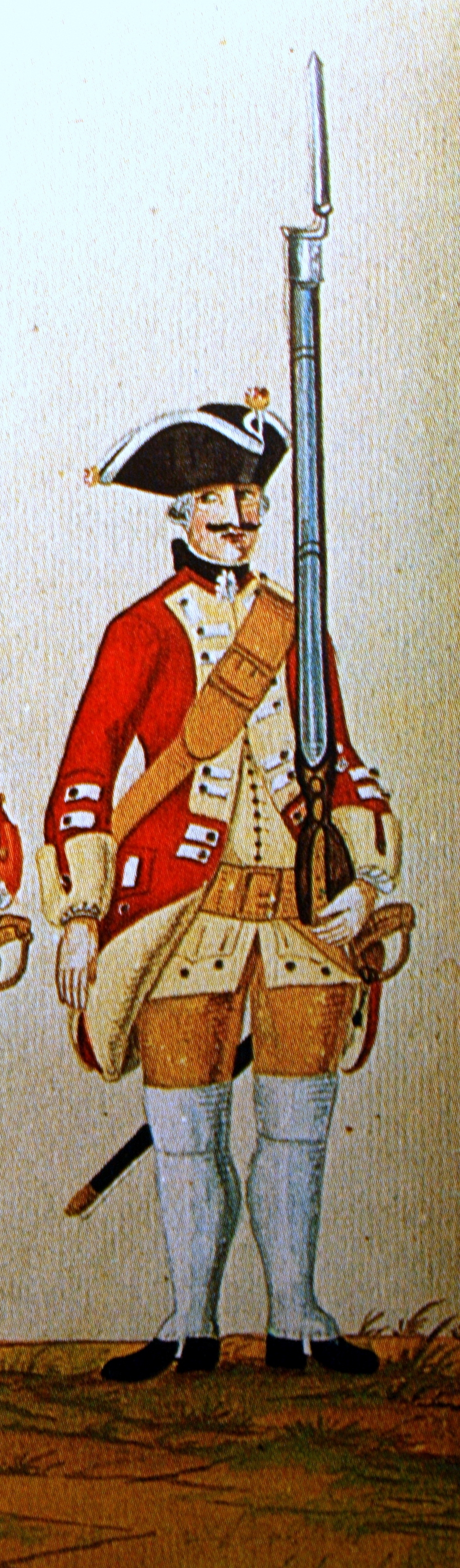
Uniform för 2:a kurhanoveranska infanteri- regementet cirka 1760.
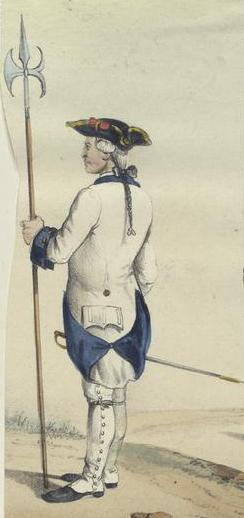
Uniform för underofficer vid det spanska Regimento de Saboya 1761.
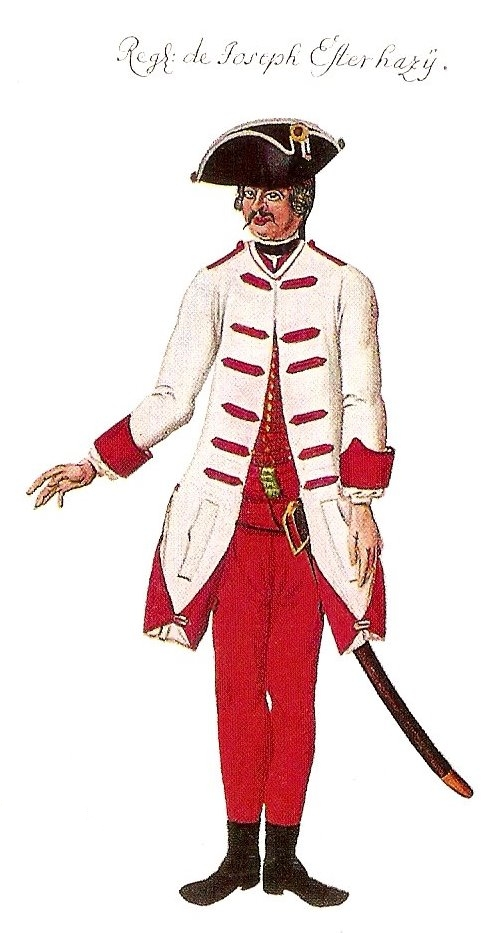
Uniform för k.u.k. österrikiska 33:e infanteri- regementet Joseph Esterhazy (ungerskt) 1762.
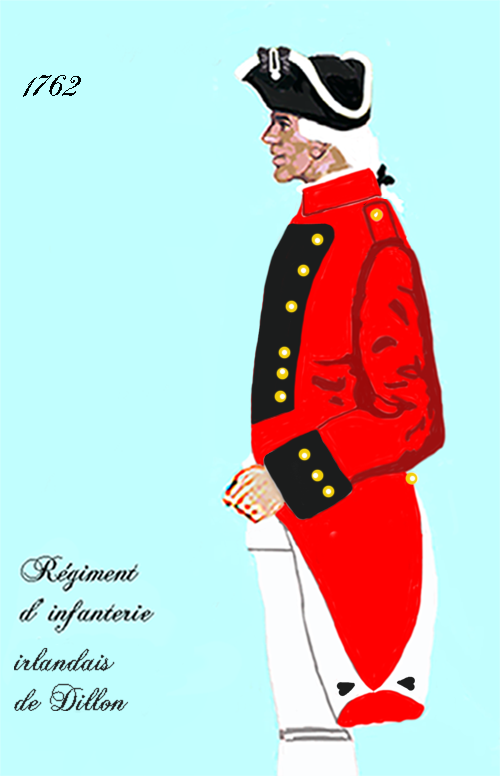
Uniform för 79:e franska infanteri- regementet Dillon (irländskt) 1762.
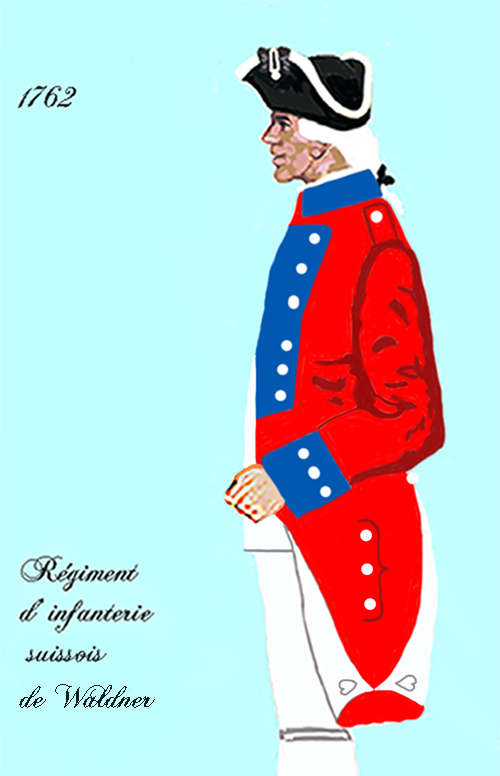
Uniform för 55:e franska infanteri- regementet de Waldner (schweiziskt) 1762.
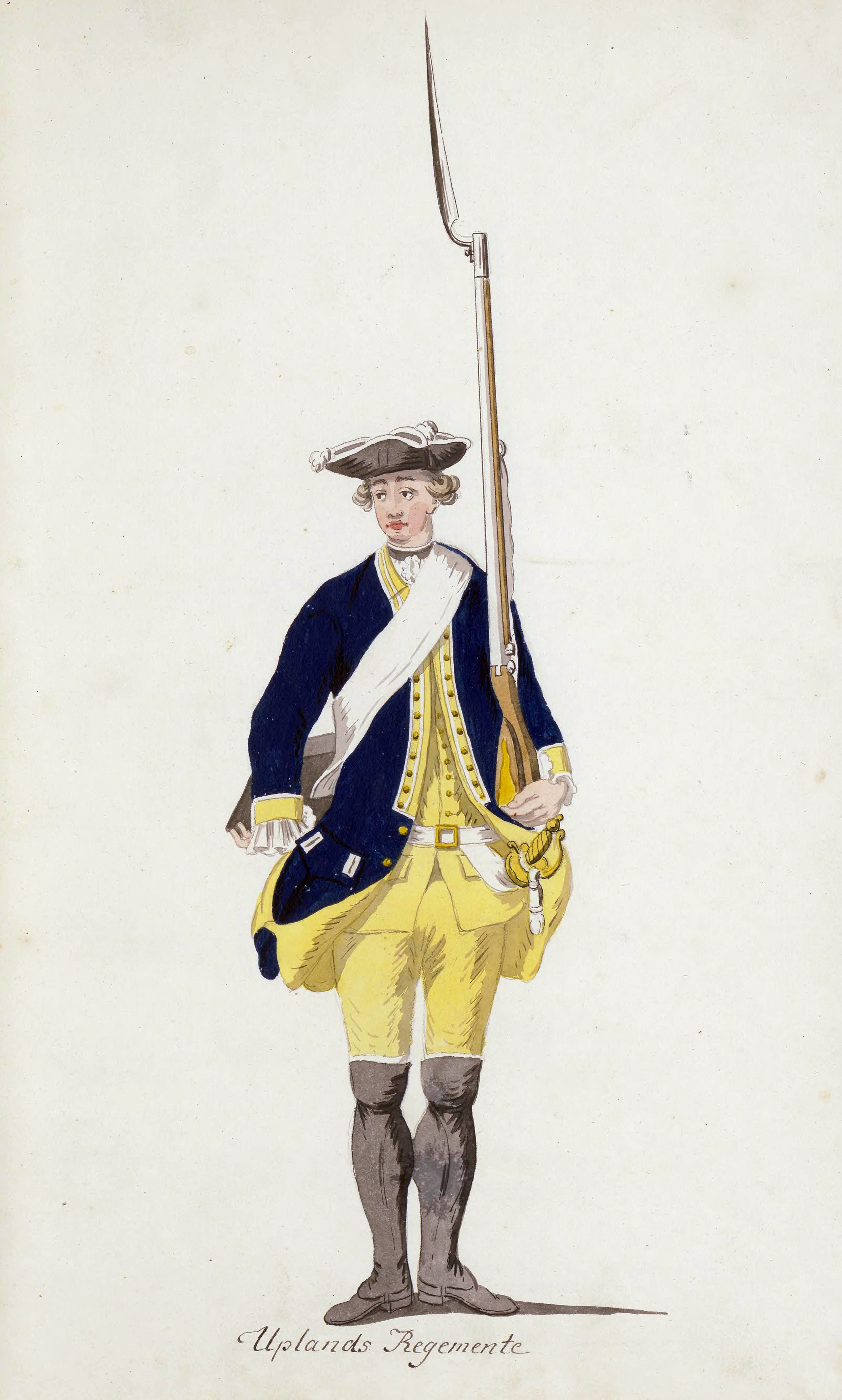
Menig vid Upplands infanteriregemente cirka 1770.
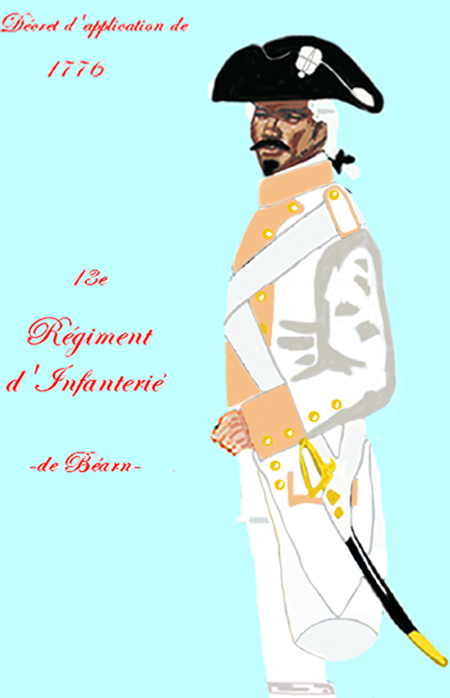
Uniform för det 13:e franska infanteri- regementet, Régiment de Béarn, enligt 1776 års uniforms- reglemente.

#### Uniformer under 1800-talet
Under 1800-talet övergick de flesta länder till använda blå uniformer för infanteriet. Undantagen var Storbritannien som fasthöll vid röda vapenrockar och Ryssland som i sina gröna uniformer redan hade en slitstark uniformsfärg. Trots den ofta gemensamma färgen kom dock infanteriuniformerna att få ett nationellt snitt, som gjorde dem igenkännliga på långt håll. USA:s armé var också blåklädd, vilket utgjorde nordstatsarméns uniform under amerikanska inbördeskriget, medan sydstatsarmén hade grå uniformer.

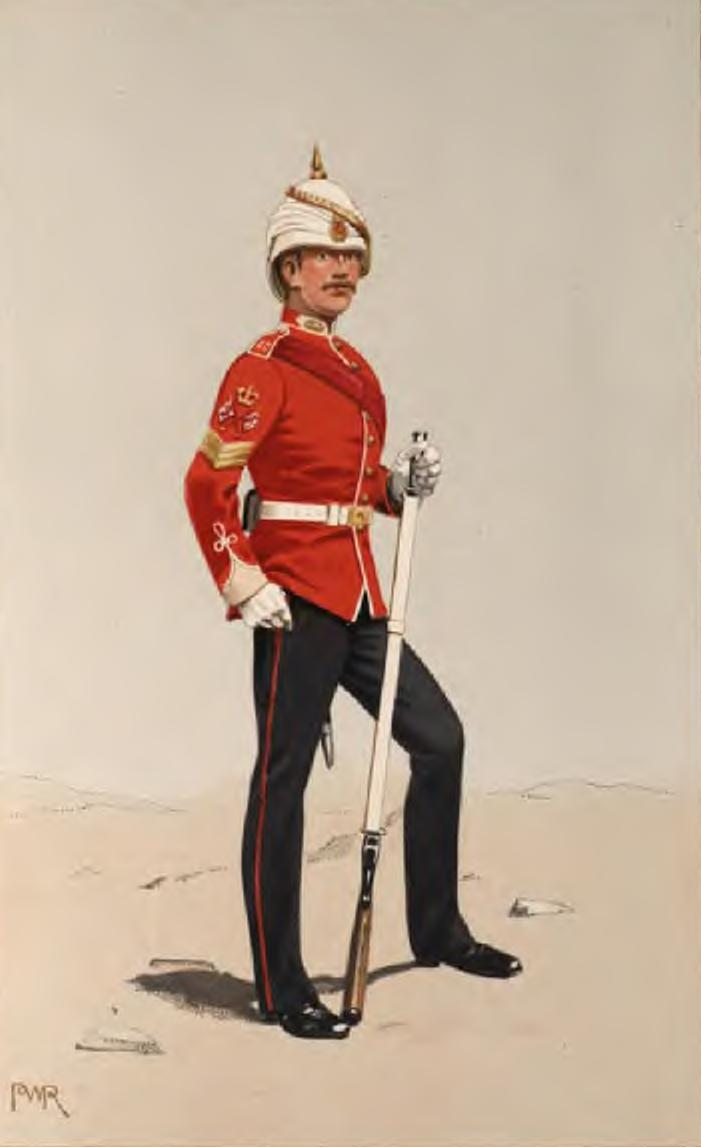
Brittiska armén; fanjunkare vid 40th Regiment of Foot 1881. Den röda vapenrocken och det vita hjälmöverdraget kännetecknade det brittiska infanteriet.
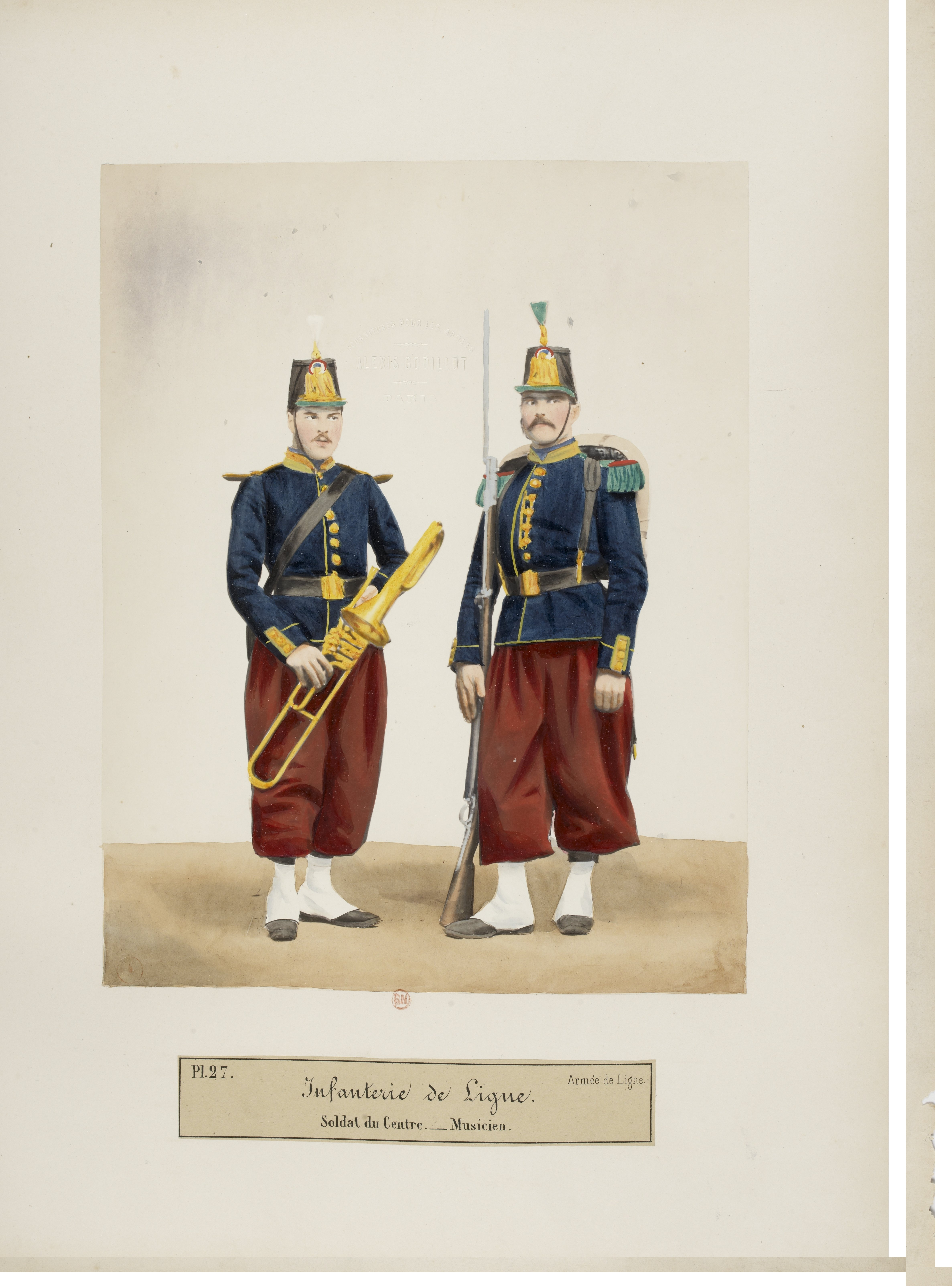
Frankrike, linjeinfanteriet 1866. Blå vapenrock och röda byxor kännetecknade det franska infanteriet ännu vid första världskrigets utbrott.
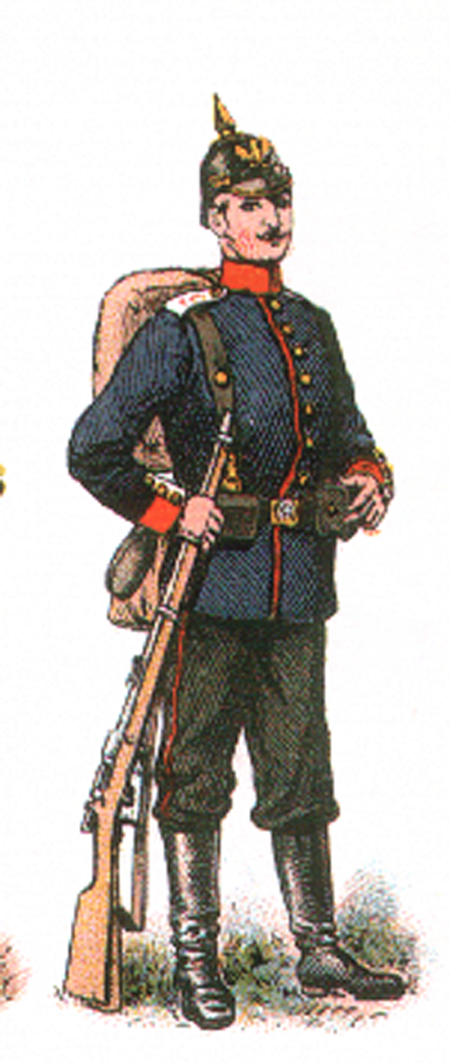
Preussen, infanteriet 1901. Pickelhuva och blå vapenrock var typiskt för det preussiska infanteriet.
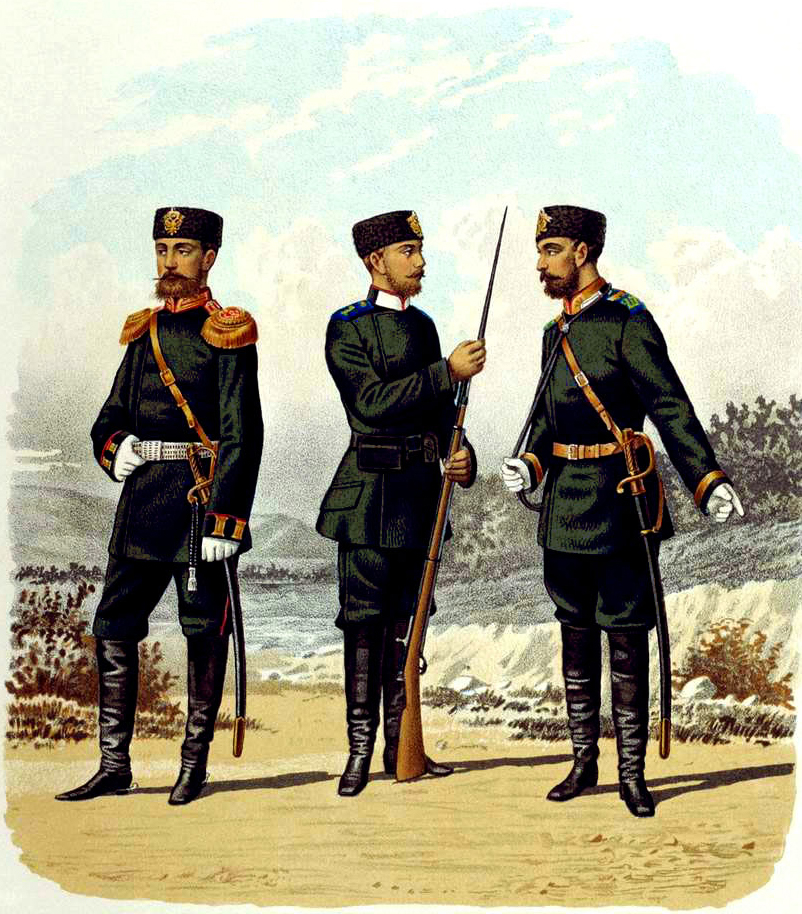
Ryssland, uniform för arméinfanteriet modell 1881. Den ryska arméuniform som infördes 1881 var i en medveten nationell - panslavisk stil, med hyskor och hakar i stället för knappar samt med pälsmössor.
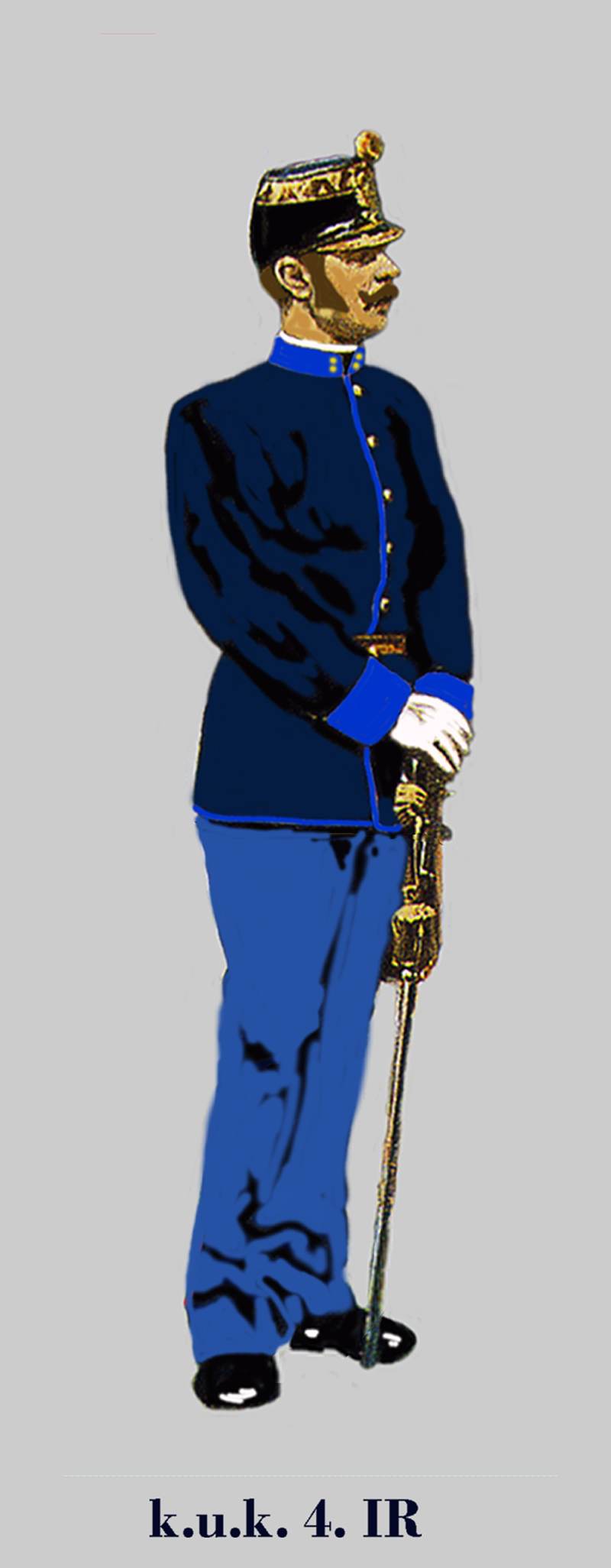
Österrike-Ungerns krigsmakt; uniform för officer vid k.u.k. Infanterie Regiment "Hoch- und Deutschmeister" Nr. 4. Små uniformsdetaljer skilde de "tyska regementena" (dvs. regementen från den österrikiska riksdelen) från de "ungerska regementena". Detta är ett "tyskt regemente".
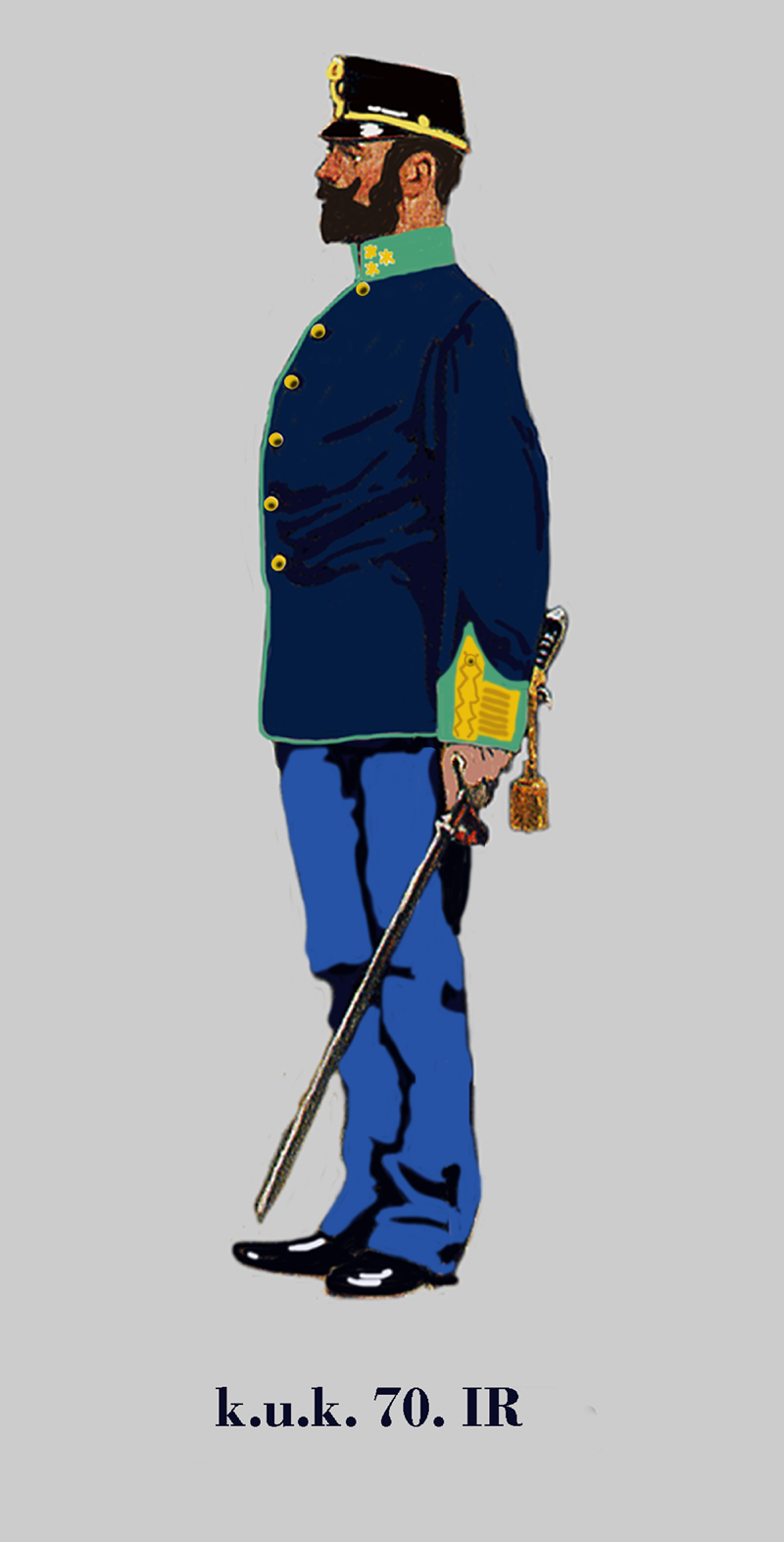
Österrike-Ungerns krigsmakt; uniform för officer vid k.u.k. Peterwardeiner Infanterie Regiment "Edler von Appel" Nr. 70. Detta är ett "ungerskt regemente".

För husarerna var uniformerna närmast internationella ännu under slutet av 1800-talet och början av 1900-talet. Dolman, pelissen och husarmössan var typiskt för detta truppslag i de flesta länder.

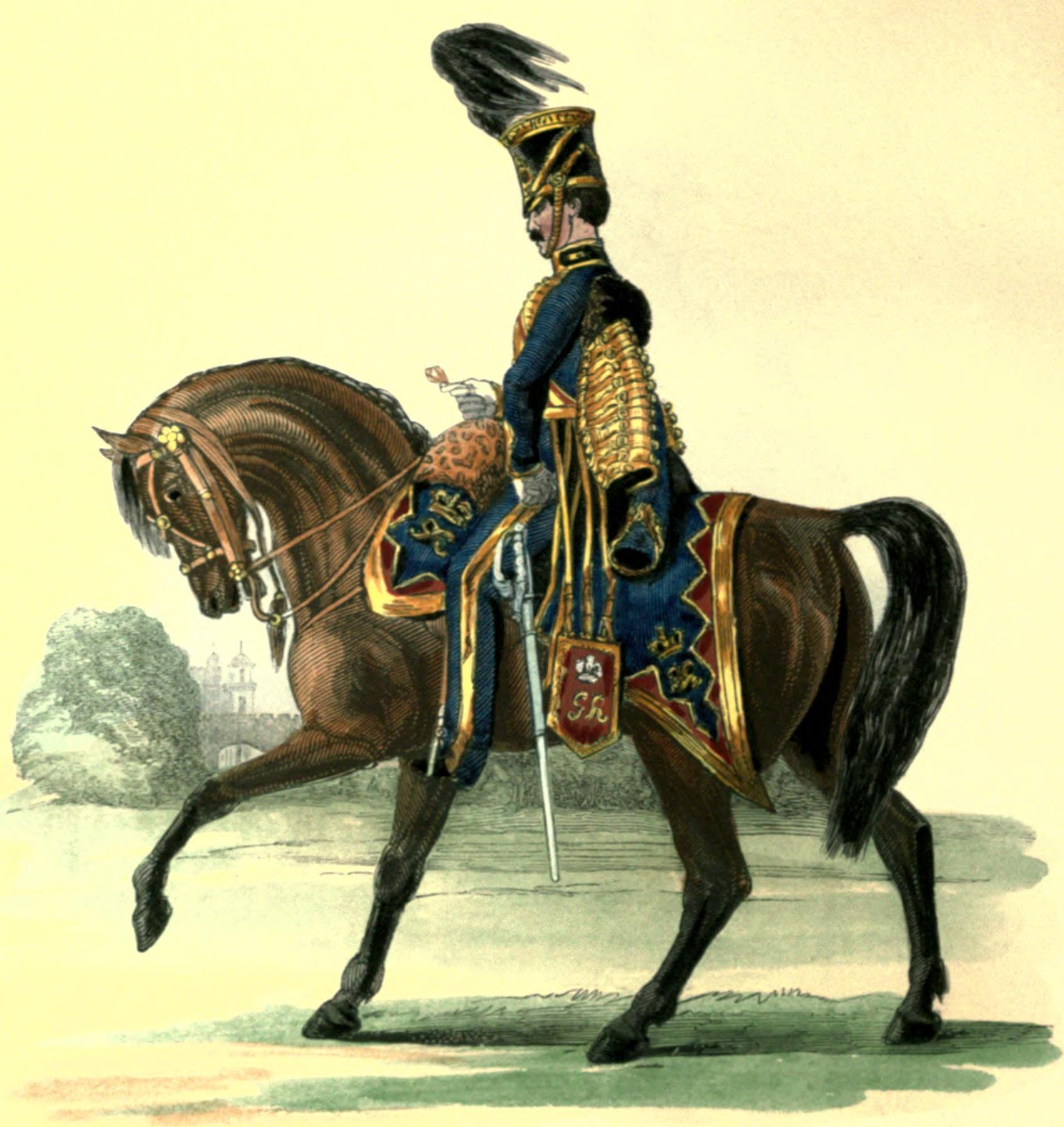
Brittisk husar.
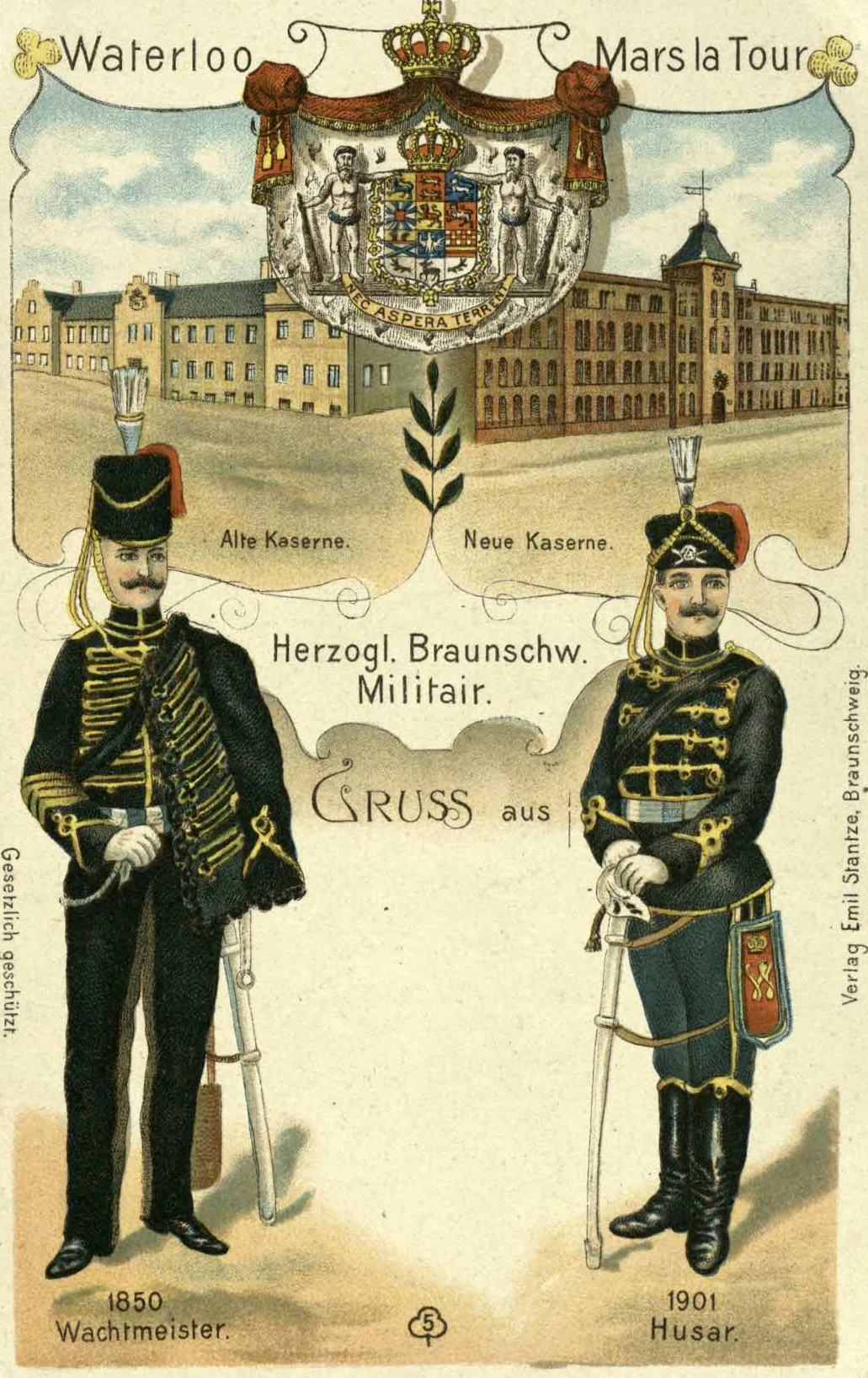
Preussiska husarer.
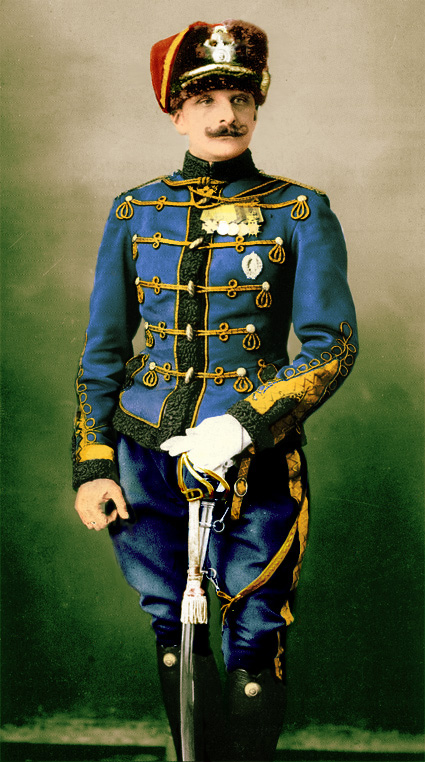
Rysk husaröverste.
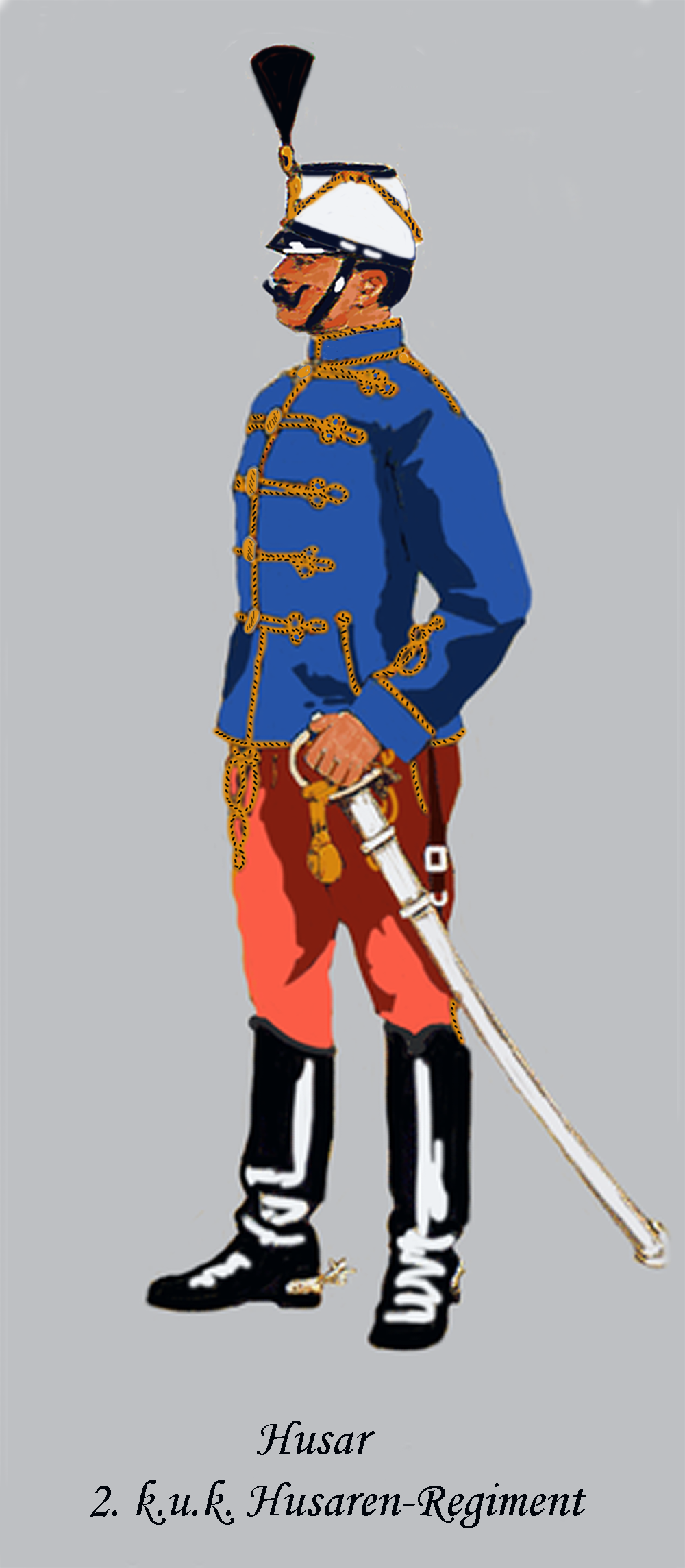
Österrikisk husar i dolma.
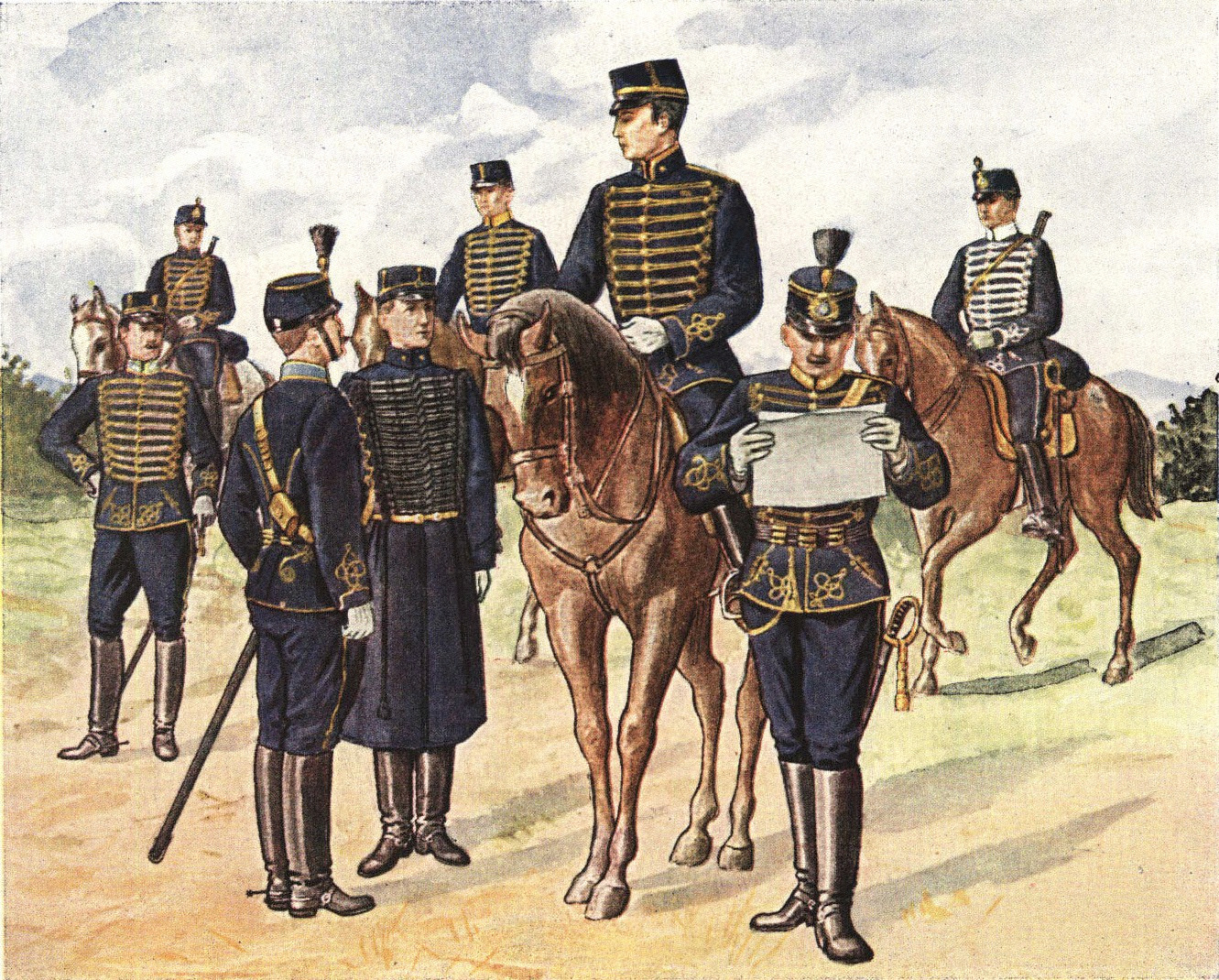
Svenska husaruniformer 1895.

Källa:

#### Uniformsutvecklingen under 1900-talet
Under 1900-talet kom uniformerna att få kamouflagefärger, till en början enfärgat khaki, brunt, grått eller grönt, och så småningom på många olika sätt kamouflagemönstrat. Uniformerna utvecklades mot större specialisering, där funktion var viktigare än utseende. Från de militära kläderna kom sådant som trenchcoats och t-shirts att ta sig in i det civila modet och militära uniformer tog efter arbetskläder med slitstarka material, många fickor och i vissa fall som overaller eller andra funktionella kläder.

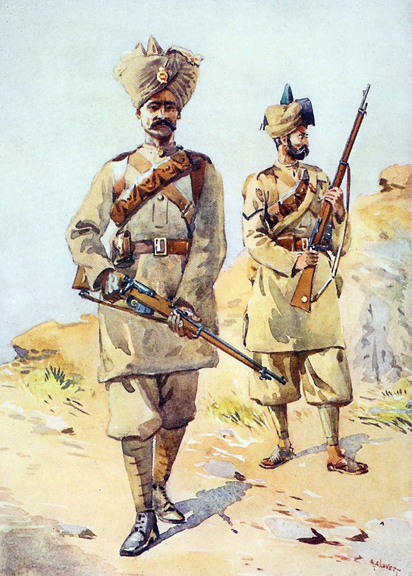
Med fältuniformer i khaki förebådade den brittisk-indiska armén 1900-talets europeiska utveckling.
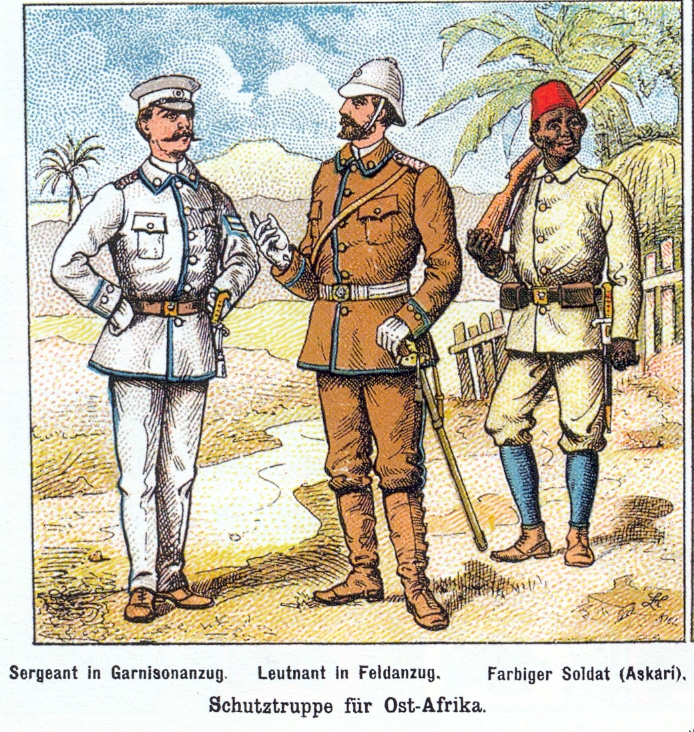
Även i andra länder var det först kolonialtrupperna som utrustades med fältuniformer i skyddsfärger. Skyddstrupperna i Tyska Östafrika bestod av askaris med tyska befäl.
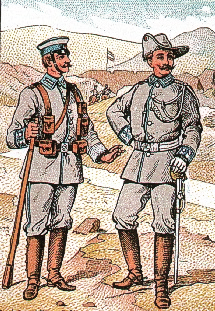
Skyddstrupperna i Tyska Sydvästafrika bar inte khaki, men väl en praktisk fältuniform i grått.
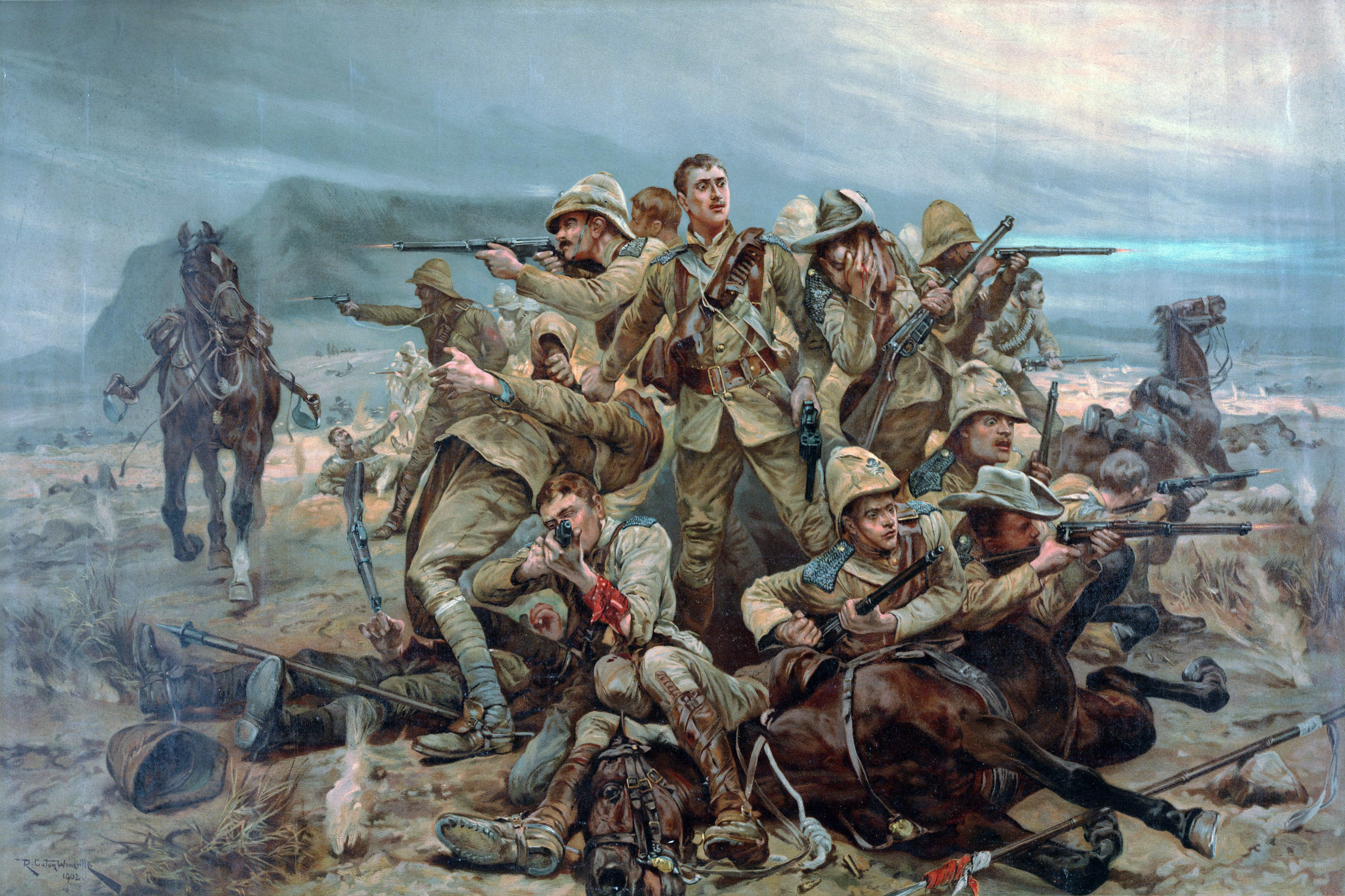
Under andra boerkriget utrustades den brittiska armén i Sydafrika med fältuniformer i khaki.
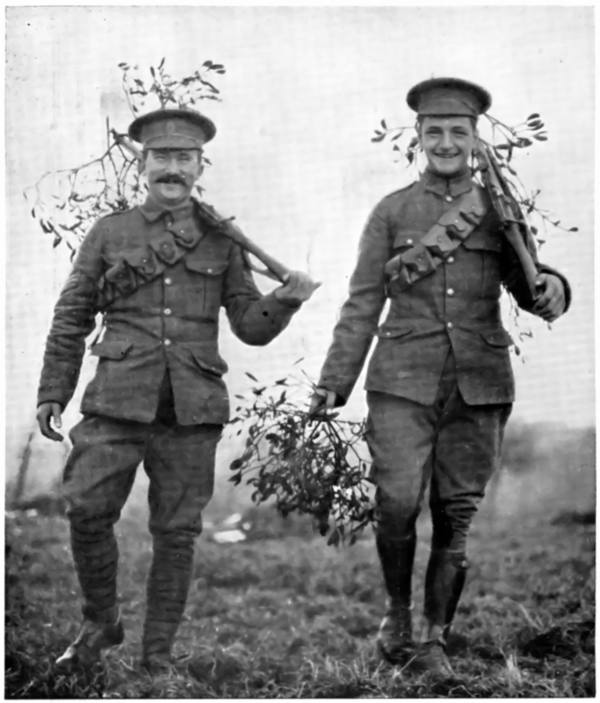
Fältuniform i khaki infördes 1902 som standard i den brittiska armén.
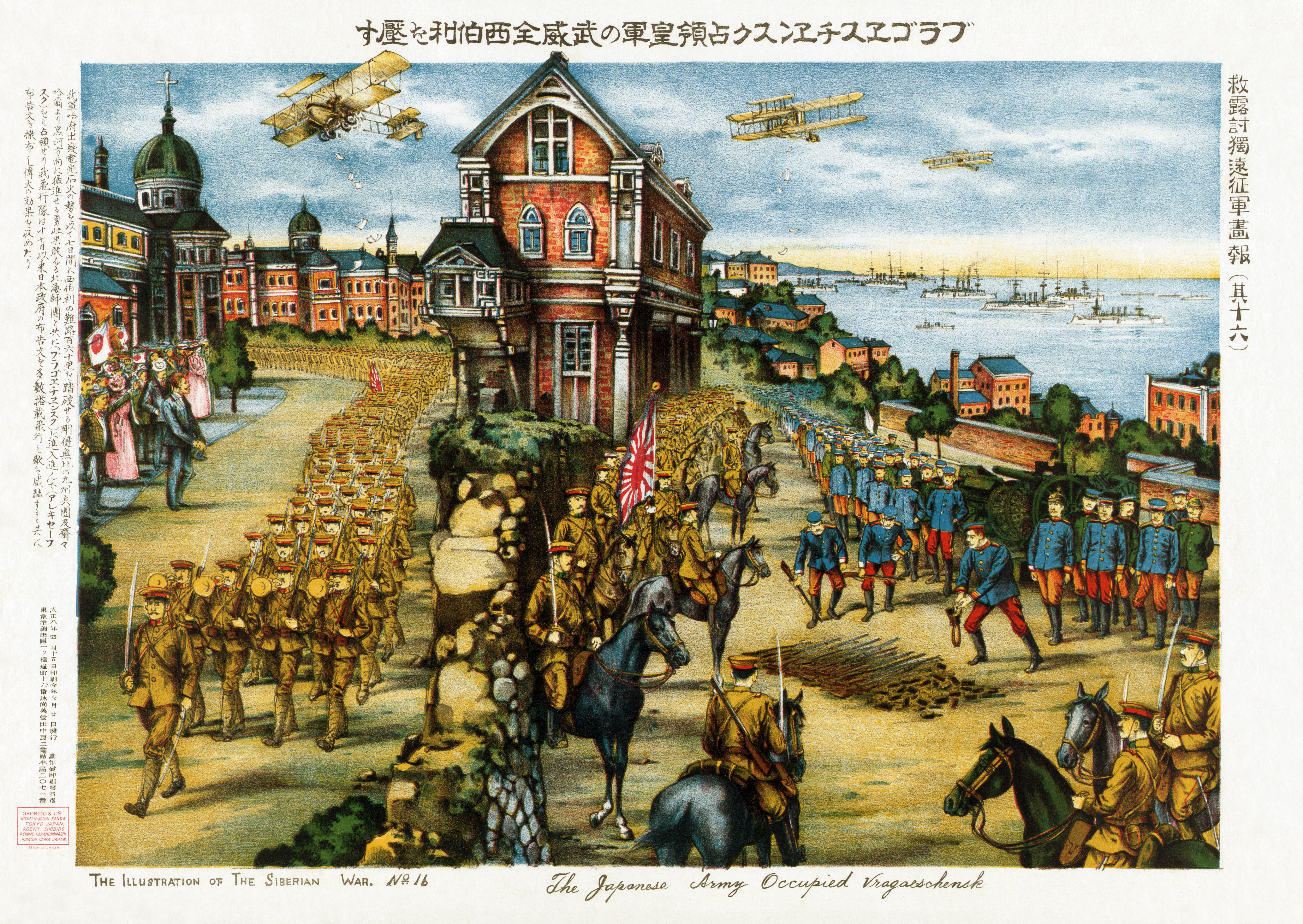
Erfarenheterna från boerkriget och det rysk-japanska kriget ledde till att de flesta länder antog nya praktiska fältuniformer före första världskriget.
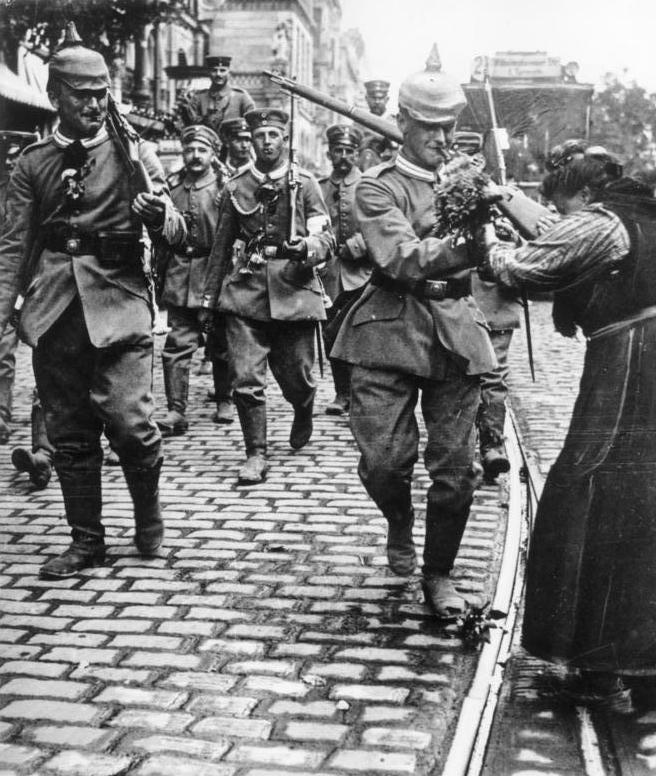
Tyskland antog en ny fältuniform 1907.  Den hade samma snitt som den äldre blå uniformen och uniformsdetaljer som utmärkte de olika regementena, men var gjord av fältgrått tyg. Pickelhuvan var fortfarande huvudbonad, men med ett överdrag.
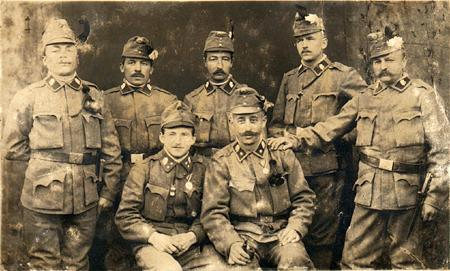
Österrike-Ungern antog en gäddgrå fältuniform 1909.
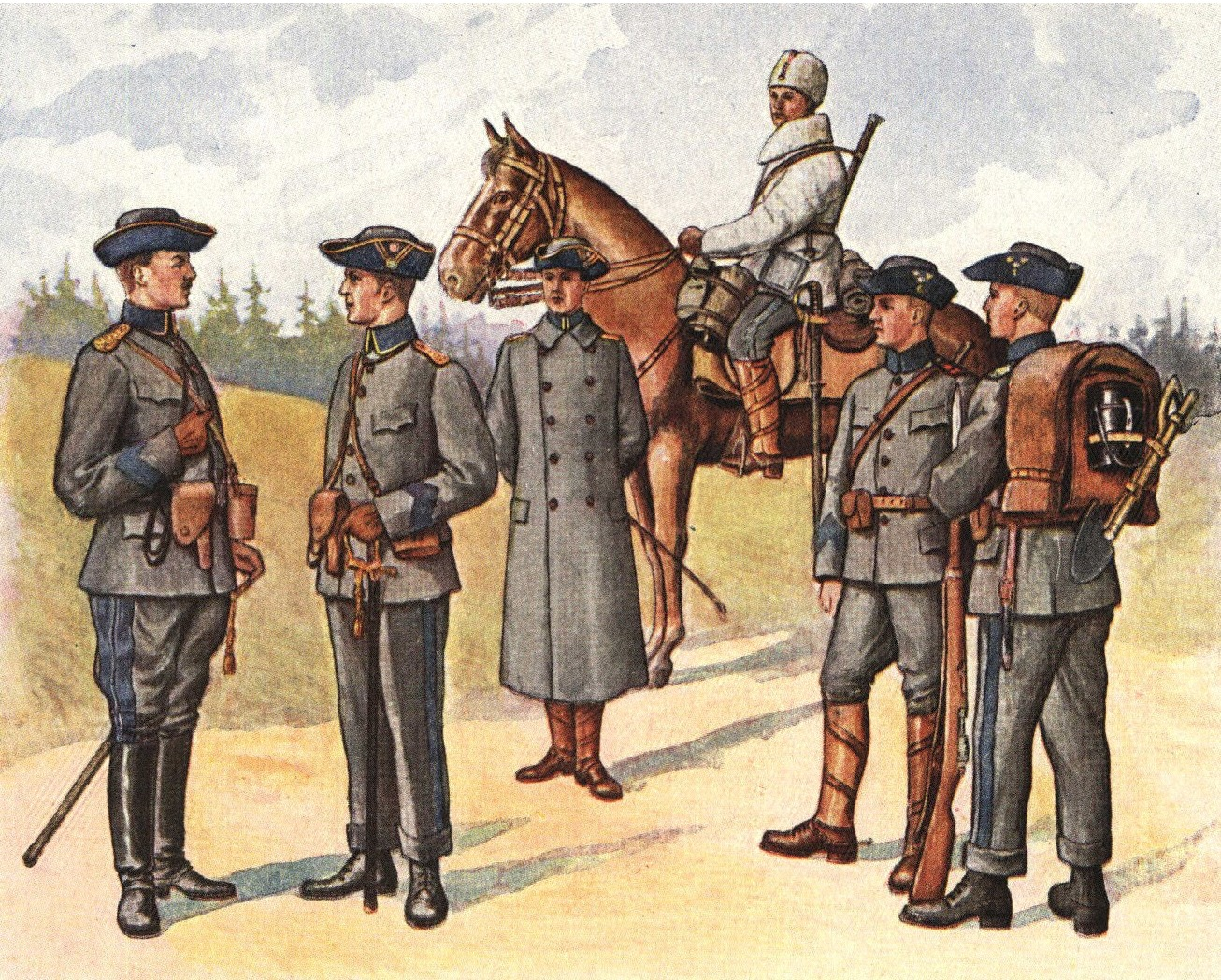
I Sverige antogs en grå fältuniform modell 1910.
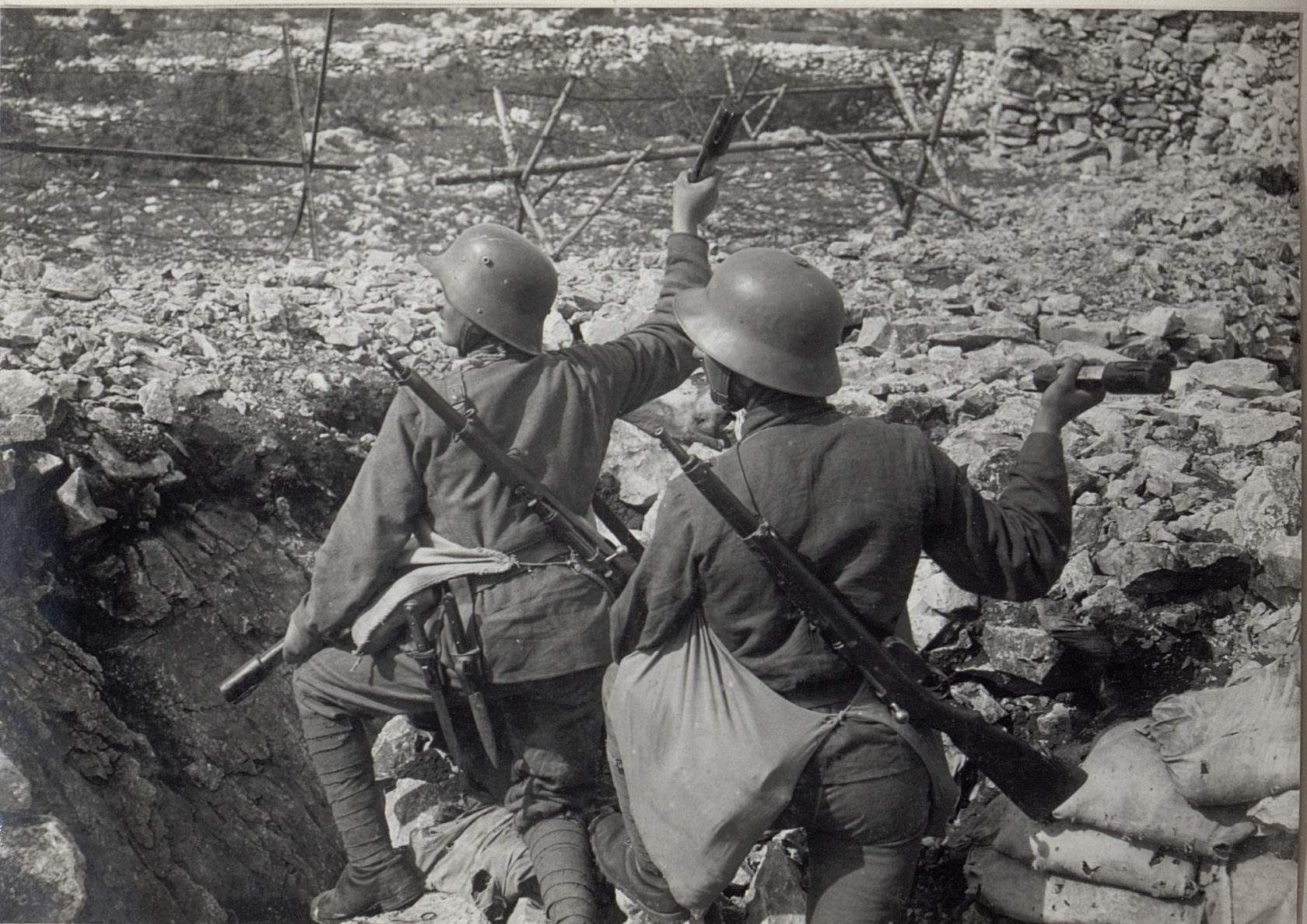
Första världskrigets skyttegravskrig tvingade fram ny utrustning, framförallt stålhjälmar, som förändrade soldatens utseende.
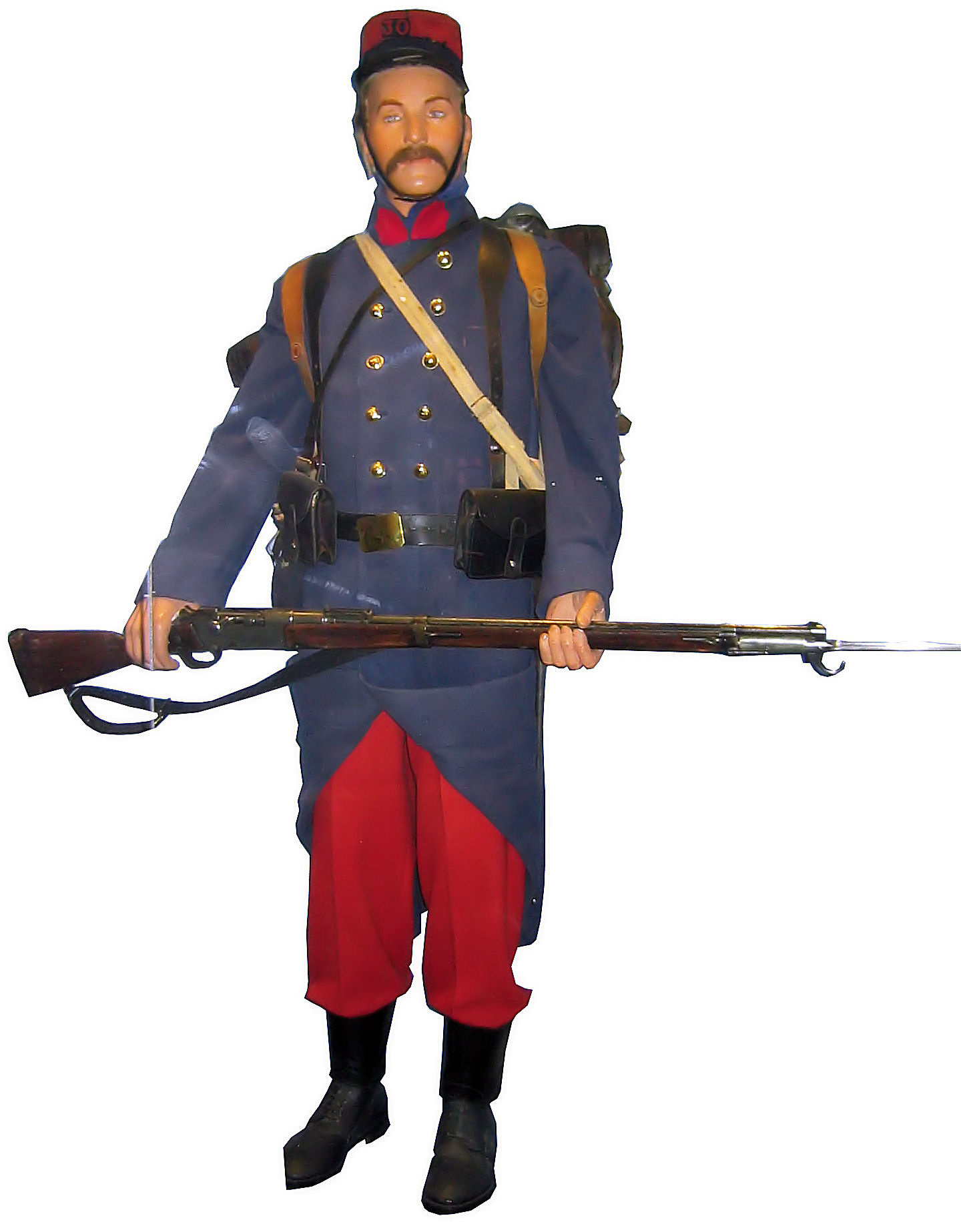
Av stormakterna var det bara Frankrike som 1914 gick i krig i en uniform som inte såg mycket annorlunda ut än under Fransk-tyska kriget 1870–1871.
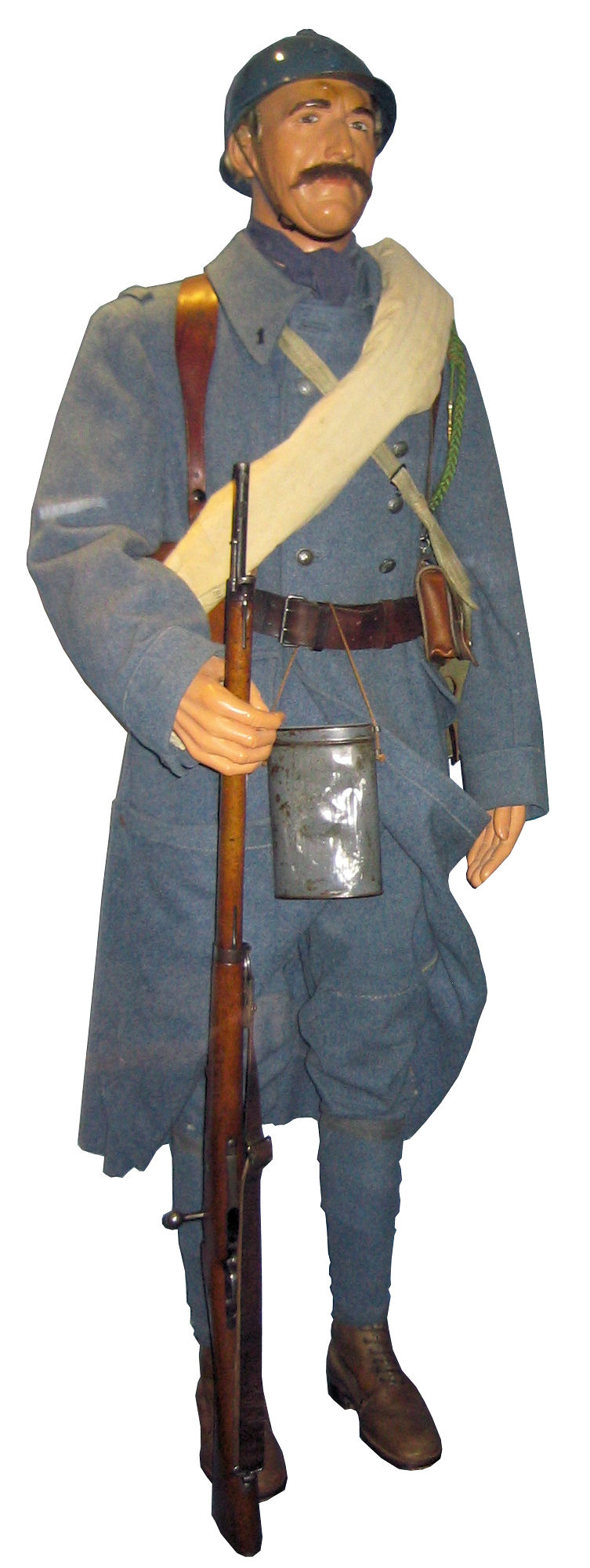
Frankrike införde 1915 en himmelsblå fältuniform med stålhjälm.
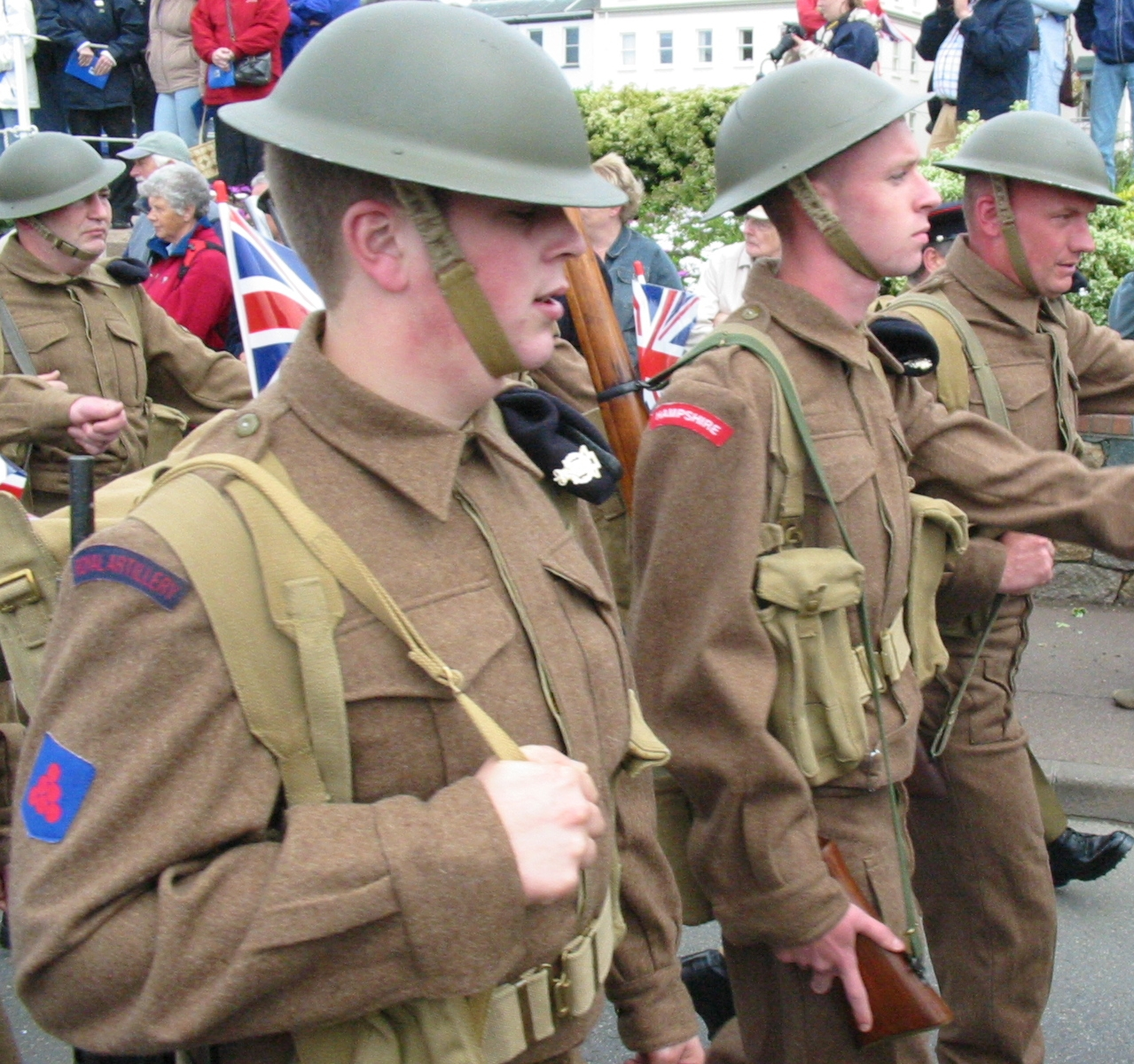
Brittiska armén införde 1938 en ny fältuniform, battle-dress, vilken istället för vapenrock hade en kort jacka.(Modernt historiskt återskapande.)
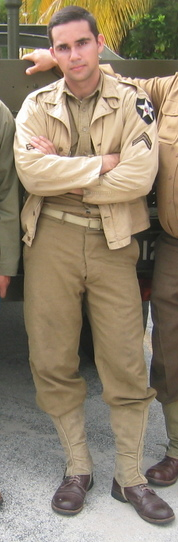
Den amerikanska armén införde 1941 också en fältuniform med jacka. (Modernt historiskt återskapande.)
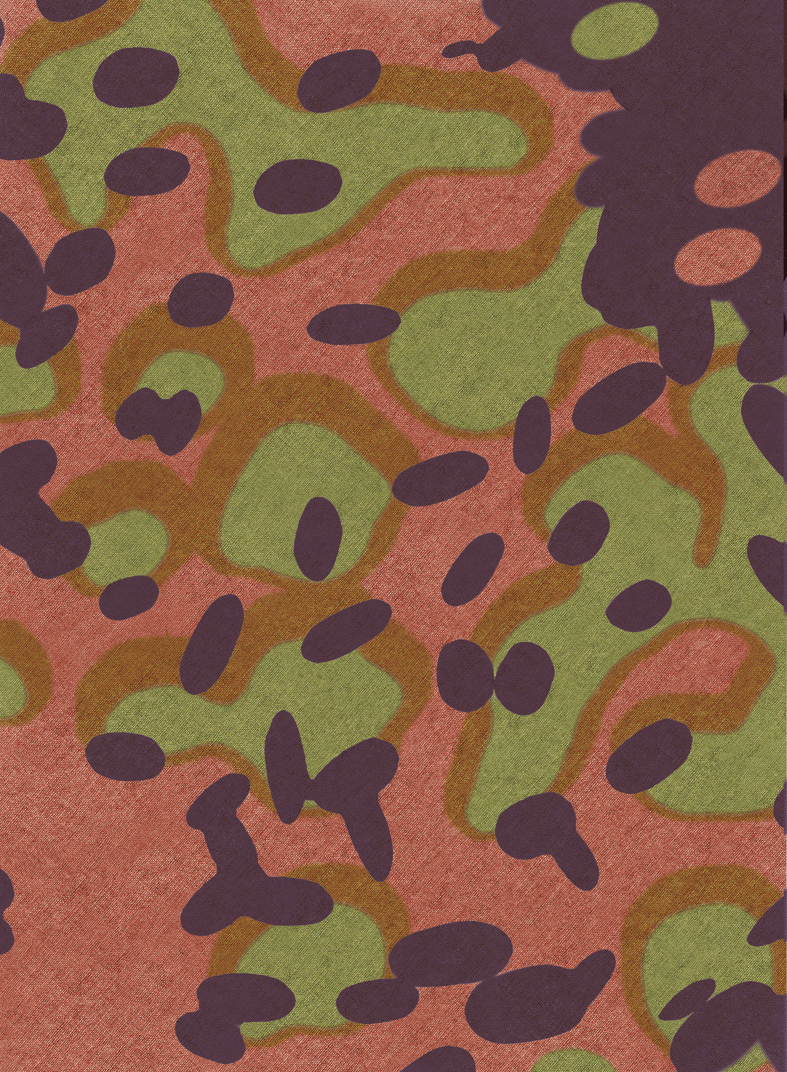
Waffen-SS var världens första militära truppförband, som i stor utsträckning utrustades med kamouflageuniformer.
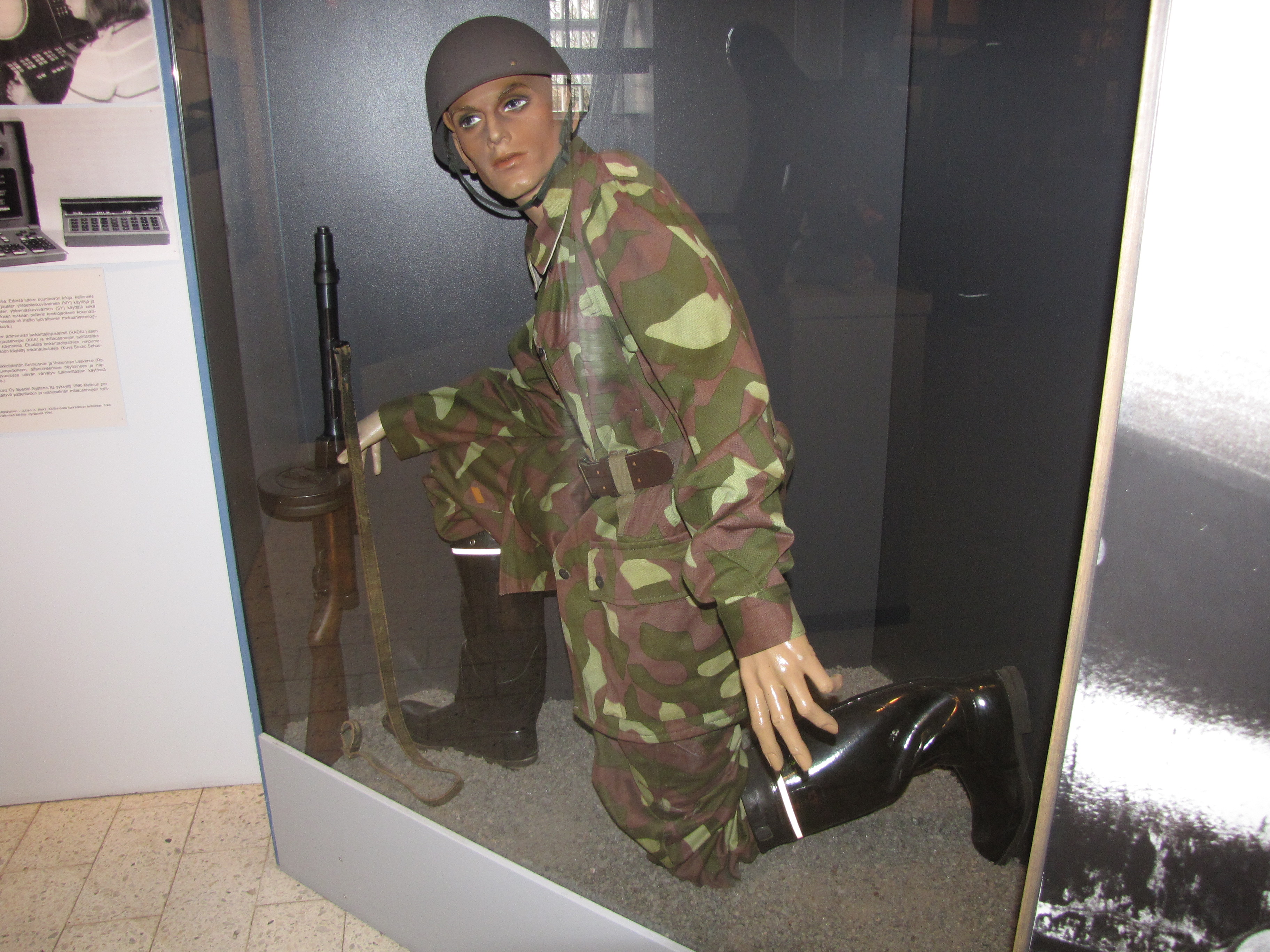
Sedan andra världskriget har kamouflageuniformer gradvis kommit att dominera världens fältuniformer. Här den finländska fältuniformen modell 1962.
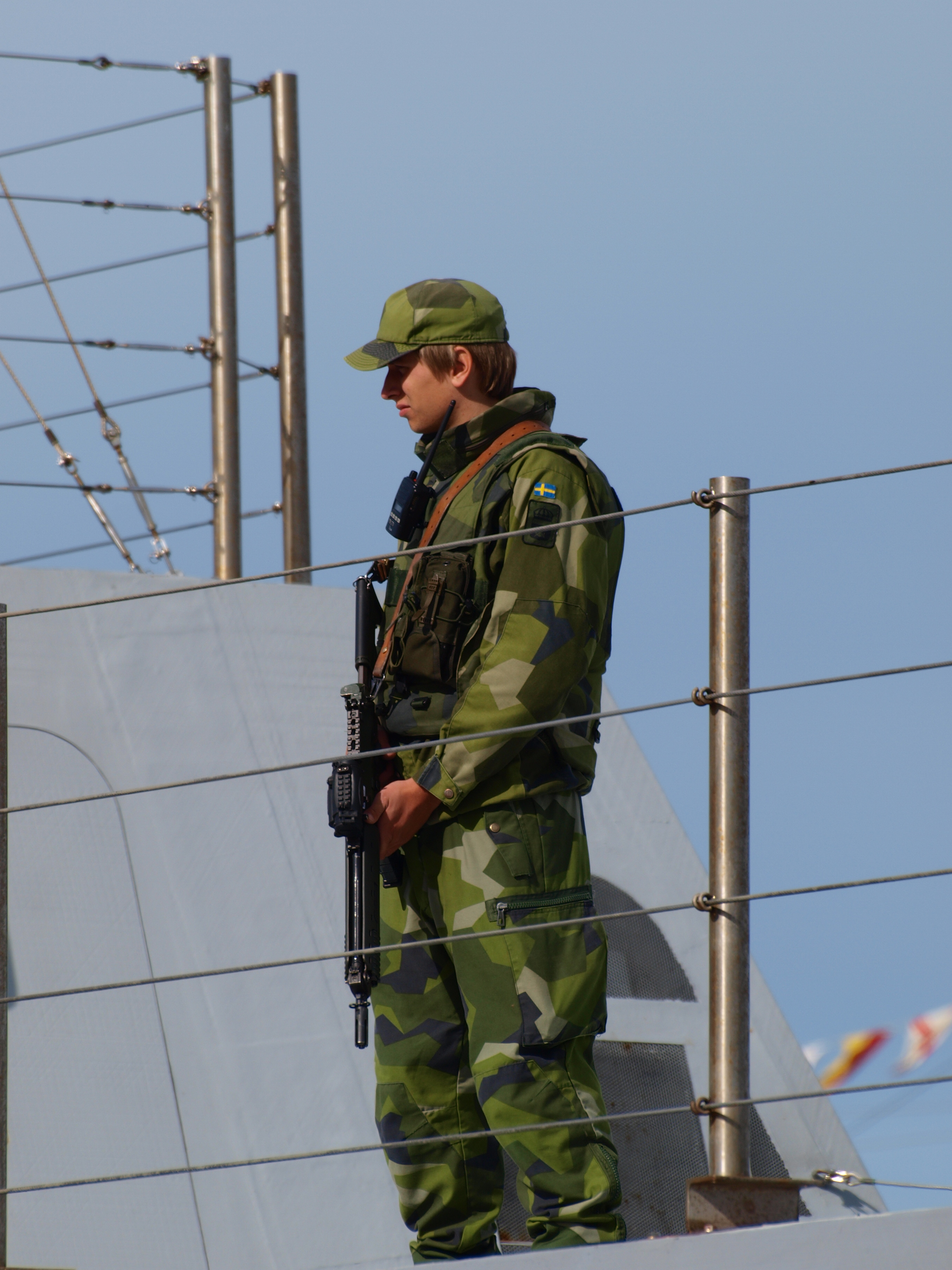
I Sverige var det först med Fältuniform 90, som en kamouflagefärgad uniform infördes.
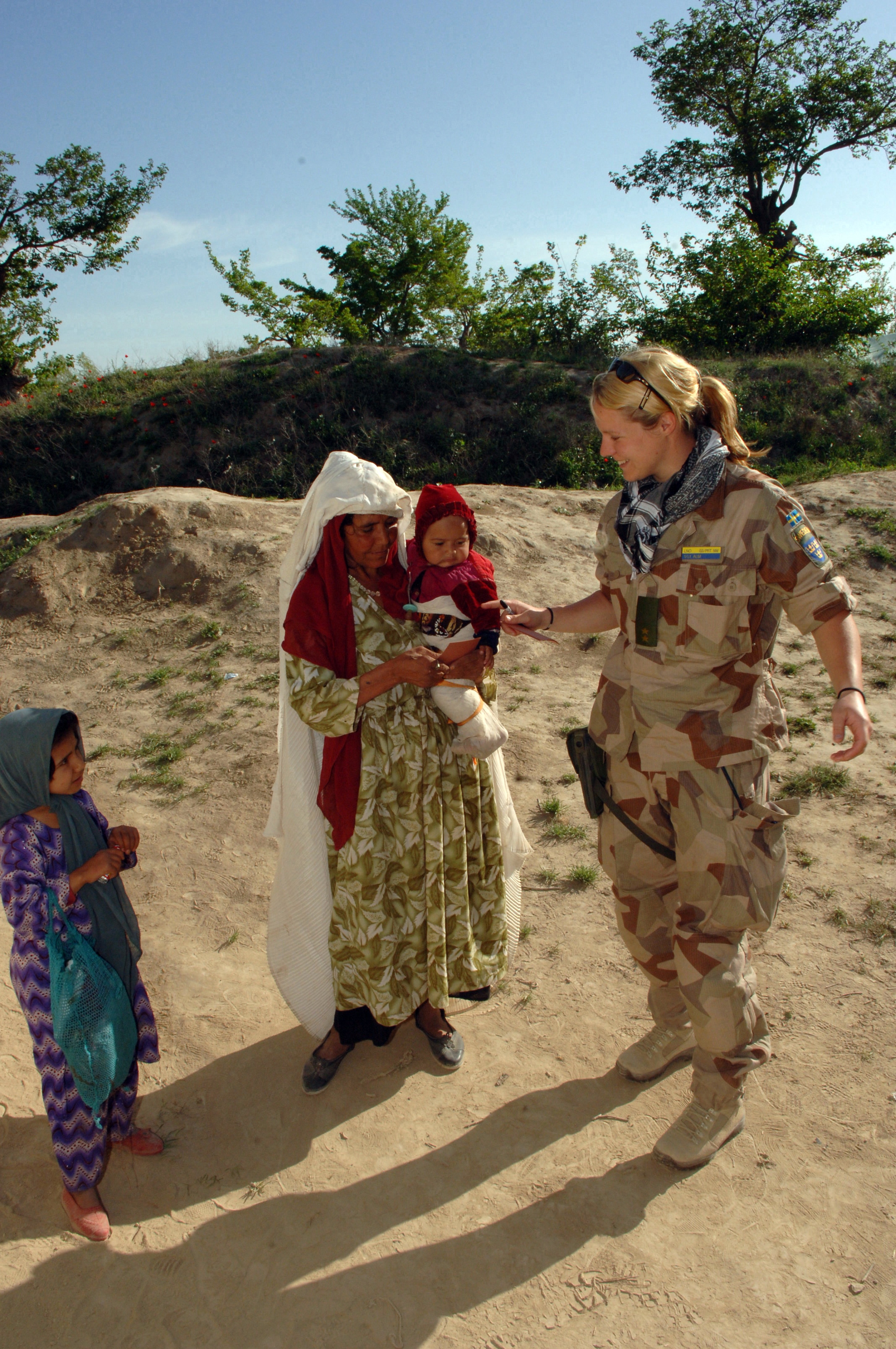
Kamouflageuniformer finns i många olika färgkombinationer beroende på i vilken terräng soldaten skall operera. Här den svenska Fältuniform 90TR BE.

Källa:

### Marina uniformer
Sjöstridskrafternas uniformering kom relativt senare än arméernas. De flesta länders flottor kom att bära blå uniformer som på grund av Storbritanniens sjömilitära överlägsenhet kom att likna dess flottas. Sjöofficersuniformerna kom sedan att ligga till grund för civiluniformer inom lots- och fyrväsende, hamnväsende med mera samt för yrkesdräkter inom handelsflottan och den civila sjöfartsnäringen i övrigt.

#### Sjömansuniformen
Karaktäristiskt för sjömansuniformen är sjömansmössa (rundmössa), sjömanskrage (blåkrage) och sjömansblus (bussarong). I vissa länder är även en randig sjömansskjorta kännetecknande för sjömansuniformen.

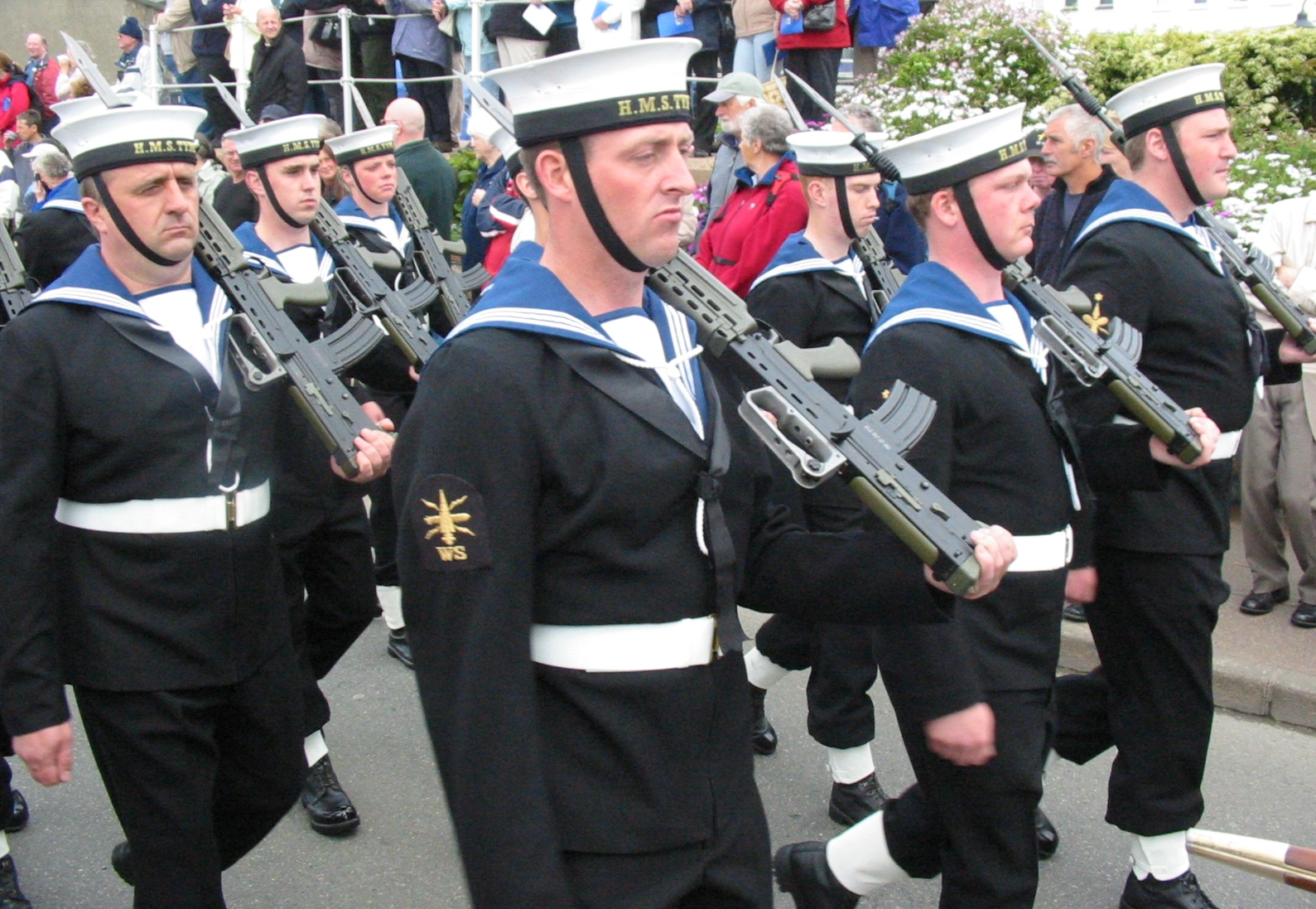
Sjömän i brittiska flottan bärandes uniform med rundmössa, blåkrage och blå bussarong.
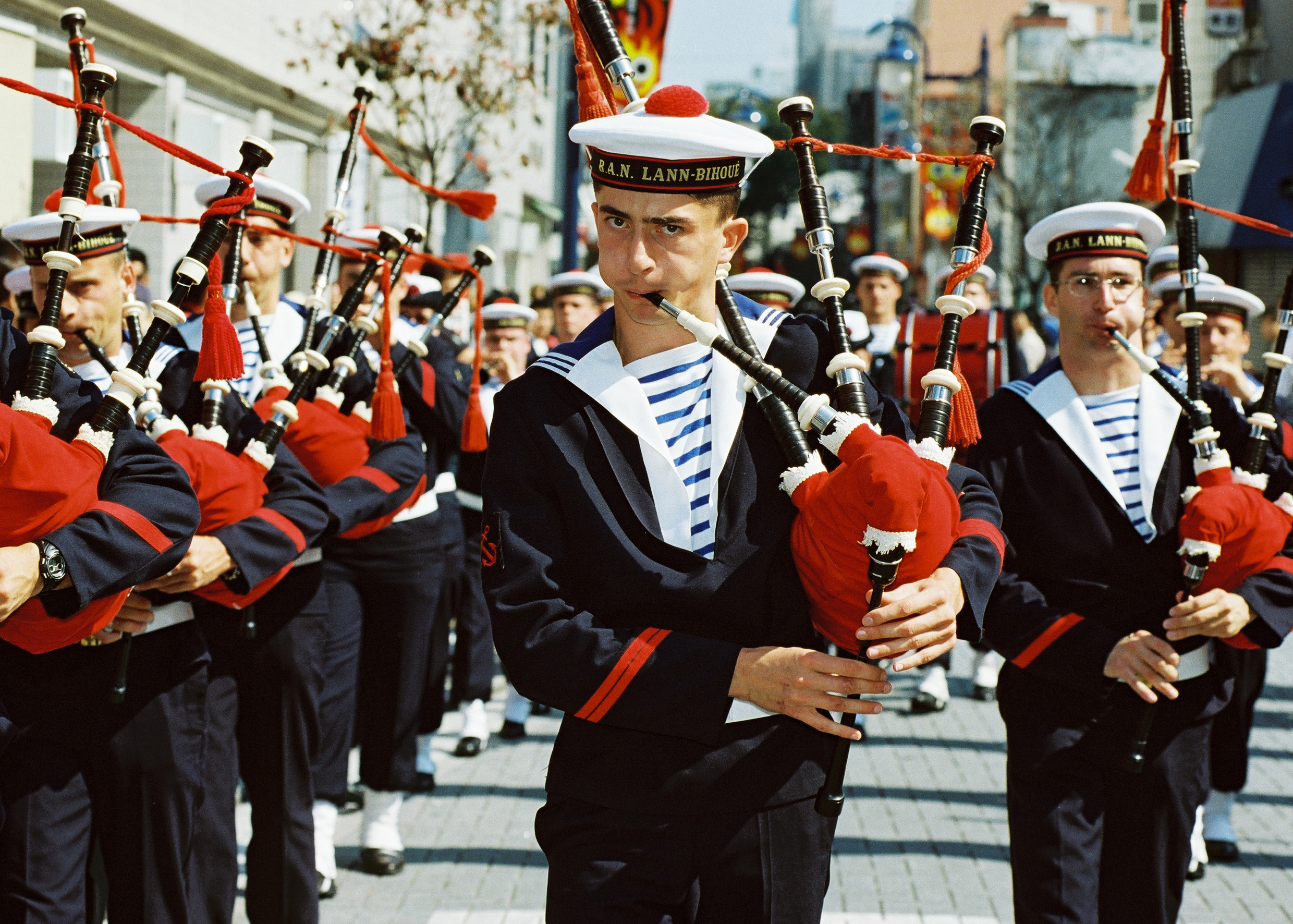
Säckpipmusikkår från franska flottan i uniform med rundmössa, blåkrage, blå bussarong och randig skjorta.
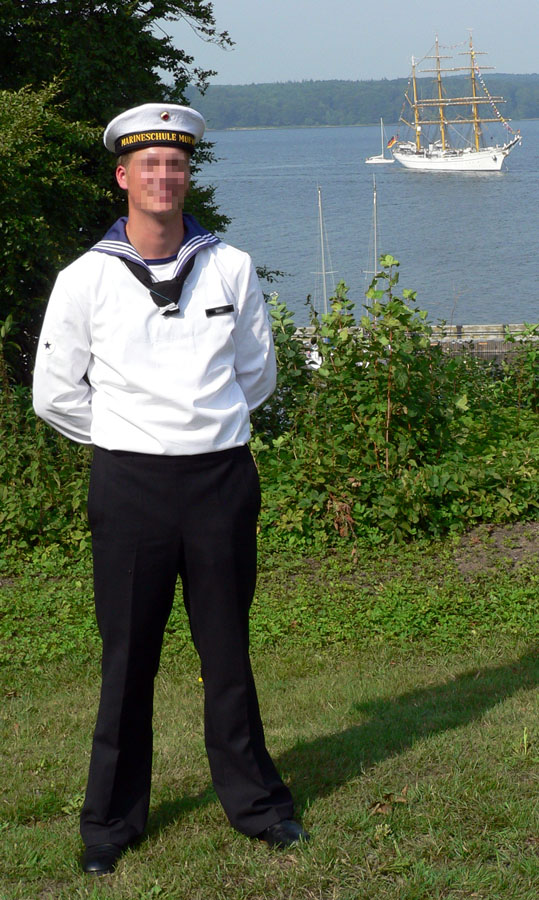
Sjöman i sommaruniform med vit rundmössa, blåkrage och vit bussarong från tyska flottan.
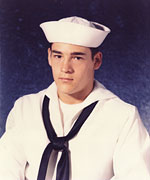
Sjöman i helvit sommaruniform i USA:s flotta med den särpräglade amerikanska sjömansmössan.
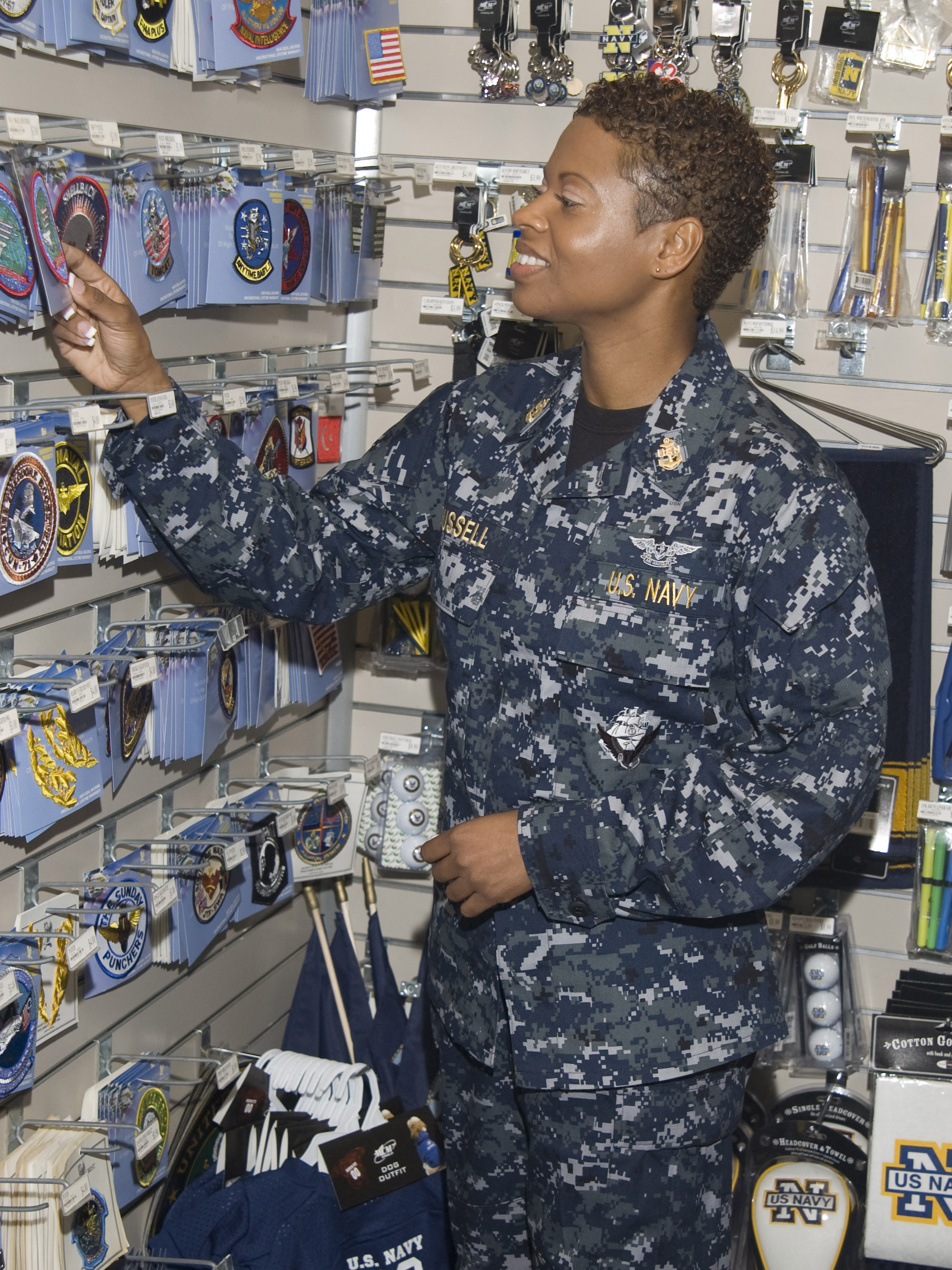
Flaggstyrman från amerikanska flottan i modern kamouflageuniform som arbetsdräkt.

#### Sjöofficersuniformen
Kännetecknande för sjöofficersuniformen är skärmmössa och dubbelknäppt kavaj där, i de flesta länder, gradbeteckningarna bärs i form av galoner på underärmen. Vit sommaruniform är en variant där gradbeteckningarna ofta bärs på kavajen eller skjortans axelklaffar. I de flesta länders flottor bär sjöunderofficerare uniformer av samma typ. Tidigare bar underbefälet i många länder istället enkelknäppta kavajer.

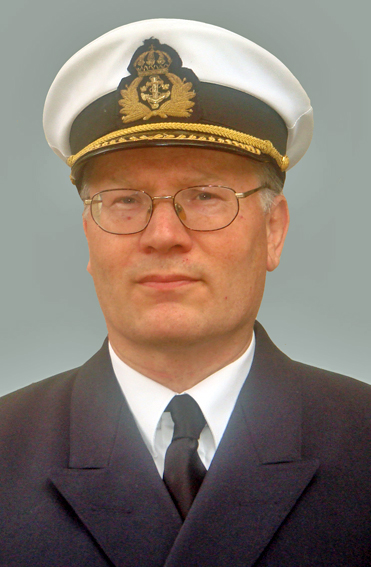
Svensk kommendör med skärmmössa och blå kavaj 2008.
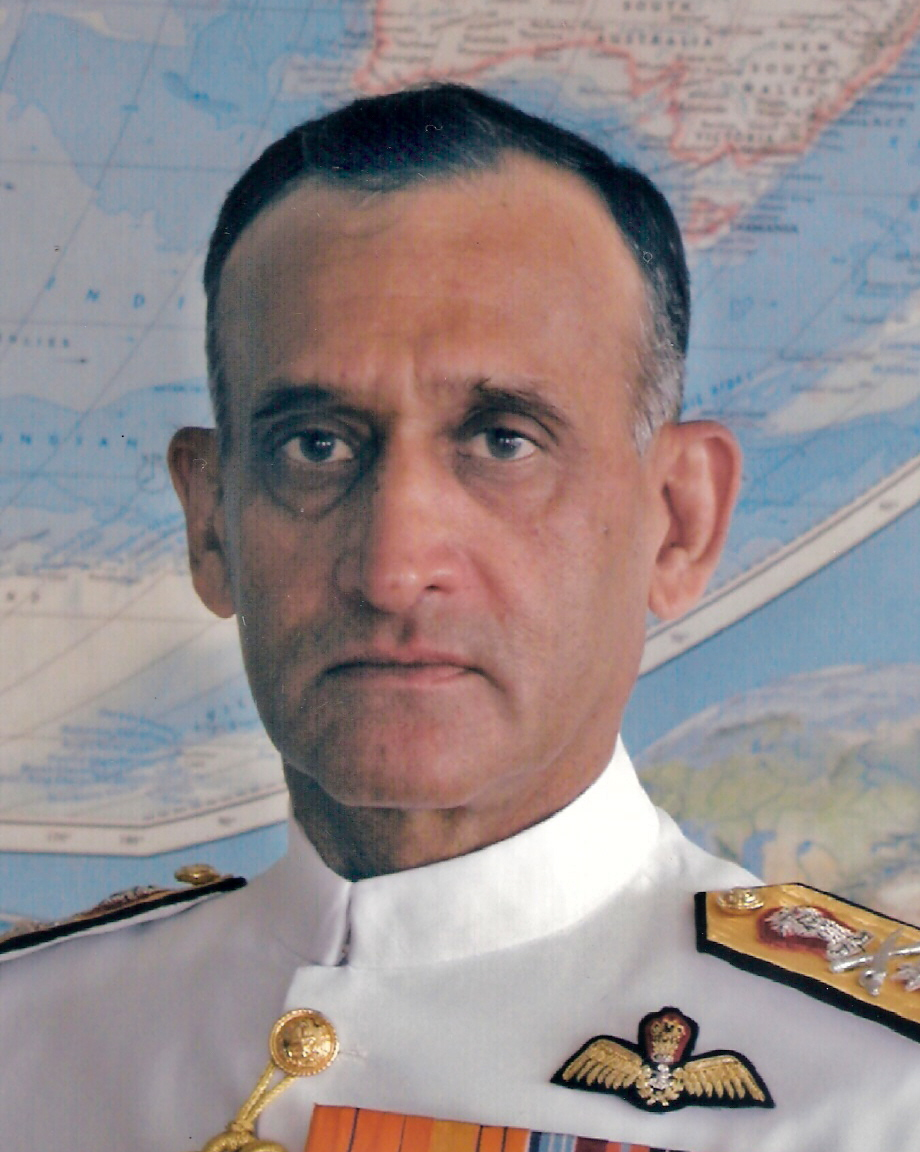
Amiral från Indiens flotta i vit sommaruniform med gradbeteckningarna på axelklaffarna.
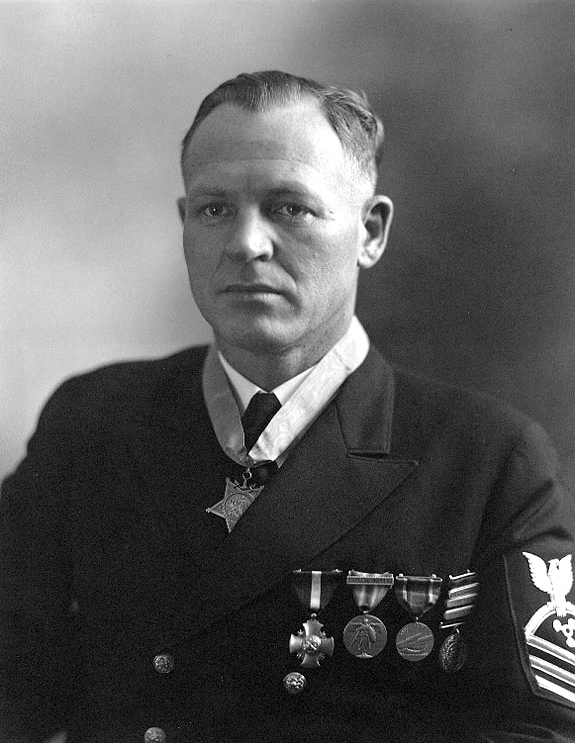
Flaggkorpral från USA:s flotta 1940. Han bär en enkelknäppt kavaj.
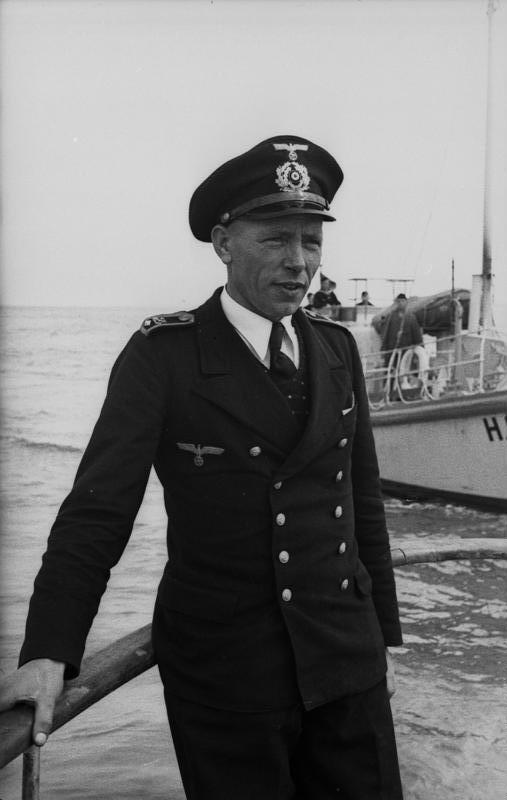
Underofficer av 2. graden från Kriegsmarine 1941.
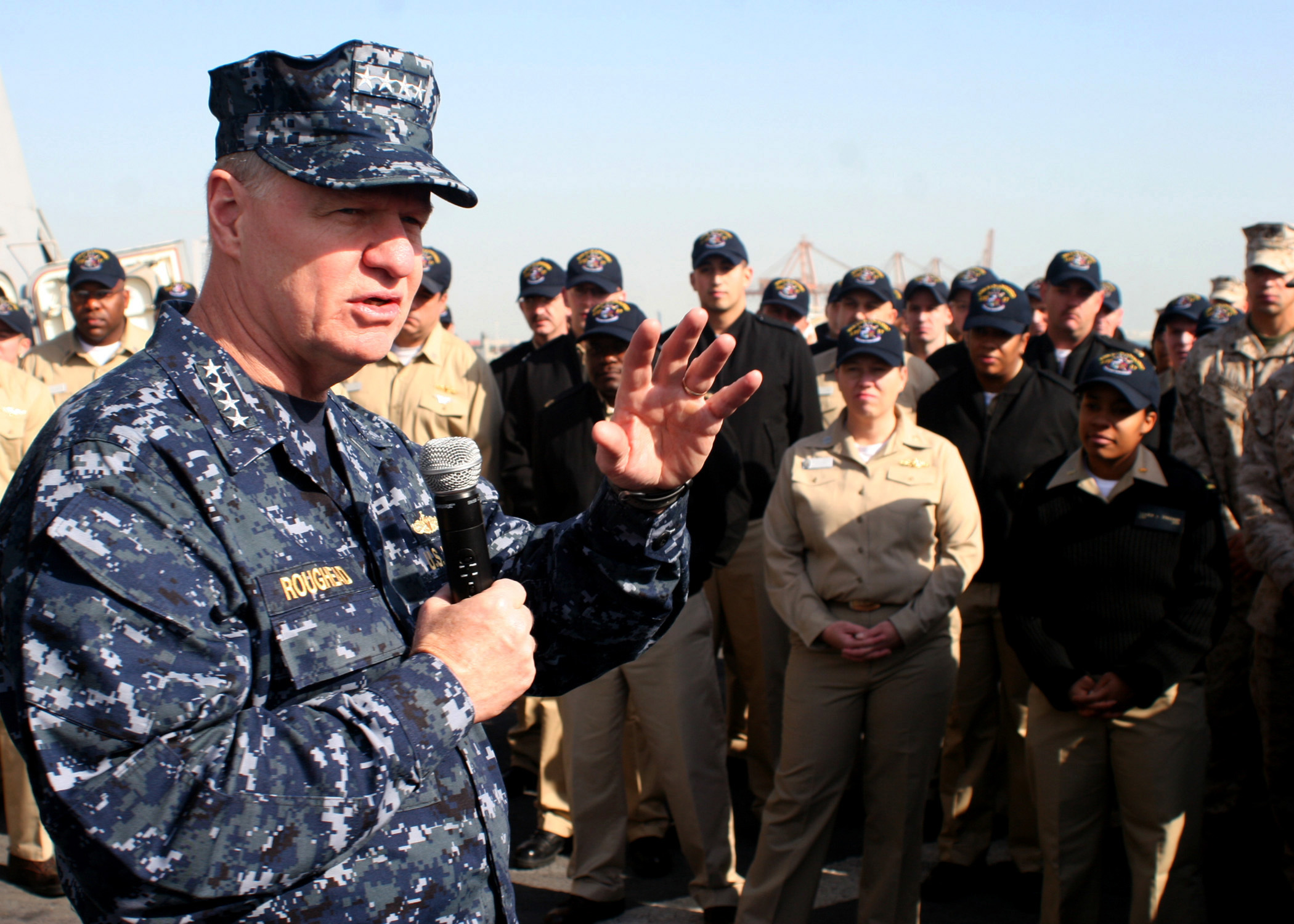
Amerikansk amiral i modern arbetsdräkt.

#### Marinkårsuniformer
Marinkårer och marininfanteri intar en mellanställning, som markstridsförband underställda flottan. Detsamma gäller för det svenska kustartilleriet och amfibiekåren. Uniformeringen kan antingen vara en variant av arméuniformen eller en variant av flottans uniform. 

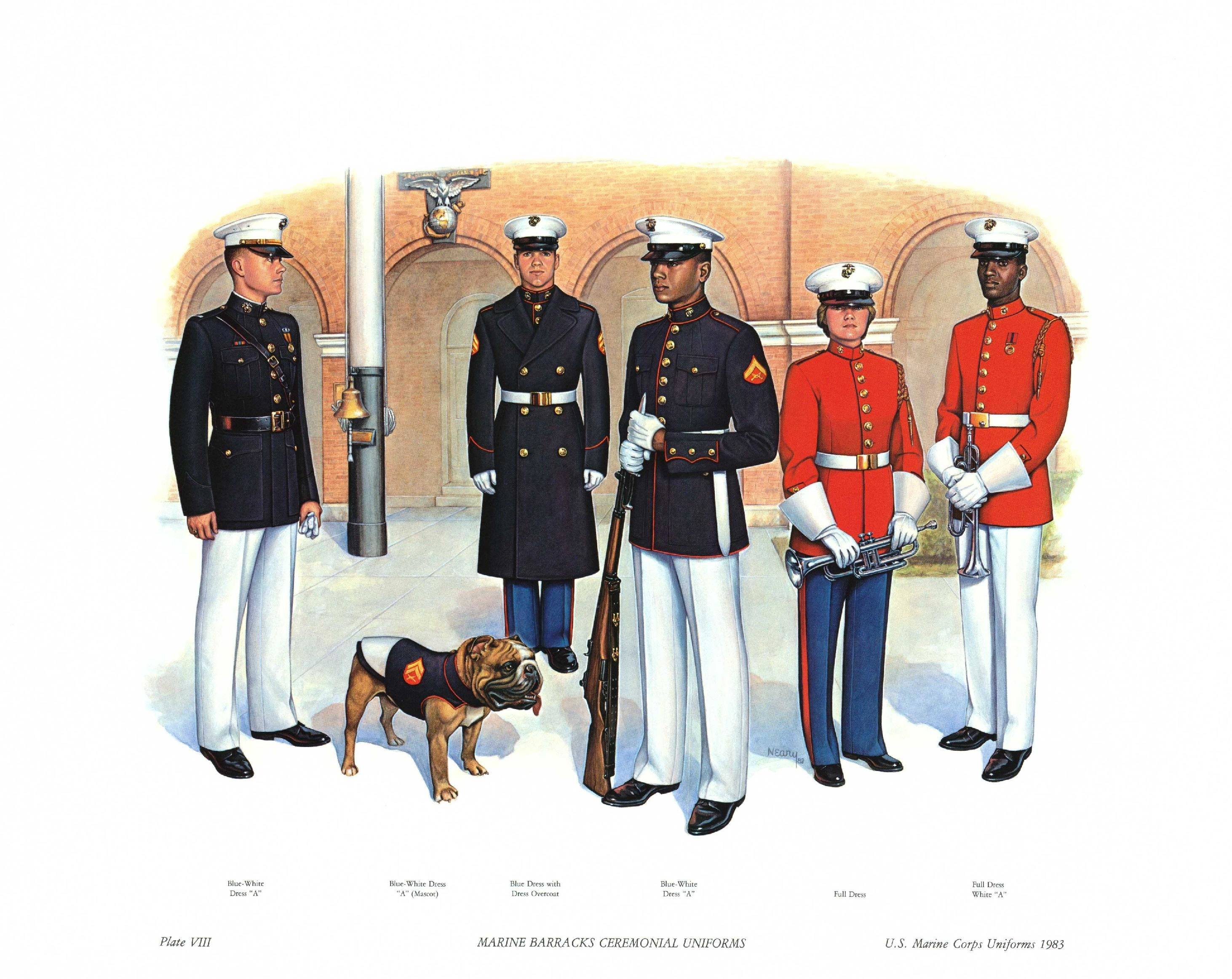
United States Marine Corps
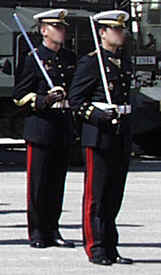
Infantería de Marina
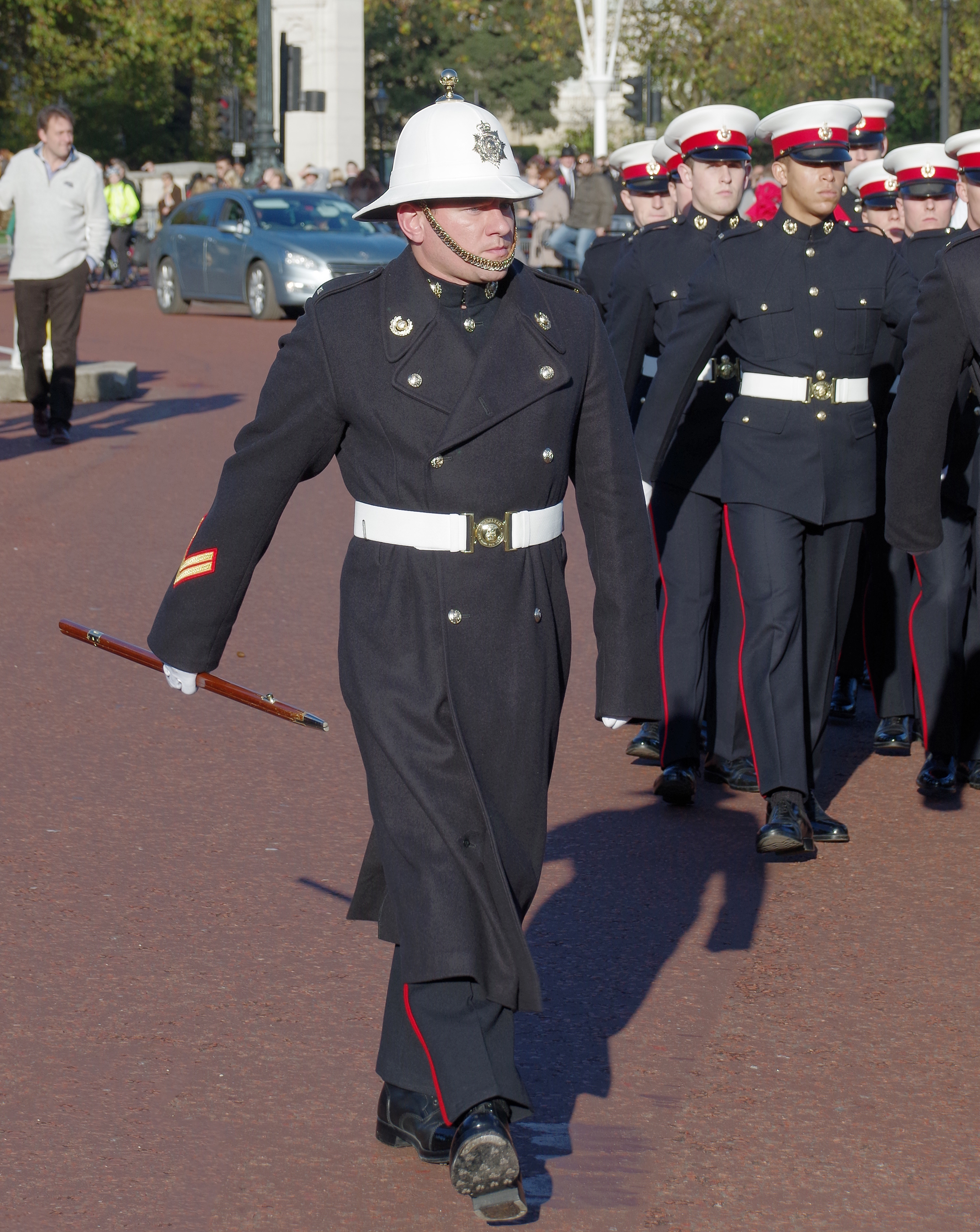
Royal Marines
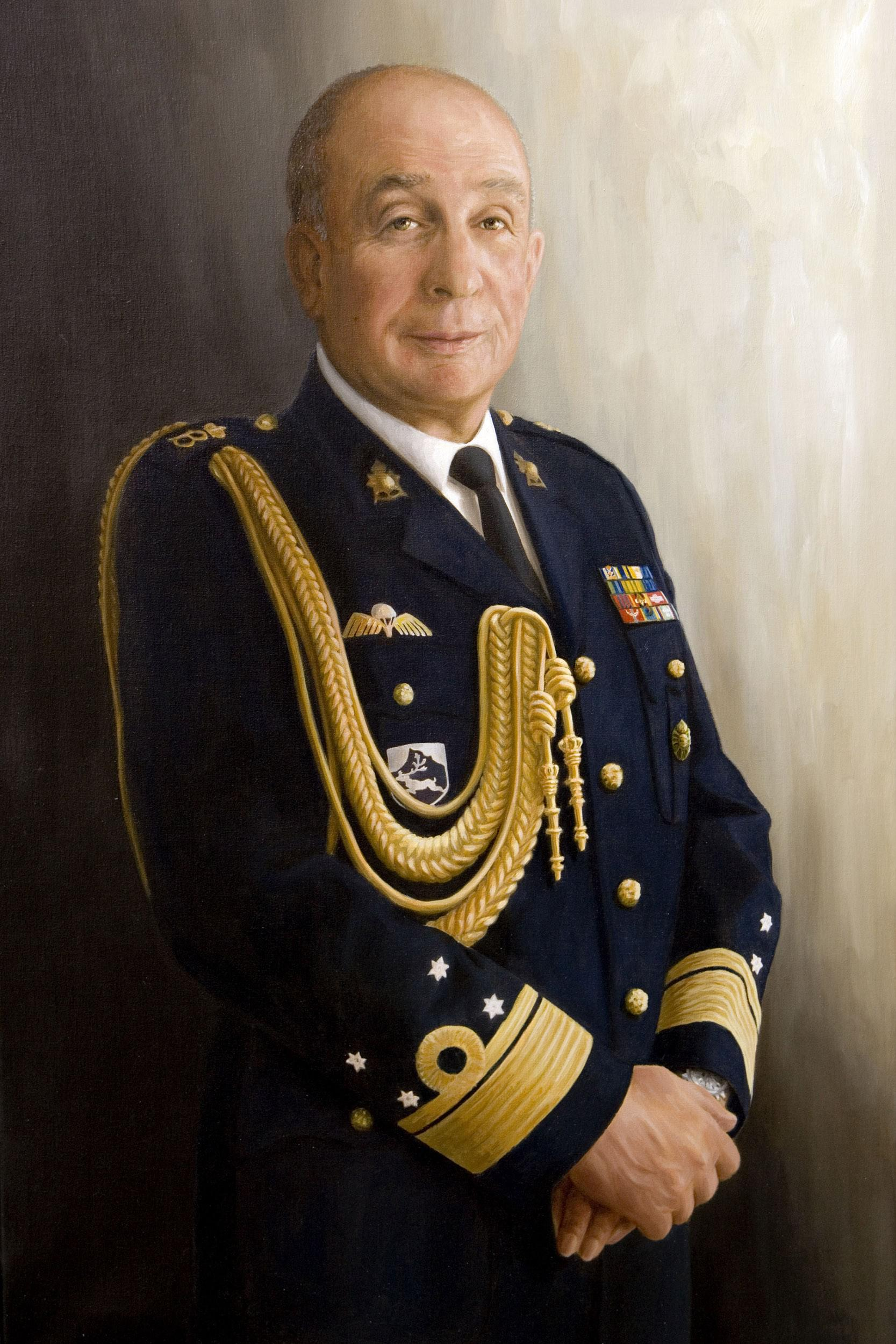
Korps Mariniers
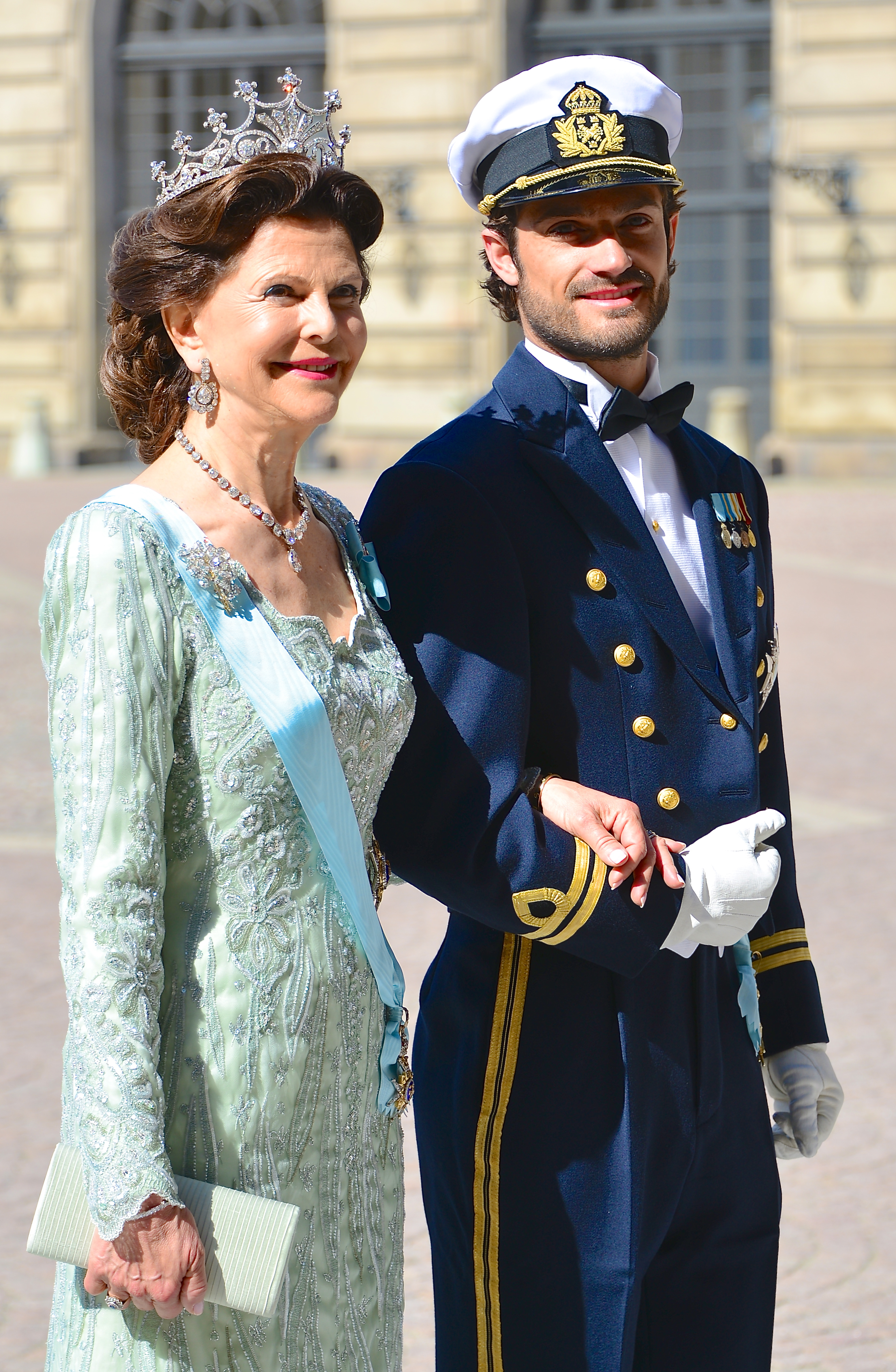
Prins Carl Philip i amfibiekårens uniform
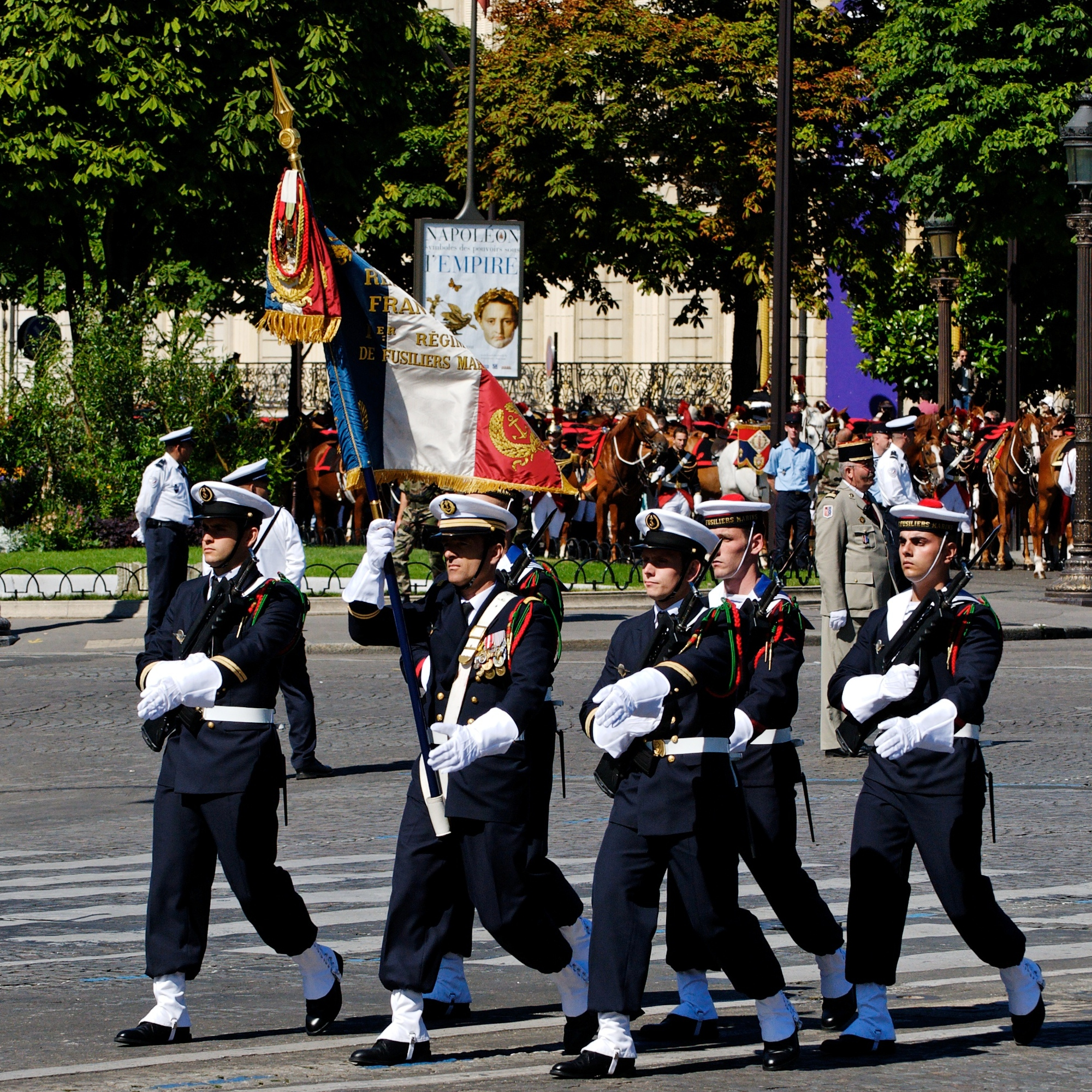
Fusiliers Marin de France i paraddräkt
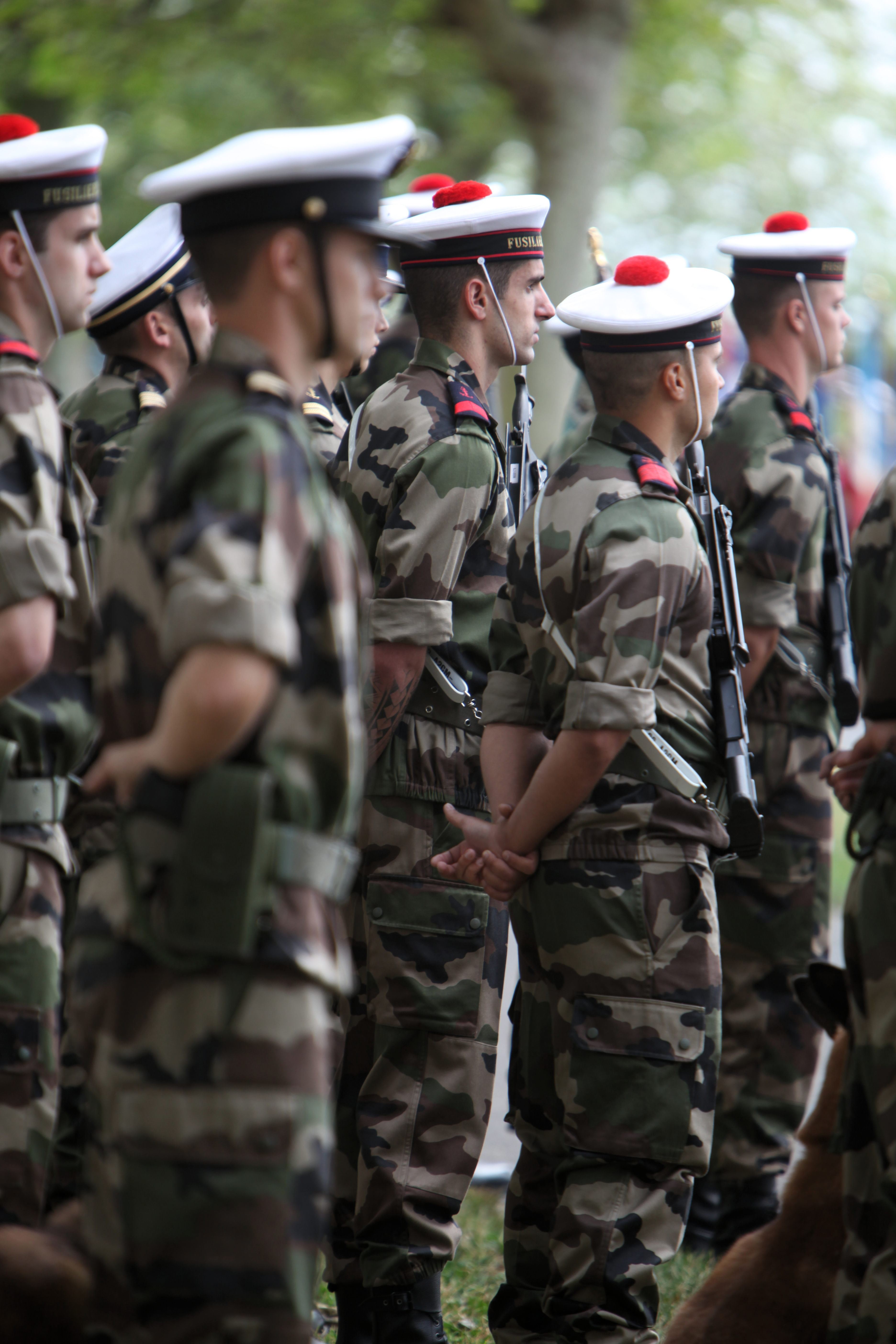
Fusiliers Marin i trupparaddräkt
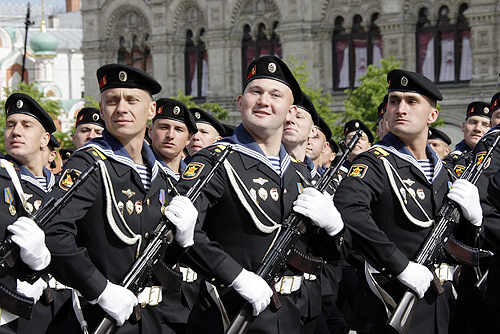
Det ryska marininfanteriet bär sjömansuniform med basker.

### Flygvapenuniformer
När flygstridskrafterna efter första världskriget fick en permanent och självständig ställning, som truppslag i armén, vapenslag i flottan eller som en egen försvarsgren, uppkom frågan om deras uniformering. Storbritanniens flygvapen (Royal Air Force, RAF) var det första flygvapen som blev en egen försvarsgren 1918. Dess uniform kom i viss utsträckning att vara vägledande för världens flygvapenuniformer, även om den inte fick samma genomslagskraft som den brittiska flottans uniformer fick på marinuniformerna. RAF antog en gråblå uniform med officerarnas gradbeteckningar på underärmarna, precis som i flottan. Vapenrocken var av kavajtyp med nedvikt krage och slips. När Nazityskland upprustades med ett eget flygvapen 1935, antogs en uniform av motsvarande typ för det nya Luftwaffe, dvs. gråblå vapenrock med nedvikt krage. Gradbeteckningarna var dock av armétyp och på kragen anbragtes för vapnet karaktäristiska färgade kragspeglar. I andra länder antog flygvapnen en uniform som var ett mellanting mellan RAF-uniformen och den traditionella sjöofficersuniformen. Det innebar en blå enkelknäppt kavaj med slips och gradbeteckningar i guld på underärmarna. Det franska flygvapnet fick en sådan uniform 1935. Men det svenska flygvapnet som blev en självständig försvarsgren 1926 fick en uniform av denna typ redan 1930. USA:s flygvapen blev 1947 en egen försvarsgren och antog en uniform som liknade arméns, men i ett flygvapenblått utförande. 1993-1999 hade man en uniform liknande de svenska och franska flygvapnens med officerarnas gradbeteckningar på underärmarna. Då gradbeteckningarna var i silver kom uniformen att se ut som en yrkesdräkt för kommersiell flygtrafik vilket gjorde den mycket impopulär bland personalen.

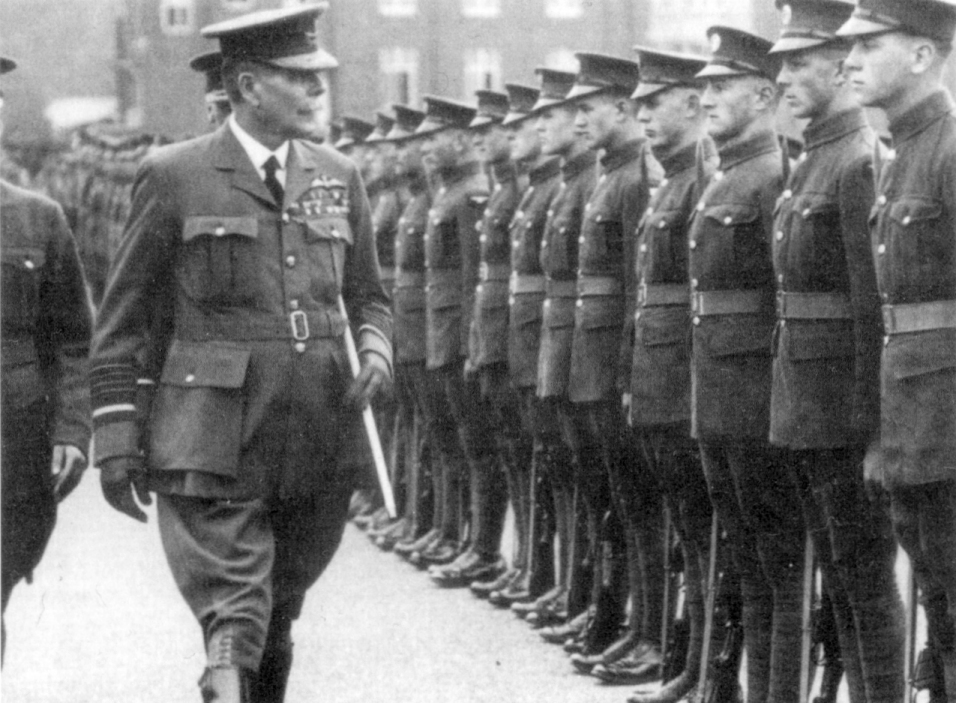
Den första RAF-uniformen. Kavaj och slips anlades av underbefäl och manskap 1936.
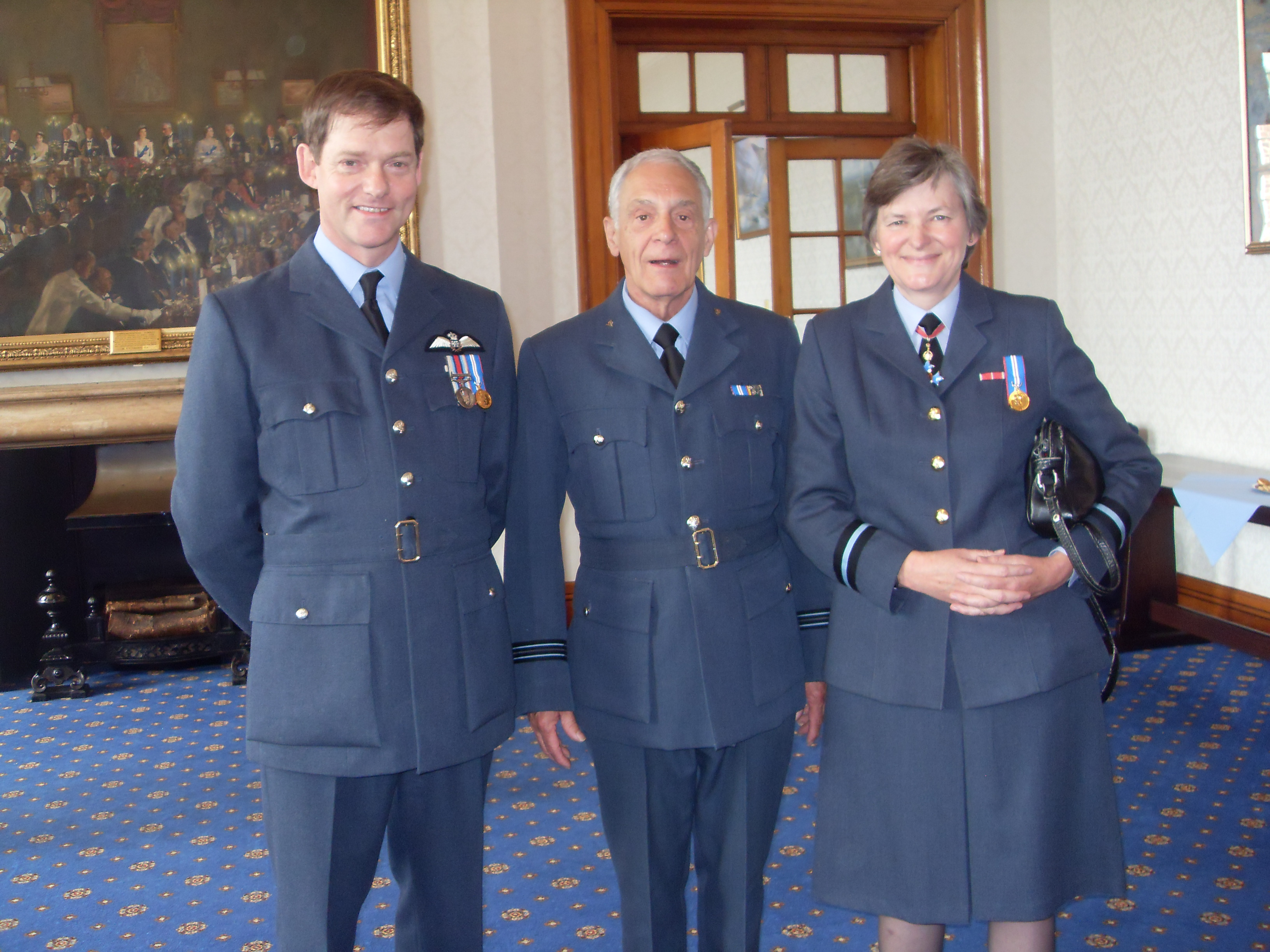
Moderna RAF-uniformer är av samma grundläggande färg och form.
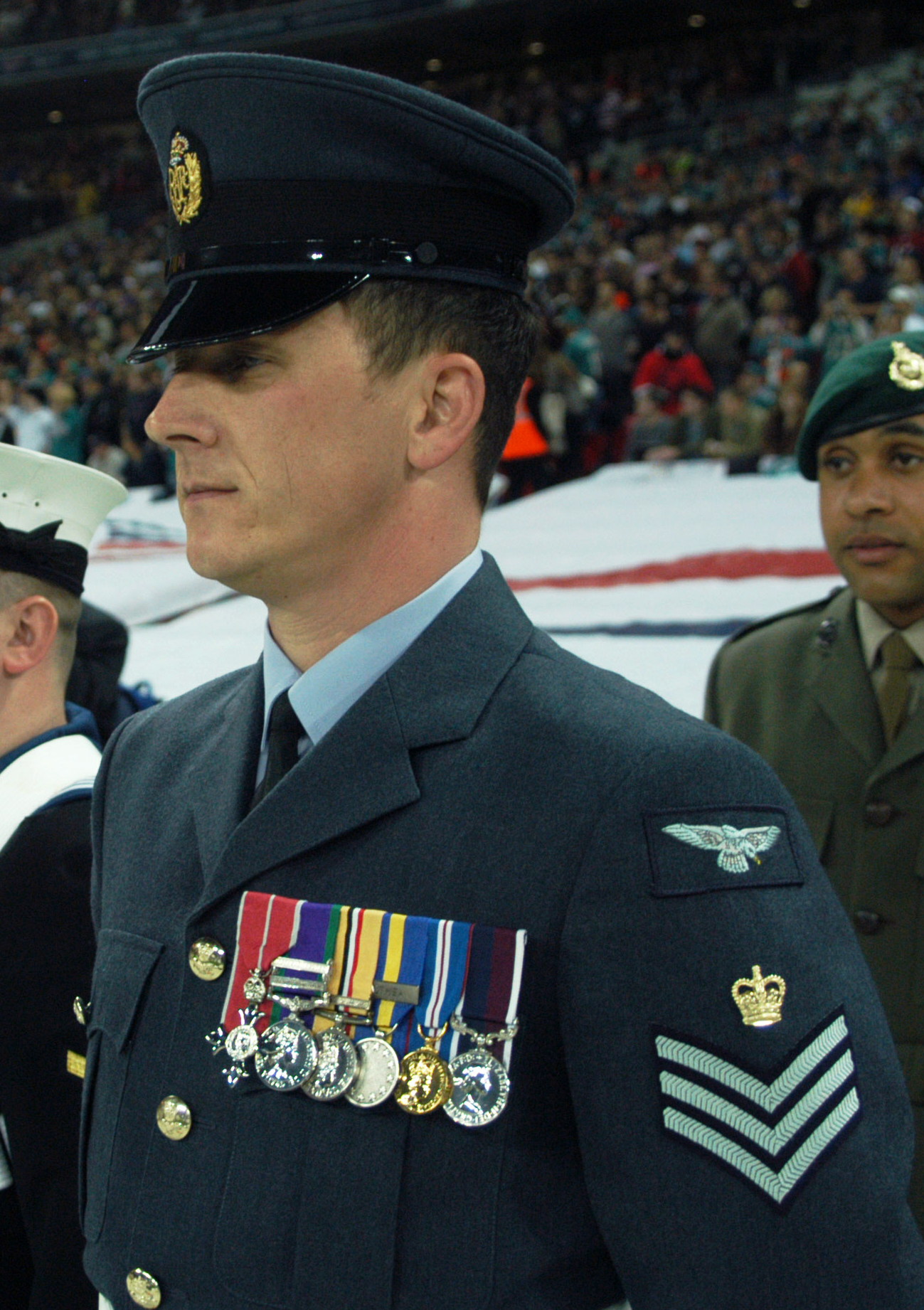
Specialistofficerare och gruppbefäl vid RAF bär, utom av flottiljförvaltare, gradbeteckningen på överärmarna som i armén. Här en fanjunkare i trupparaddräkt 2007.
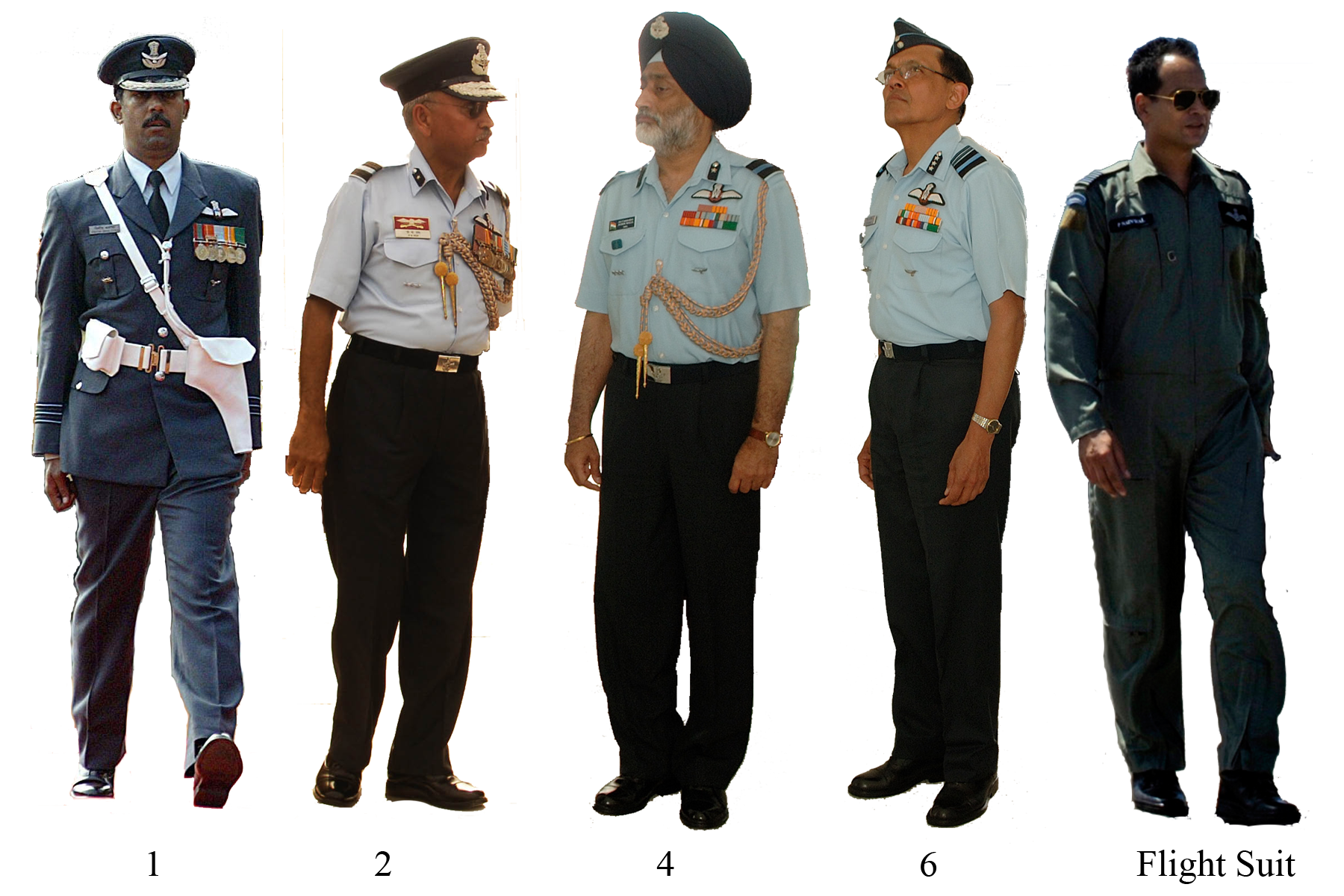
De flesta samväldesländer och tidigare brittiska kolonier har flygvapenuniformer liknande RAF. Här uniformer från Indiens flygvapen.
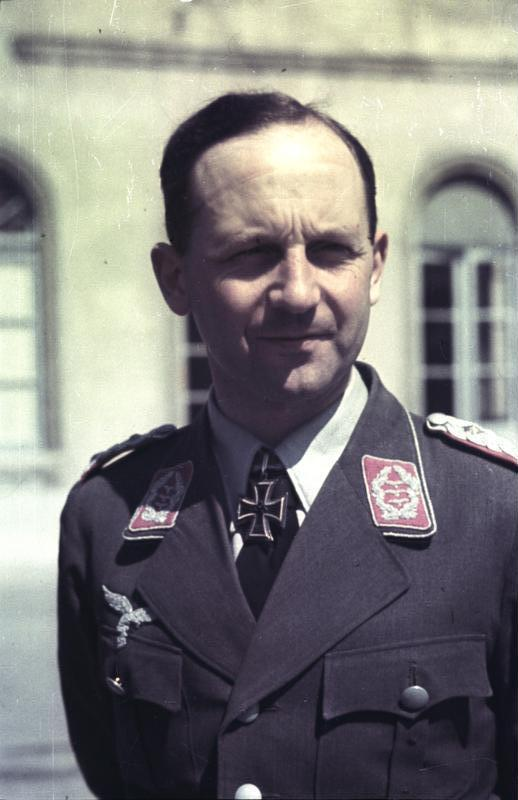
Överste i Luftwaffes generalstab 1941/1942.
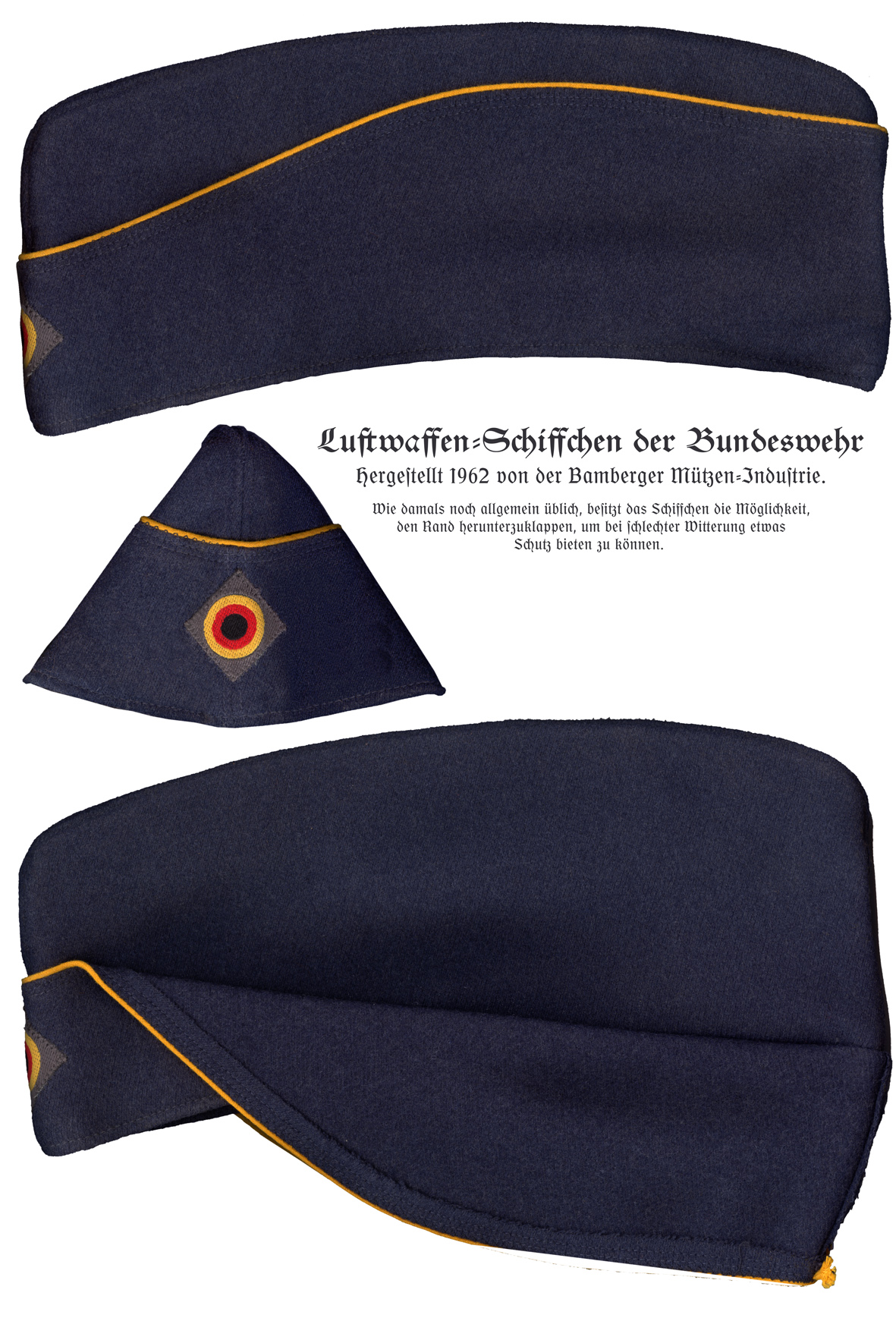
Även det moderna tyska flygvapnet i Bundeswehr bär en uniform av motsvarande typ.
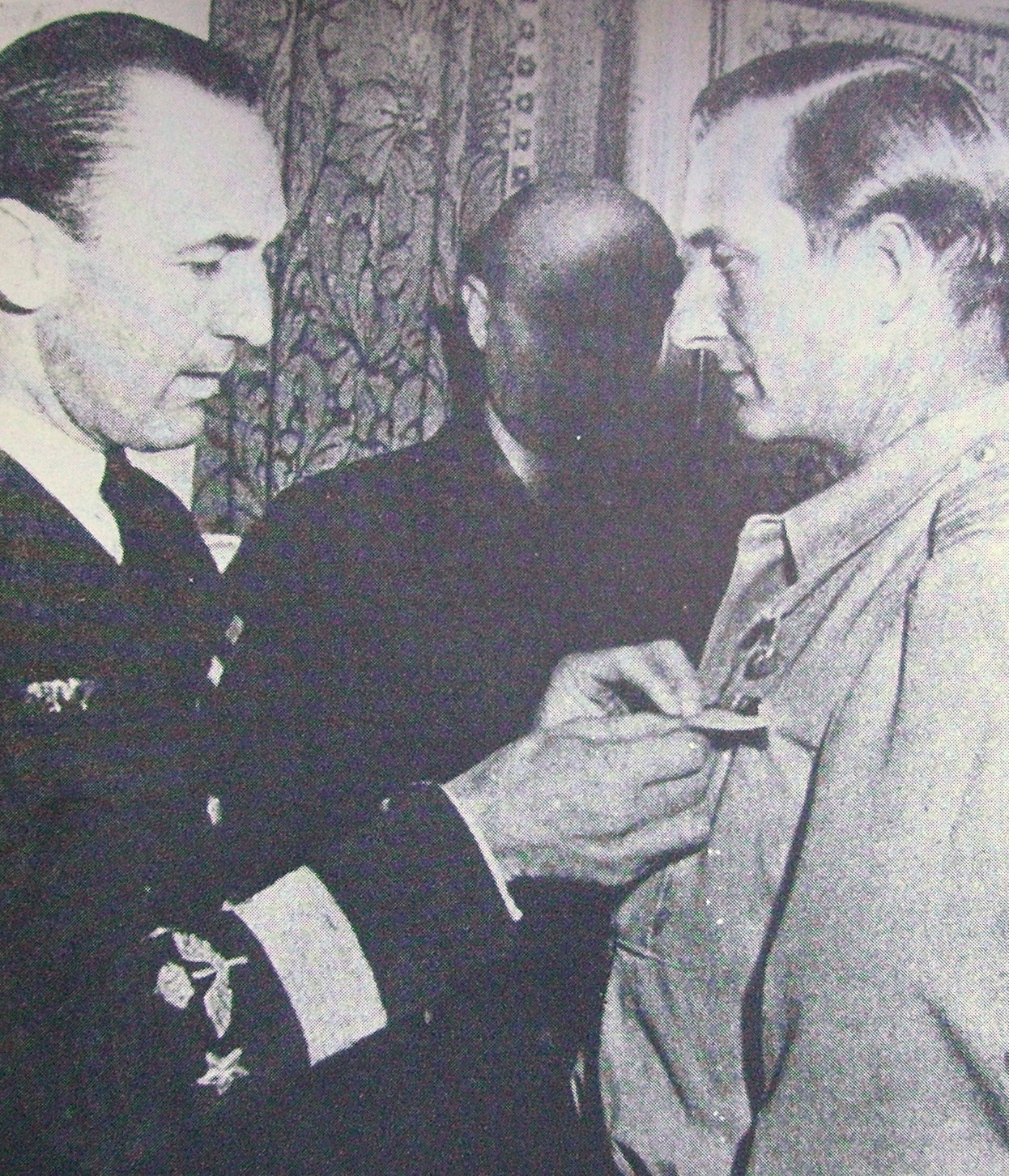
General Bengt Nordenskiöld i svensk flygvapenuniform modell 1930 t.v.
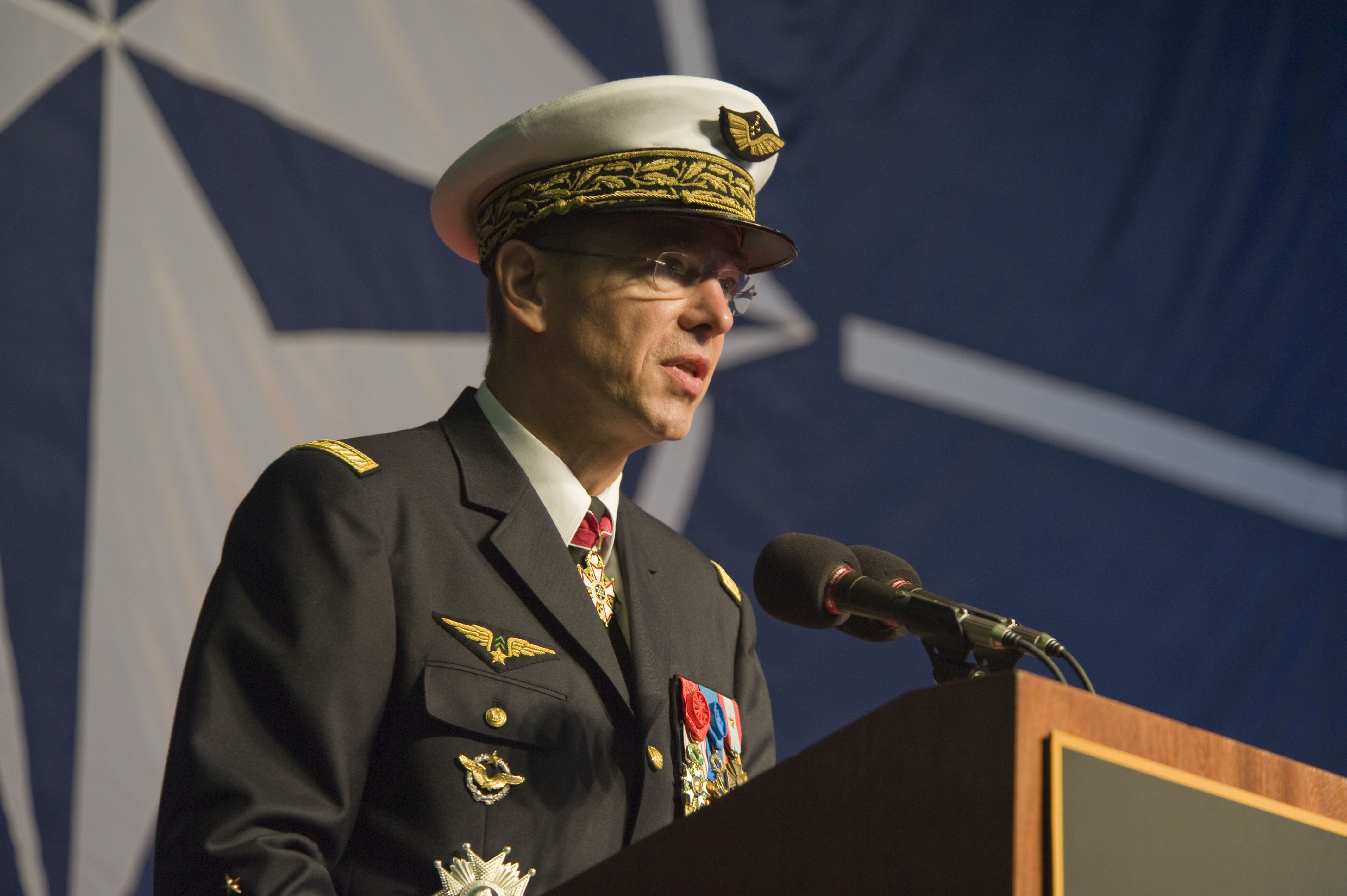
Fransk flygvapengeneral i det franska flygvapnets uniform vilken har drag av både arméns och flottans uniformer.
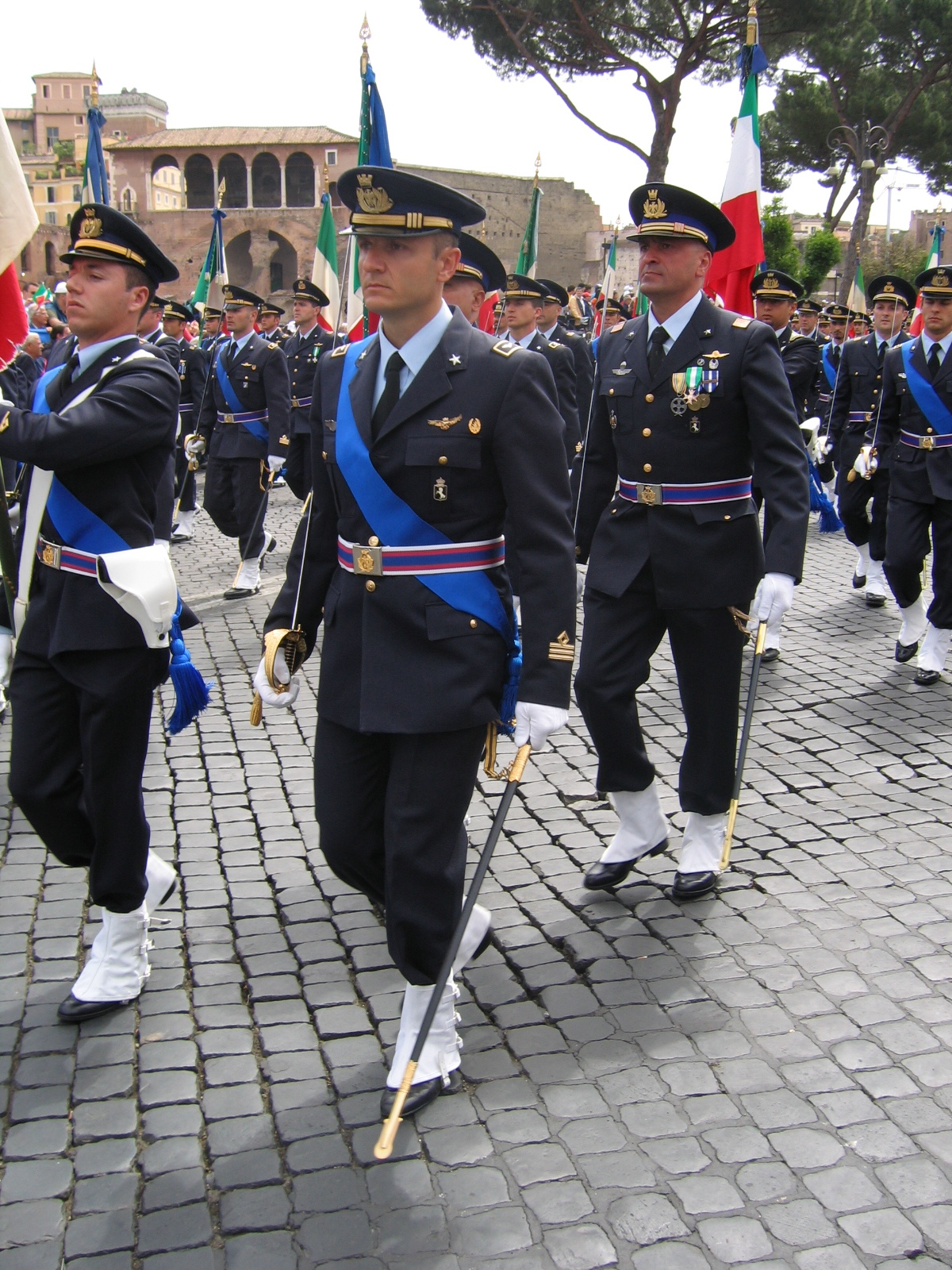
Även det italienska flygvapnet har en uniform som till färgen liknar flottans, men till snittet arméns.
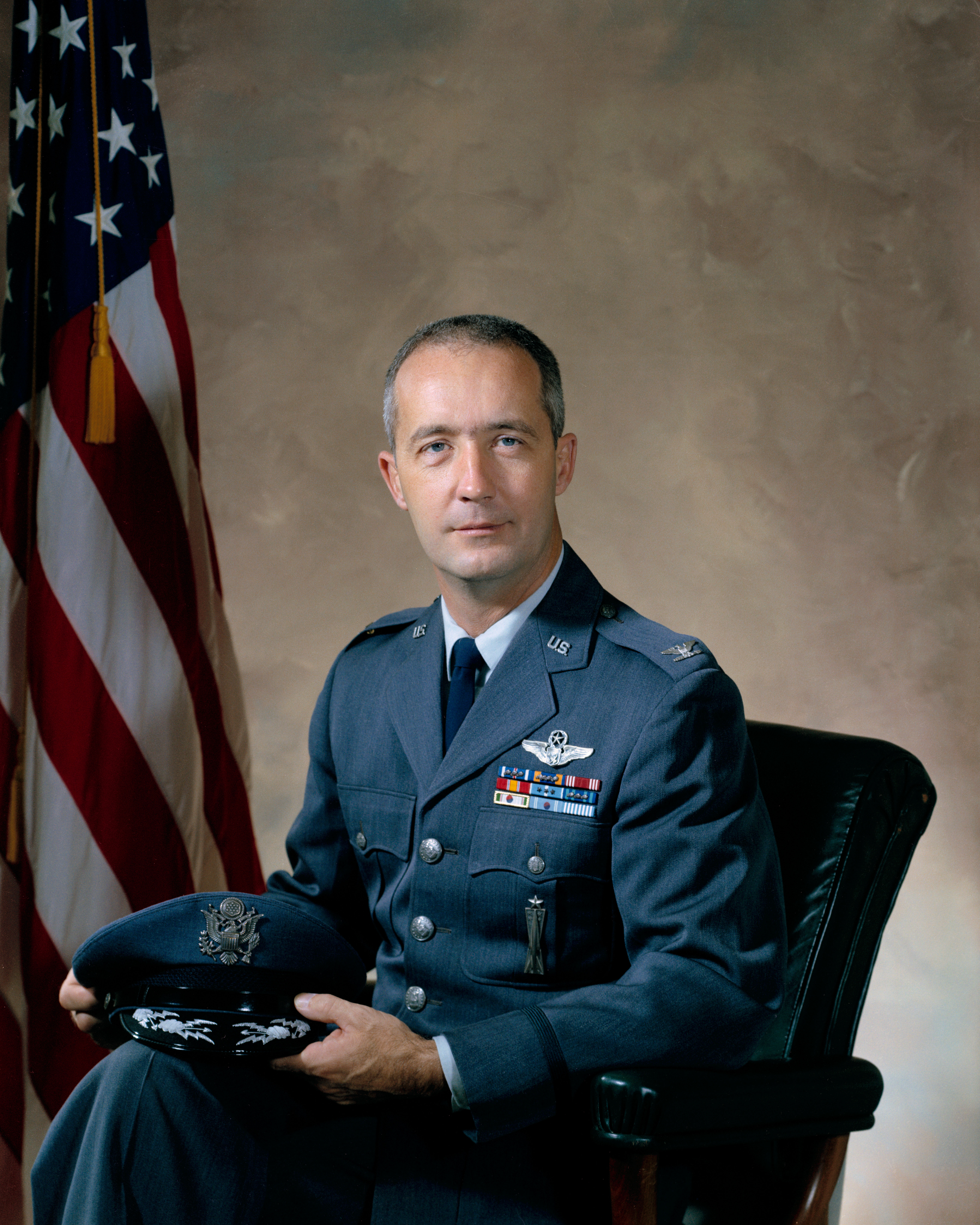
Överste i amerikansk flygvapenuniform 1968.
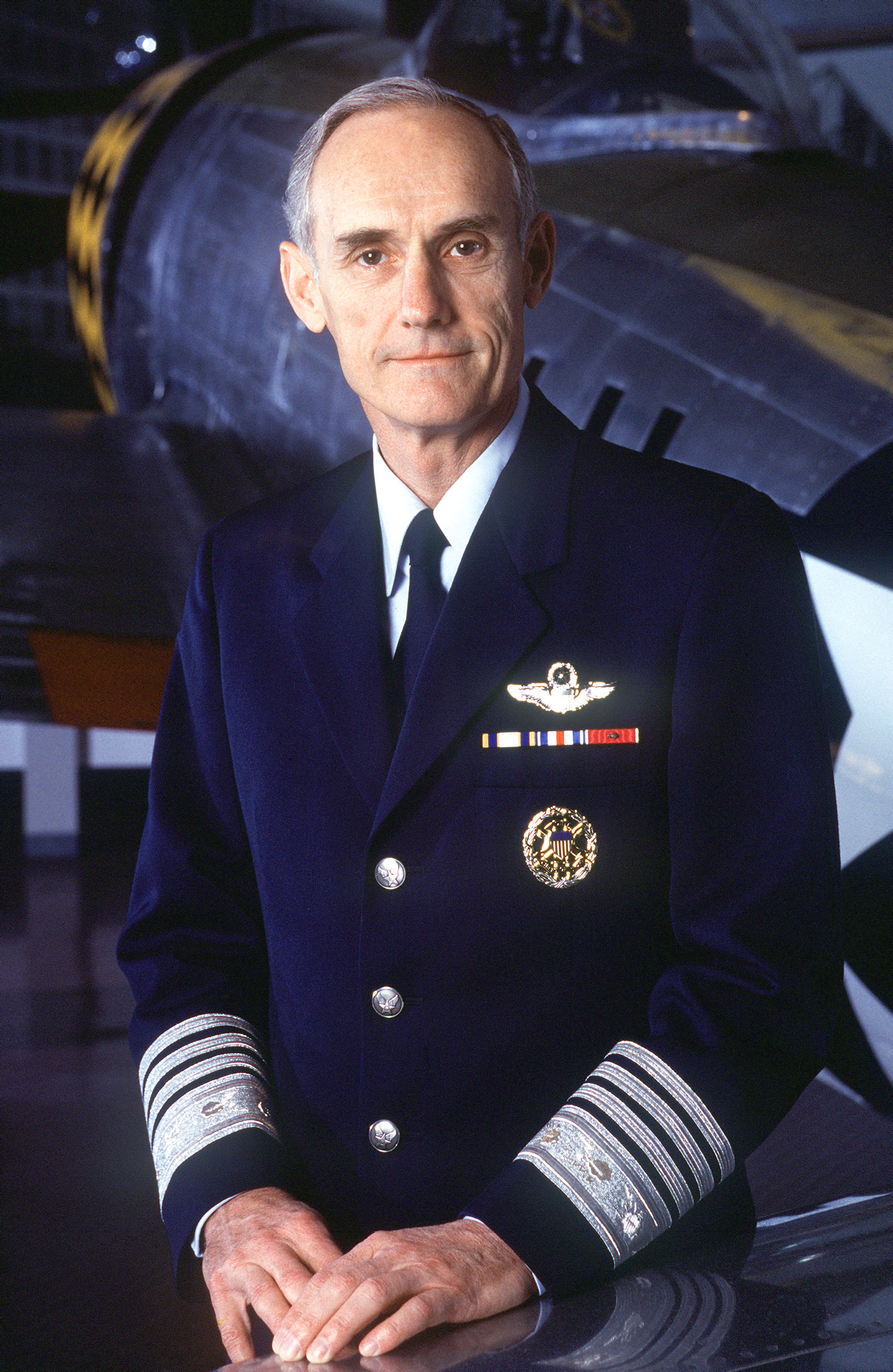
General Merrill McPeak, USA:s flygvapenstabschef, i uniformsmodell 1993.
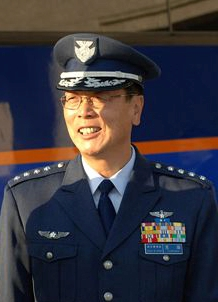
Många länder har antagit flygvapenuniformer inspirerade av uniformer i USA:s flygvapen. Här en japansk flygvapengeneral 2006.

### Modifikationer på grund av religion
Invigda sikher måste följa de fem K:na i Khalsa. Länder som är måna om att rekrytera soldater tillhörande den sikhiska religionsgemenskapen tillåter att de fem K:na bärs till uniform.

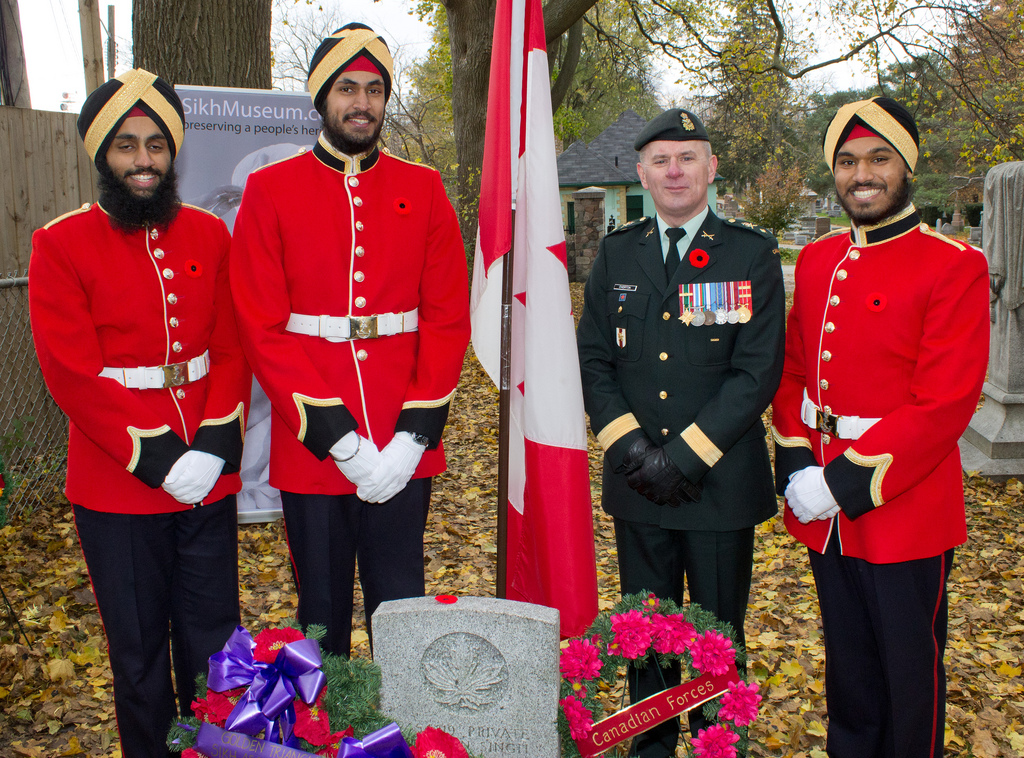
Kanadensiska militärhögskolan
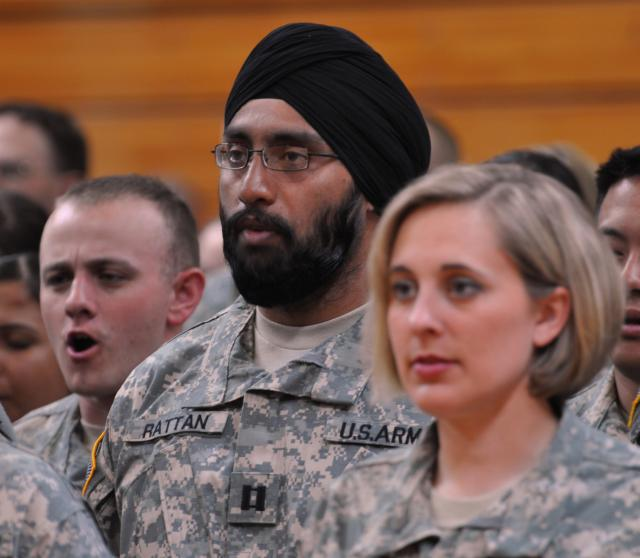
United States Army
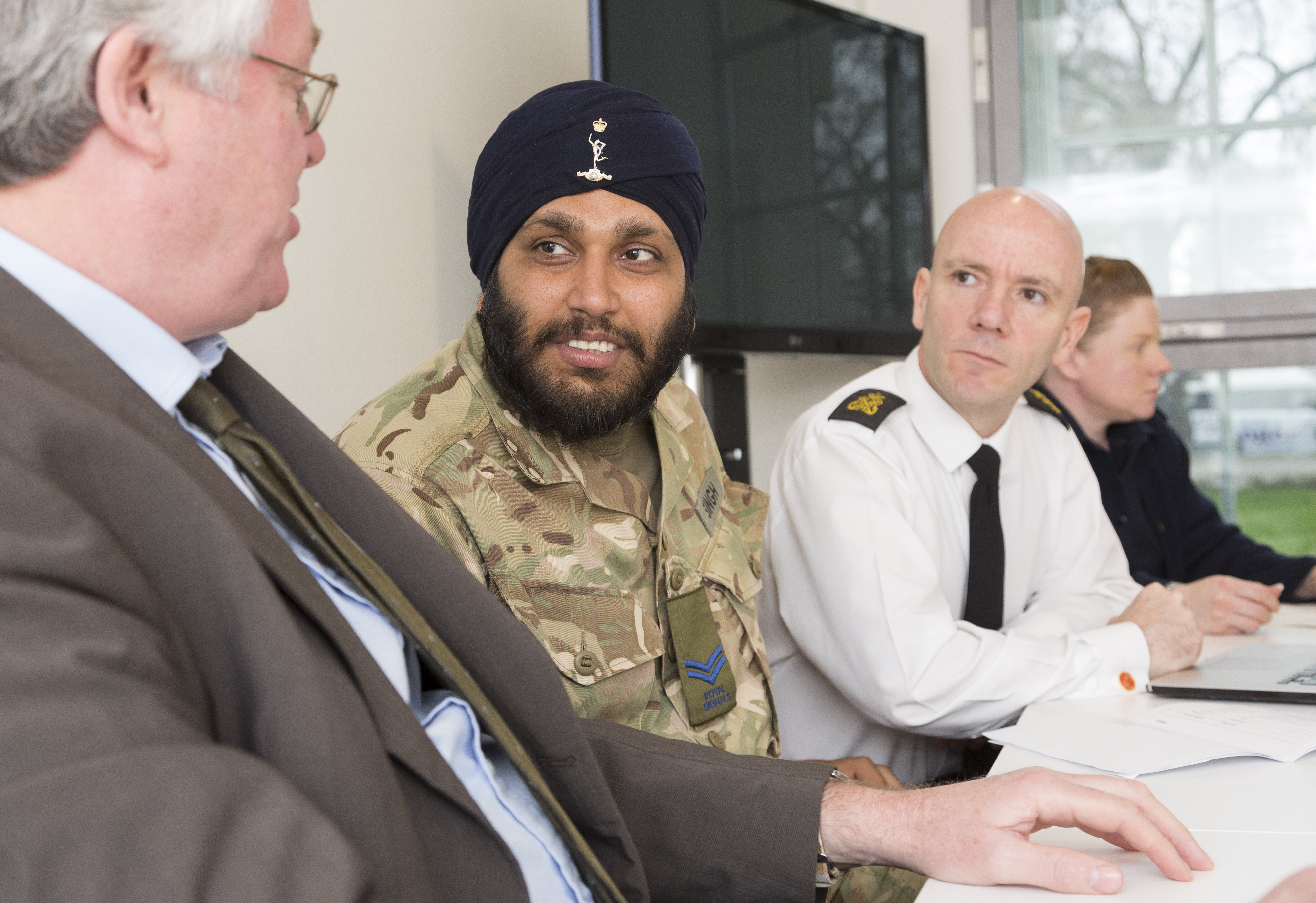
Brittiska armén

## Civiluniformer
Under tidigmodern tid hade ämbetsmännens klädedräkt rättat sig efter hovmodet. Men vid övergången till den moderna tiden började civiluniformer tas i bruk för statens tjänstemän. Civiluniformerna kom som den del av de omfattande europeiska reformer vilka genomfördes som en reaktion på den franska revolutionen. Dessa reformer bröt sönder adelns och kyrkans privilegier och banade väg för ett borgerligt samhälle. Civiluniformerna hade som syfte att symbolisera nationalstatens ideal och den effektiva och rättvisa förvaltning som skulle styra den. Uniformen hade en yttre och en inre funktion; utåt skulle den inge respekt och förtroende för statsapparaten, dess regelverk och tjänstemän, inåt skulle den betona den administrativa strukturen och inge ämbetsmännen stolthet och kåranda.

### Tyskland
I Tyskland var de större staterna, framförallt Preussen, pionjärer för det civila uniformsväsendet med de militära uniformerna som förebild. Civiluniformerna följde därför inte bara det militära uniformsmodet utan, precis som i det militära, angav uniformens färg, form och dekorationer uniformsbärarens grad och funktion. Framförallt ansågs det viktigt att yngre ämbets- och tjänstemän i sin klädedräkt inte skulle efterapa det snabbt växlande modet och väcka anstöt genom iögonenfallande klädsel.
Den första större personalkår som i Preussen ålades att bära en vardagsuniform i den dagliga tjänsteutövningen var posten 1785. Den bestod av en blå rock med orangefärgad krage och uppslag. Dekorationer och tillbehör, som ägiljett, hattutsmyckning och värja åtskilde de olika ämbetsmannagraderna inom postverket. Gradvis övergick all fler ämbetsverk och personalkårer till att bära uniform, även om de inte i sitt dagliga värv ständigt var i kontakt med allmänheten. Samma utveckling ägde rum även i andra tyska stater än i Preussen. De stora staterna, som Preussen och Bayern, betonade statsverkets enhet genom att föreskriva en gemensam grundläggande uniformsfärg, i Preussen mörkblå och i Bayern mellanblå, medan mindre stater betonade sin storhet genom att ge varje ämbetsverk en egen uniformsfärg.
Efter det första världskriget, när de tyska monarkierna störtades, avskaffades de flesta civiluniformer för statstjänstemän. I Weimarrepubliken betraktades civiluniformer som uttryck för föråldrade autokratiska strukturer. I Nazityskland ägde en enorm massuniformering, av politiska organisationer med militärliknande strukturer, med medlemmar iklädda i uniformer som efterliknade de militära hierarkierna. Men det var endast statstjänstemän med en tjänsteställning som motsvarade överstes, eller högre, vilka från 1933 tilldelades särskilda civiluniformer för statstjänstemän. För tjänstemän vid statliga myndigheter med uppdrag i de ockuperade länderna omfattade uniformeringen även annan och lägre personal.
Efter andra världskriget bars i Västtyskland civiluniformer enbart av personal med offentlig myndighetsutövning, som poliser, gränsbevakare eller kriminalvårdare, liksom personalen vid vissa offentliga tjänster, som postverket, järnvägarna, brandförsvaret eller skogsvården. I Östtyskland däremot, där både arvet från Preussen och inflytande från Sovjetunionen, med dess rikliga flora av civiluniformer, präglade utvecklingen kom civiluniformerna i stor utsträckning att leva kvar till Tysklands återförening 1990.

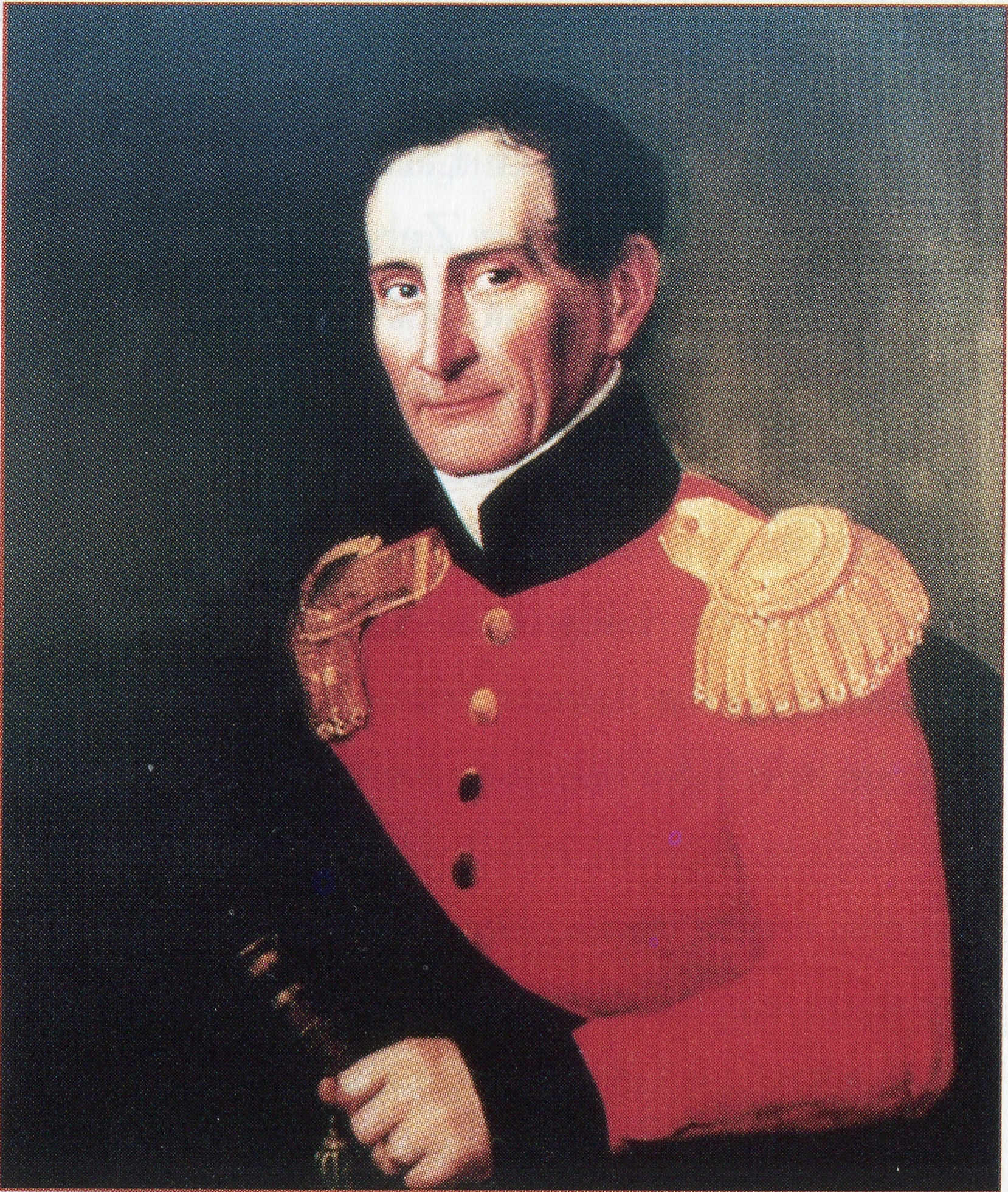
Adelsuniform från Mecklenburg.
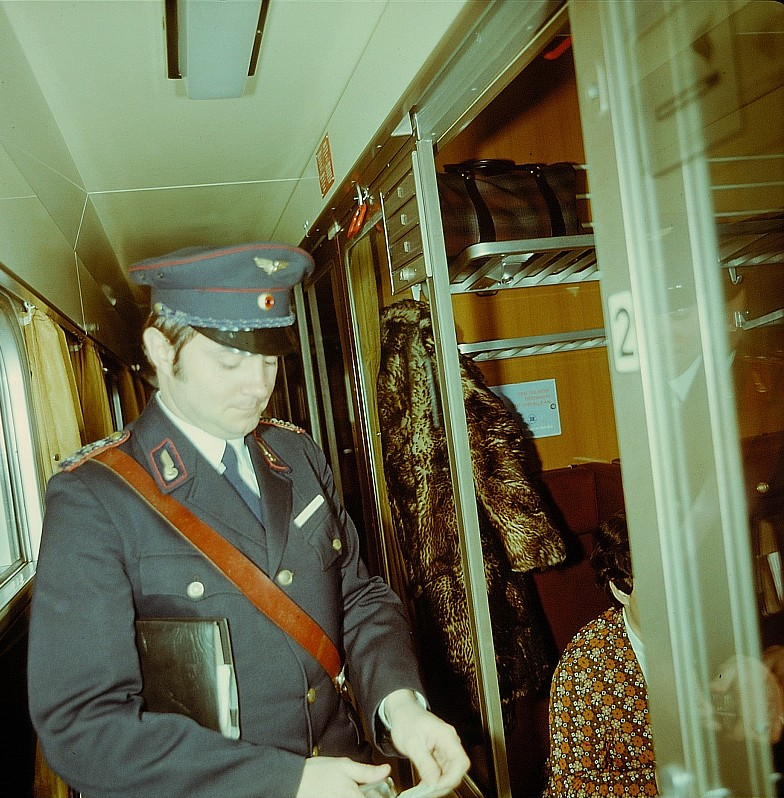
På de östtyska järnvägarna bar även konduktörer uniform med gradbeteckningar.
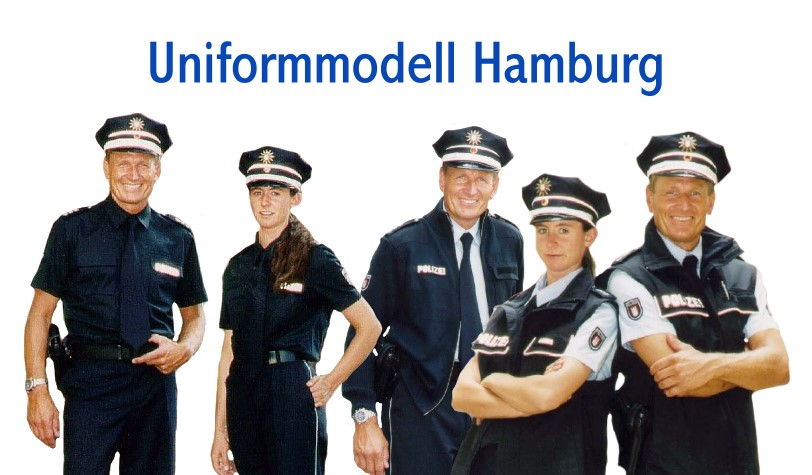
Blå polisuniformer införs efterhand i alla tyska delstater.

### Sverige
Civila uniformer infördes i Sverige under slutet av sjuttonhundratalet då Gustaf III med den Nationella dräkten införde ett enhetligt civilt och militärt mode i Sverige. Man fastställde särskilda uniformer för hovrätterna, lagmän, häradshövdingar, kronofogdar och kronolänsman samt adelsmän. Efter 1809 infördes uniformer för statsråden, kansliet, kabinettet för utrikes brevväxling och sedan för övriga ämbetsverk, inkluderande även hovkapellet och kungliga baletten. Vid början av nittonhundratalet hade ämbetsuniformerna upphört att användas annat än vid högtidliga tillfällen. Högsta domstolens ledamöter var dock fortfarande iklädda uniform vid domstolsförhandlingar och överläggningar. 1908 inskränkte eller avskaffade riksdagen bruket av dessa uniformer. Detta gällde dock inte de vid polisen, brandkårerna eller kommunikationsverken anställda tjänstemännen.

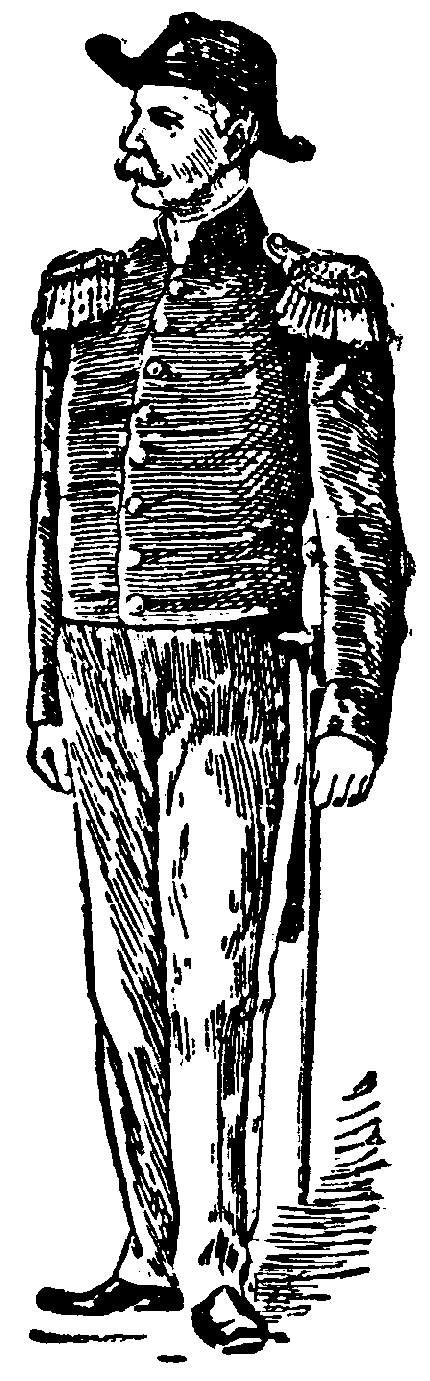
Adelsuniform, ca 1875.
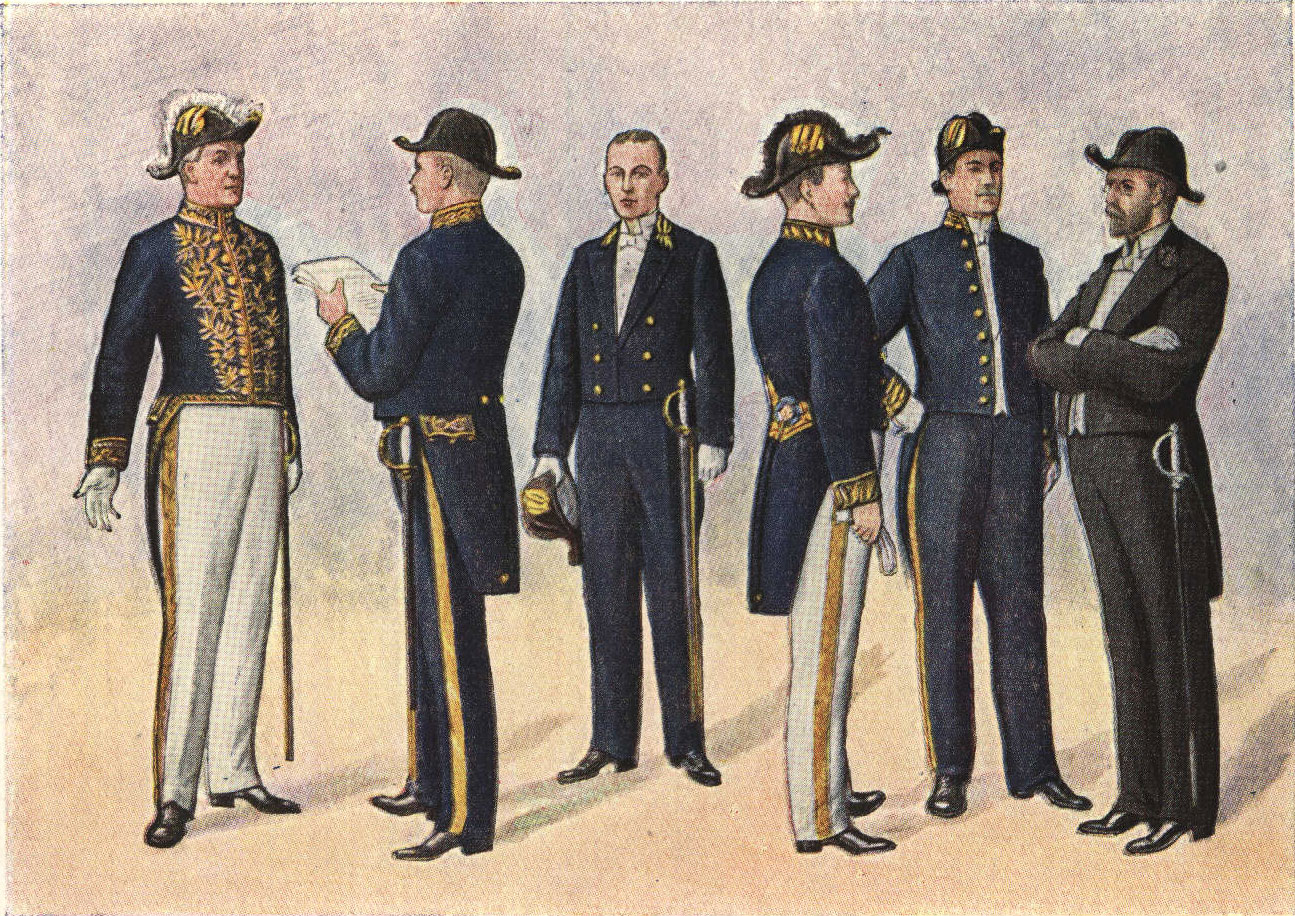
Svenska civiluniformer, från vänster: 1. Envoyé; 2. Stora kansliuniformen; 3. Lilla kansliuniformen; 4. Kammarherre; 5. Justitieråd; 6. Ledamot av Vetenskapsakademien.
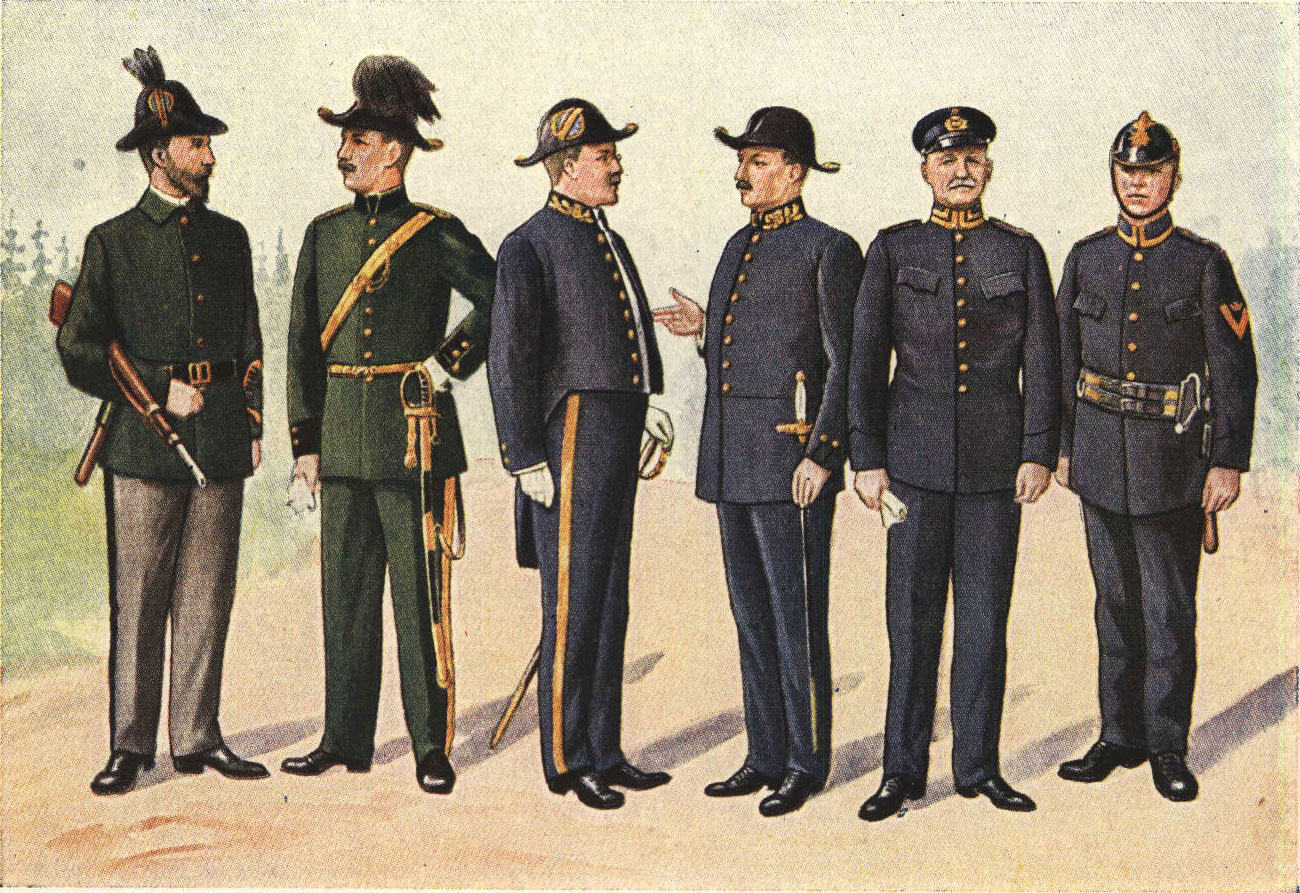
Svenska civiluniformer, från vänster: 1. Kronojägare; 2. Jägmästare; 3. Landsfogde; 4. Landsfiskal; 5. Brandchef; 6. Brandförman.
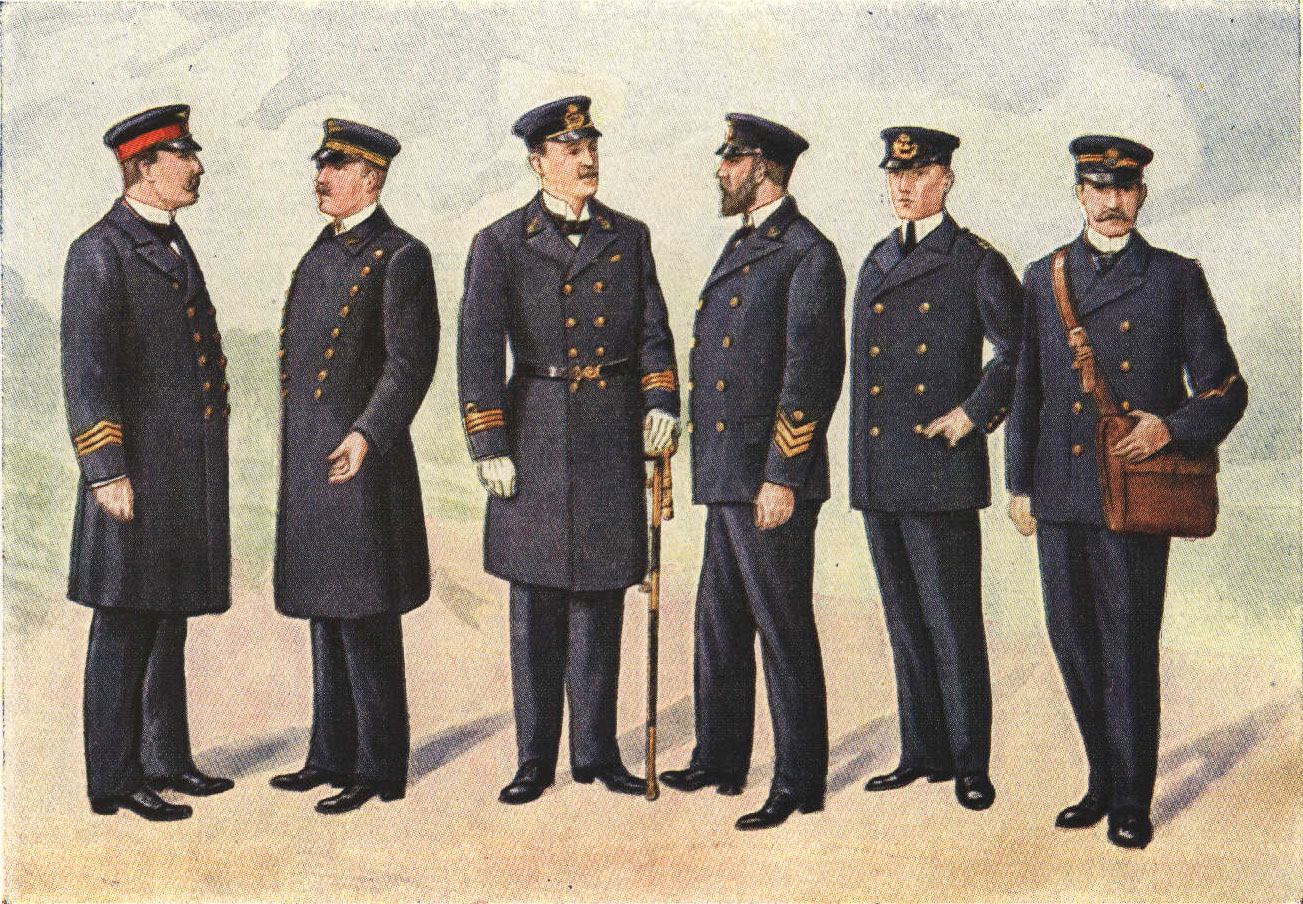
Svenska civiluniformer ca 1920. Från vänster:1. Stationsinspektor vid Statens järnvägar; 2. Konduktör vid Statens järnvägar; 3. Lotskapten; 4. Överlots; 5. Postexpeditör; 6. Brevbärare.
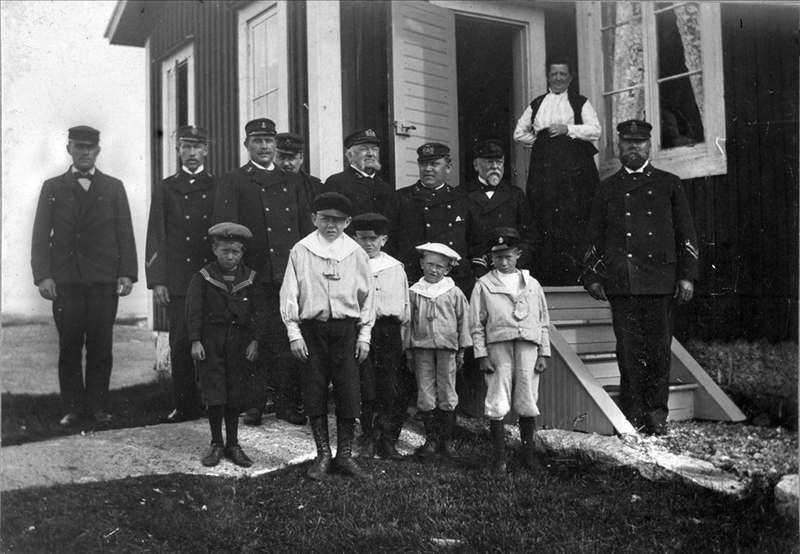
Kronolotsar i uniform med familjemedlemmar, cirka 1890. Lotsarna bar sjöunderofficerares gradbeteckningar i form av chevroner på underärmarna. Till skillnad mot flottan pekade dock spetsarna nedåt.

### Hovuniform
Hovuniform är en enhetlig klädsel som bärs av personer vid ett hov. Hovuniformerna utgjorde, tillsammans med de militära uniformerna, ursprunget till civiluniformerna. De äldsta hovuniformerna var hovdräkter, en term som idag är förbehållen kvinnliga hovmedlemmar. Den äldsta hovdräkten var den burgundiska; den viktigaste var den spanska, som bars vid det spanska hovet (till republikens införande) och vid det österrikiska (Spanische Hoftracht) (till Josef II:s tid), och var en viktig beståndsdel i det komplicerade spanska hovceremonielet.

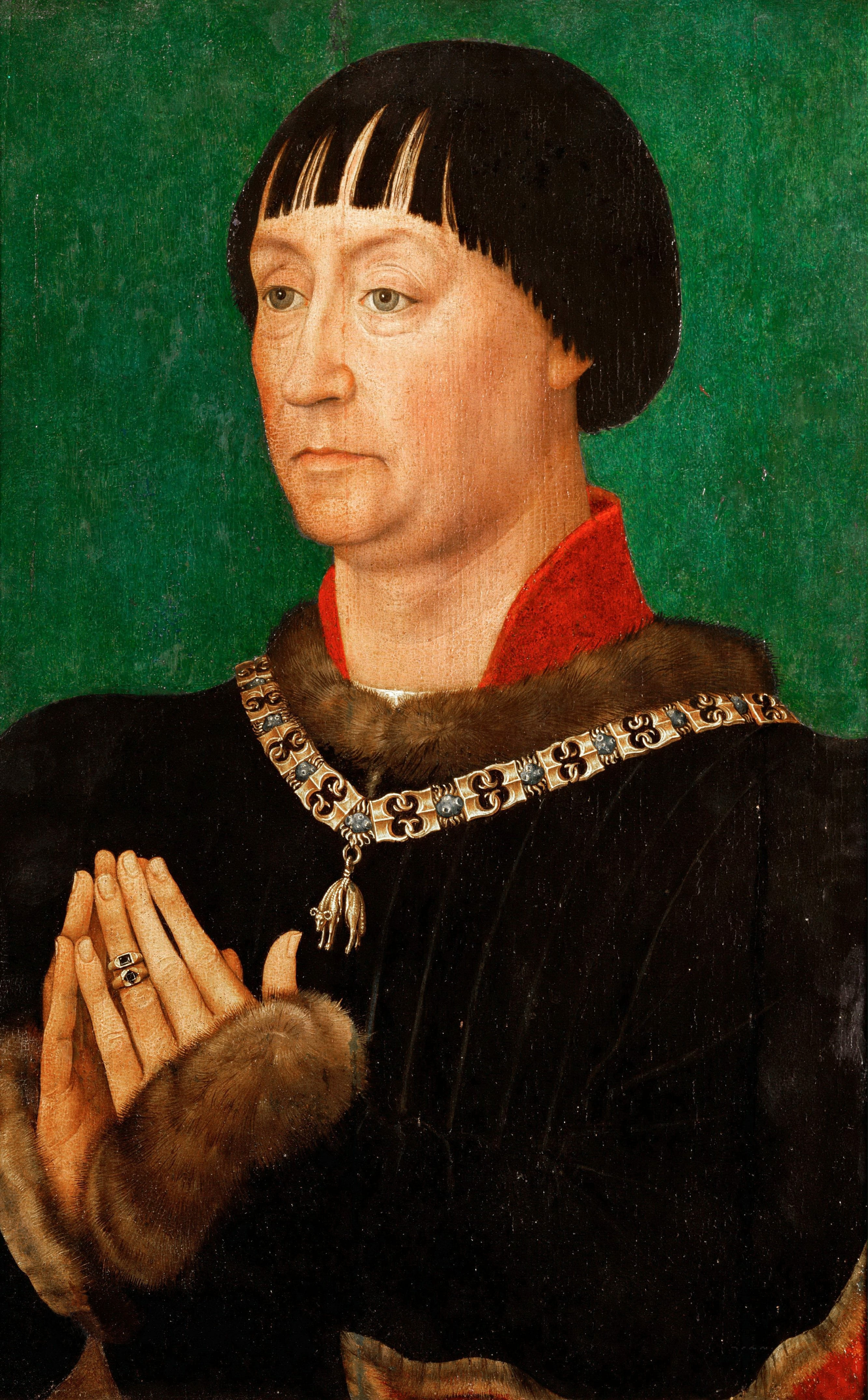
Burgundisk hovdräkt under senmedeltiden.
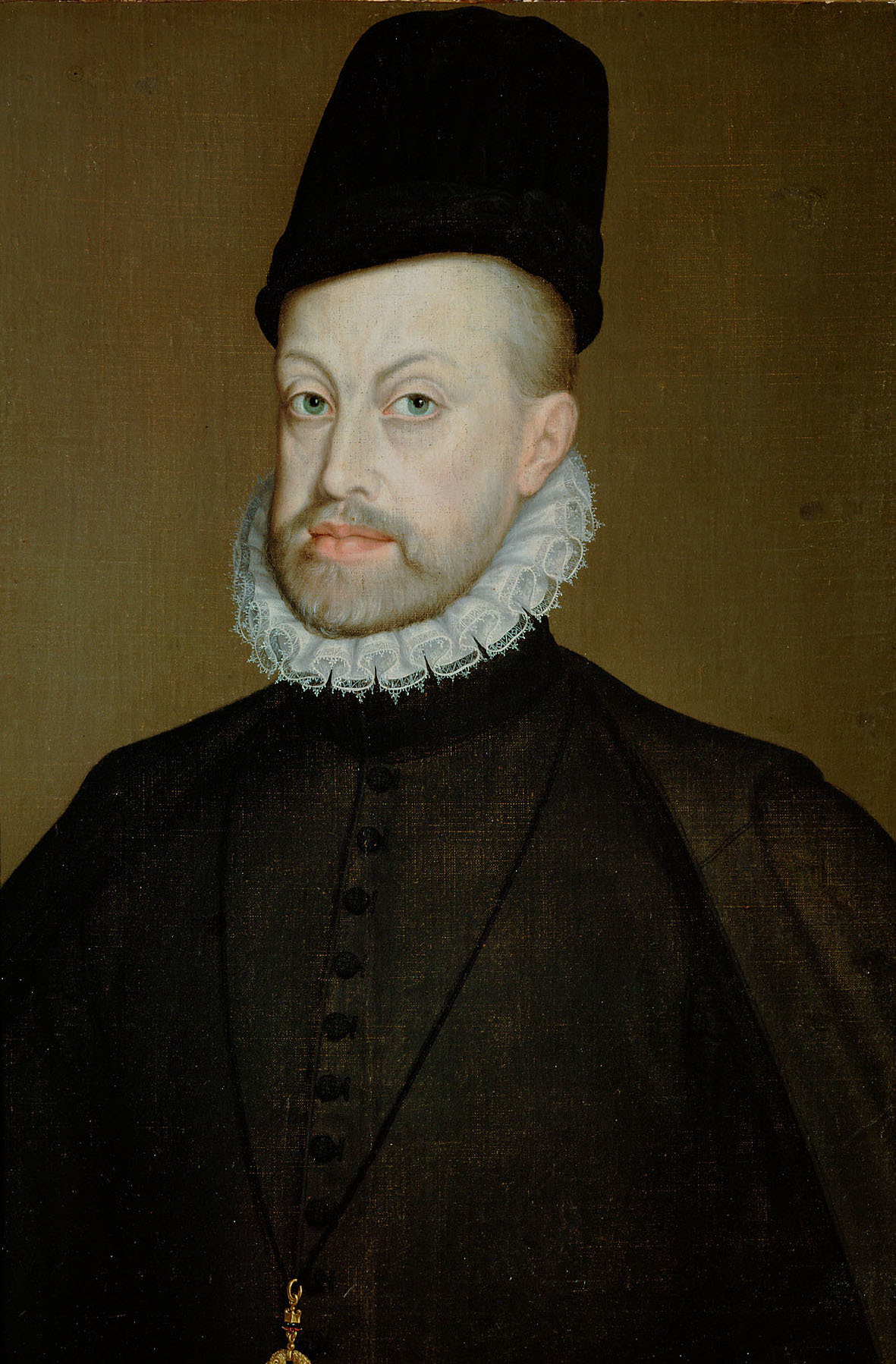
Filip II av Spanien i spansk hovdräkt.
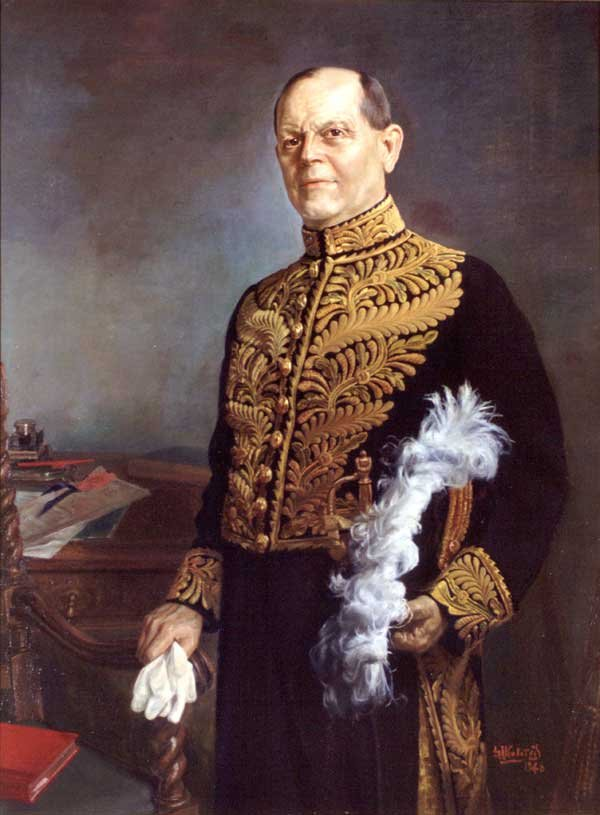
Modern brittisk hovuniform. Dess likhet med diplomatuniformerna är slående.
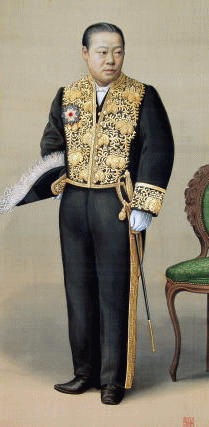
Japan införde 1872 hovuniformer efter europeisk förebild.
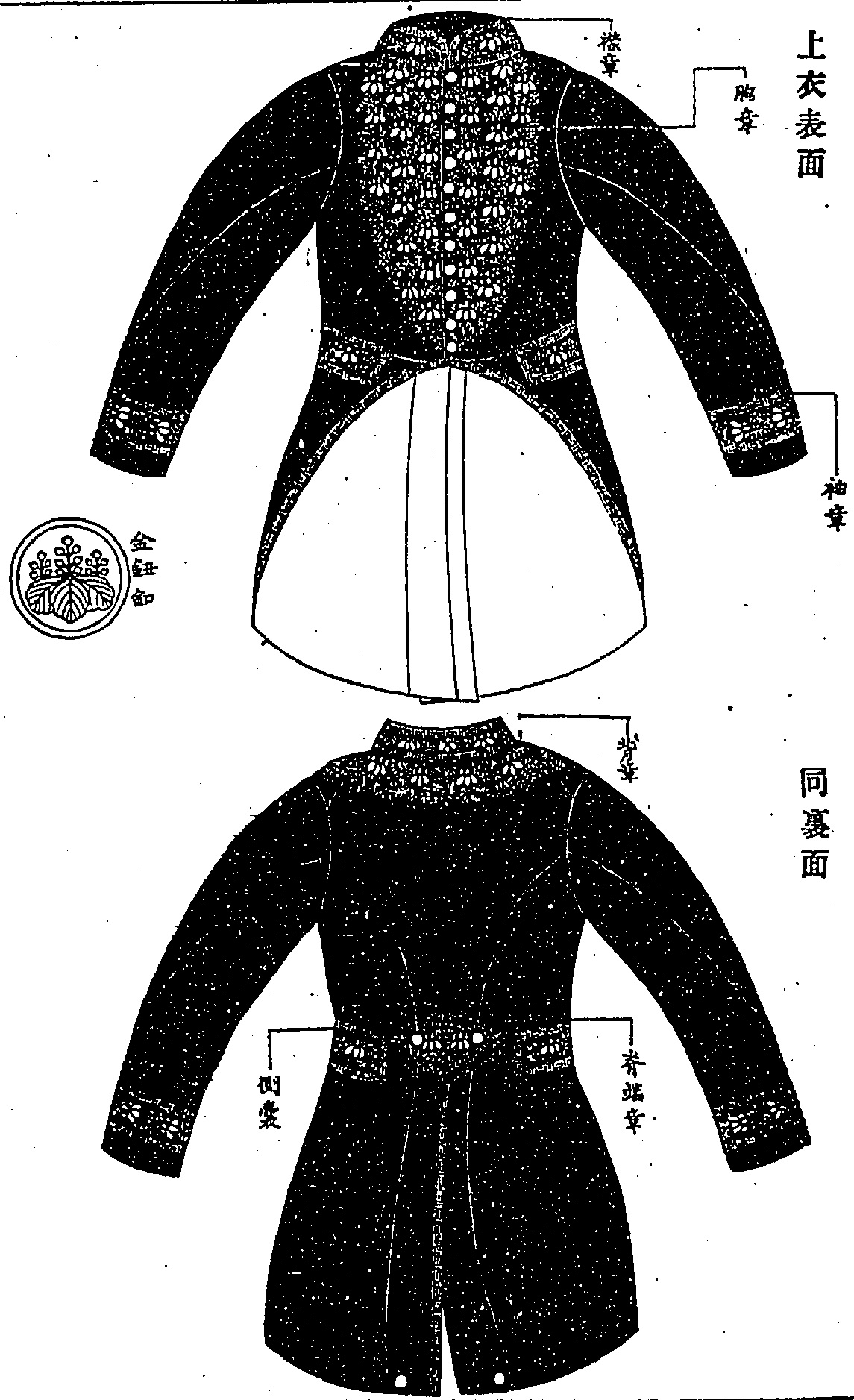
Det japanska hovuniformsreglementet beskrev i detalj uniformens utseende.
Svensk kammarherre i hovuniform. Karikatyr av Fritz von Dardel.

### Diplomatuniformer
Diplomatuniformer är särskilt utsirade uniformer som bärs av diplomater och konsuler vid offentliga framträdanden. De infördes i Europa omkring 1800, som en del i det allmänna införandet av civiluniformer, och var utformade efter de hovuniformer som redan fanns. Diplomatuniformer avskaffades i de flesta länder under 1900-talet, men förekommer fortfarande hos vissa stater.

Fördraget i Gent 1814 avslutade 1812 års krig. Den brittiska delegationen (till vänster) uppträder i diplomatuniform vilken var en variant av hovuniformen.
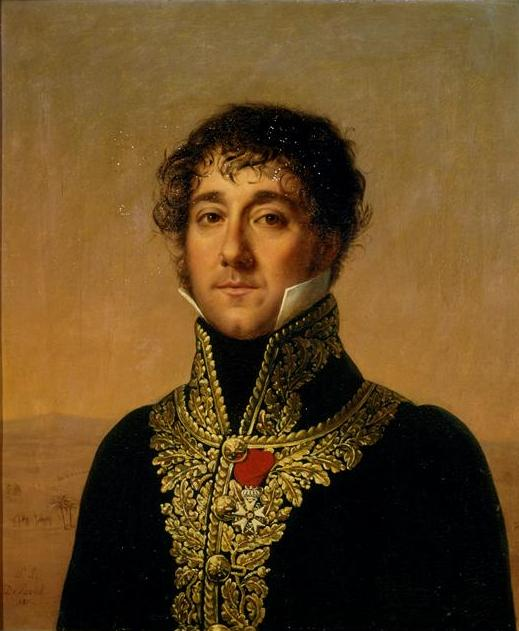
Frankrikes konsul i Marocko 1816.
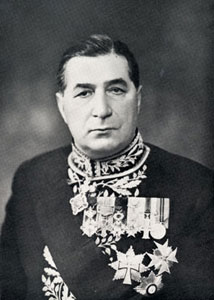
Den rumänske ministern i Stockholm 1933, Matila Ghyka, i diplomatuniform.
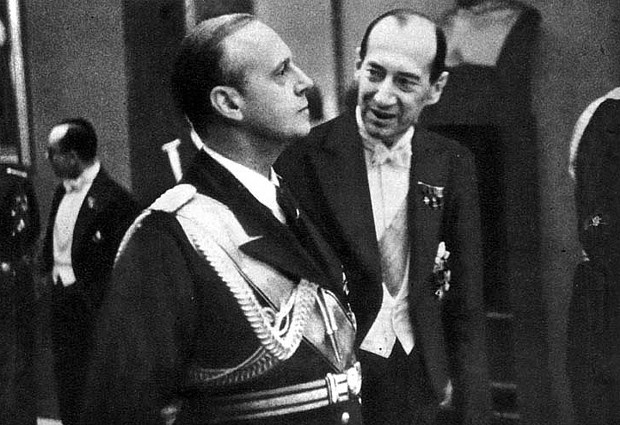
Joachim von Ribbentrop i tysk diplomatuniform 1939.
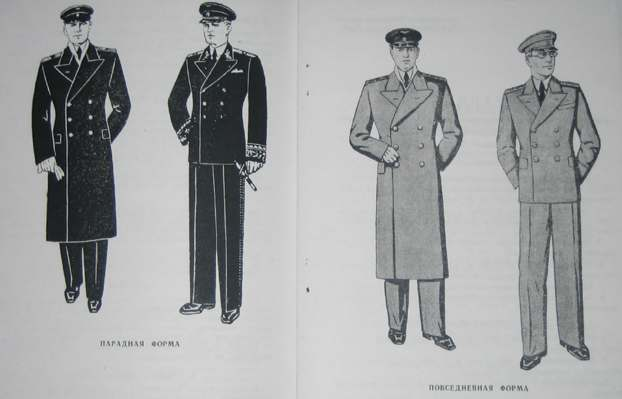
1943 återgick Sovjetunionen inte bara till militära uniformer av Tsarrysslands typ, utan även den diplomatiska kåren och de civila statstjänstemännen uniformerades efter tsaristisk förebild.
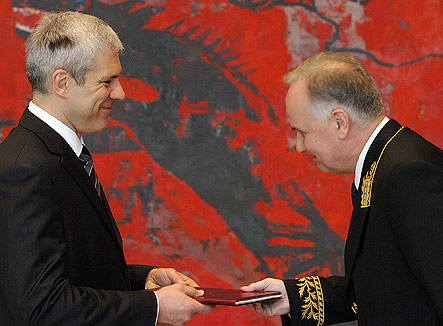
Till höger: Rysk ambassadör i diplomatuniform överlämnar sitt kreditivbrev till Serbiens president 2008.

### Landshövdingeuniformer
I många europeiska länder bär landshövdingar och deras motsvarigheter uniform i formella sammanhang.

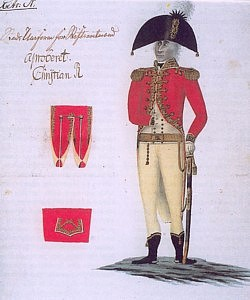
Dansk amtmansuniform 1801.
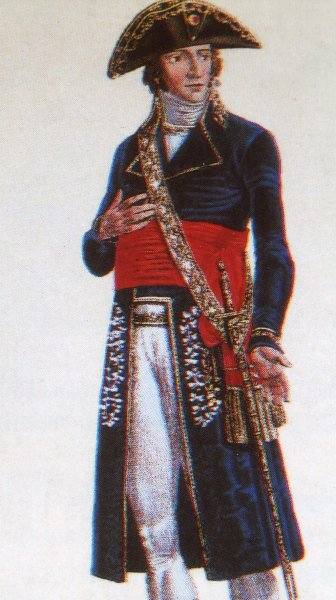
Fransk prefekt från första kejsardömets tid.
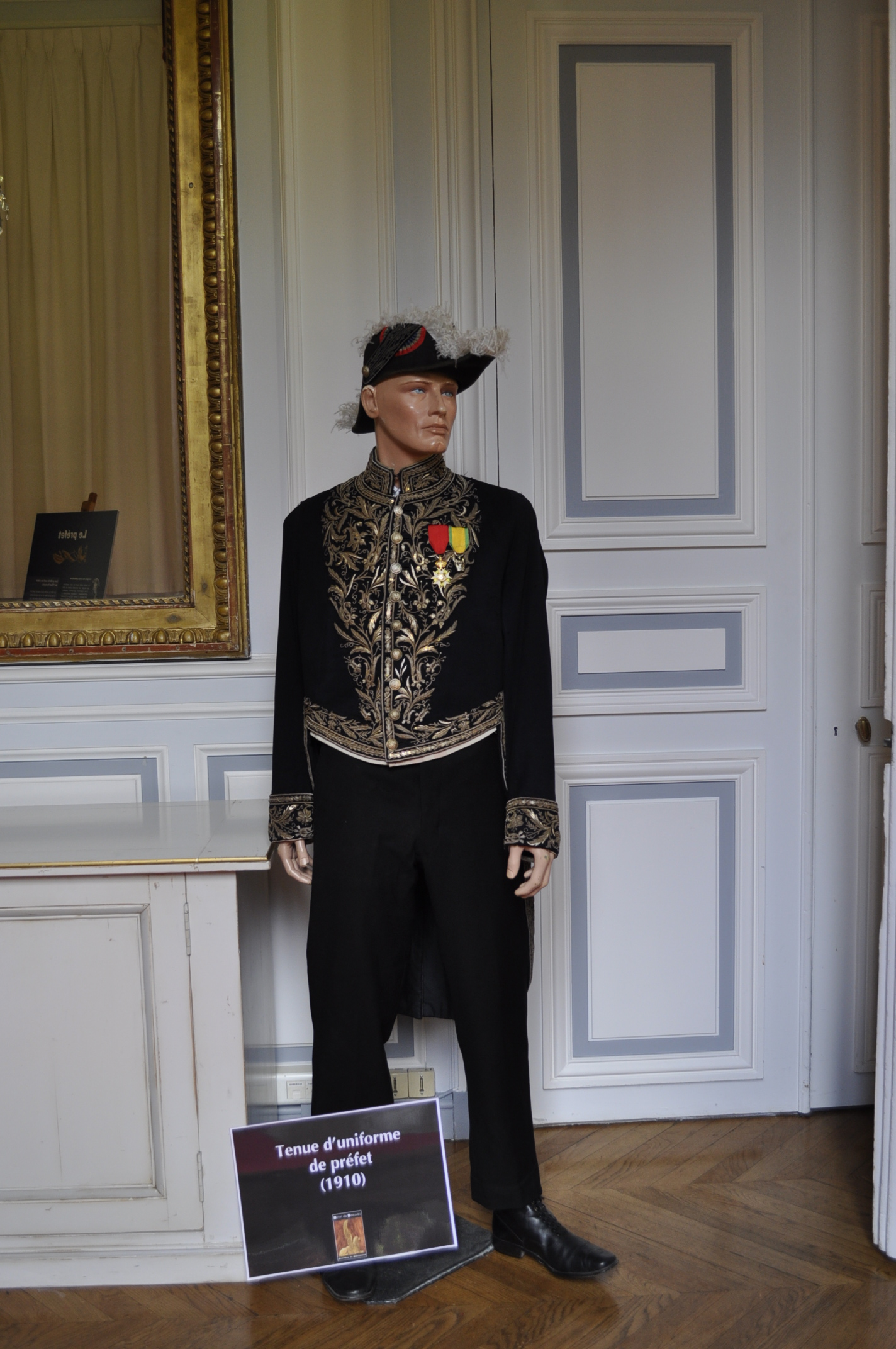
Paraduniform för fransk prefekt omkring 1910.
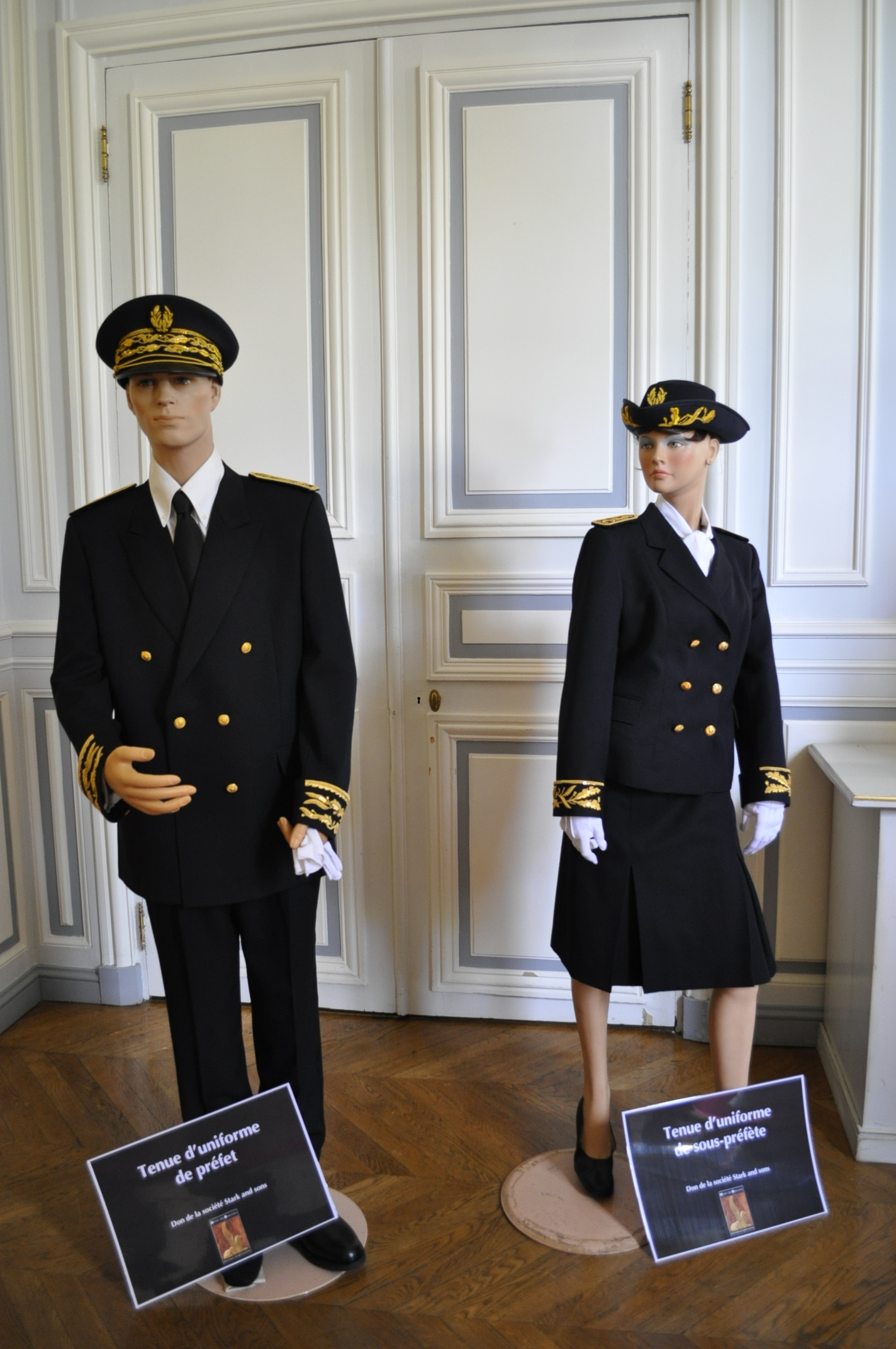
Moderna franska landsstats- uniformer. Till vänster prefekt, till höger underprefekt.
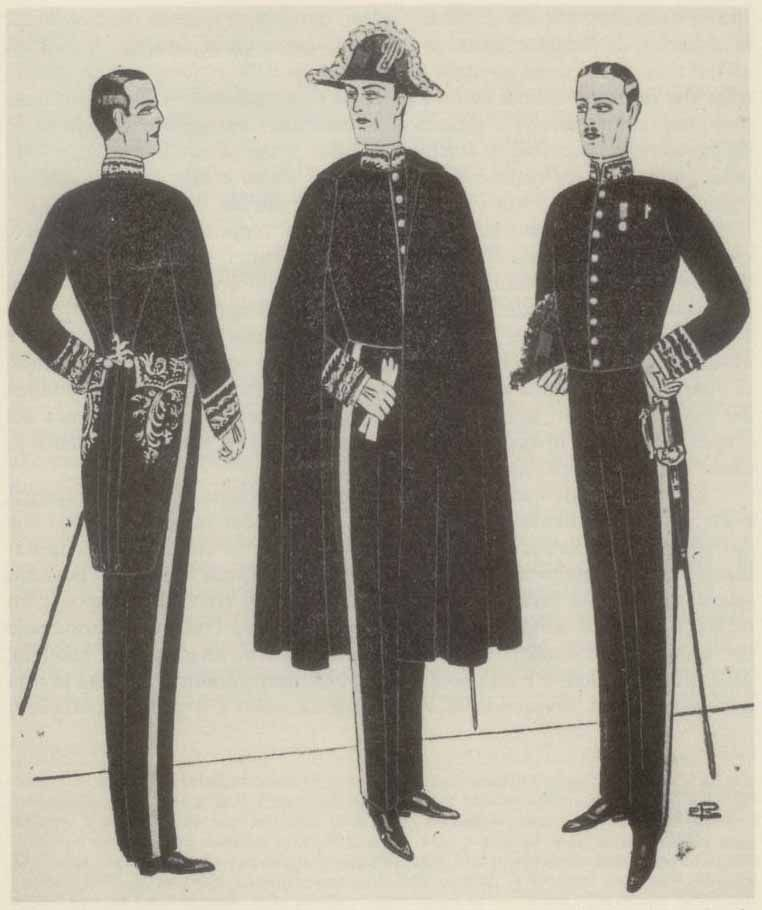
Italienska prefektuniformer från fascisttiden.
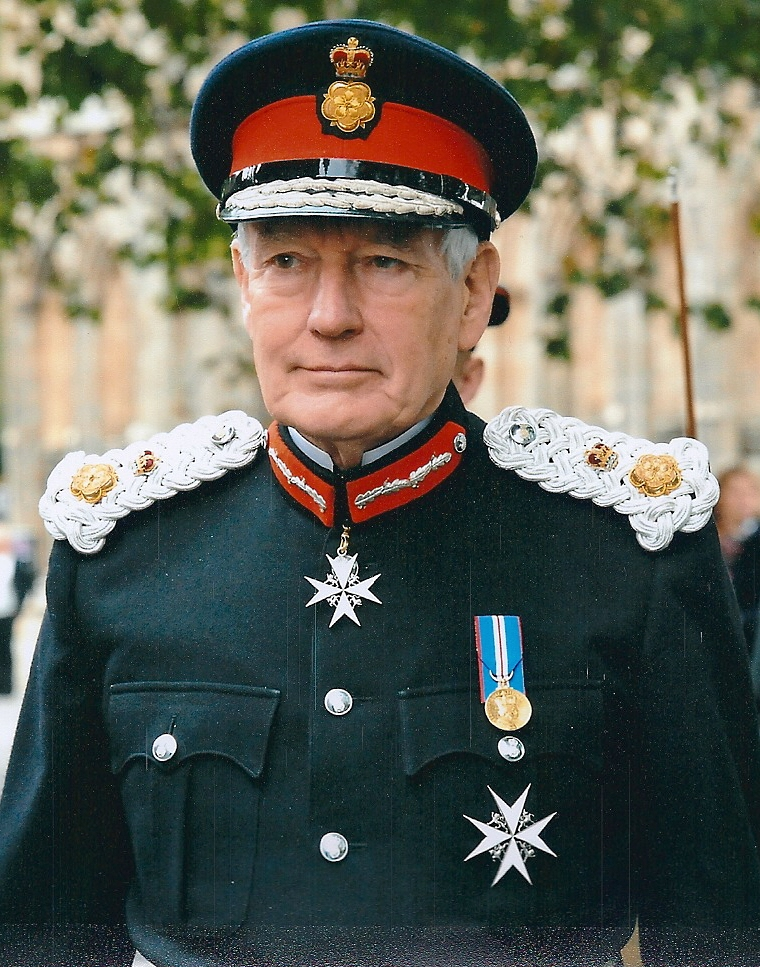
Uniform för brittiska lordlöjtnanter.

### Polisuniformer
I Europa finns det två polisiära traditioner. Dels en tradition med en lokalt förankrad, civil polis, som från sitt medeltida ursprung var kommunal, men med tiden allt oftare blev förstatligad. Denna tradition kallas i polisforskningen den anglosaxiska traditionen. Dels en tradition med en centraliserad, militärt organiserad, statlig polis. Den kallas den kontinentala traditionen. Nästan alla utomeuropeiska länder har upptagit en eller bägge av de europeiska traditionerna vid utformningen av sina polisväsenden. Dessa två traditioner återspeglar också sig i polisuniformens utseende. Den kontinentala traditionens poliser har oftast militärliknande uniformer, inte sällan av precis samma typ som arméns, medan den anglosaxiska traditionens uniformer idag oftast kan räkna sitt ursprung i Londonpolisens första blå uniformer.

#### Frankrike
Den första militärt organiserade polisen hade sitt ursprung i Frankrike, det var maréchaussée, gendarmeriets föregångare. Prévôts des maréchaux, marskalkämbetets fogdar, hade till uppgift att upprätthålla ordning bland de stora skaror civila som alltid medföljde de medeltida arméerna. Under 1300- och 1400-talen utökades deras jurisdiktion till att gälla även grova våldsbrott utanför armén och alla brott som begåtts av återfallsförbrytare. Hela denna organisation med fogdar och väblar kallades Maréchaussée de France och utvecklades till en kunglig landsortspolis. År 1720 ställdes maréchaussée under gendarmeriets, det tunga adelsrytteriets, administration. Vid den franska revolutionen avskaffades maréchaussée för att under Napoleon I återuppstå under namnet Gendarmerie Nationale.

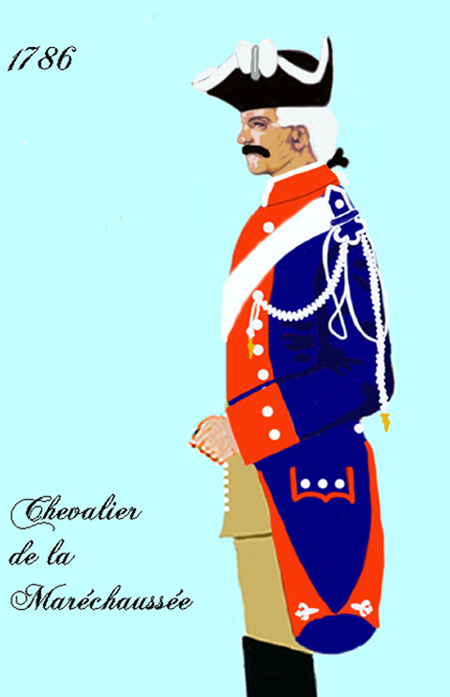
Den franske kungens maréchaussée 1786. De bär blå uniformer av samma typ, som den franska armén bar vid samma tid.
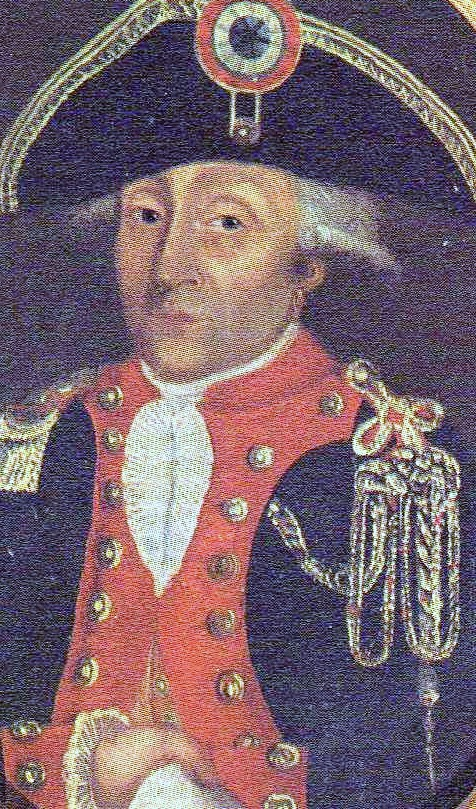
Uniform för gendarmeriofficer under den franska revolutionen I all väsentlighet samma uniform som före revolutionen, men med en kokard i de revolutionära färgerna.
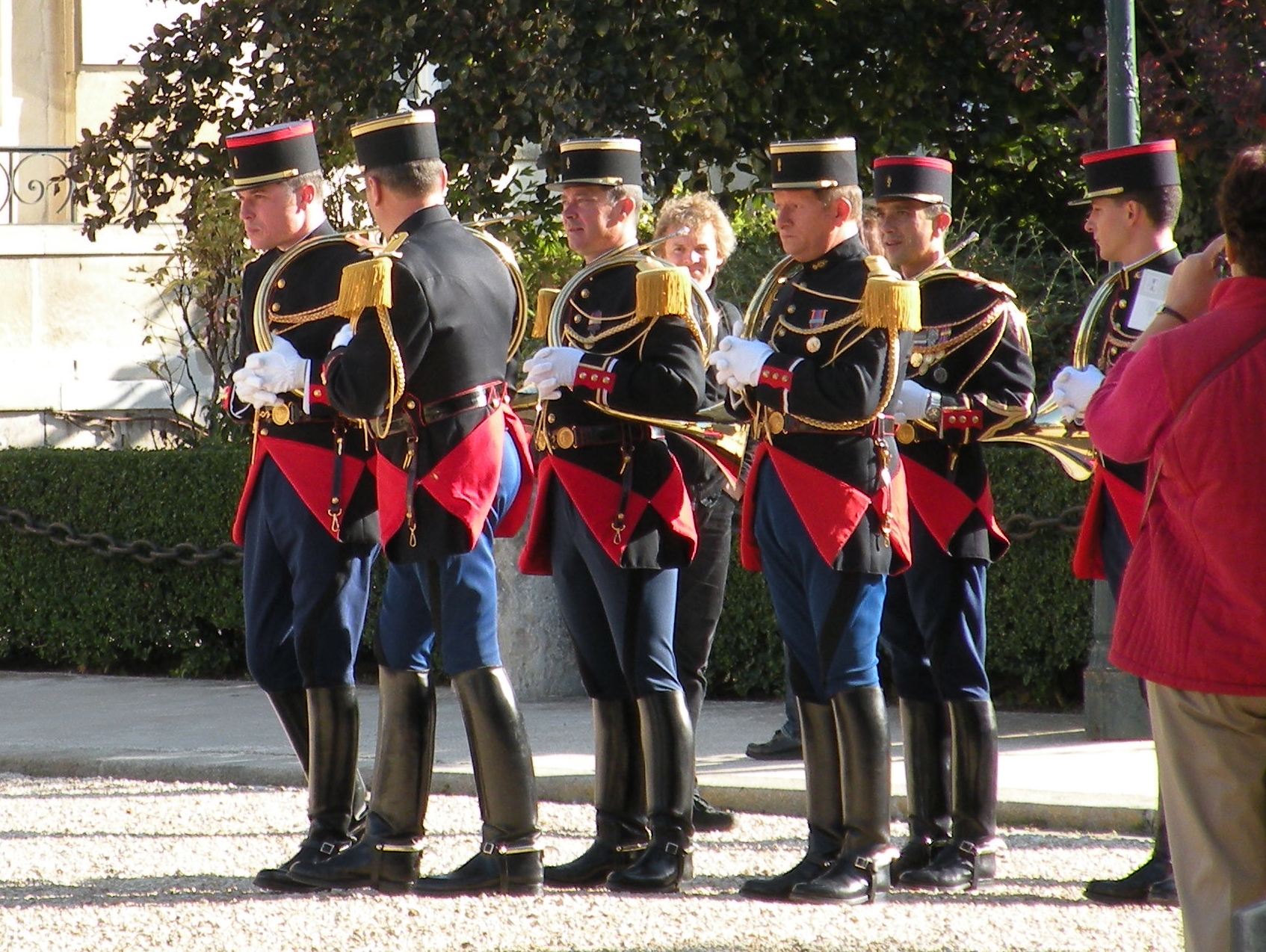
Det franska gendarmeriets paraduniform visar tydligt på traditionens och det militära arvets inflytande.
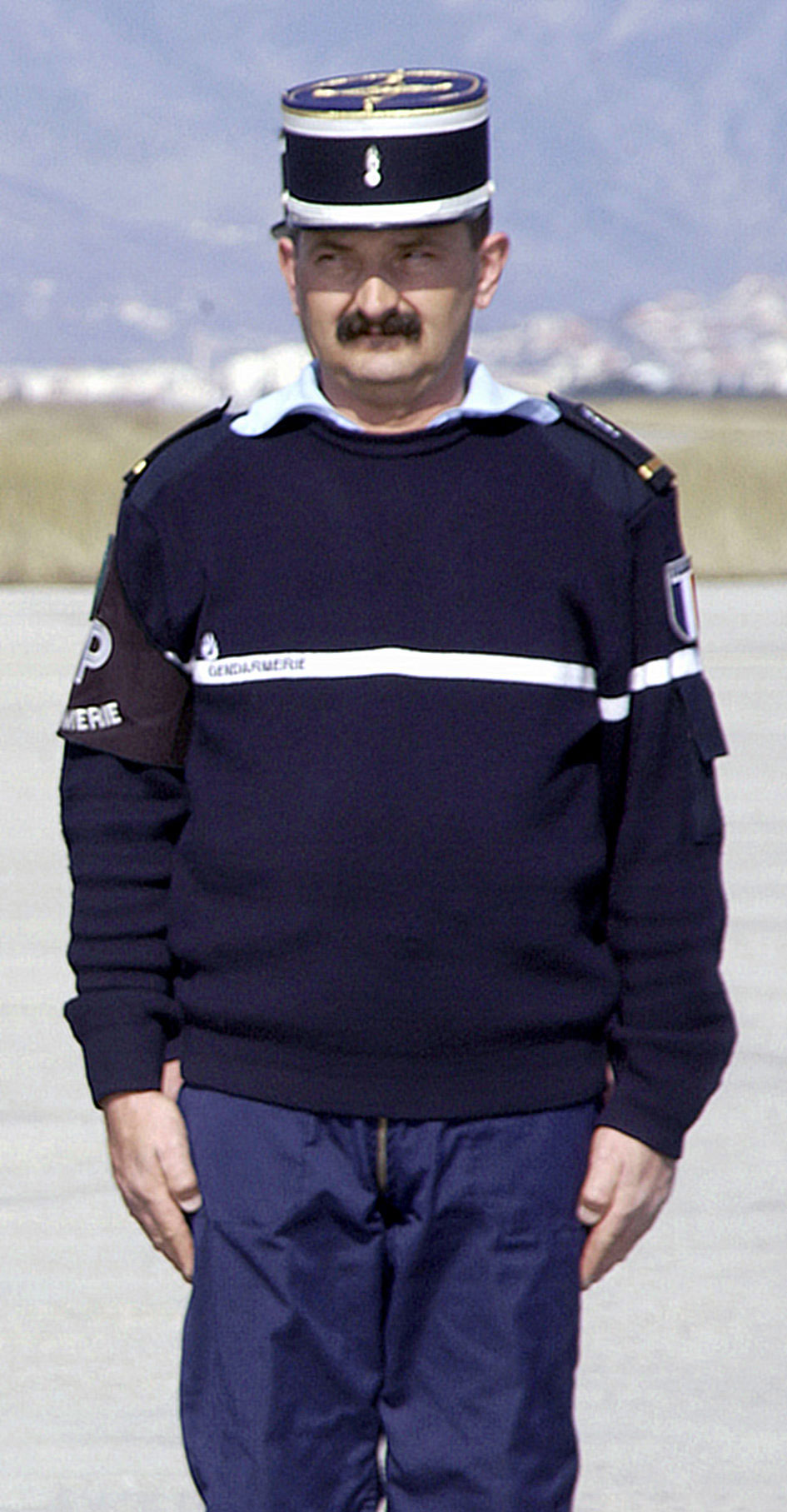
Även gendarmeriets dagliga dräkt är i allt utom till uniformsfärgen lik den franska arméns.
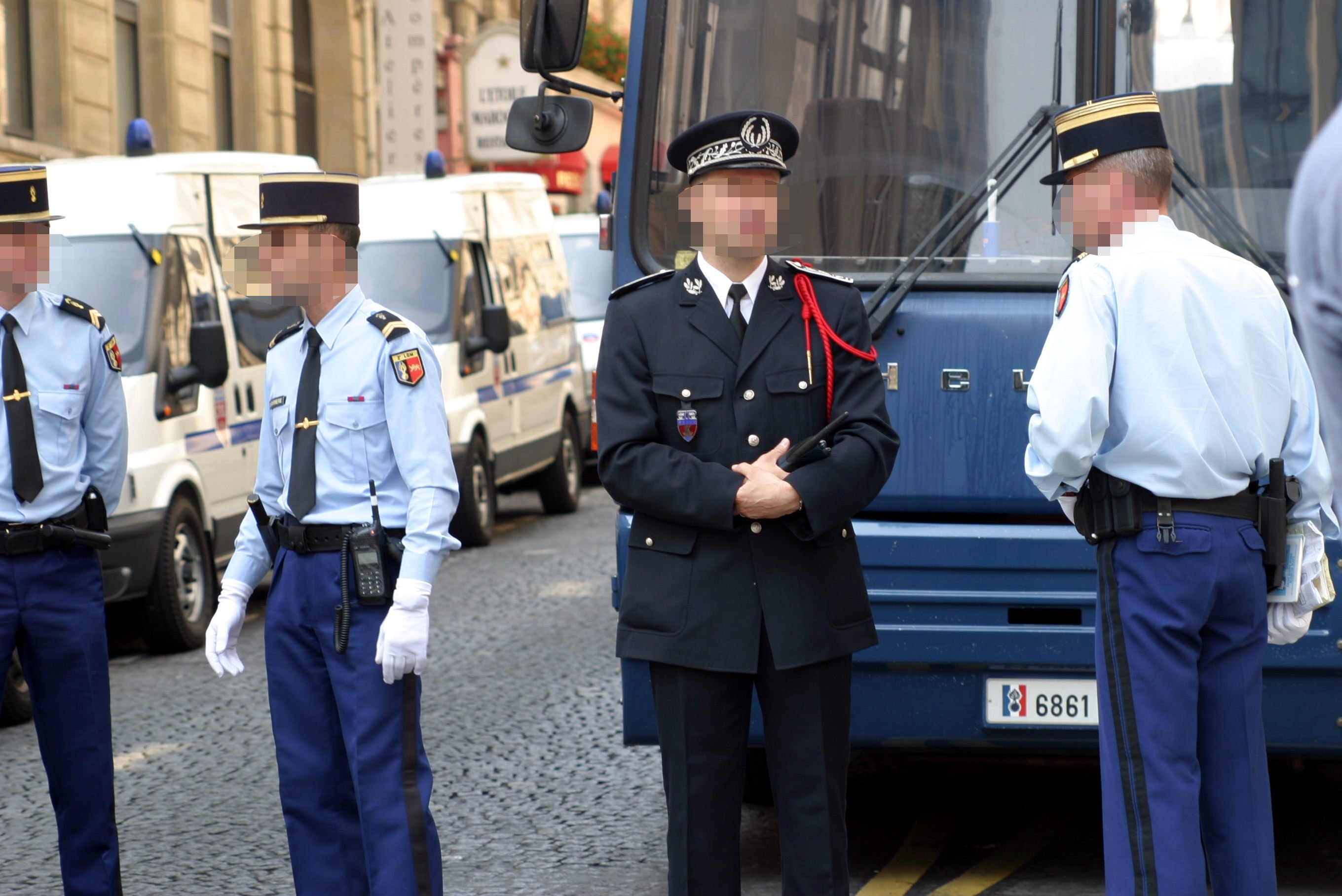
Denna bild demonstrerar skillnaden mellan gendarmeriets och den franska polisens uniformer. Mannen i mitten är ett högre polisbefäl, i en uniform inspirerad av den anglosaxiska polistraditionen, övriga är gendarmer.
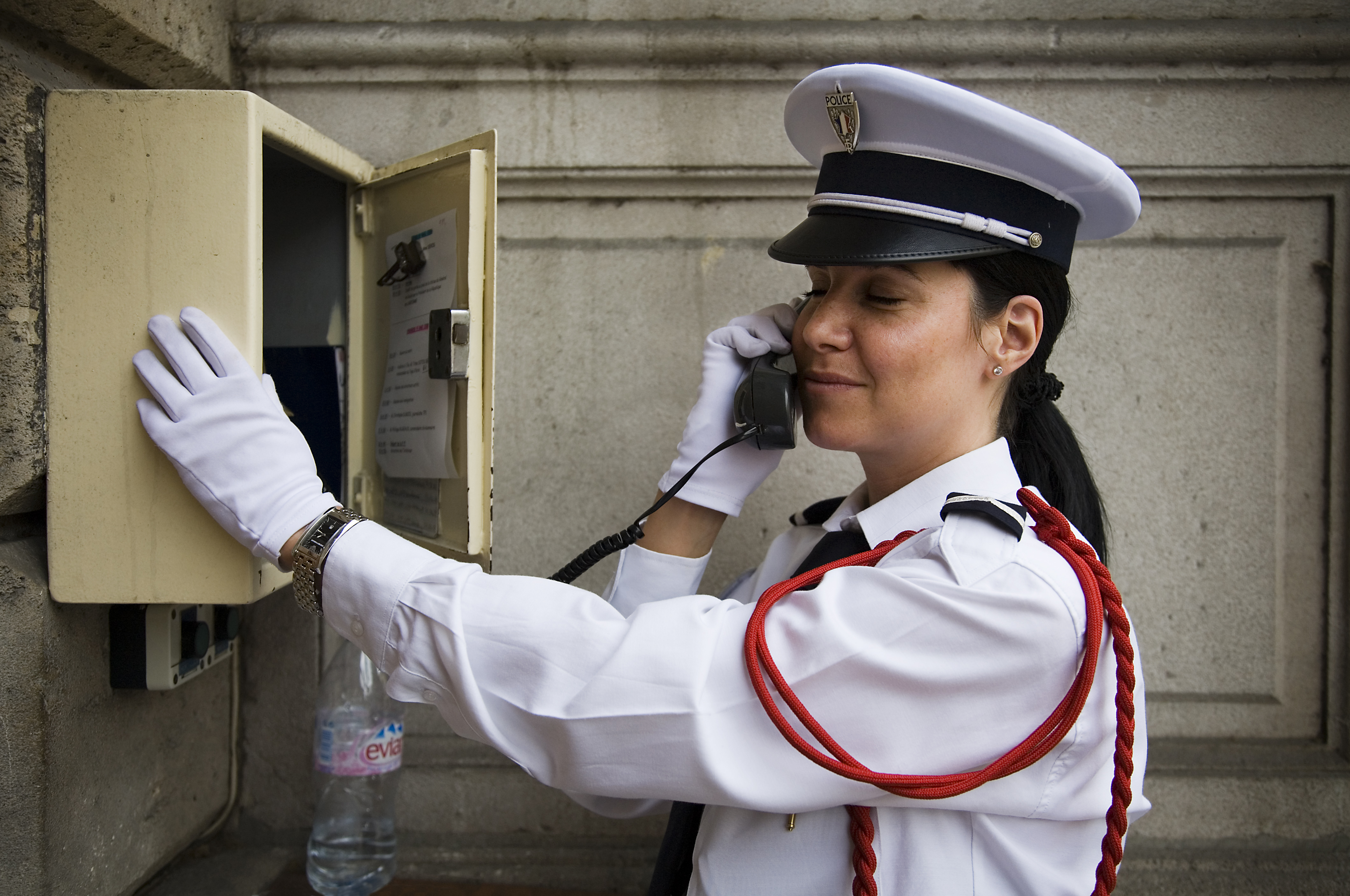
Den moderna franska polisuniformen skiljer sig tydligt från arméuniformen och gendarmeriets uniform.

#### Storbritannien
Den första poliskår jämförbar med dagens polis inrättades 1667 under kung Ludvig XIV i Frankrike, även om den moderna polisen brukar spåra sina rötter till 1800-talets inrättande av marinpolisen i London, polisen i Glasgow, och Napoleons poliskår i Paris. Heliga hermandad från mitten av 1500-talet brukar också ses som en av de första poliskårerna. Den första moderna civila polisstyrkan sägs allmänt vara London Metropolitan Police, som inrättades 1829, och som främjat polisens förebyggande roll som ett avskräckande medel mot urbana brott och oordning. Londonpolisens första uniform utformades medvetet för att inte likna arméns, därför valdes den blå uniformsfärgen. Armén och milisen i röda uniformsrockar hade tidigare slagit ned kravaller och var mycket impopulära hos Londonpöbeln.

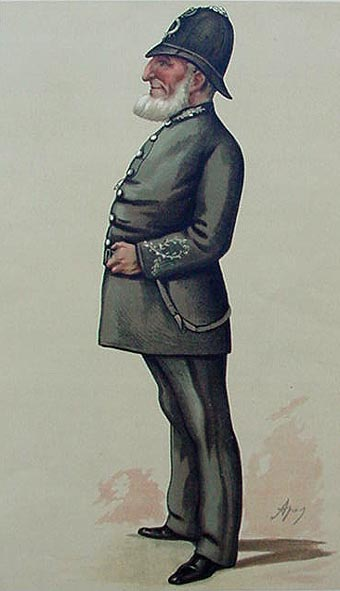
Typisk engelsk polisuniform med hjälm 1884.
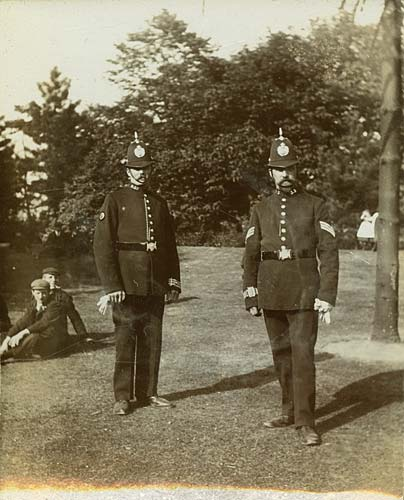
En nästan identisk uniform bars i början av 1900-talet.
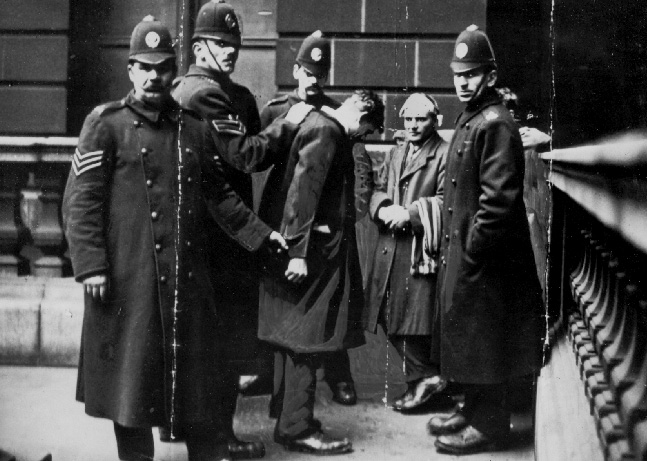
Ännu 1919 visade uniformen inga större skillnader mot 1800-talets.
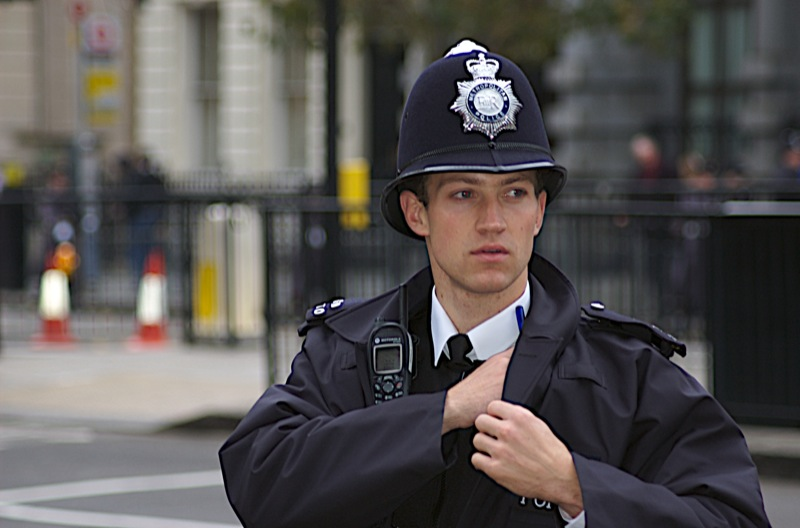
Ännu idag bär den engelska polisen hjälm.
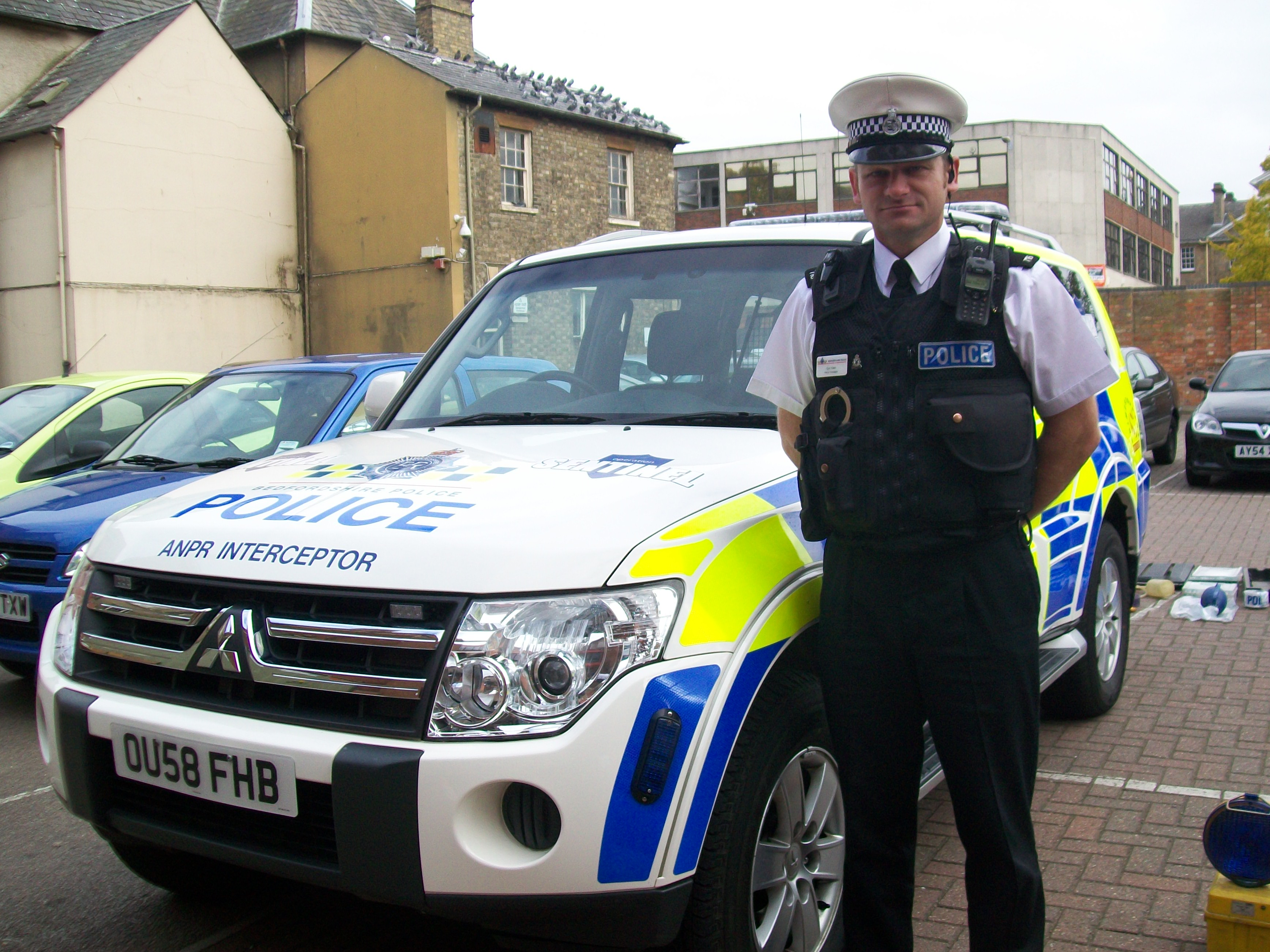
Modern engelsk trafikpolis. Den traditionella hjälmen är opraktisk i fordon, därför bärs skärmmössa.
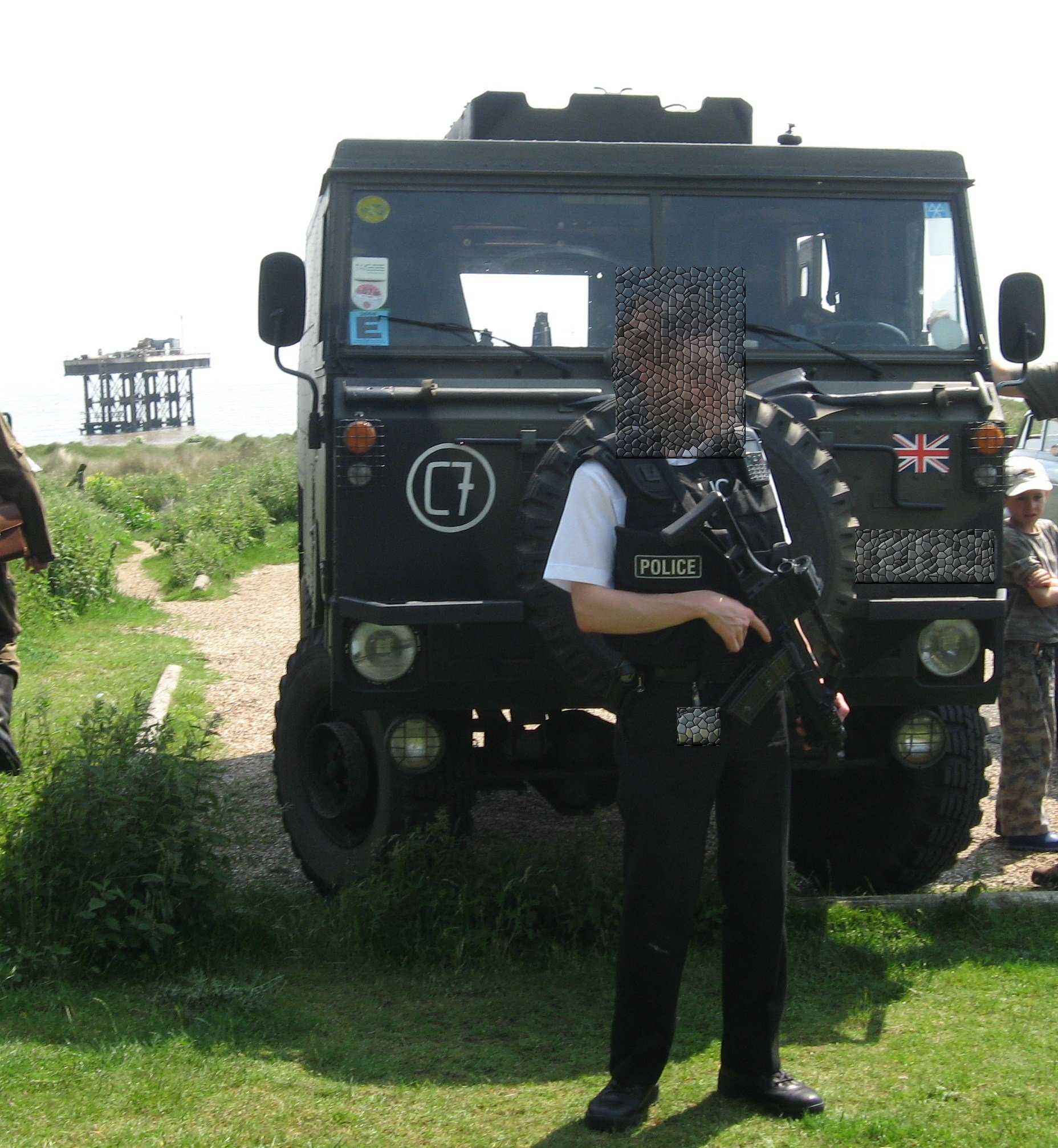
Trots den civila traditionen kan en brittisk polis se militärisk ut. Polisman från den civila kärnkraftspolisen med skyddsväst och automatkarbin.

#### Samväldet
Polisen i Samväldet är ofta organiserad efter den kontinentala traditionen, med förebild i Royal Irish Constabulary, den beväpnade brittiska polisen på Irland.

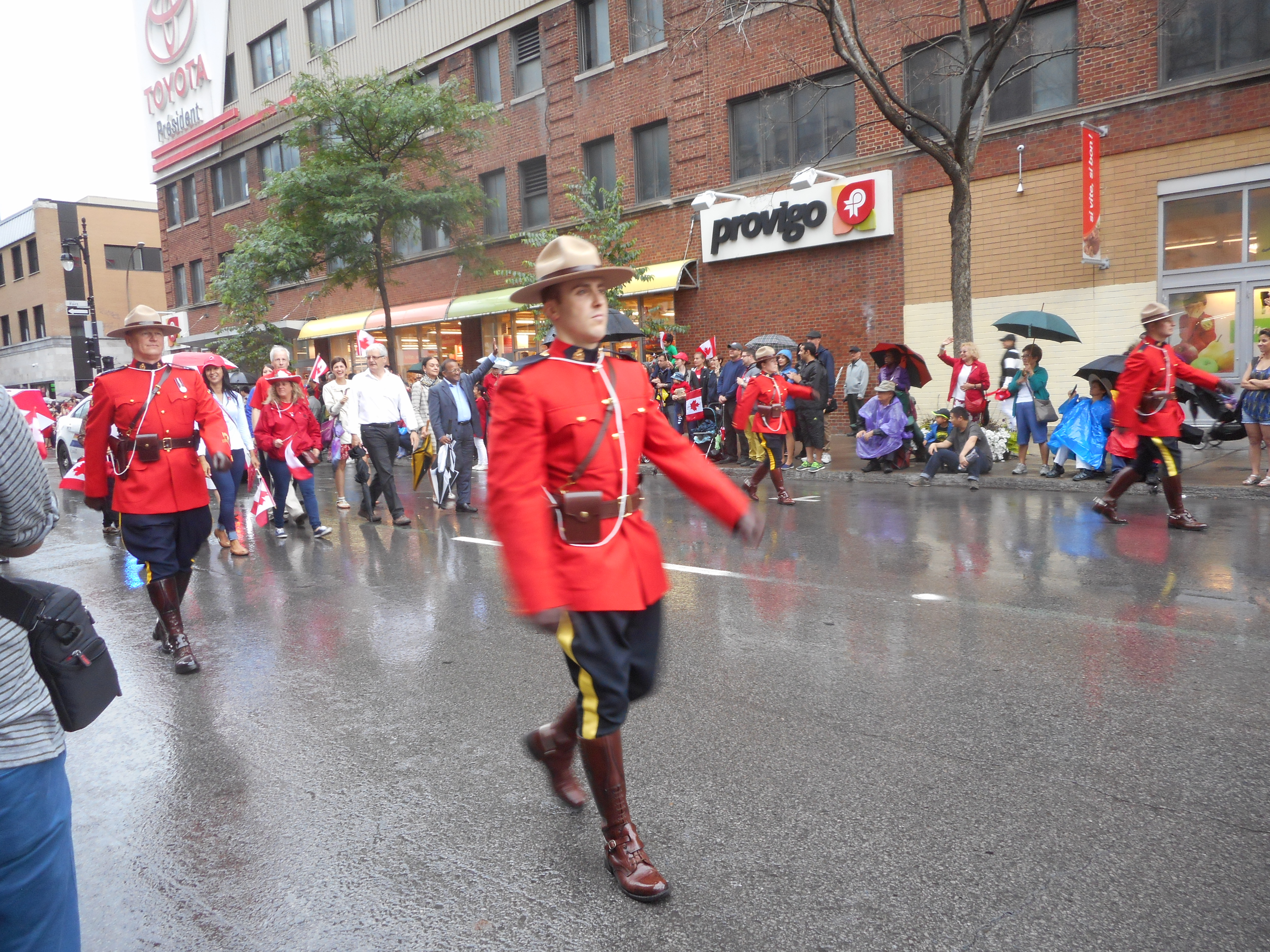
Kanadas ridande polis
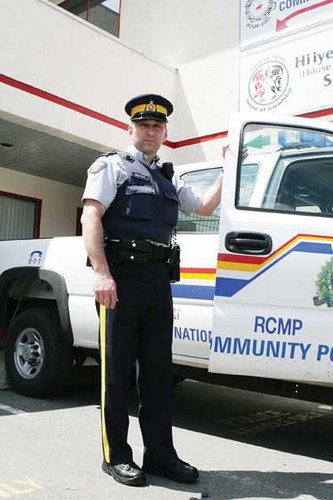
Kanadas ridande polis
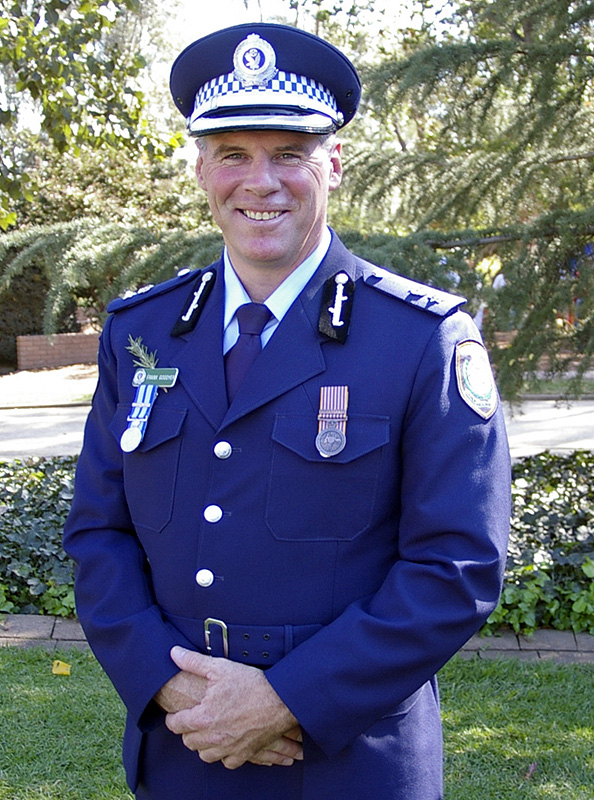
Polisen i New South Wales.
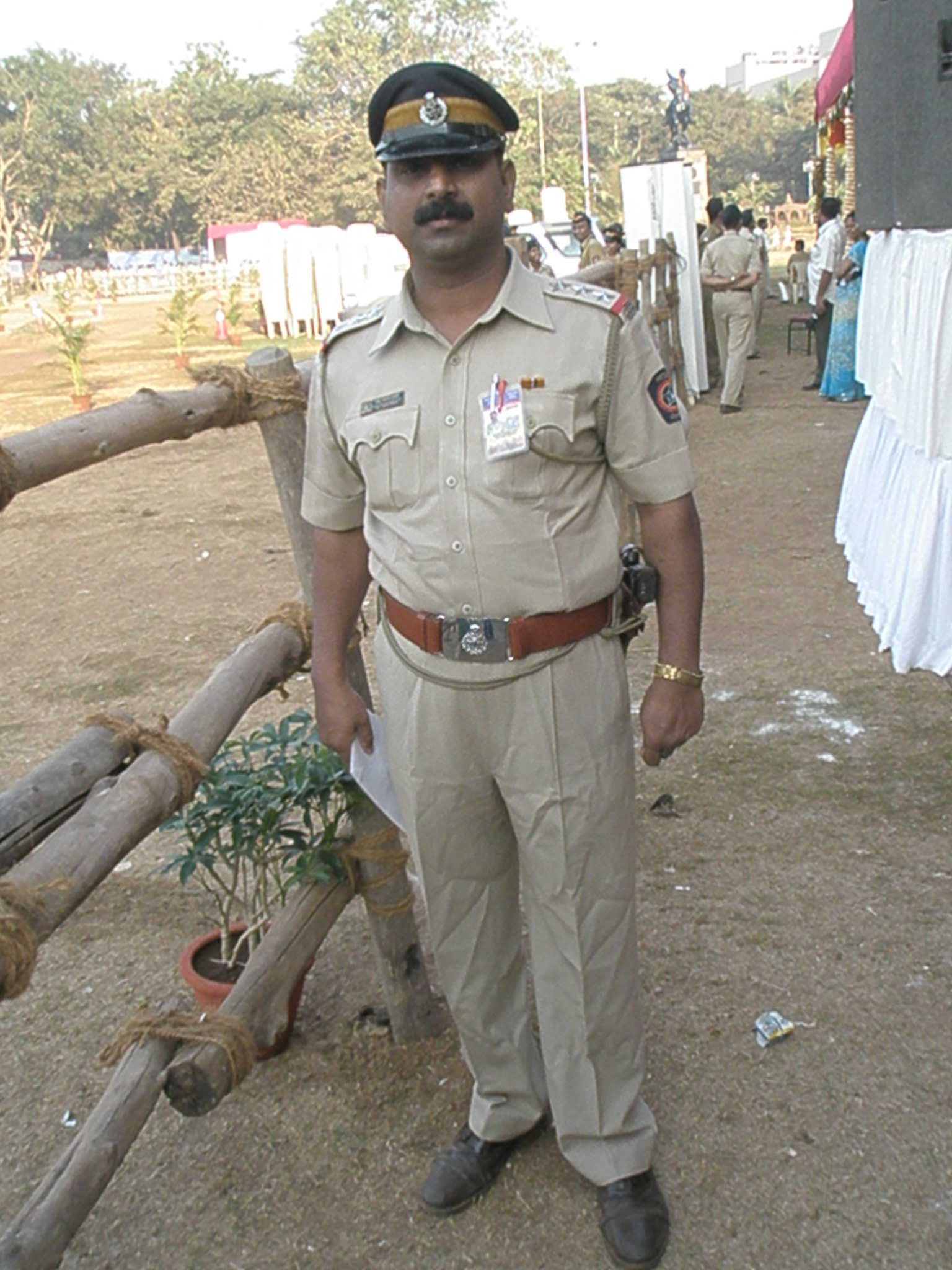
Indien

#### Sverige
I Sverige är det anglosaxiska polistraditionen med blå uniformer som är grunden till den moderna polisuniformens utformning. Den första moderna polisorganisationen i Sverige etablerades vid inrättandet av Stockholms stads polisverk 1850, då den gamla stadsvakten och separationsvakten lades ner. Uniformerna hade då ett mycket tyskt/preussiskt snitt med pickelhuva. 1925 infördes det första nationella uniformsreglementet för den svenska polisen. Tidigare hade varje stad haft egna uniformsreglementen. 1954 infördes ett nytt uniformsreglemente för polisen. Uniformen fick bland annat nedvikt krage, skjorta och slips samt nya insignier.

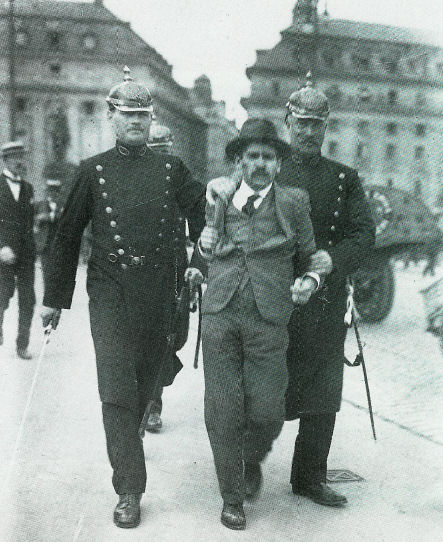
Stochholmspolisen 1917
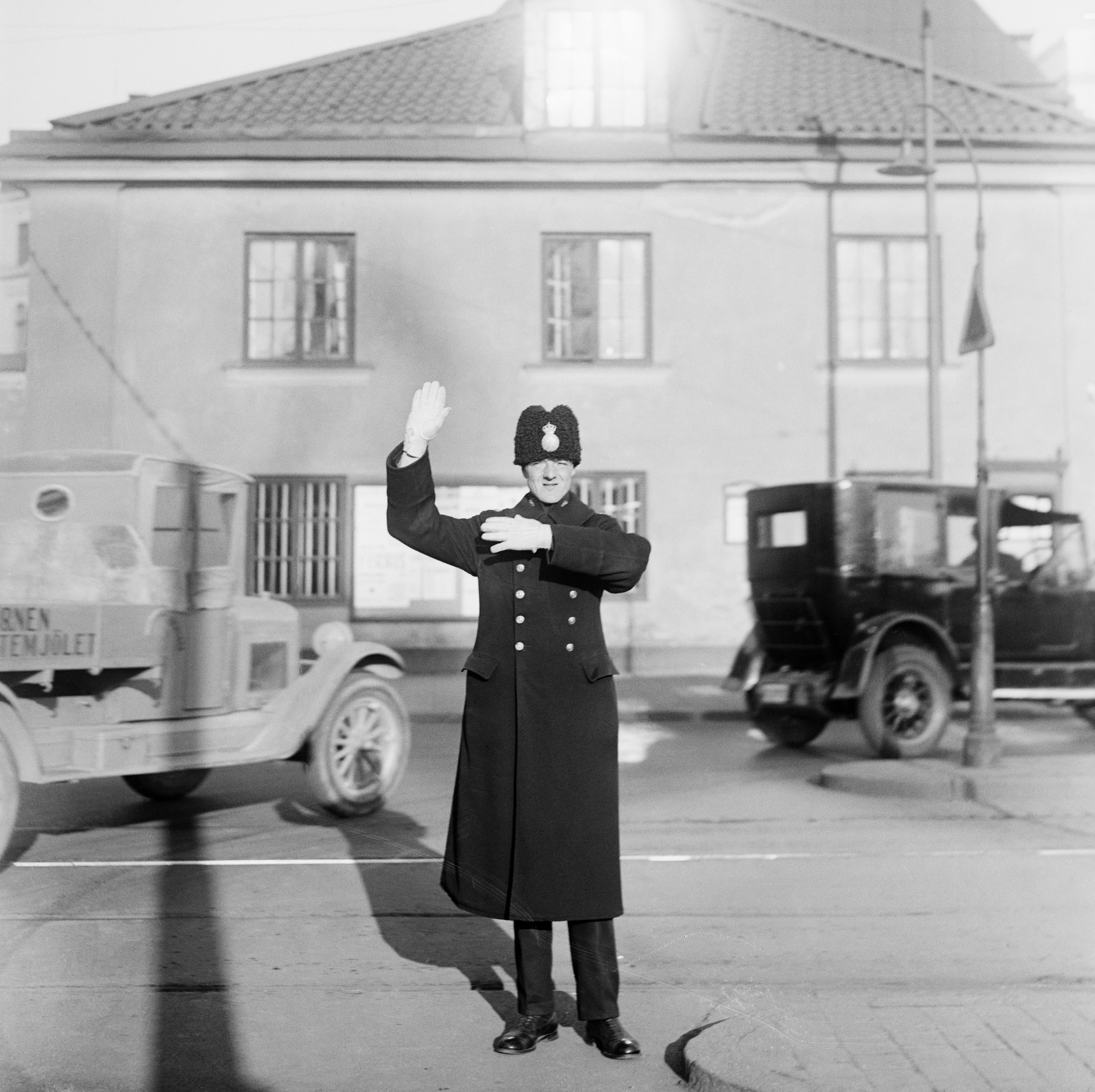
Polisuniform m/1925
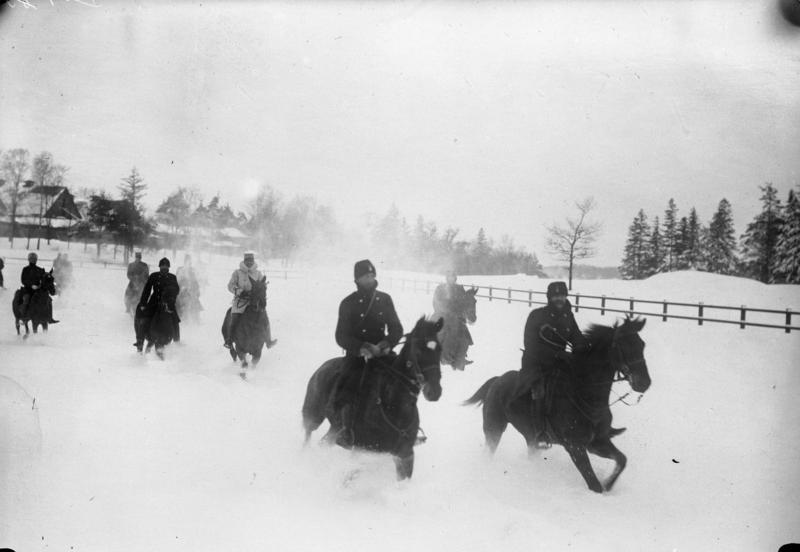
Vinteruniform m/1925 (1931)
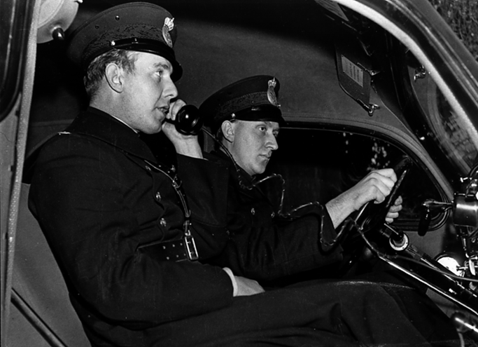
Polisuniform m/1925 (1939)
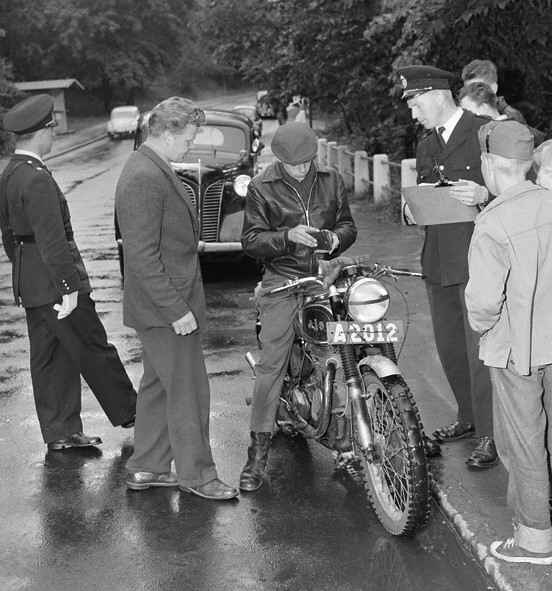
Uniform m/1954

#### Ryssland

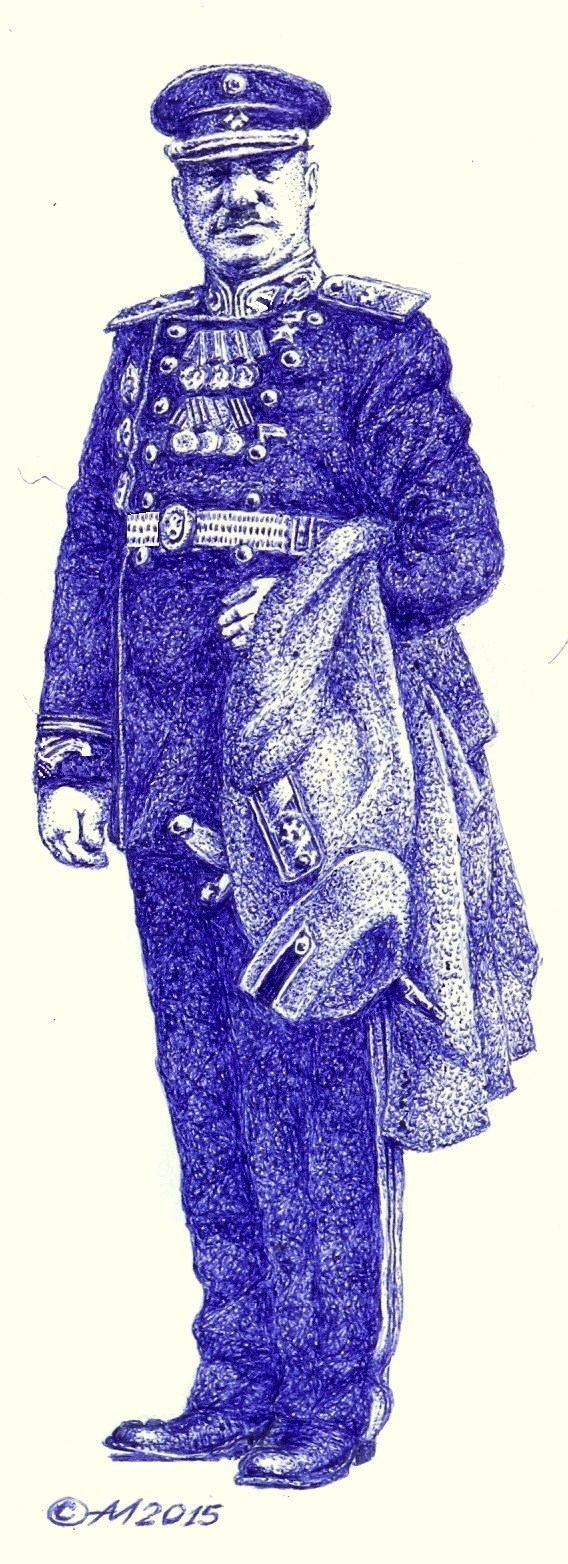
1954
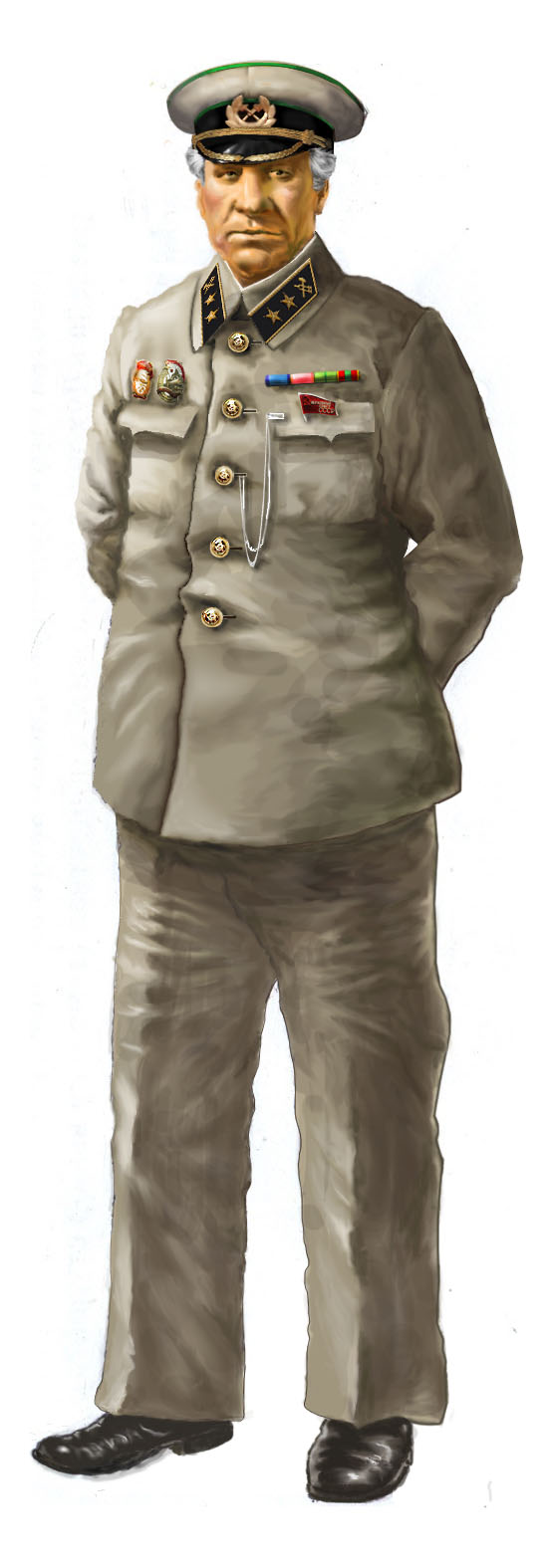
1955.
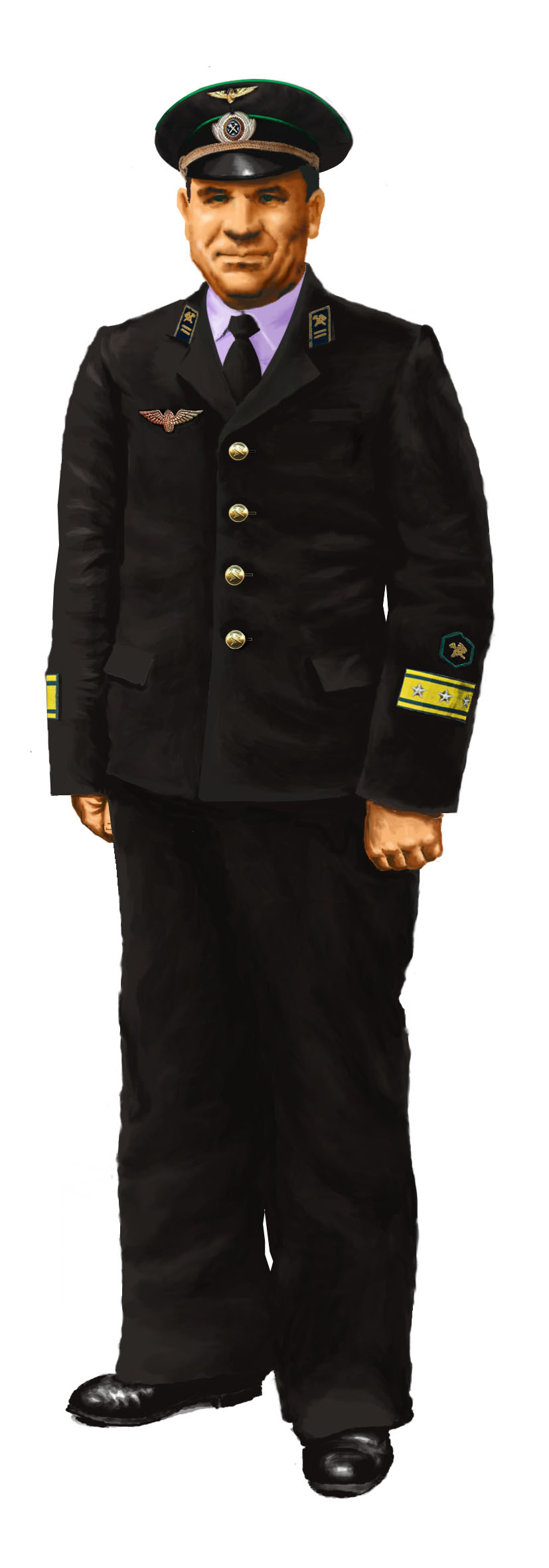
1979
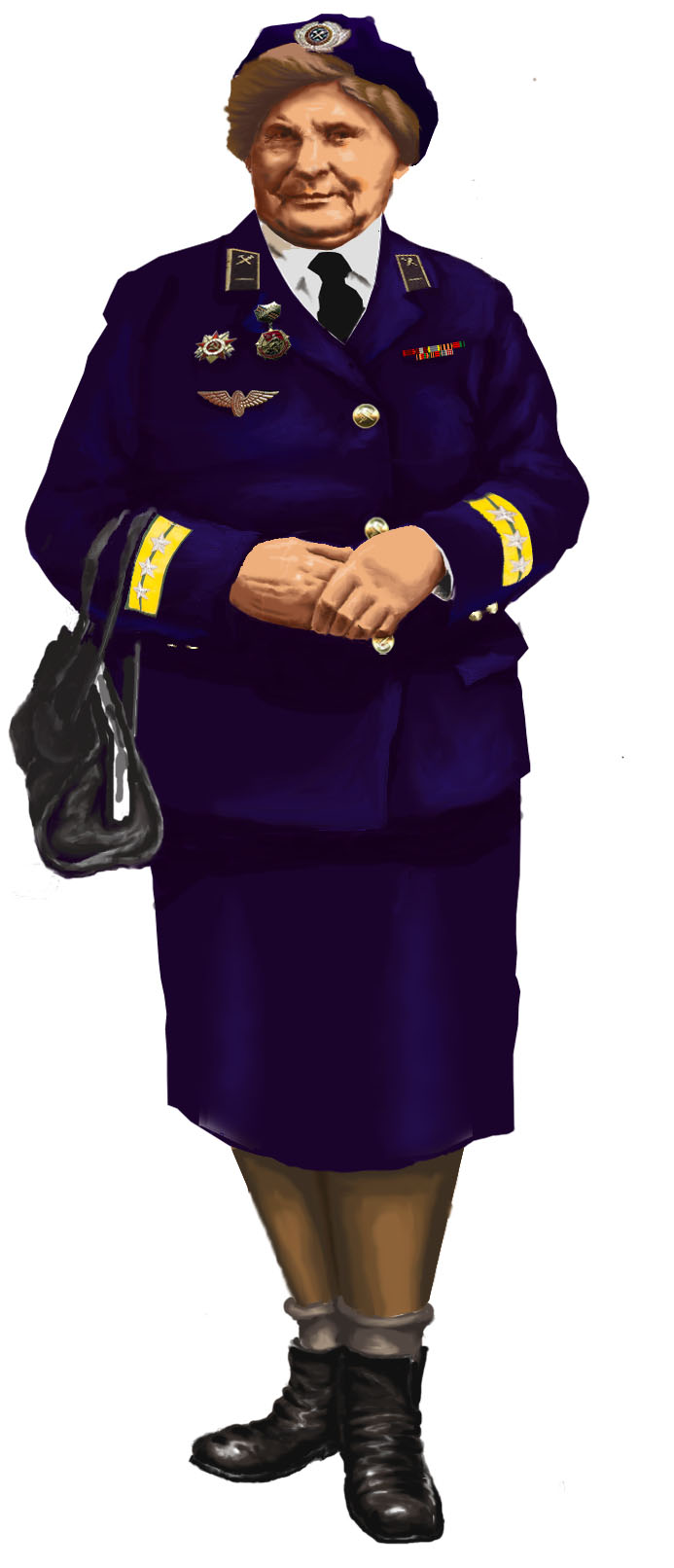
1985.

De ryska polisuniformernas historia skildrades på ryska frimärken från 2013.

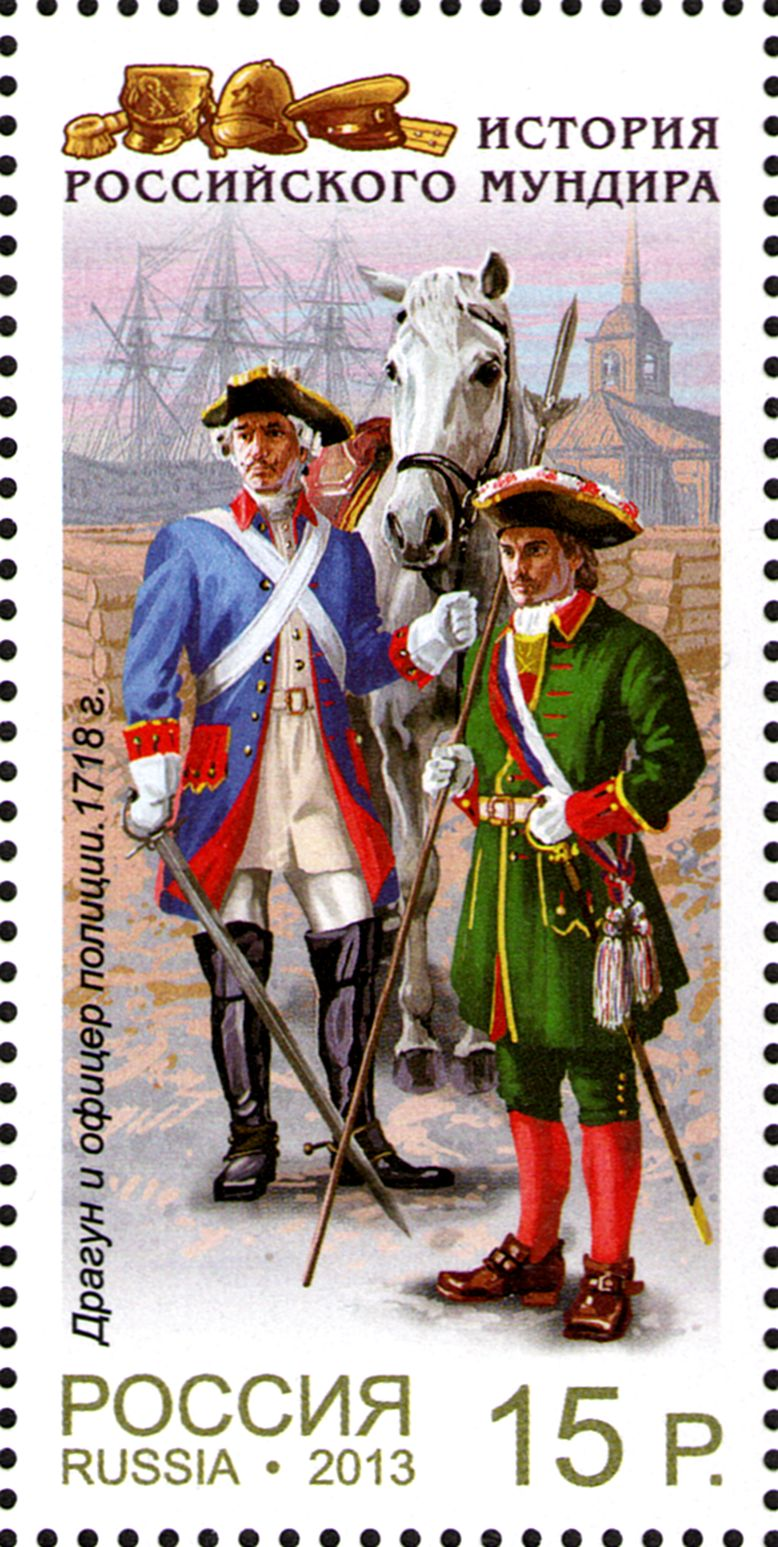
1718
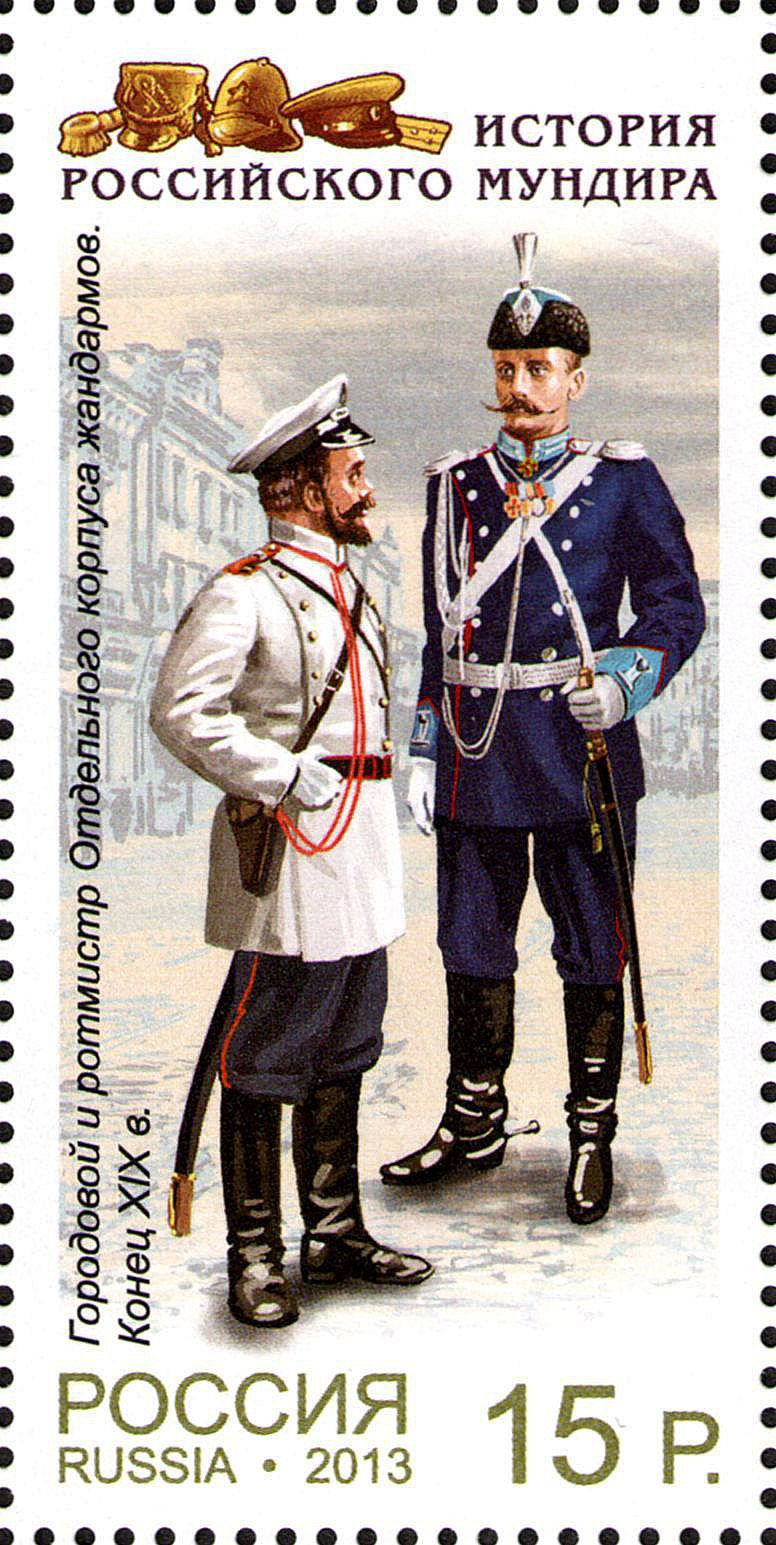
1882
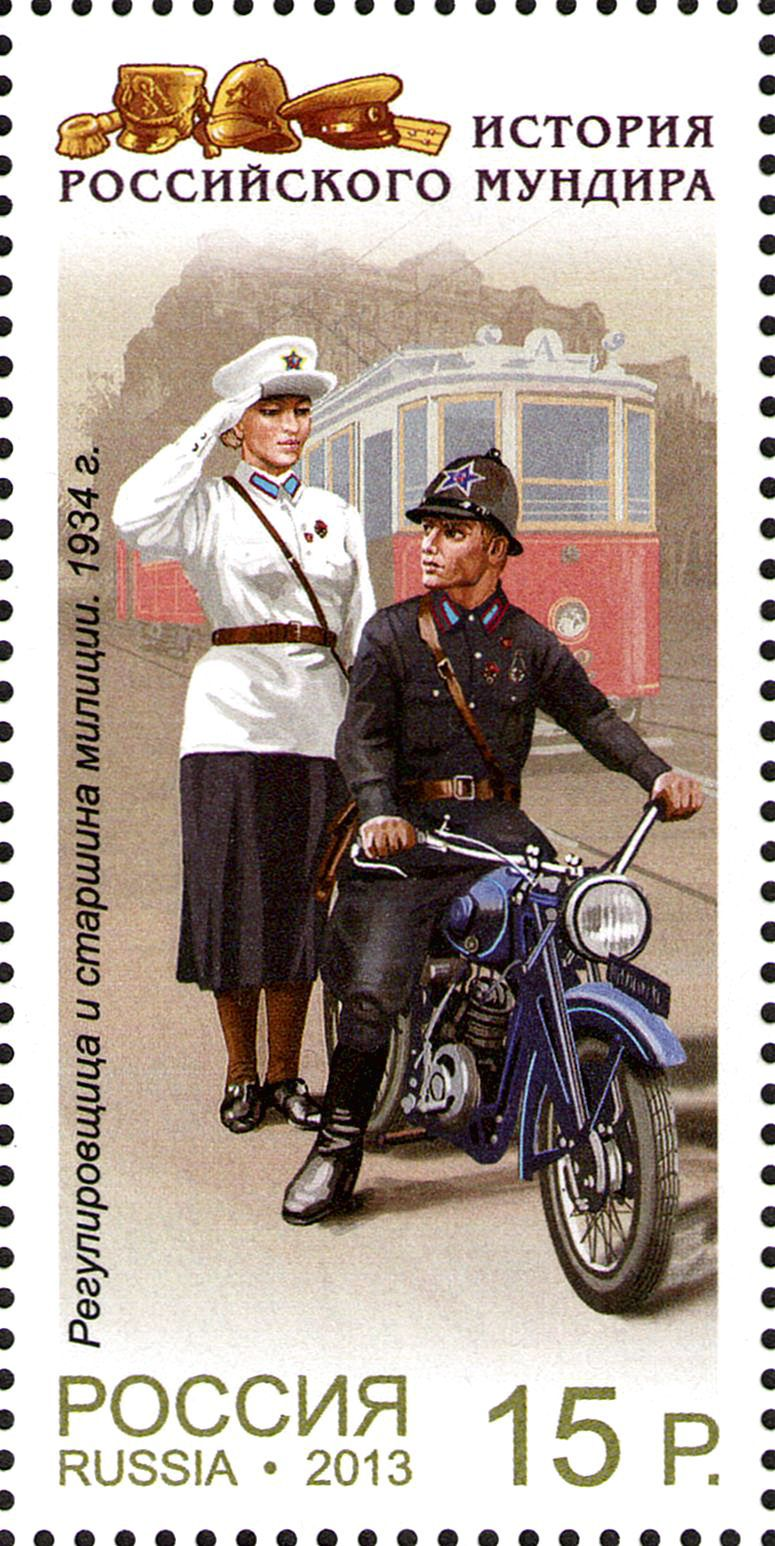
1934
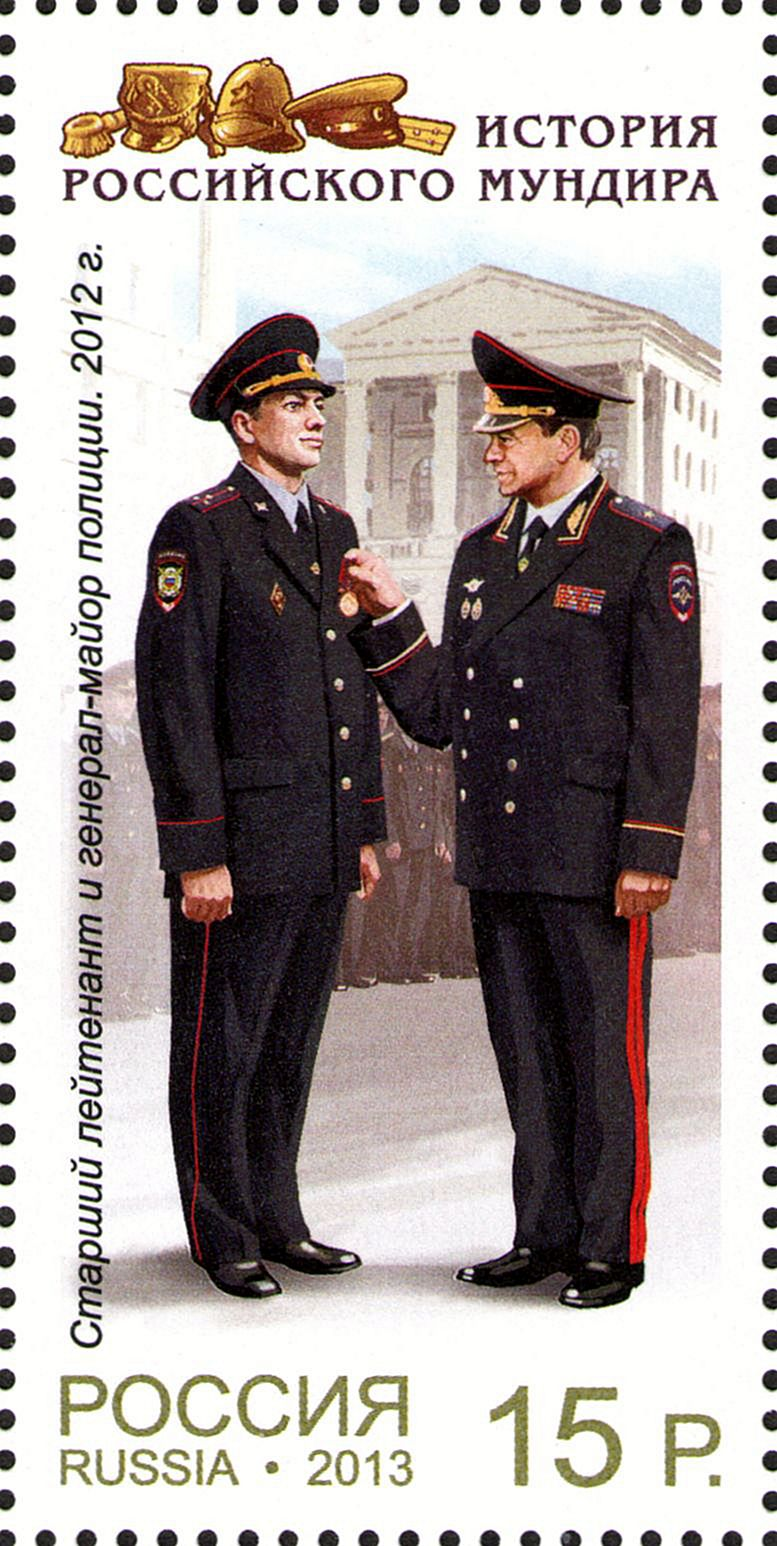
2012

### Tull
Tulltjänstemän bär uniform vid viss typ av tjänsteutövning. En svensk tulltjänsteman får inte bära annat lands tulluniform.

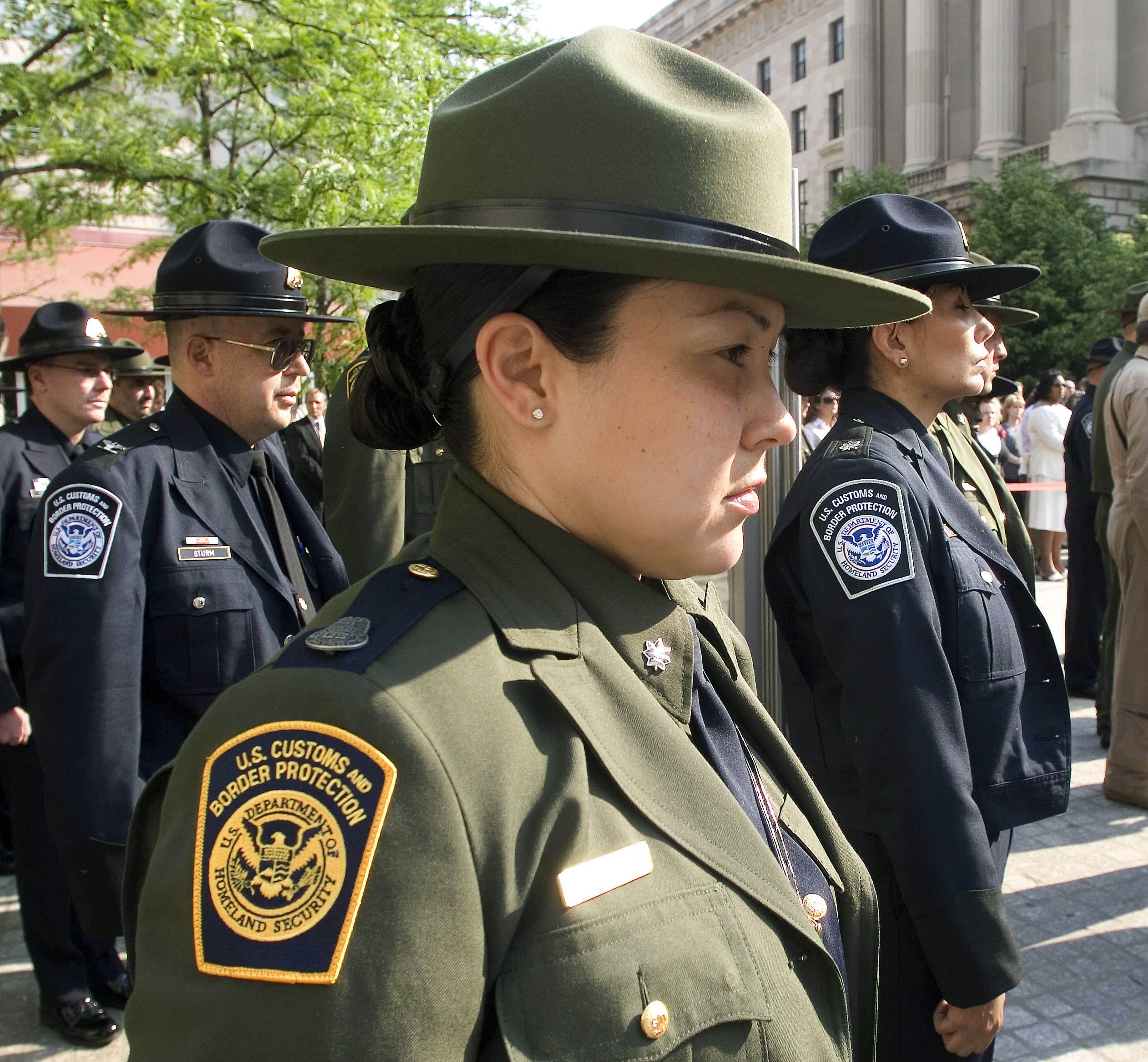
USA
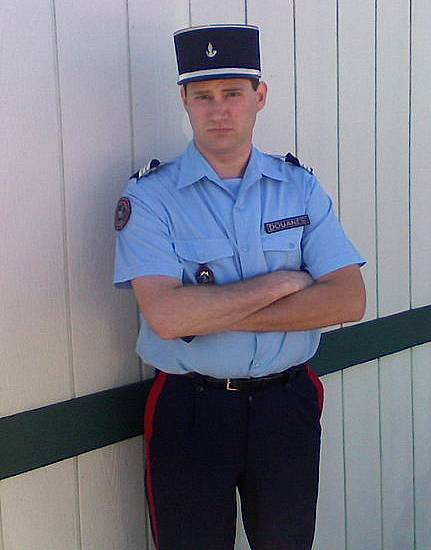
Frankrike
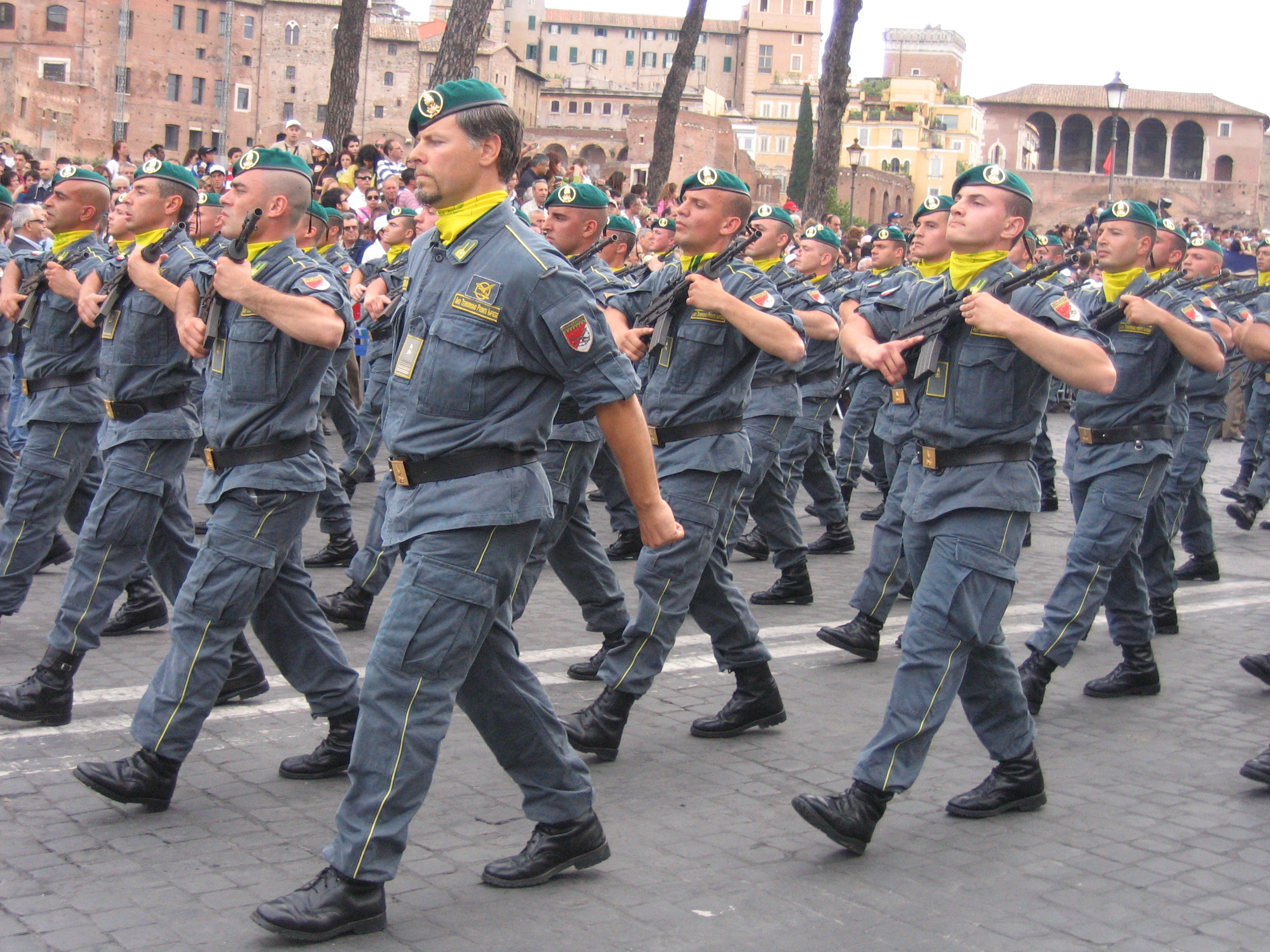
Italien

### Brand- och räddningstjänst
Från början fanns det ingen skillnad på brandkårernas dagliga dräkt och deras insatsdräkter. Eventuellt kunde en finare uniform bäras till parad. Idag har alla moderna räddningstjänster ett särskilt larmställ för insatser. Uniformer i övrigt varierar mellan befattningshavare, arbetsuppgifter, inre eller yttre tjänst samt vilken uniformskultur som finns i landet.

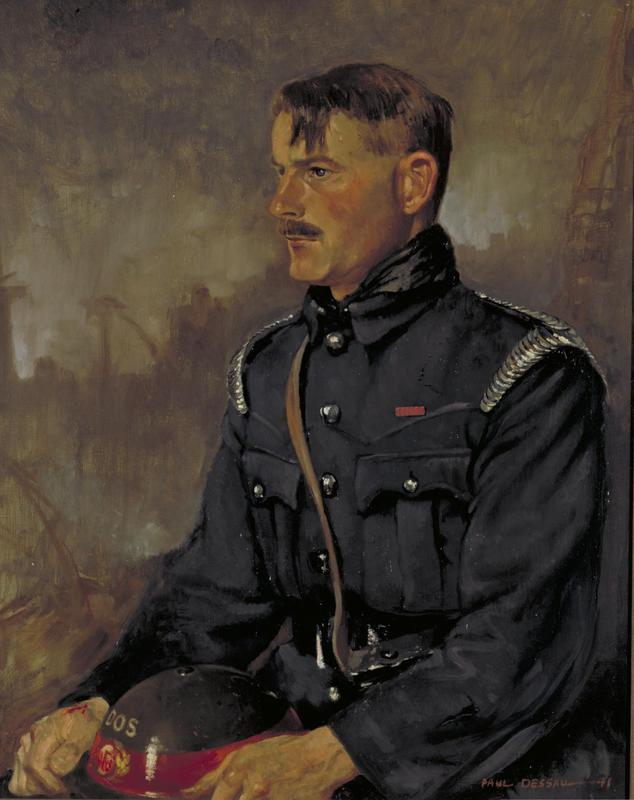
Storbritannien 1939
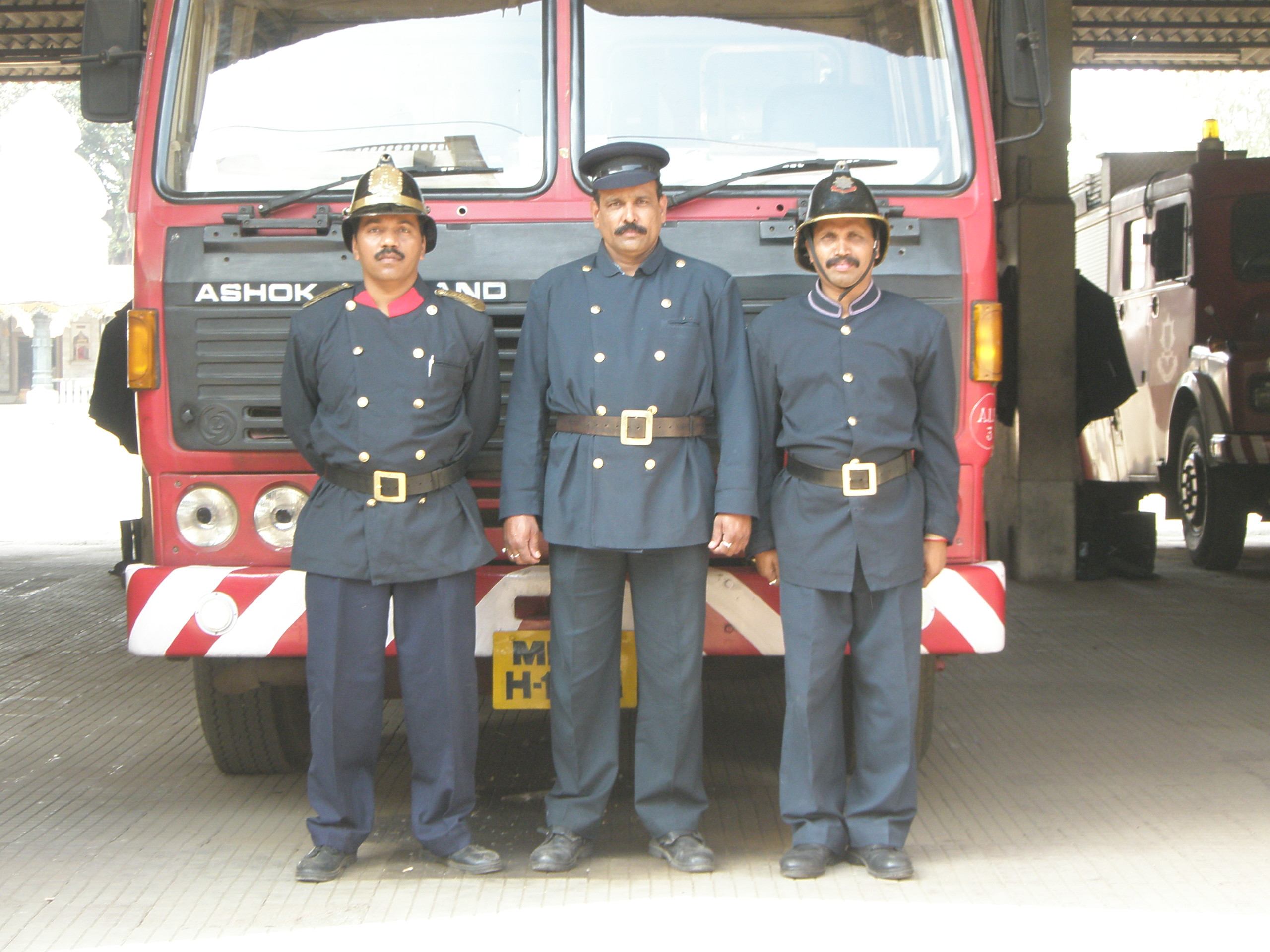
Mumbai 2009
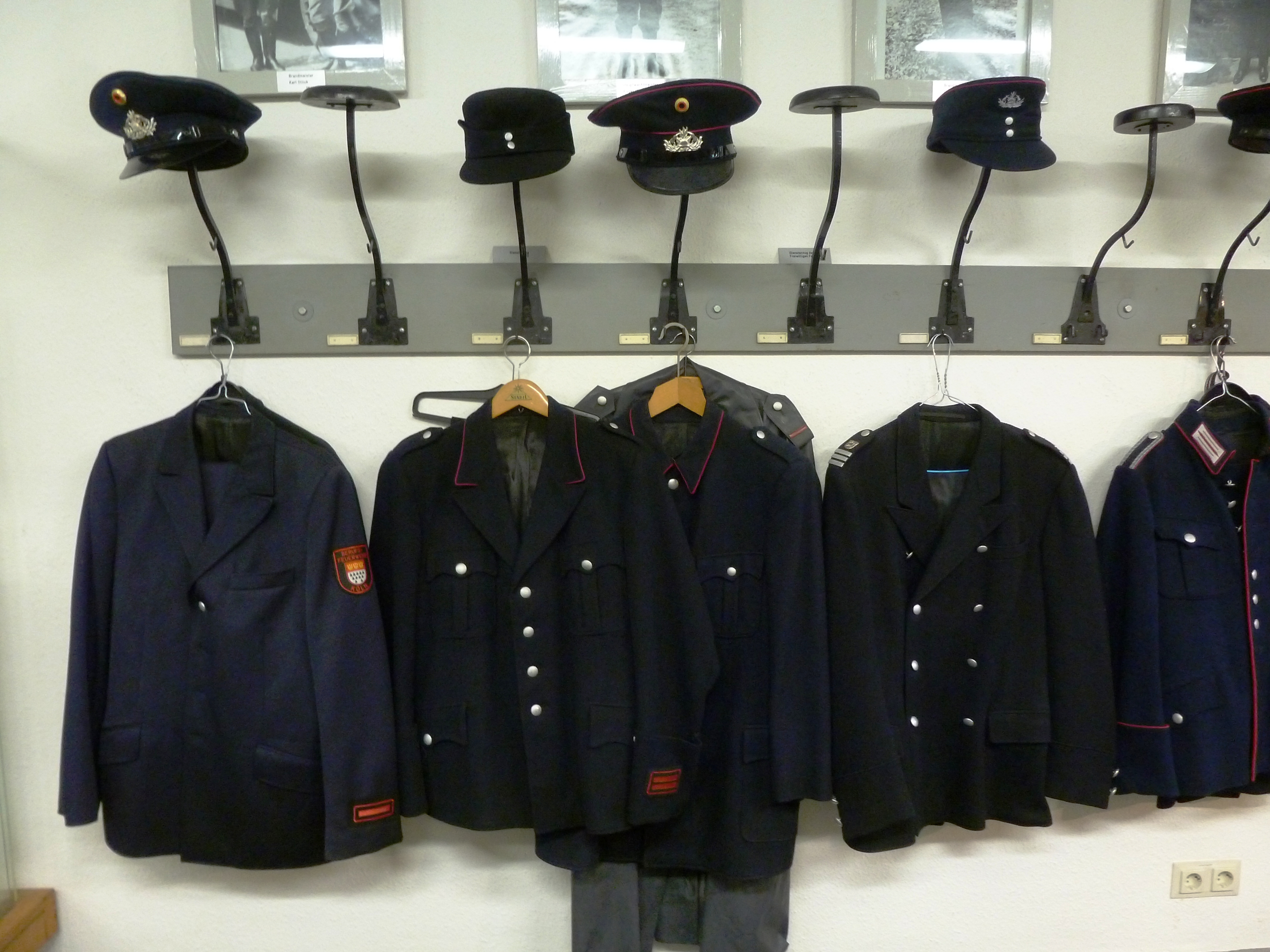
Köln, olika epoker
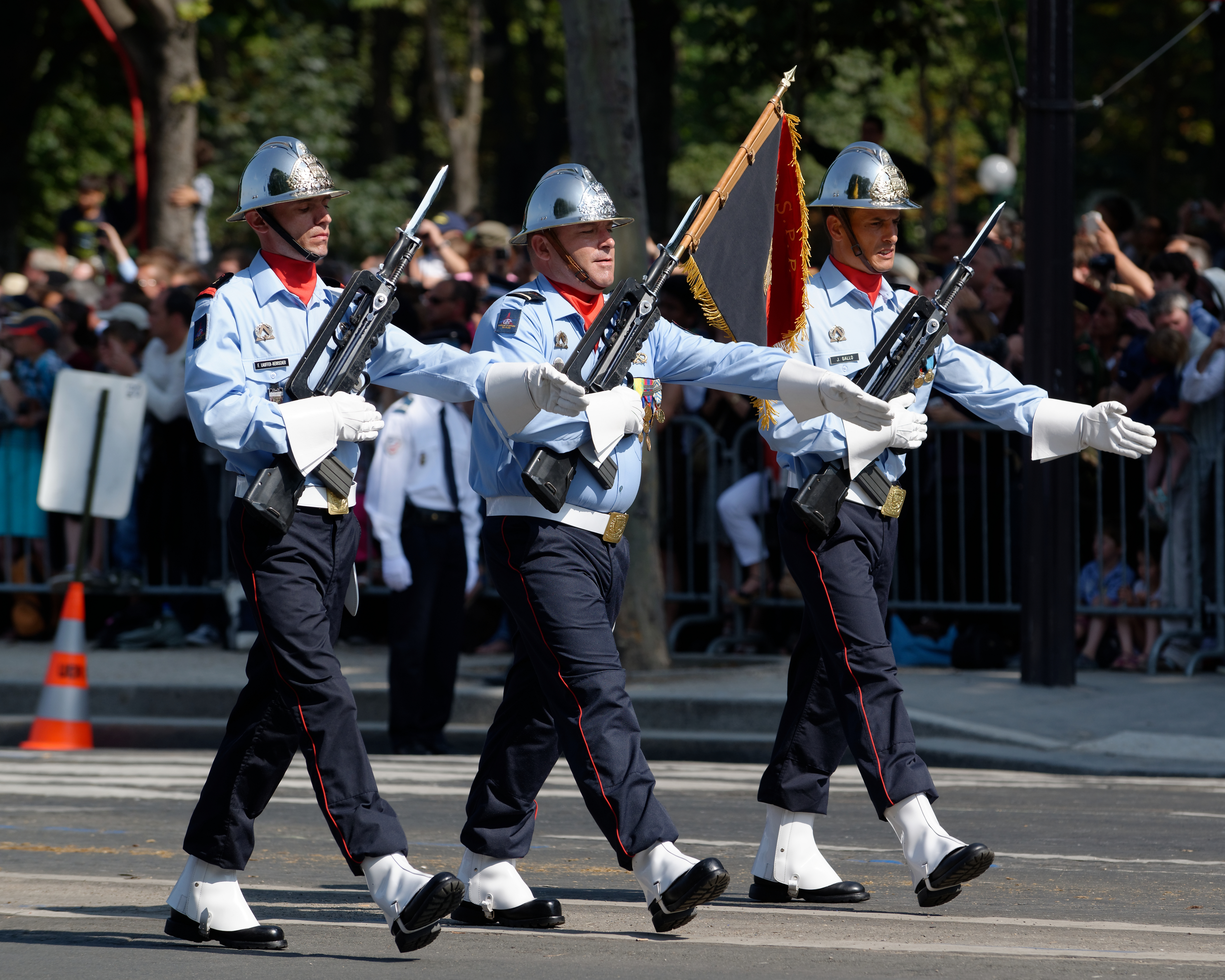
Militära räddningstjänsten i Storparis
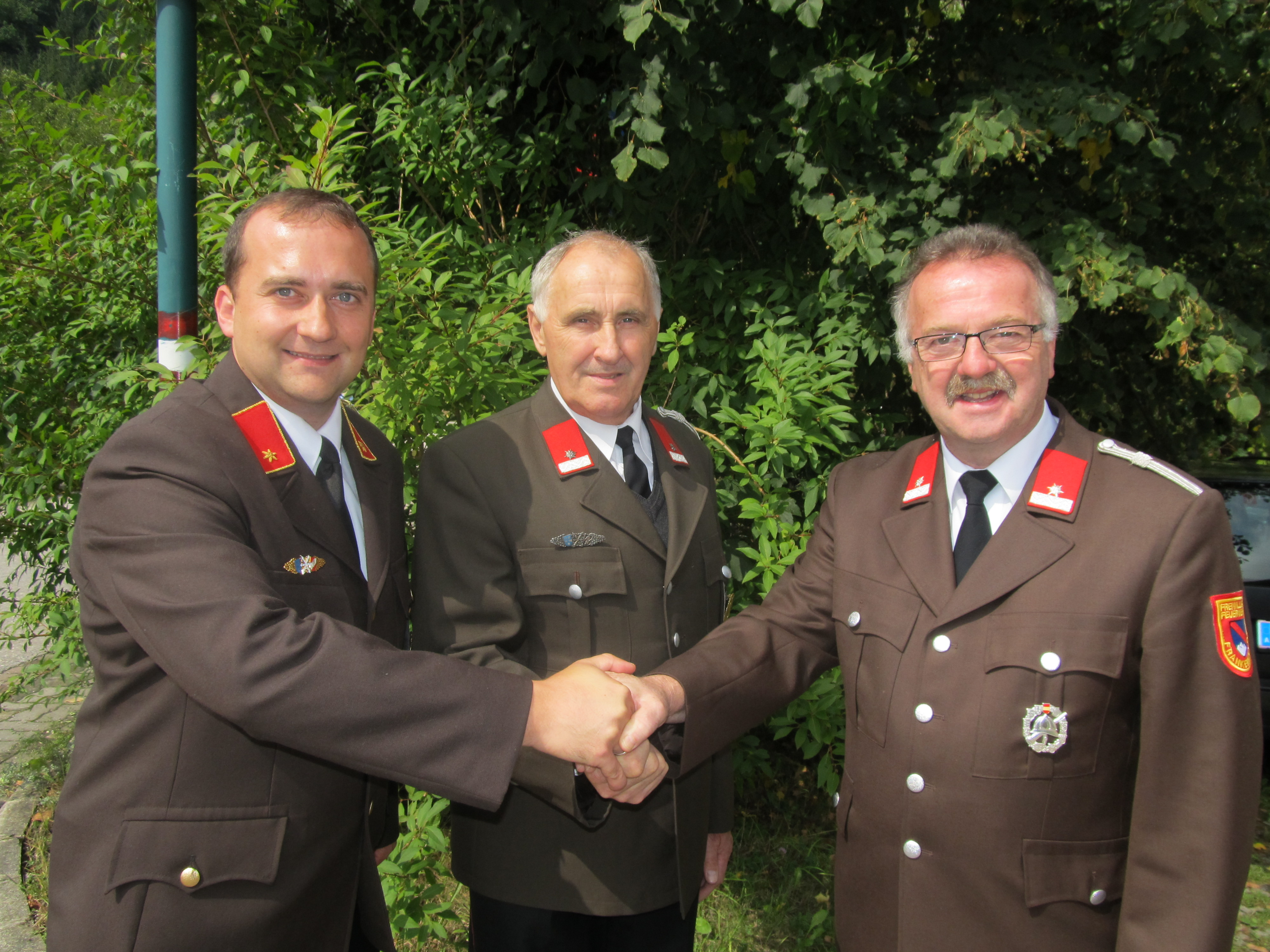
Frivilliga brandkårerna i Österrike
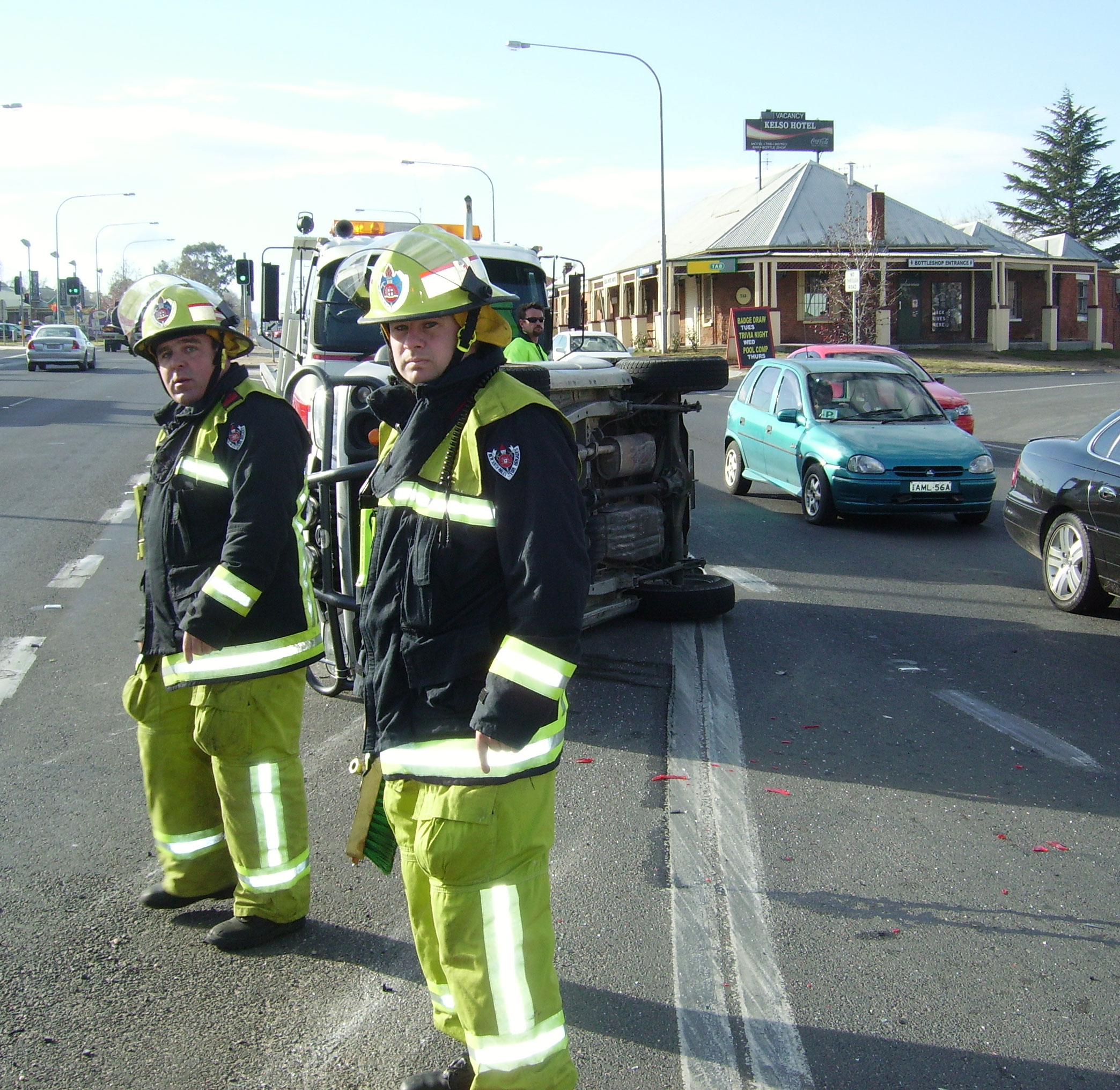
Western Australia
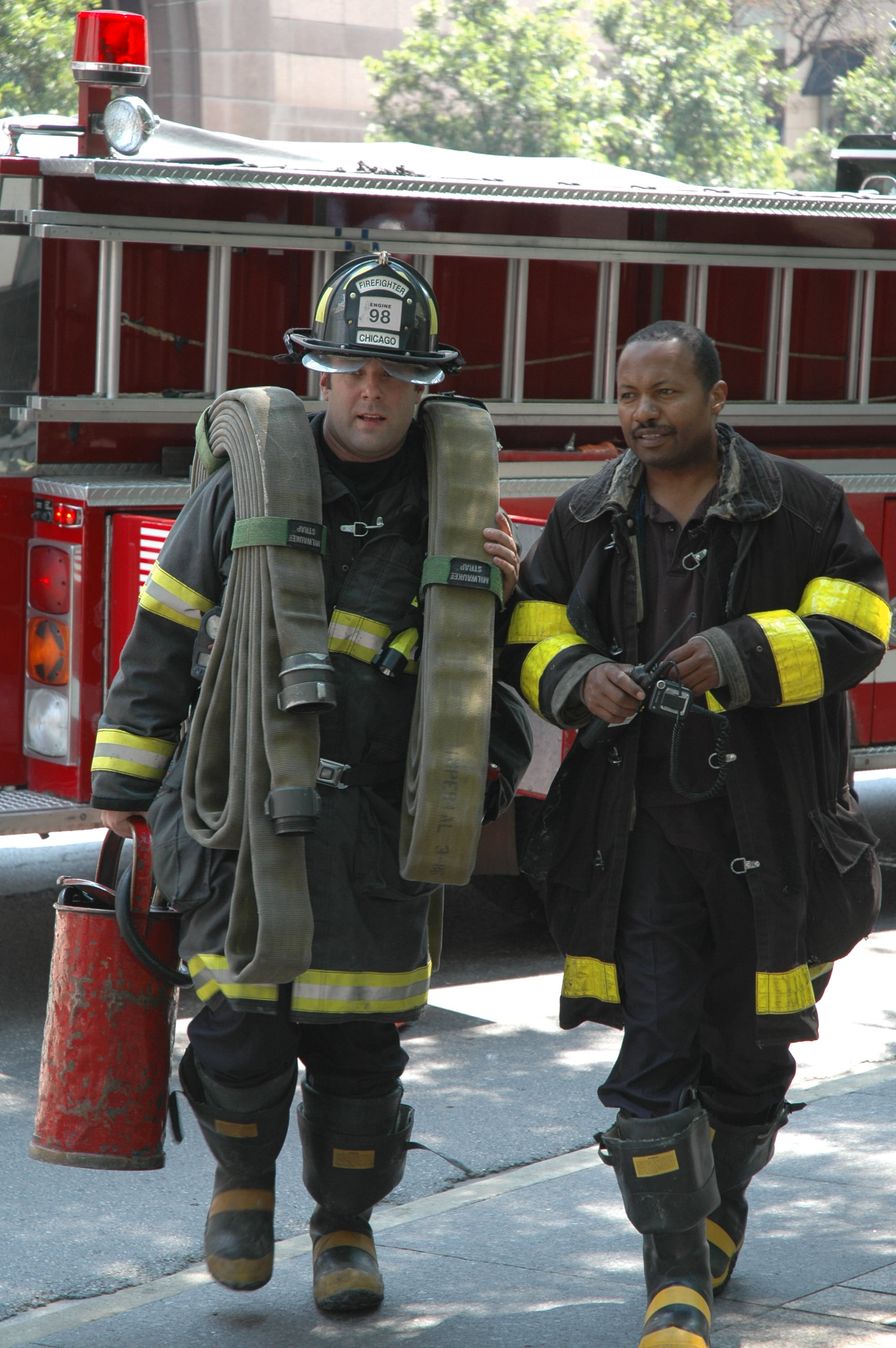
Chicago
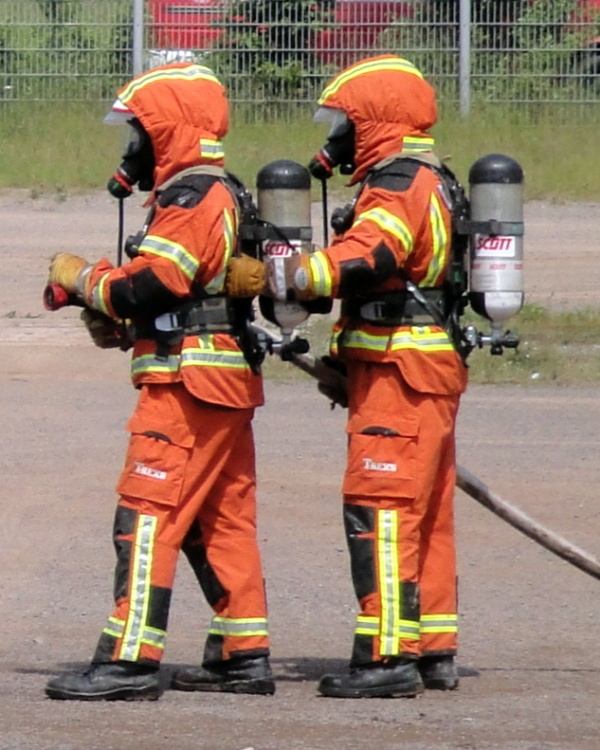
Tyska rökdykare
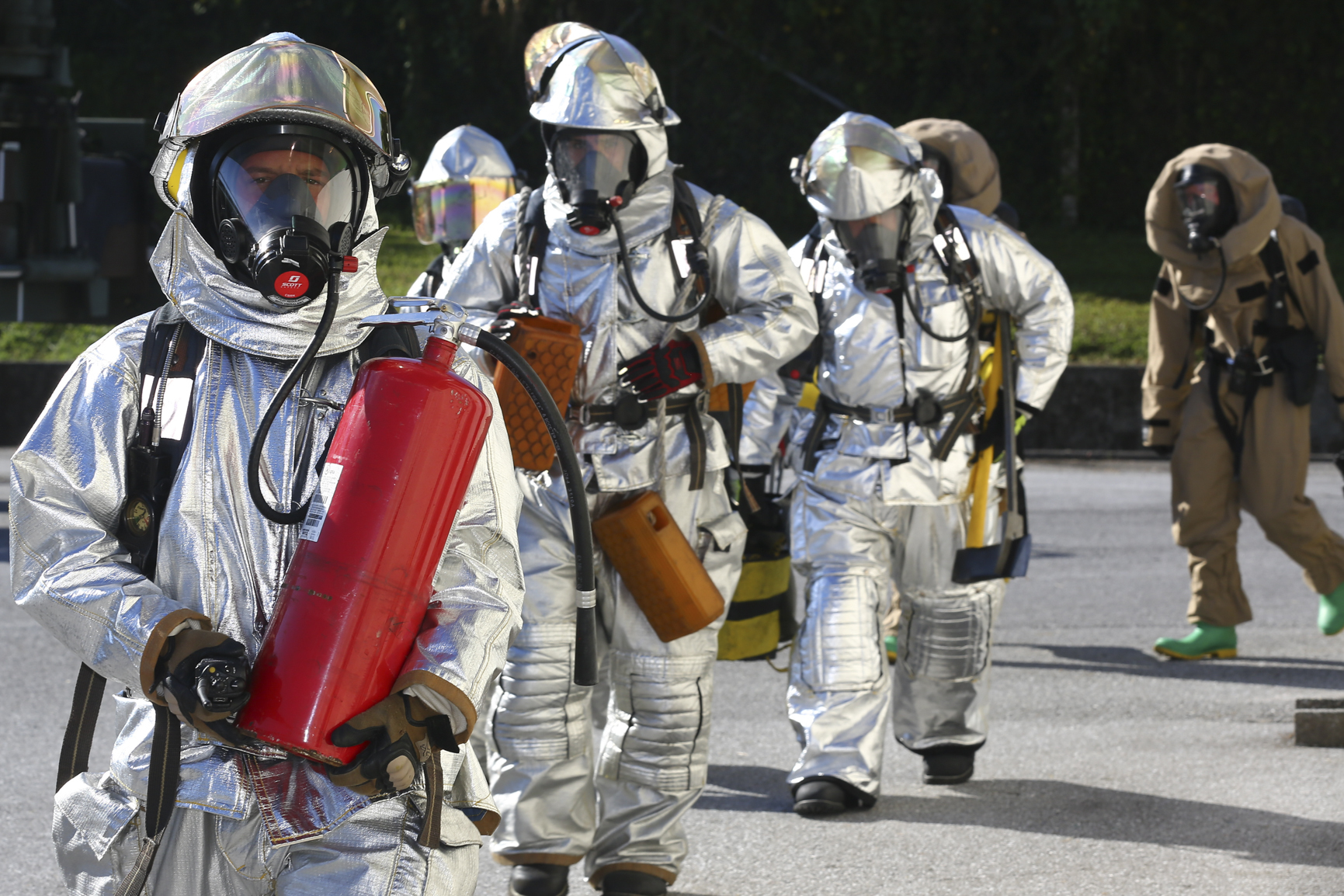
Amerikanska marinkåren

### Skogsvård
I många länder har skogsvårds- och skogsbrukstjänstemän varit uniformerade. Nuförtiden är det framförallt statliga skogsvårdsmyndigheter som i vissa länder är uniformerade.

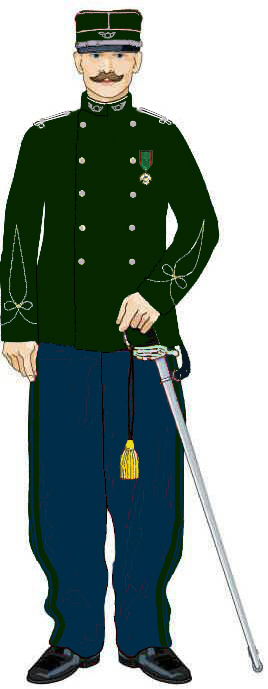
Frankrike 1891-1909
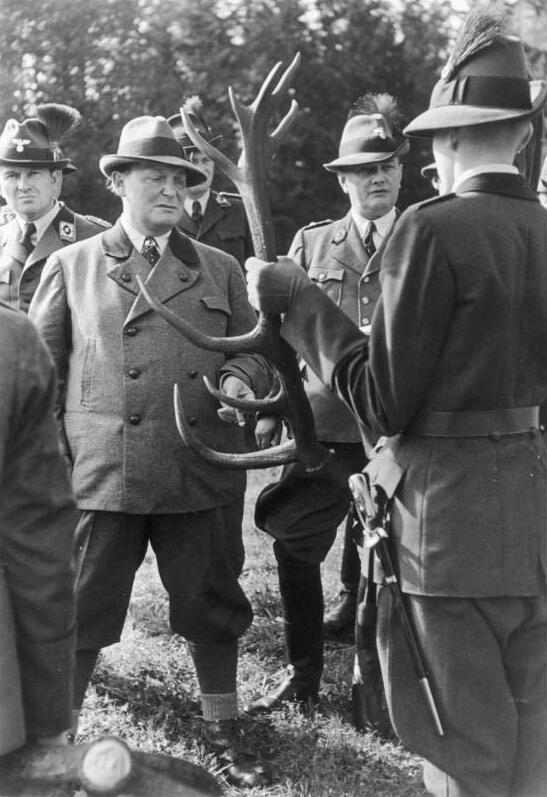
Nazityskland 1939
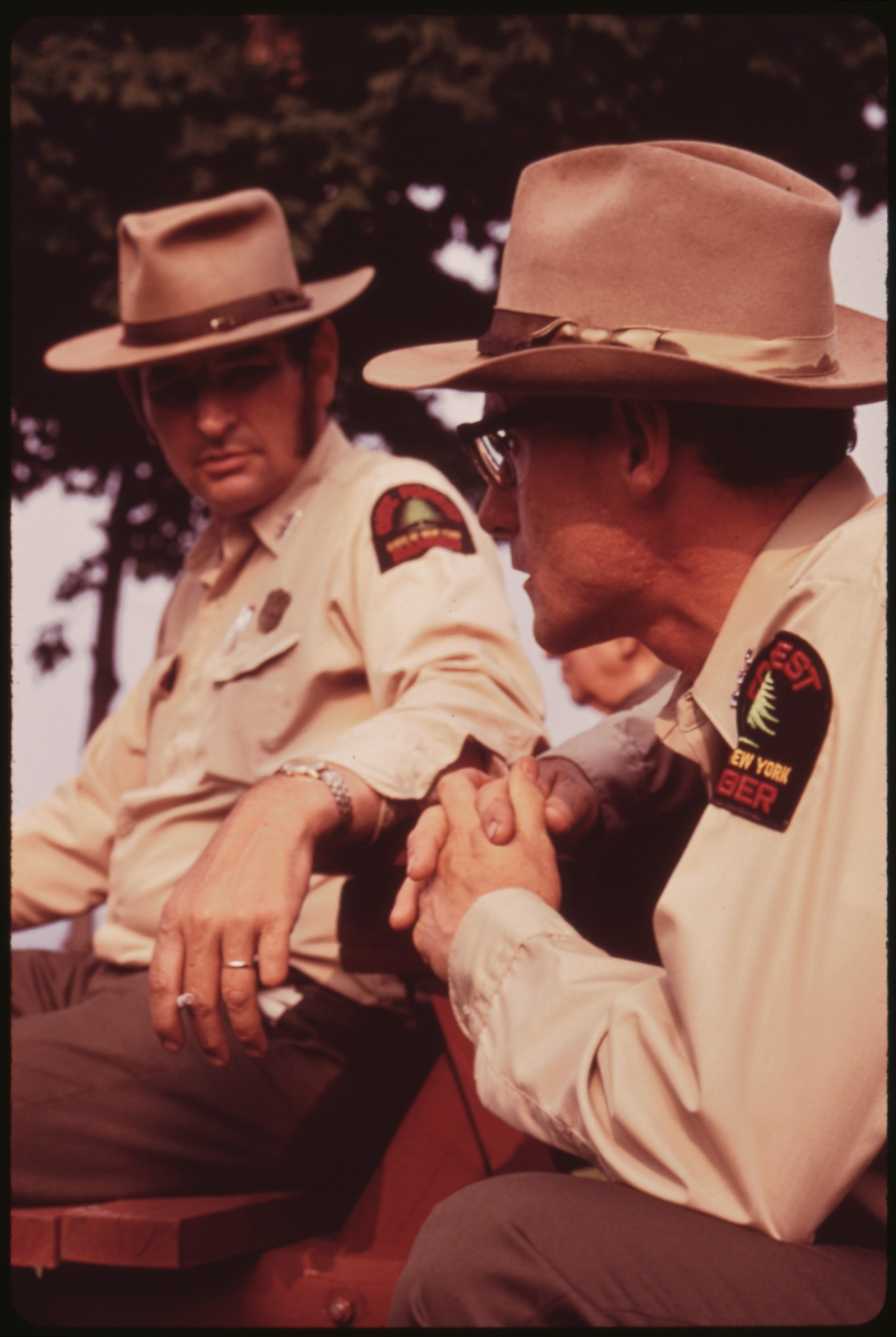
USA 1973
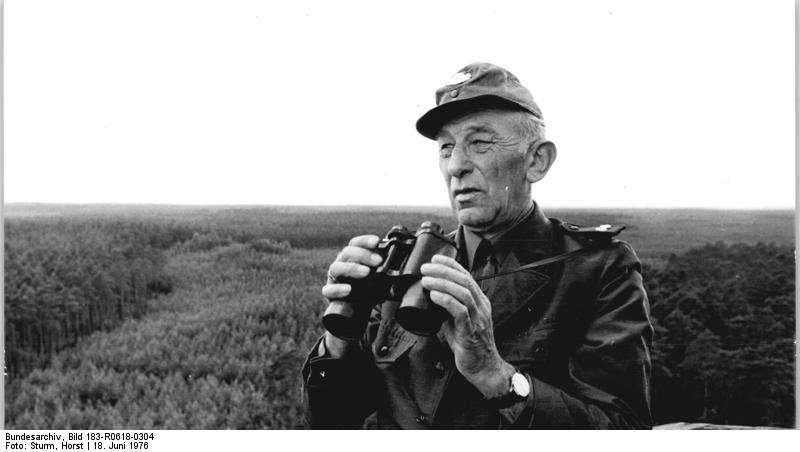
DDR 1976
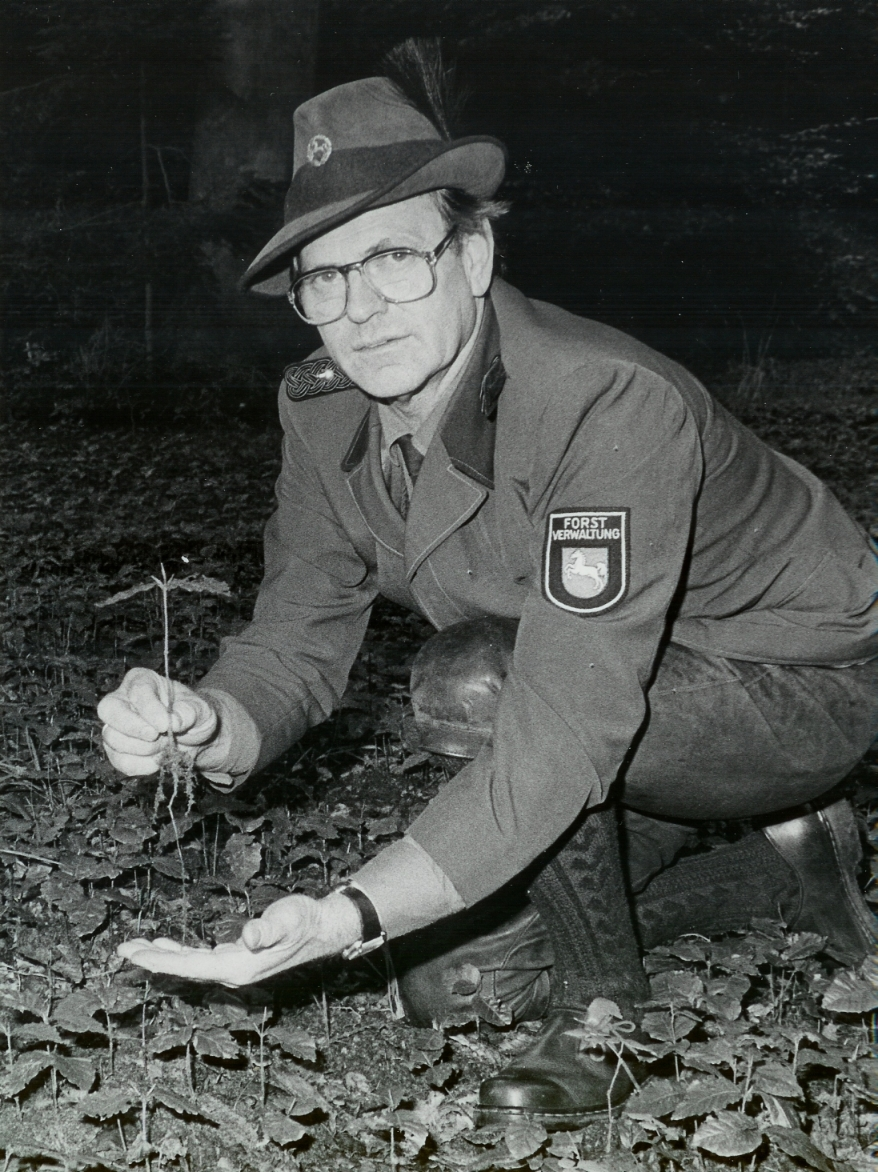
Västtyskland 1984
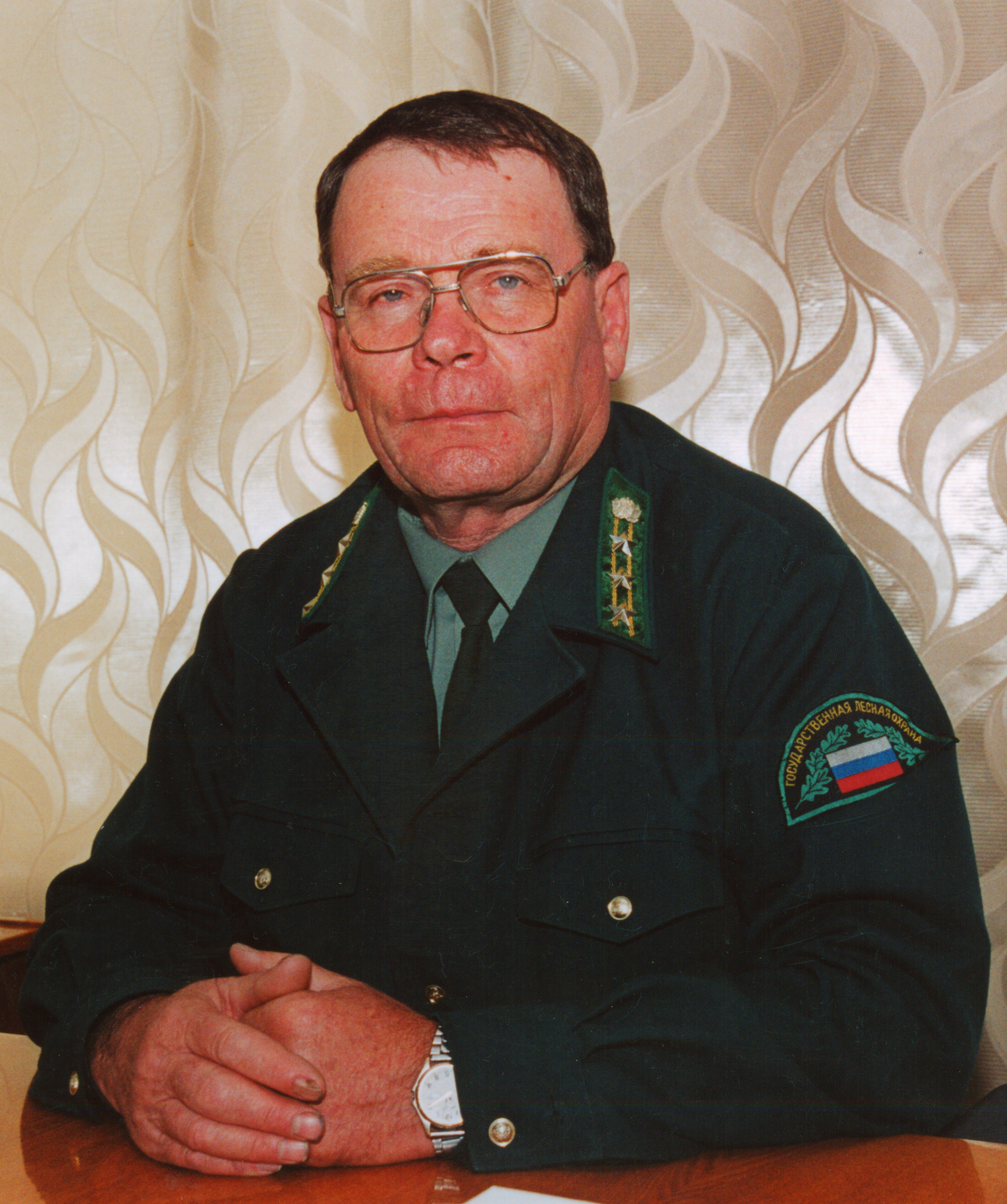
Ryssland 2005

## Ämbetsdräkter
En ämbetsdräkt är en dräkt som bärs av vissa civila och kyrkliga ämbetsmän. Dräkten utmärker bärarens rang och värdighet. Internationellt är ämbetsdräkter främst förekommande inom domstolsväsendet och utbildningsväsendet. Till skillnad från civiluniform eller tjänstedräkt bärs ämbetsdräkt enbart vid vissa förrättningar (domstolsförhandlingar, högtidligheter) för att utmärka allvaret och högtidligheten i förrättningen samt ge den pompa och ståt. Kyrkliga ämbetsdräkter, prästrockar, bärs ständigt till den vardagliga yrkesutövningen. De får inte förväxlas med den liturgiska klädsel som bärs vid gudstjänsten.

## Yrkesdräkter

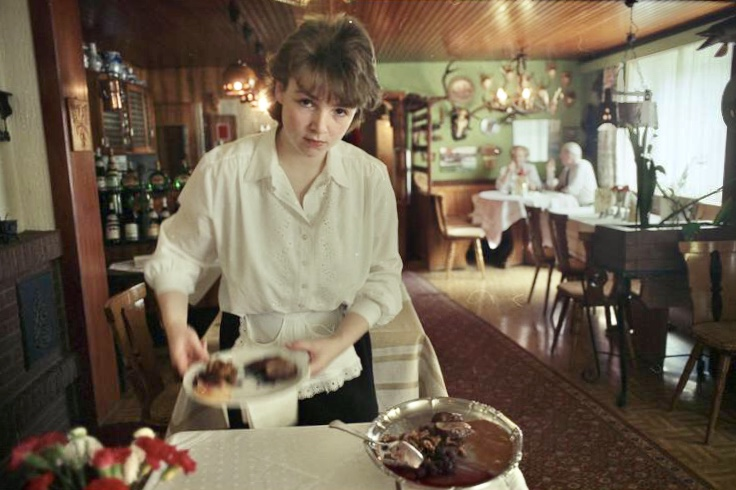
Servitris på en restaurang i Västtyskland 1988.

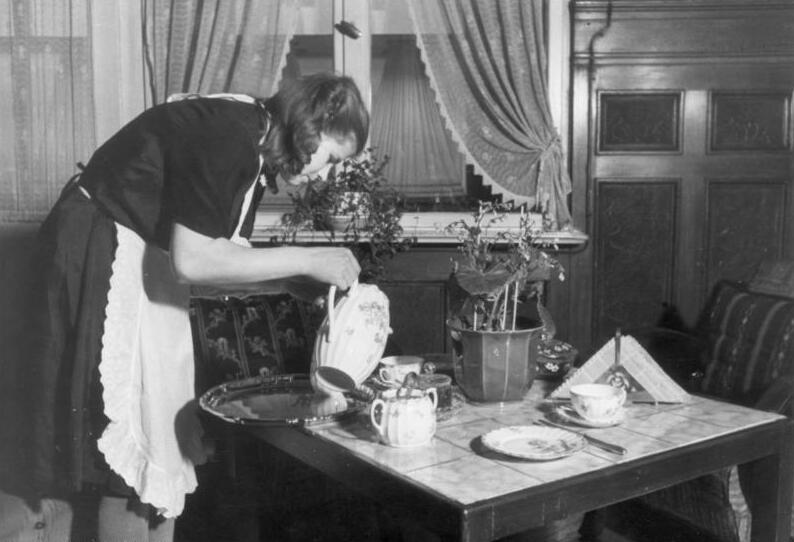
Hembiträde i serveringskläder.

Efter andra världskriget har civiluniformer i allt större utsträckning övergått att bli yrkesdräkter, utom för personal i ren myndighetsutövning. Uniformens militära element vilka symboliserade rang och funktion inom en hierarkisk organisation har försvunnit. Yrkesdräkterna har blivit en del av företagsidentiteten vilken skall kommunicera företagets vision och mål. Yrkesdräkten blir därför en viktig del av ett företags marknadsföring. En tilltalande yrkesdräkt förmedlar en bild av ett ekonomiskt framgångsrikt och förtroendeingivande företag och lockar därför till sig fler kunder. Den fyller även en identitetsskapande funktion där den anställde identifierar sig med företaget och dess mål.

### Flygtrafik
I trafikflygplan brukar både pilot och kabinpersonalen ha uniform.

### Hotell och restaurang
På hotell och restauranger bär personalen ofta uniform. Serveringsdräkt är ofta yrkesdräkt för serveringspersonal.

### Husligt arbete
Vissa arbetsgivare bestämmer att till exempel deras hembiträde, barnflicka eller betjänt av olika anledningar skall vara klädda särskilda kläder i arbetet, särskilt om de är inneboende. I till exempel Sverige har detta, precis som att ha husligt anställda, blivit mindre vanligt från 1950-talet, medan det fortfarande är vanligt i en del andra länder. Dessa kläder kallas ibland för "uniform".
Klädseln kan variera mycket beroende på arbetsgivaren, till exempel kan hembiträden eller barnflickor ha på sig vit blus eller skjorta och svart kjol eller finare byxor, alternativt klänning. Betjänter kan till exempel bära vit skjorta och slips samt svart kostymbyxor, ibland även med kavaj och/eller väst. Många gånger, särskilt för flickor och kvinnor, ingår även förkläde i uniformen, som ofta både har skyddande och dekorativt syfte.

Galalivré för betjänt, Hallwylska museet.
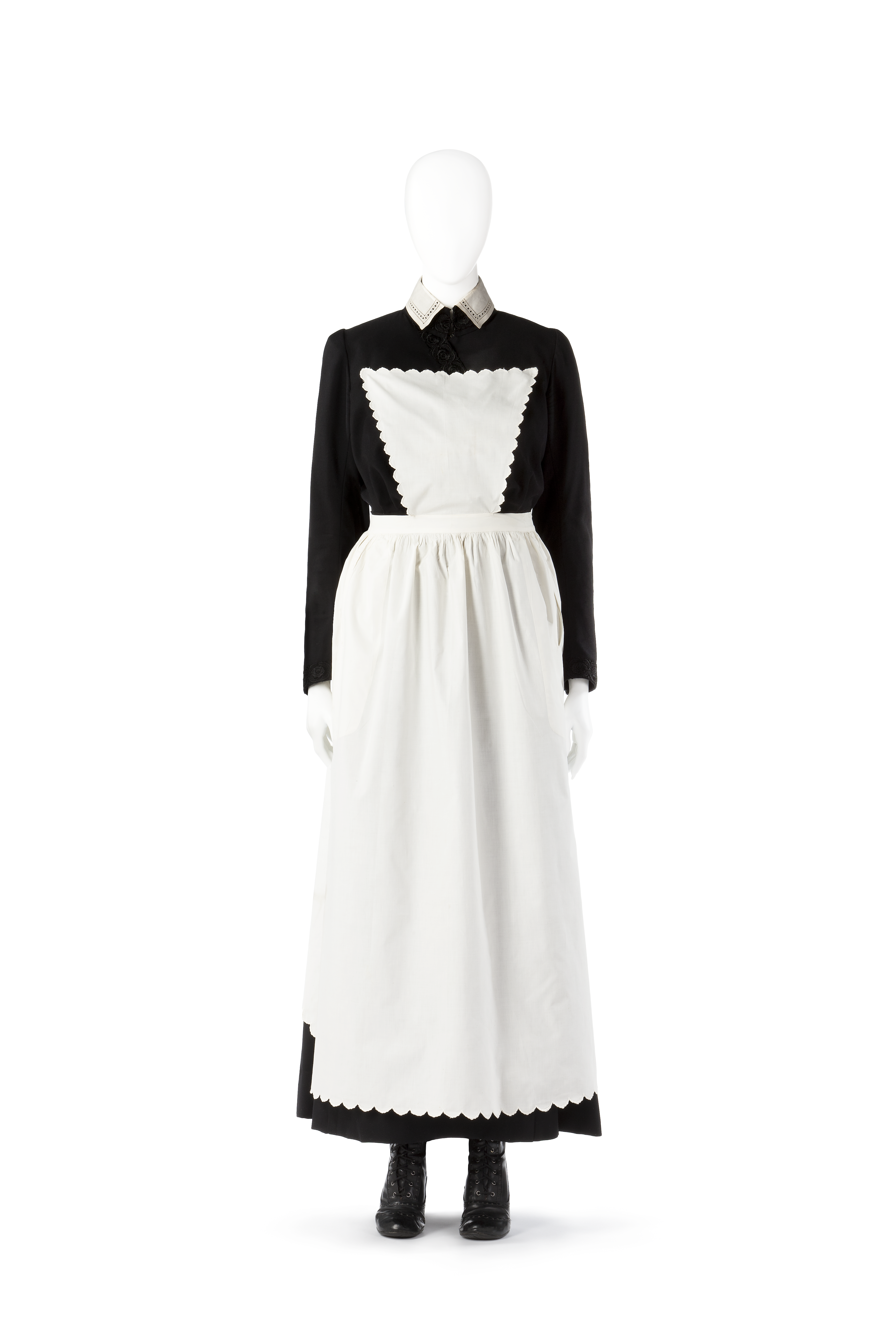
Helgdagsklänning för husjungfru, Hallwylska museet.
Livré för chaufför, Hallwylska museet.
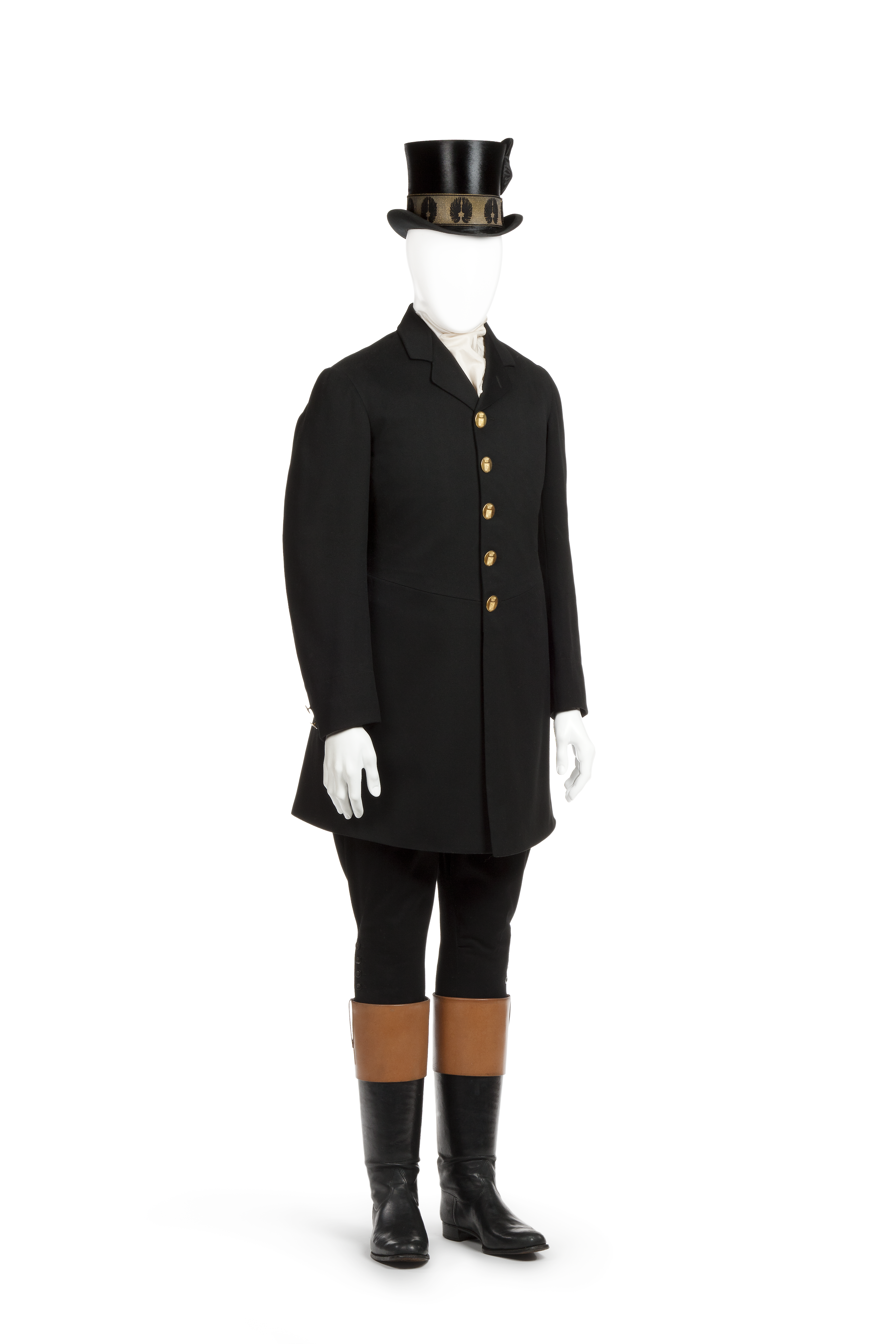
Livré för kusk, Hallwylska museet.
Vardagslivré för portvakt, Hallwylska museet.

### Sjuksköterskor
De första sjuksköterskeuniformerna utvecklade sig från nunnedräkten, då det var de som i de katolska länderna framförallt tog vårdade de sjuka. Florence Nightingale gjorde sjuksköterskeyrket till en profession som även unga kvinnor från medelklassen kunde ägna sig åt, men arvet från nunnorna levde kvar i dräkten och titeln "sjuksyster".

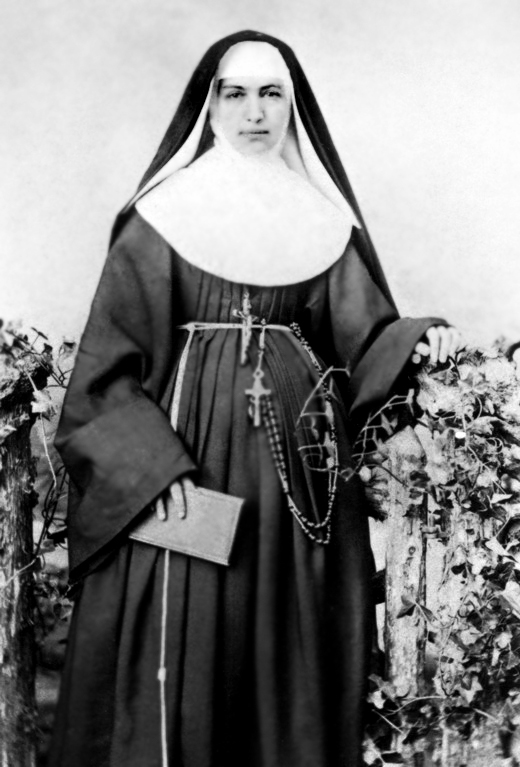
Sjukvårdande nunna.
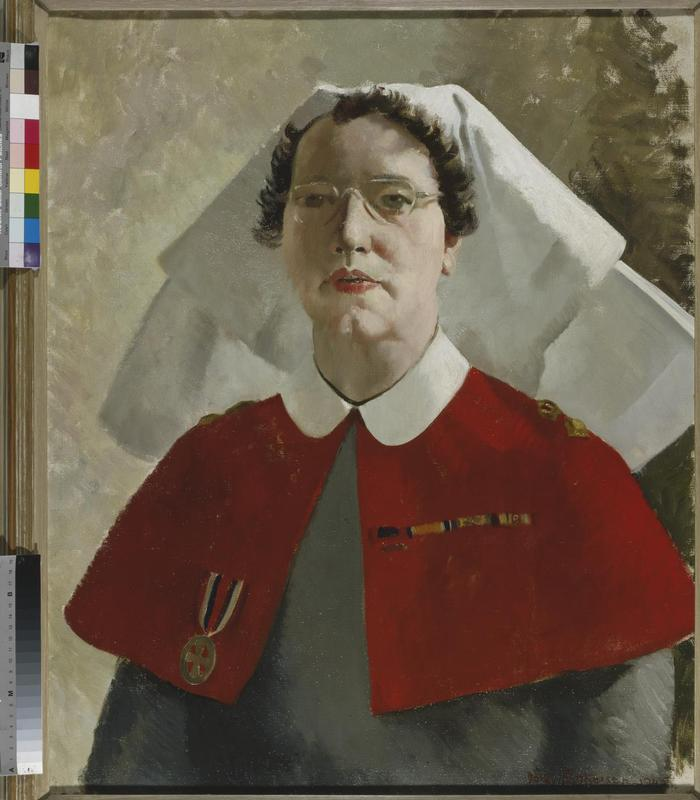
Brittisk militär sjuksköterske- uniform från andra världskriget. Den bärs av en Principal Matron (första sjukvårds- föreståndarinna), som var likställd med överstelöjtnant.
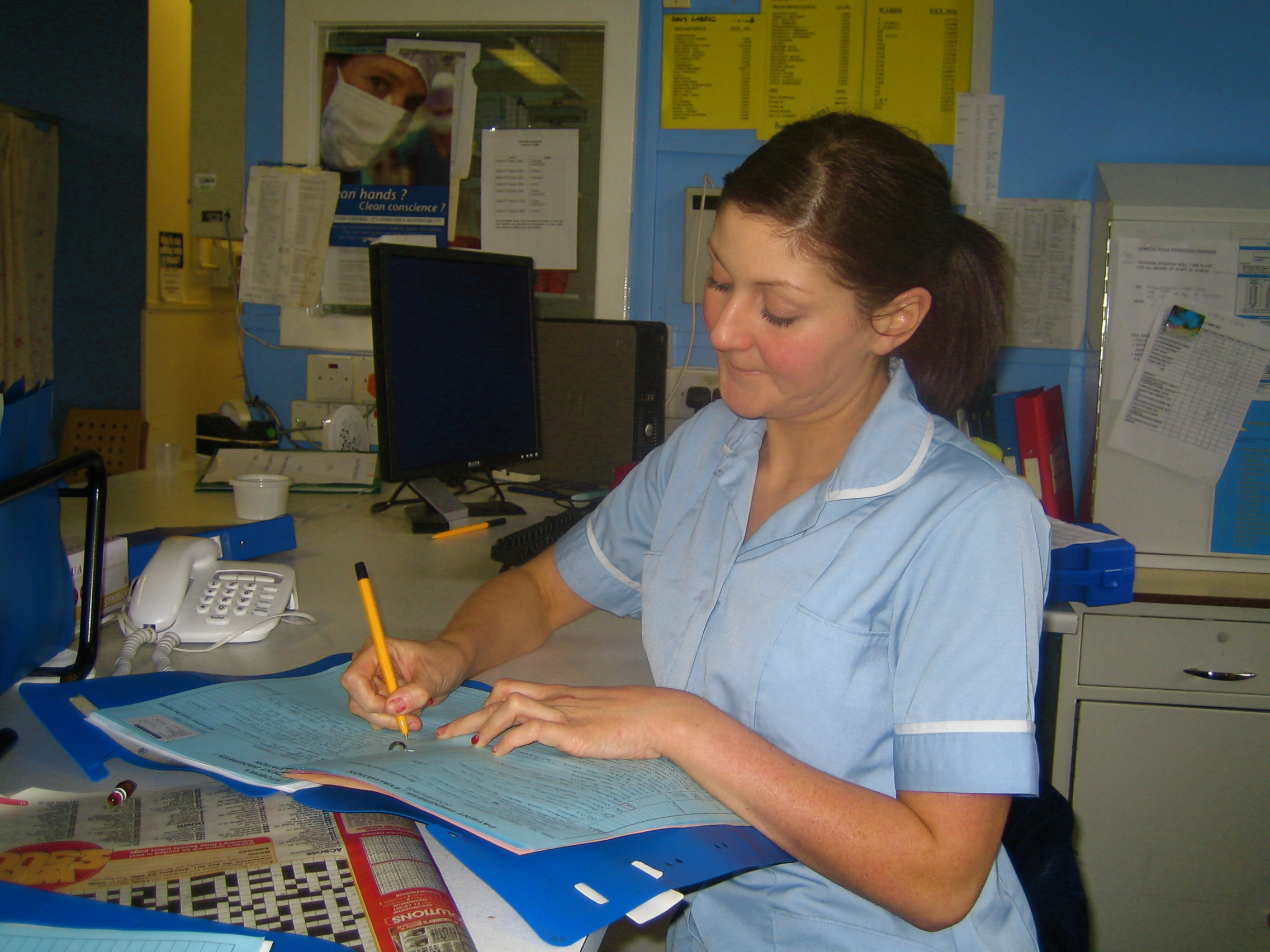
Brittisk sjuksköterske- uniform från 1980-talet.
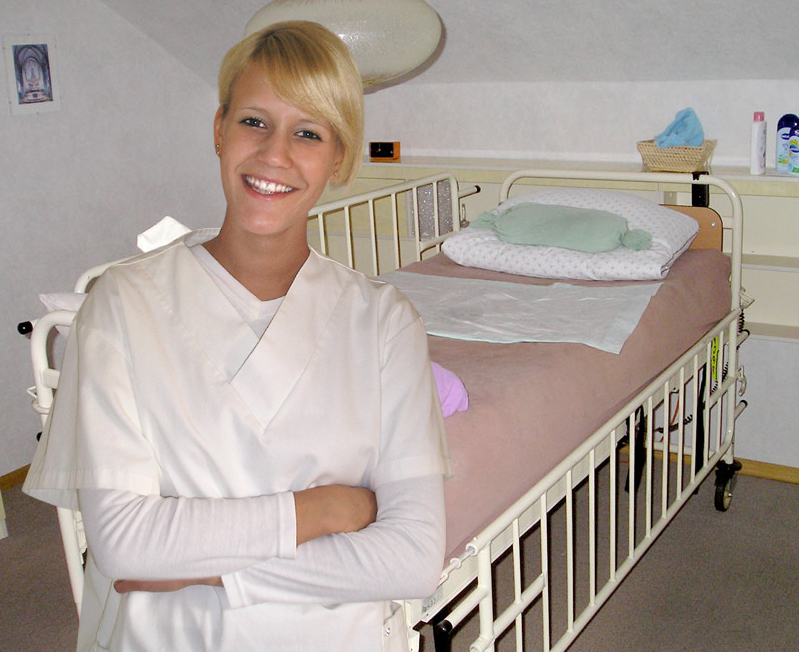
Tysk sjuksköterske- uniform från 2005.
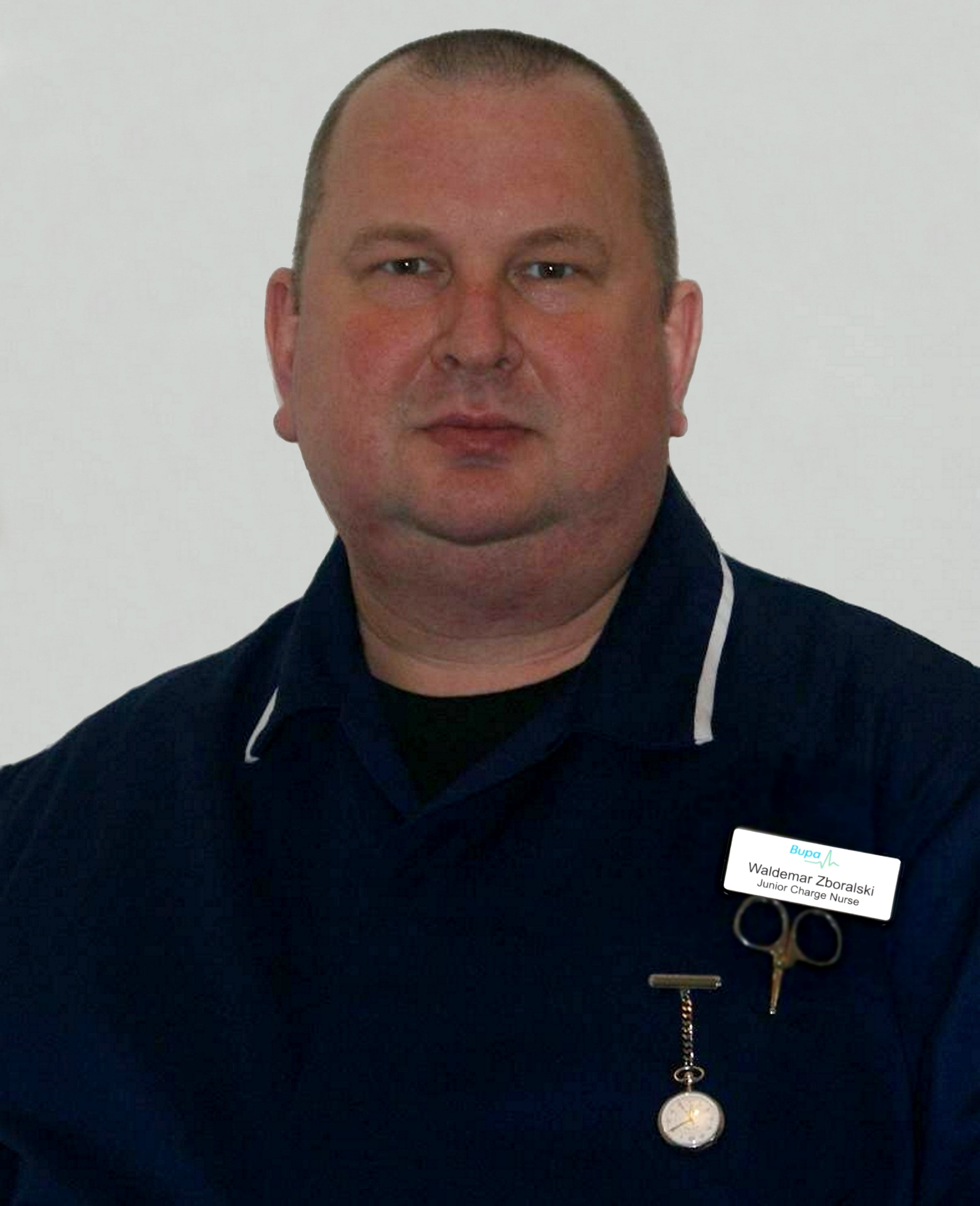
Brittisk sjuksköterske- uniform från 2012.

### Järnvägstrafik

#### Tyskland

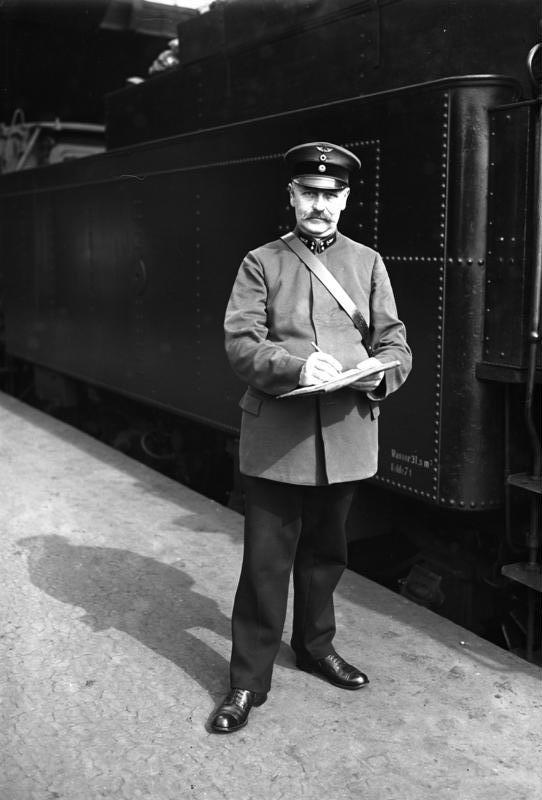
Konduktör vid Deutsche Reichsbahn 1928.
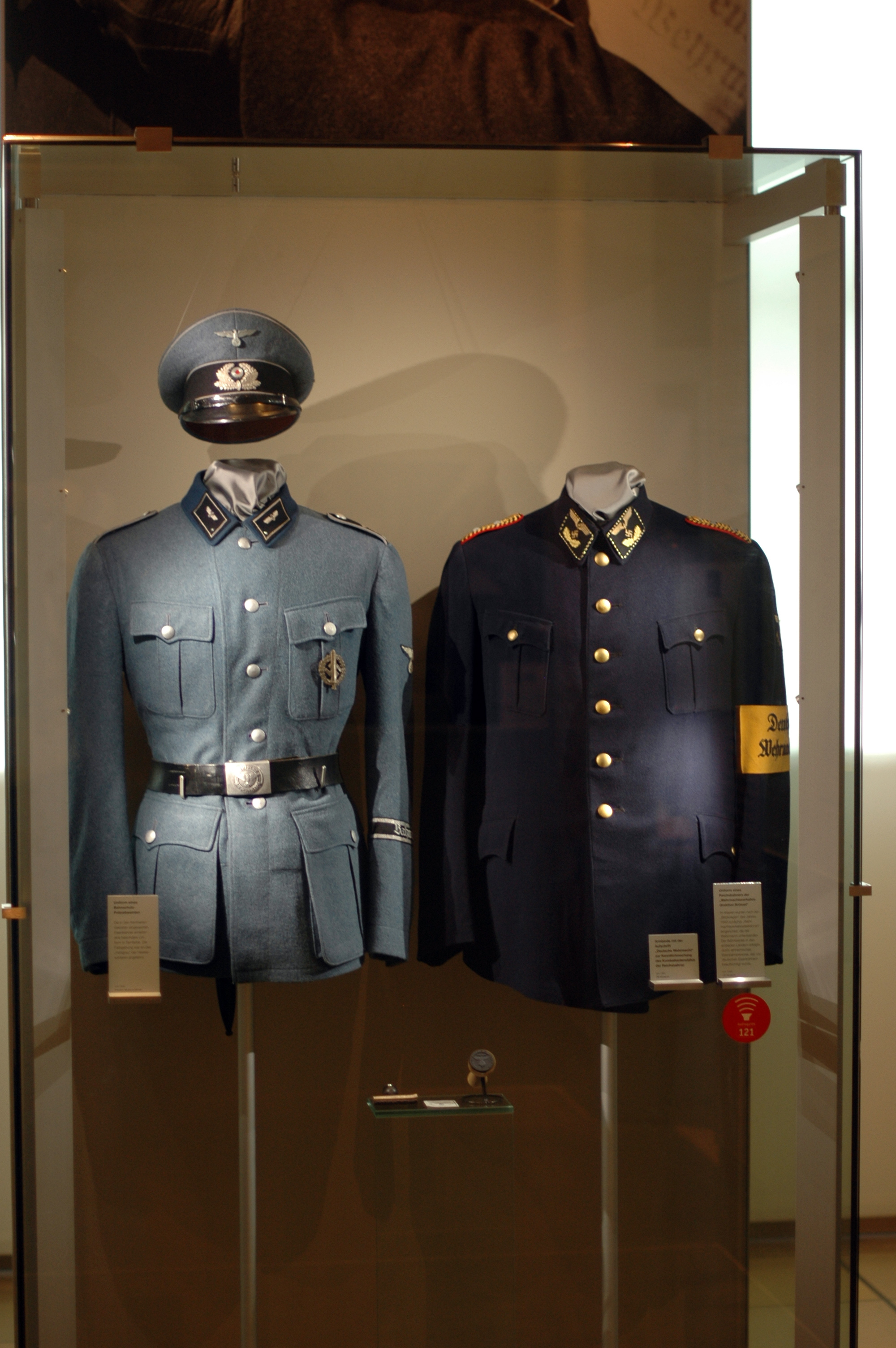
Uniformer för Deutsche Reichsbahn under andra världskriget. Till vänster en driftvärnsuniform till höger en uniform för tjänsteman i lönegrad 9.
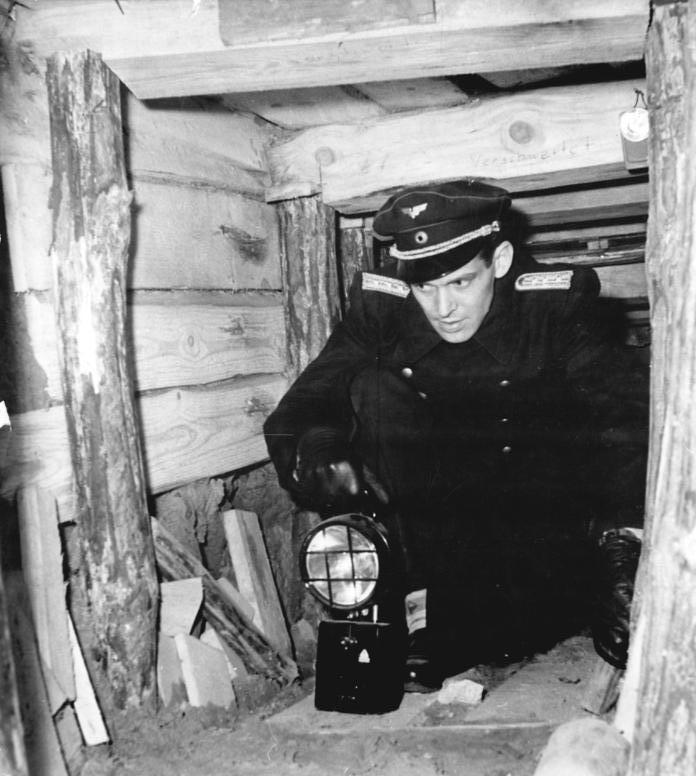
Uniform för tjänsteman (Reichsbahn- Amtmann) vid Deutsche Reichsbahn (Östtyskland) 1962.
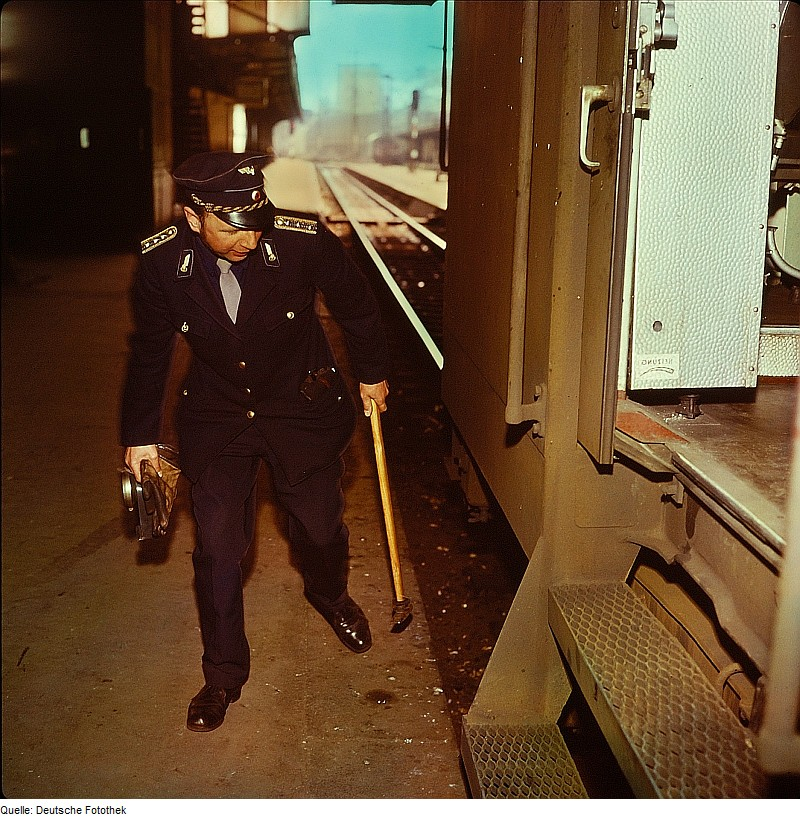
Uniform för tjänsteman (Reichsbahn-Obersekretär) vid Deutsche Reichsbahn (Östtyskland) 1975-1980.
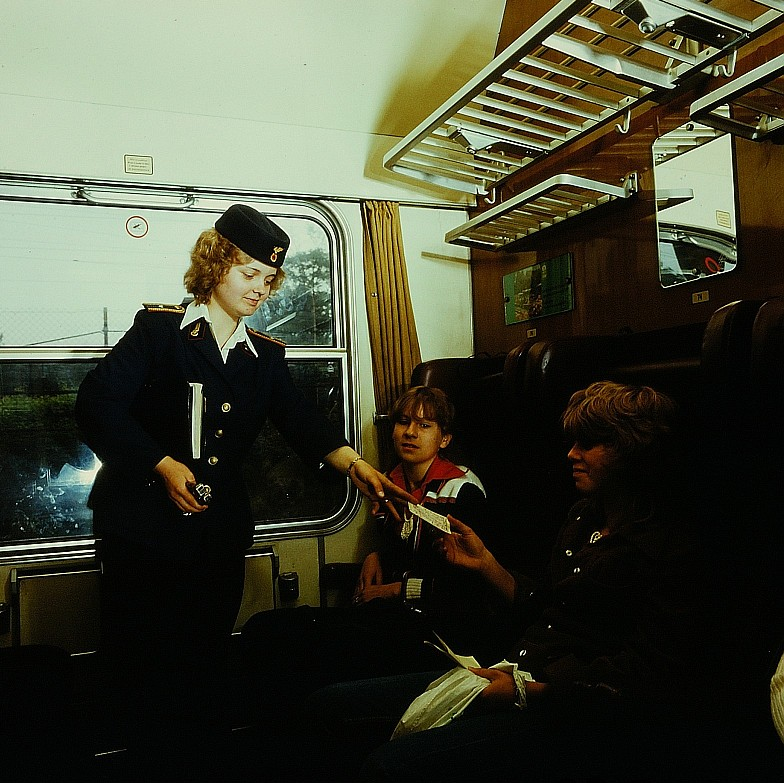
Uniform för kvinnlig konduktör (Reichsbahn-Untersekretär) vid Deutsche Reichsbahn (Östtyskland) 1975-1980.
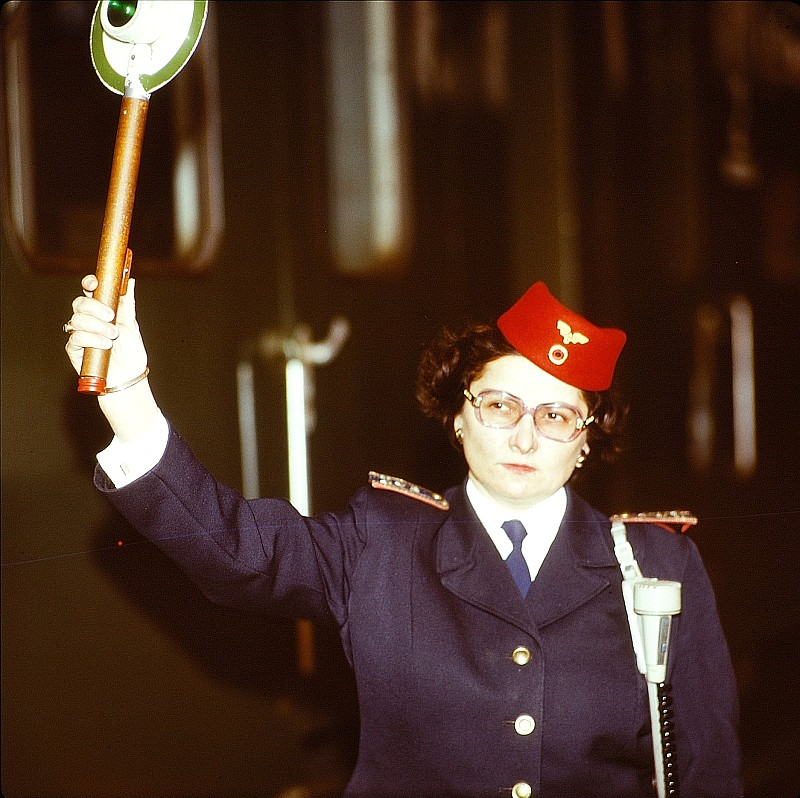
Kvinnlig tågklarerare (Reichsbahn-Obersekretär) vid Deutsche Reichsbahn (Östtyskland) 1975-1980.

#### Ryssland
- 1954
- 1955.
- 1979
- 1985.

### Sjöfart

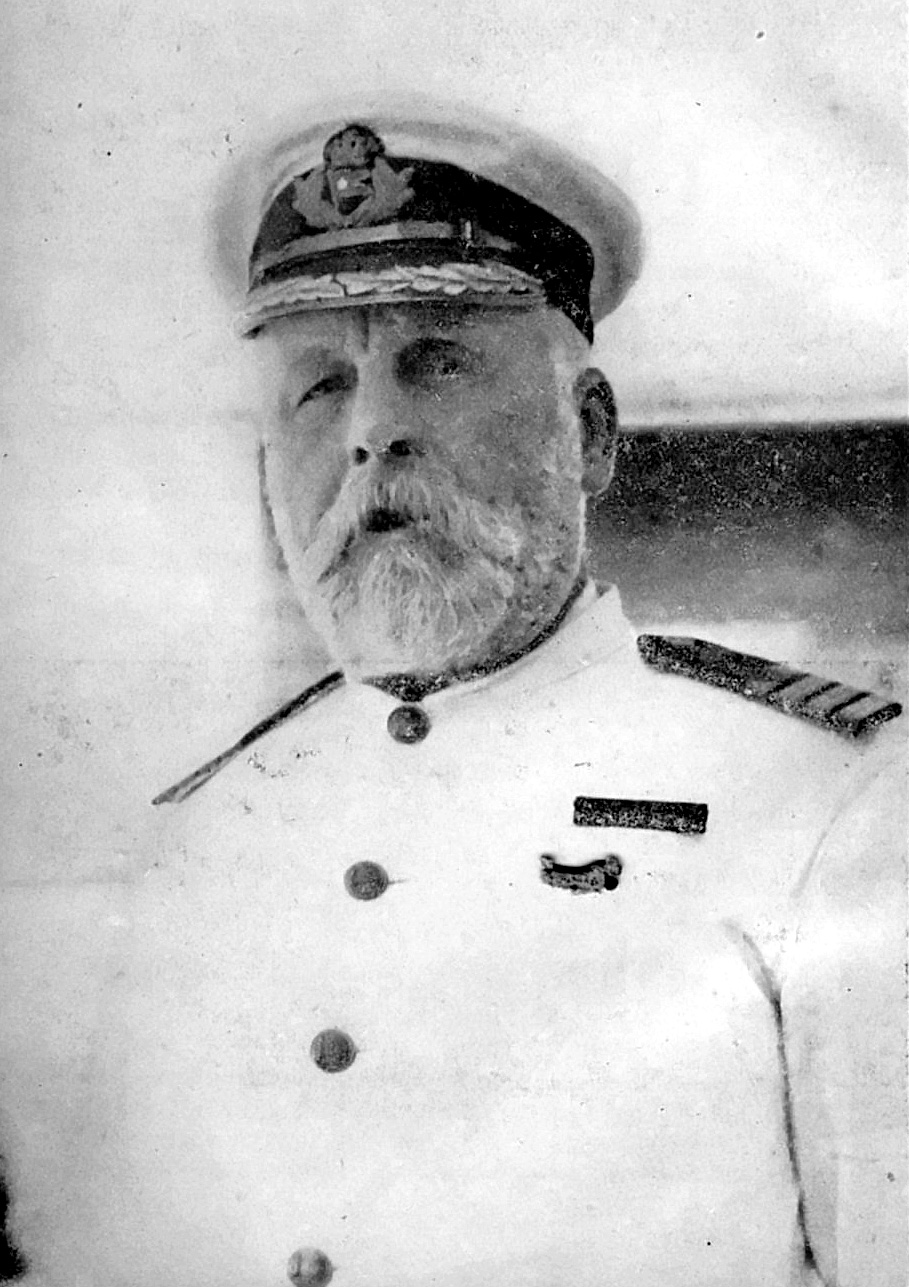
På passagerarfartyg finns ett mer utvecklat uniformsväsende än på lastfartyg. RMS Titanics kapten Edward J. Smith i Vita Stjärnlinjens sommaruniform cirka 1912.
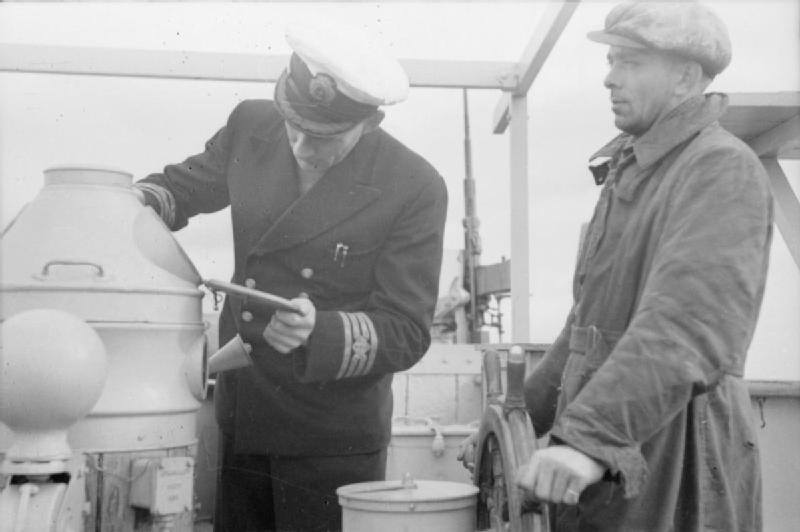
Befälhavaren på ett brittiskt fartyg i början på 1940-talet bär uniform med gradbeteck- ningar, medan rorsmannen bär civila kläder.
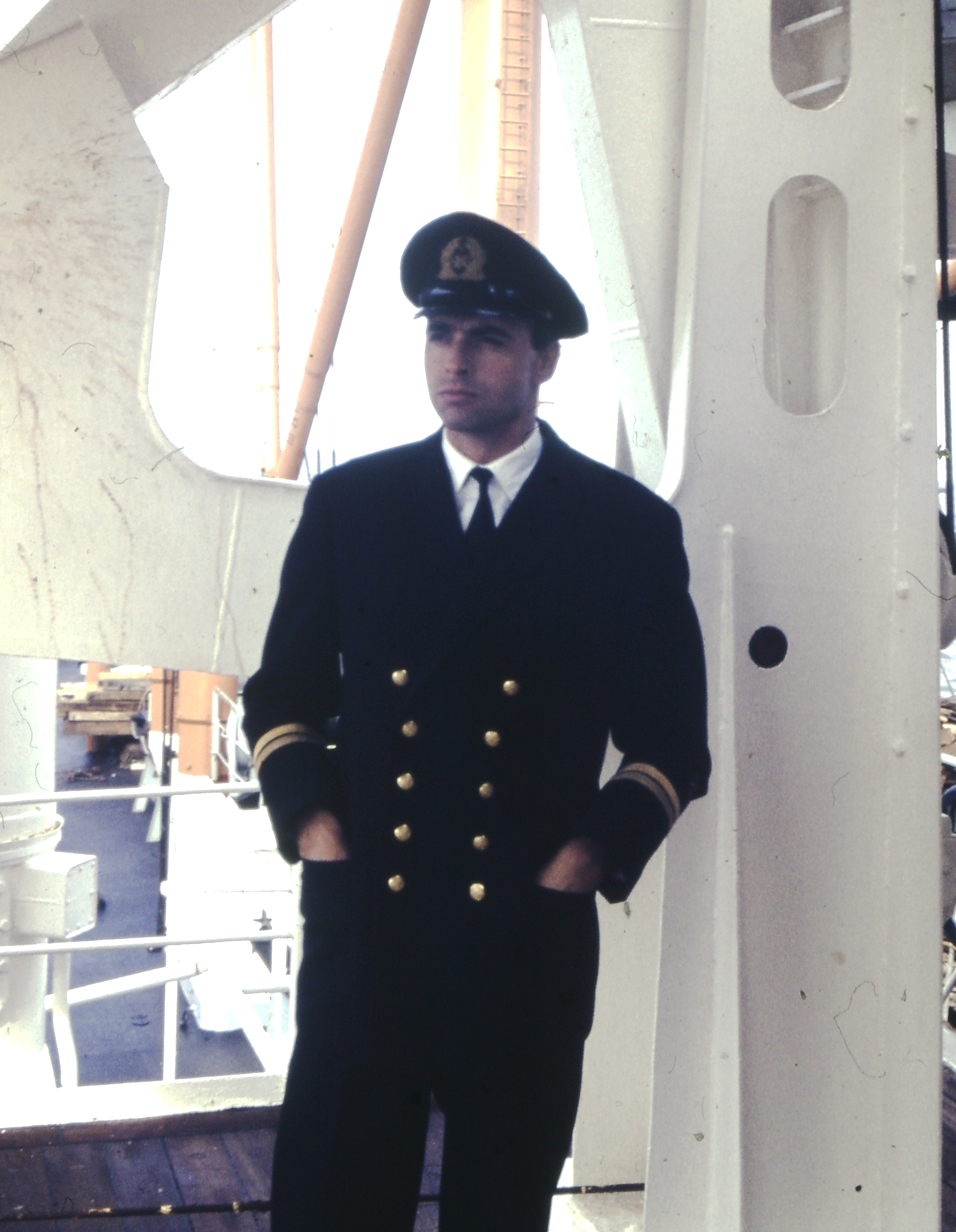
Andre styrman på ett tyskt lastfartyg på 1960-talet.
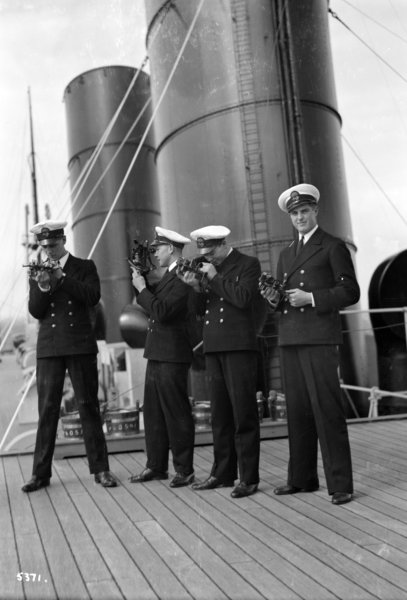
Äldre befälsuniformer var ofta kopierade från örlogs- flottan.Brittiska befälselever på 1930-talet.

### Post- och telegraf

Historiska tyska postuniformer.
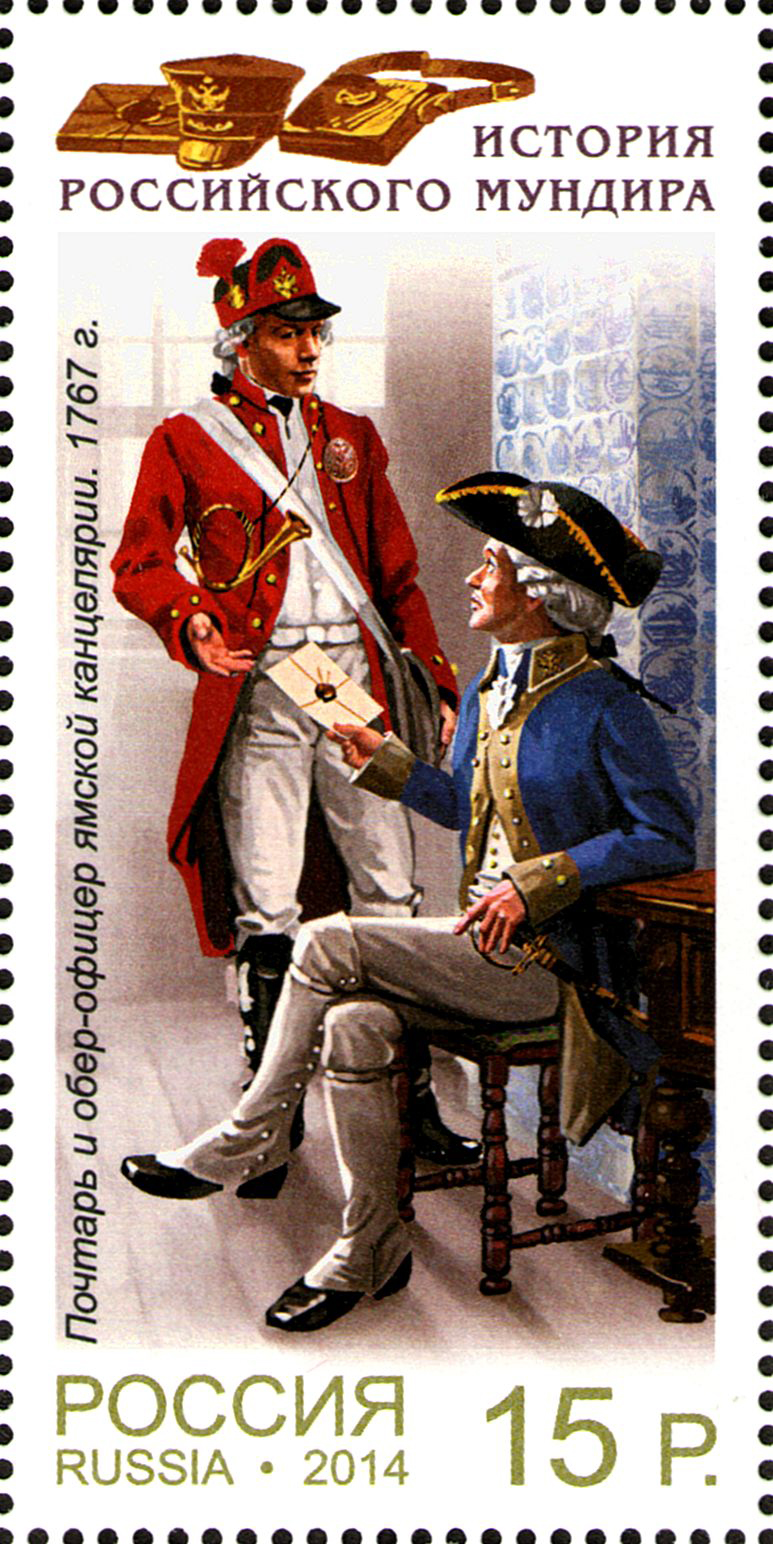
Officer (till höger) och kurir vid den ryska kurirposten 1767.
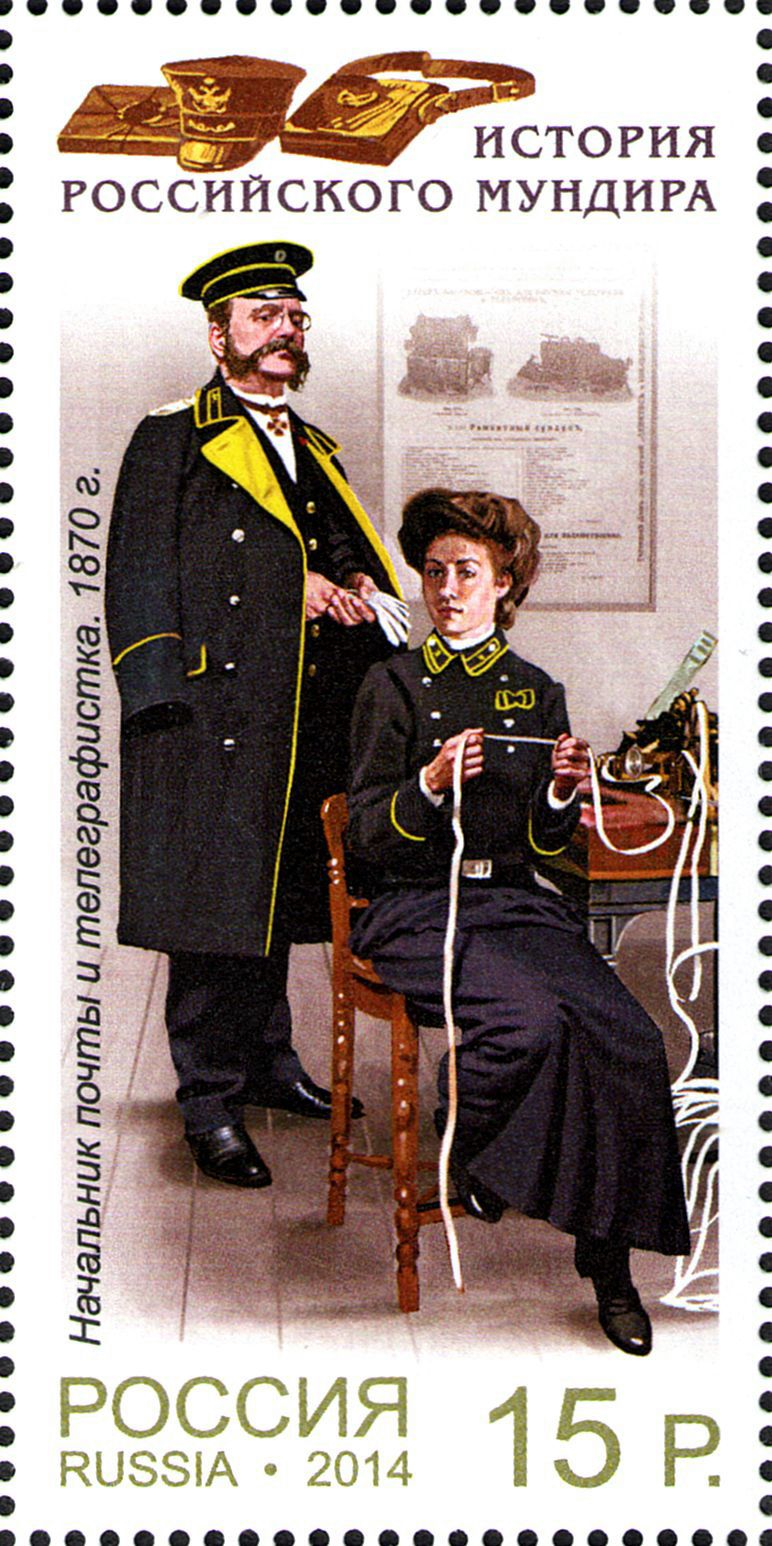
Ryska post- och telegrafuniformer 1872.
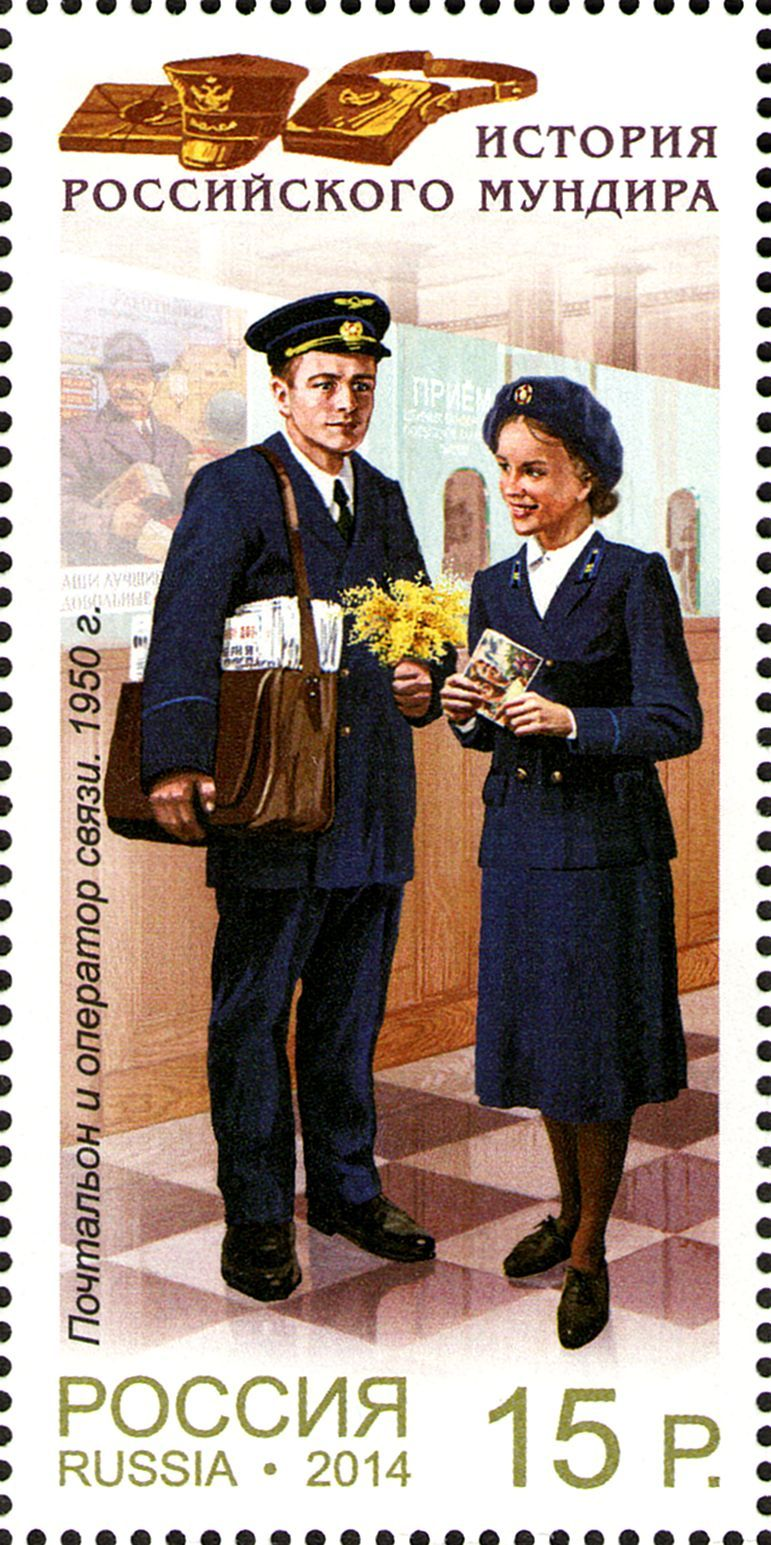
Ryska post- och telegrafuniformer 1950.
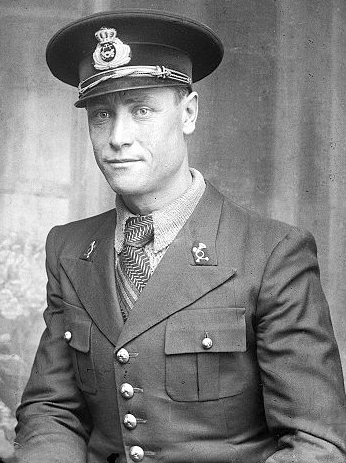
Rumänsk posttjänsteman 1940.
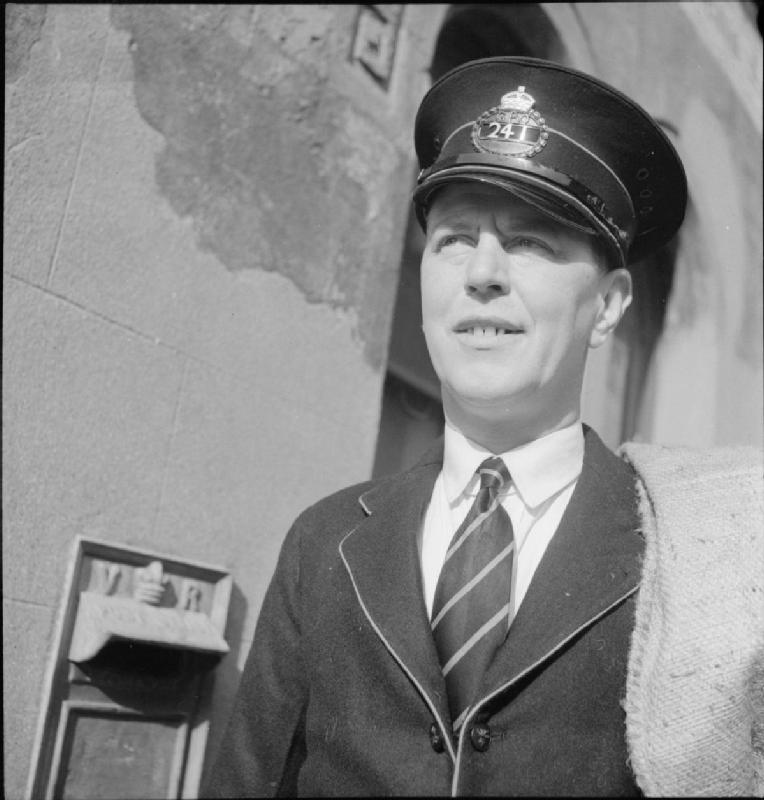
Brittisk brevbärare 1942.

### Beridare
Personalen vid stuterier, remontdepåer och hingstdepåer var oftast uniformerade och beridarna är det fortfarande vid de stora prestigefyllda organisationerna.

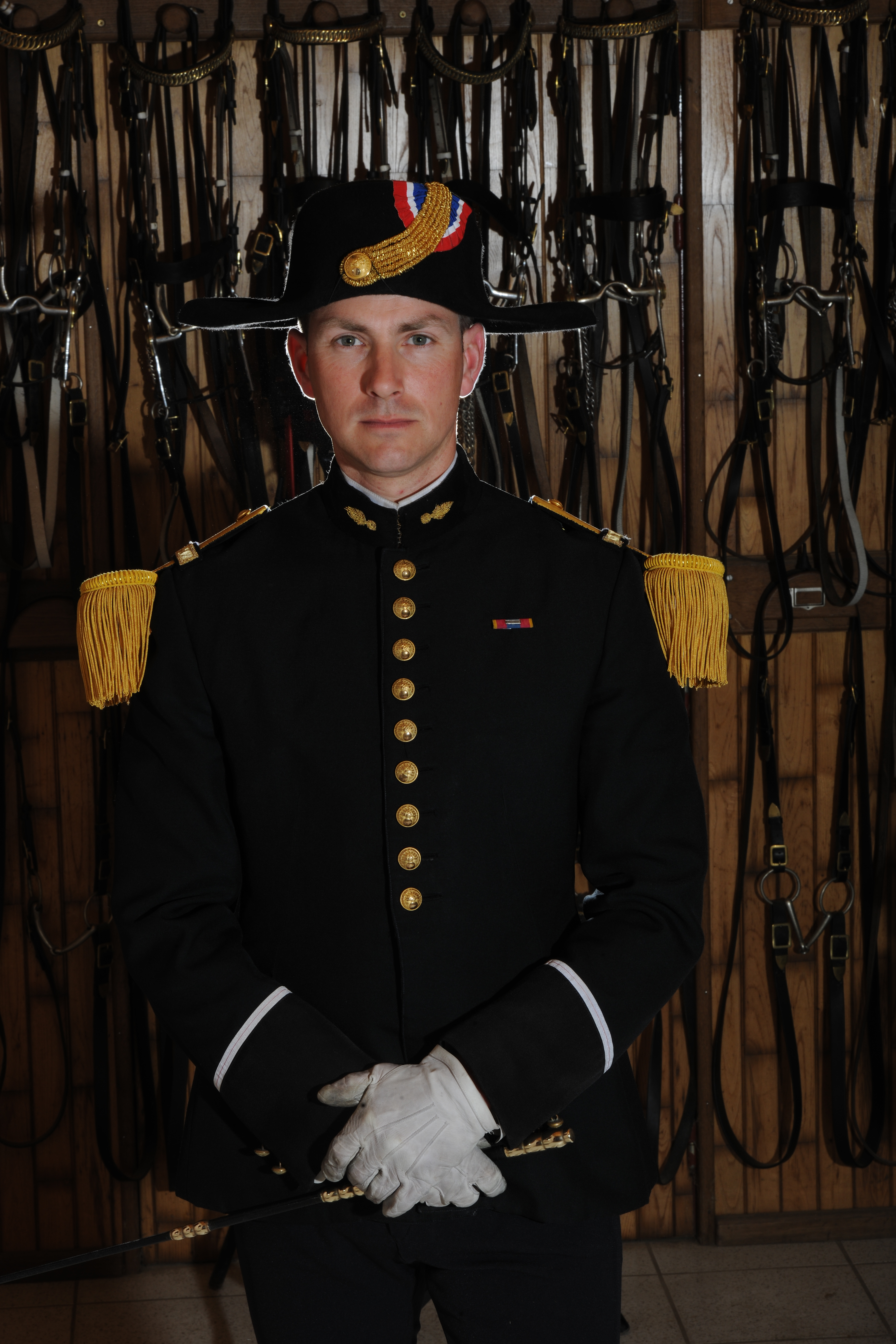
Militär beridare vid Cadre Noir
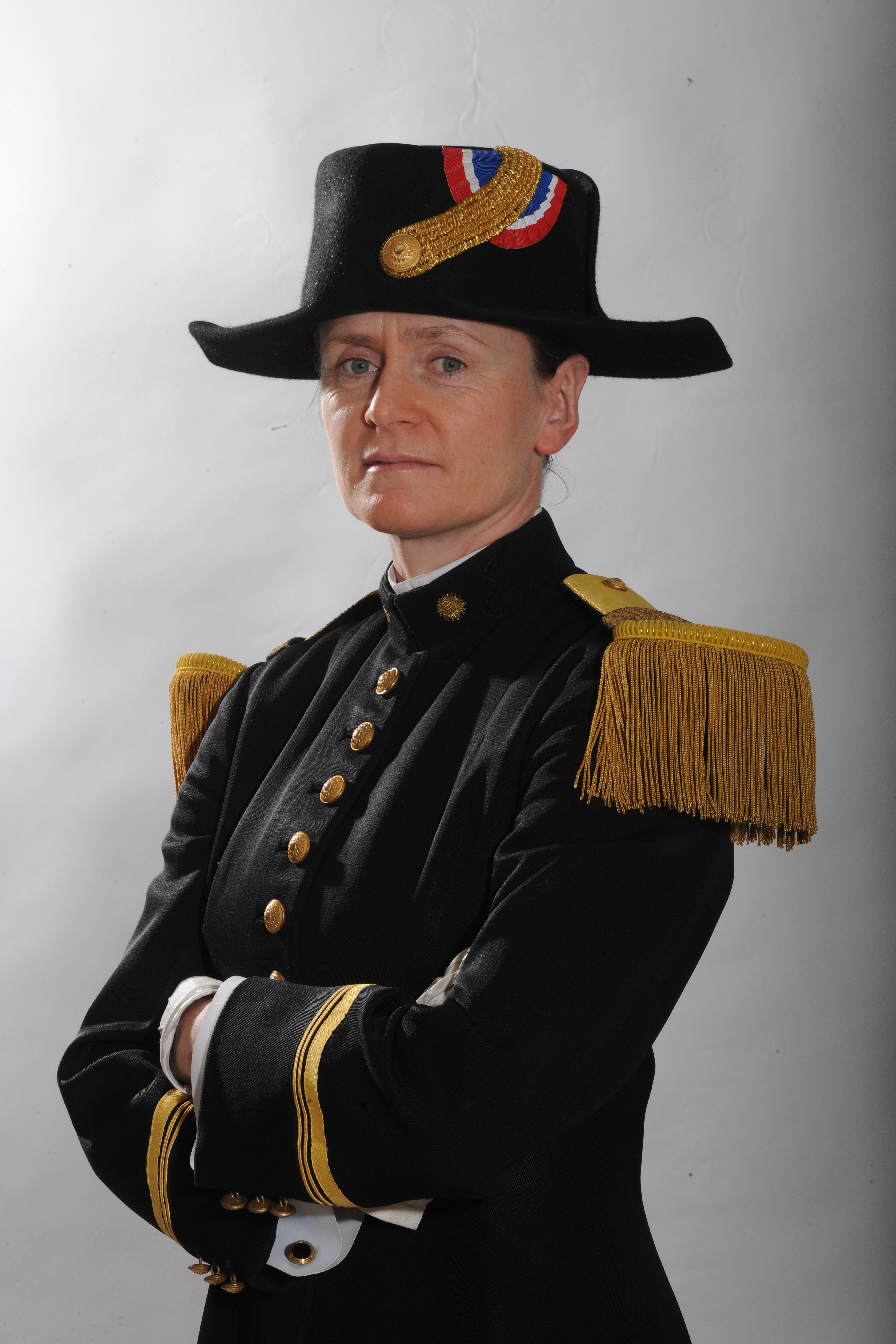
Civil beridare vid Cadre Noir
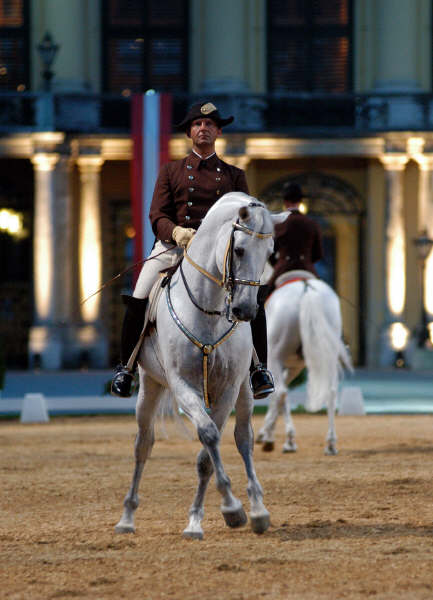
Spanska hovridskolan
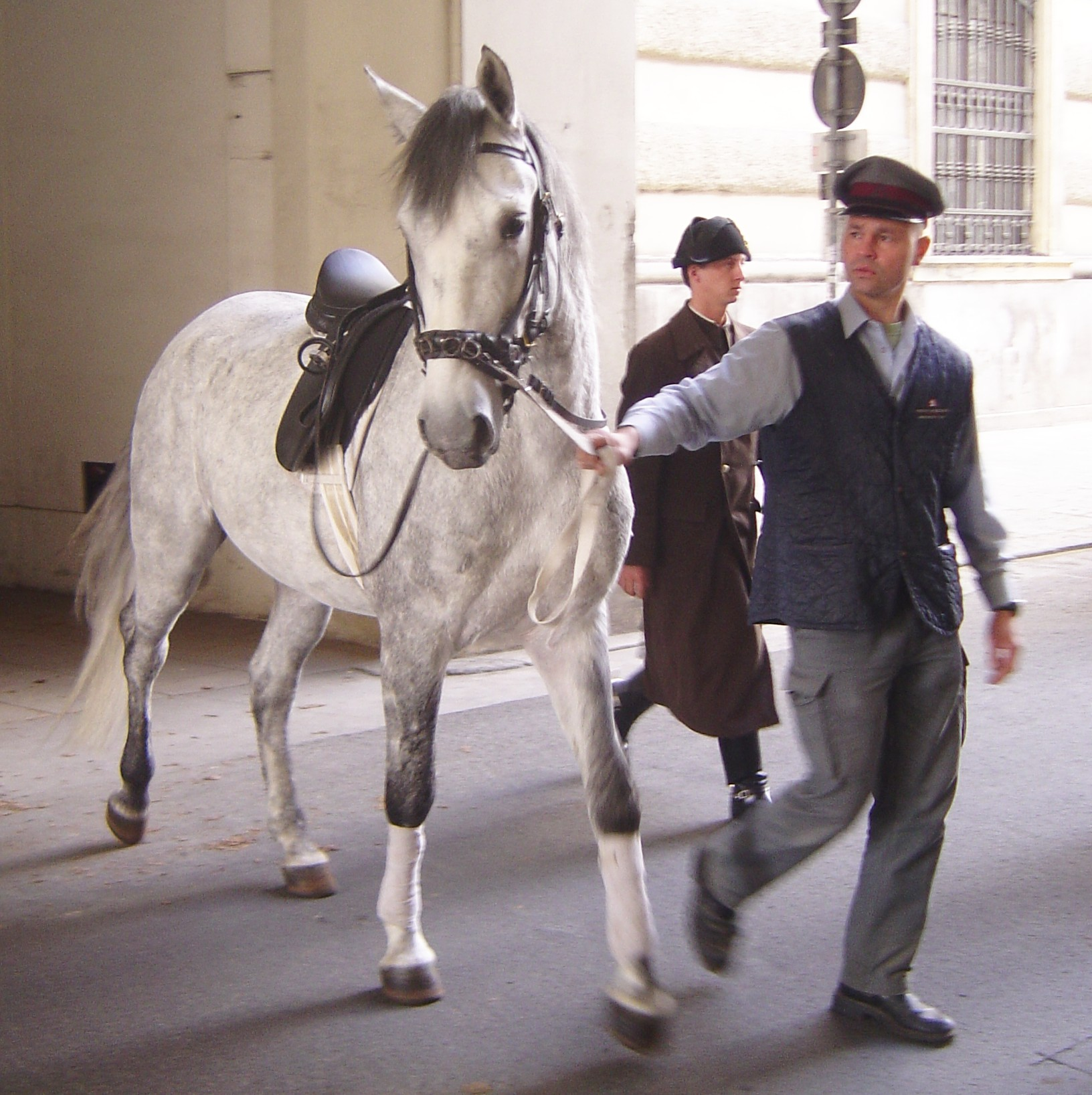
Även stallbejäningen är uniformerad vid Spanska hovridskolan

## Bergsmundering
- Se även: Bergsbrukets grader i Tyskland

En särskild form av yrkesdräkt är den mycket uniformsliknande högtids- eller paraddräkt (Bergmannshabit; Mundur górniczy) som finns för bergs- och gruvtjänstemän samt gruvarbetare i tysktalande länder och Polen. Den bars som tjänstedräkt (civiluniform) av statliga ämbetsmän och som yrkesdräkt av privata tjänstemän och gruvarbetare. I Östtyskland kallades den Bergmannsehrenkleid och användes i gruv- och stålindustrin. Idag används bergsmunderingen huvudsakligen vid parader och högtider. Den moderna polska bergsmunderingen är precis som den gamla östtyska försedd med officiellt fastställda gradbeteckningar som går från minister ansvarig för gruvindustrin ned till okvalificerade arbetare.

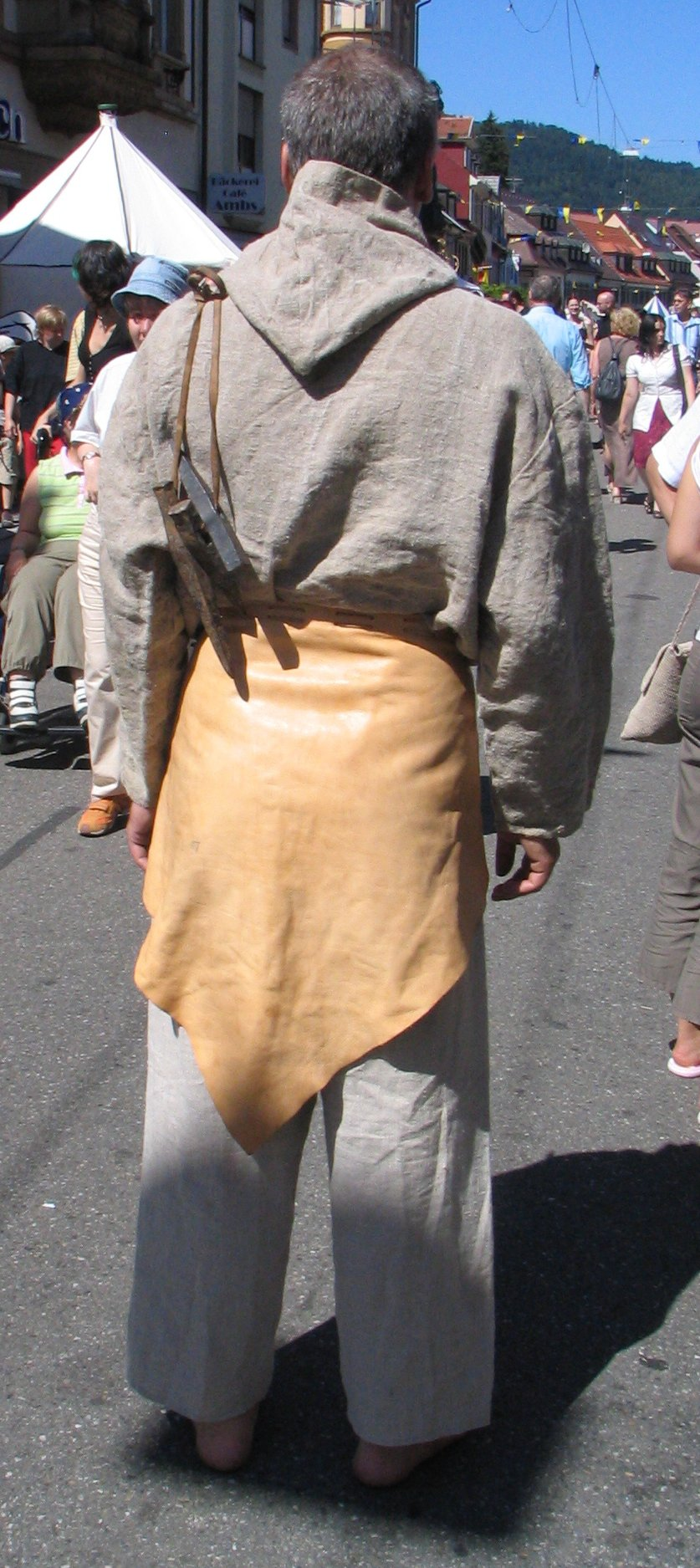
Yrkesdräkt för gruvarbetare (1200-talet).
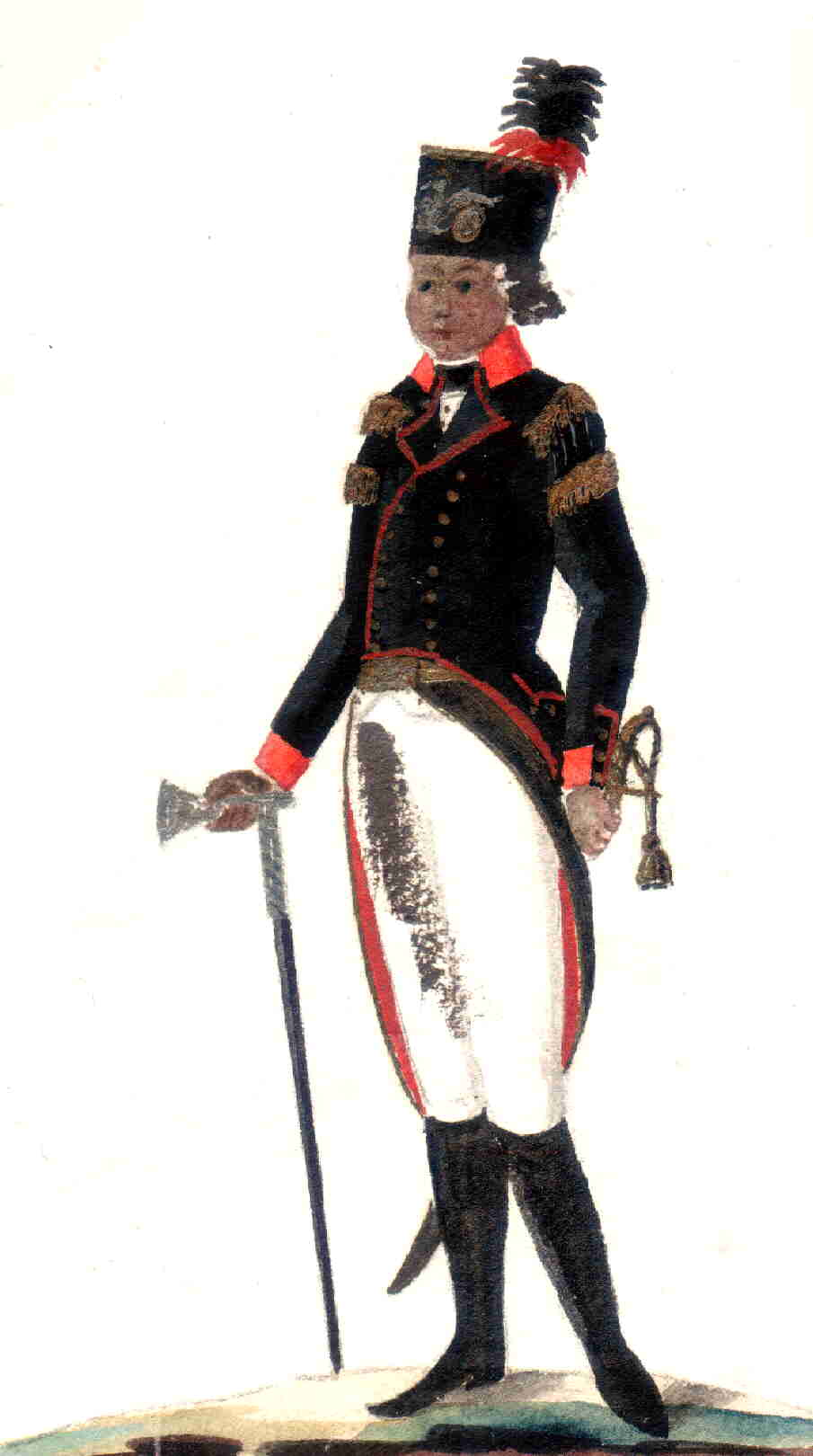
Bergstjänsteman i tjänstedräkt med bergsmansyxa i preussiska Schlesien 1795–1824.
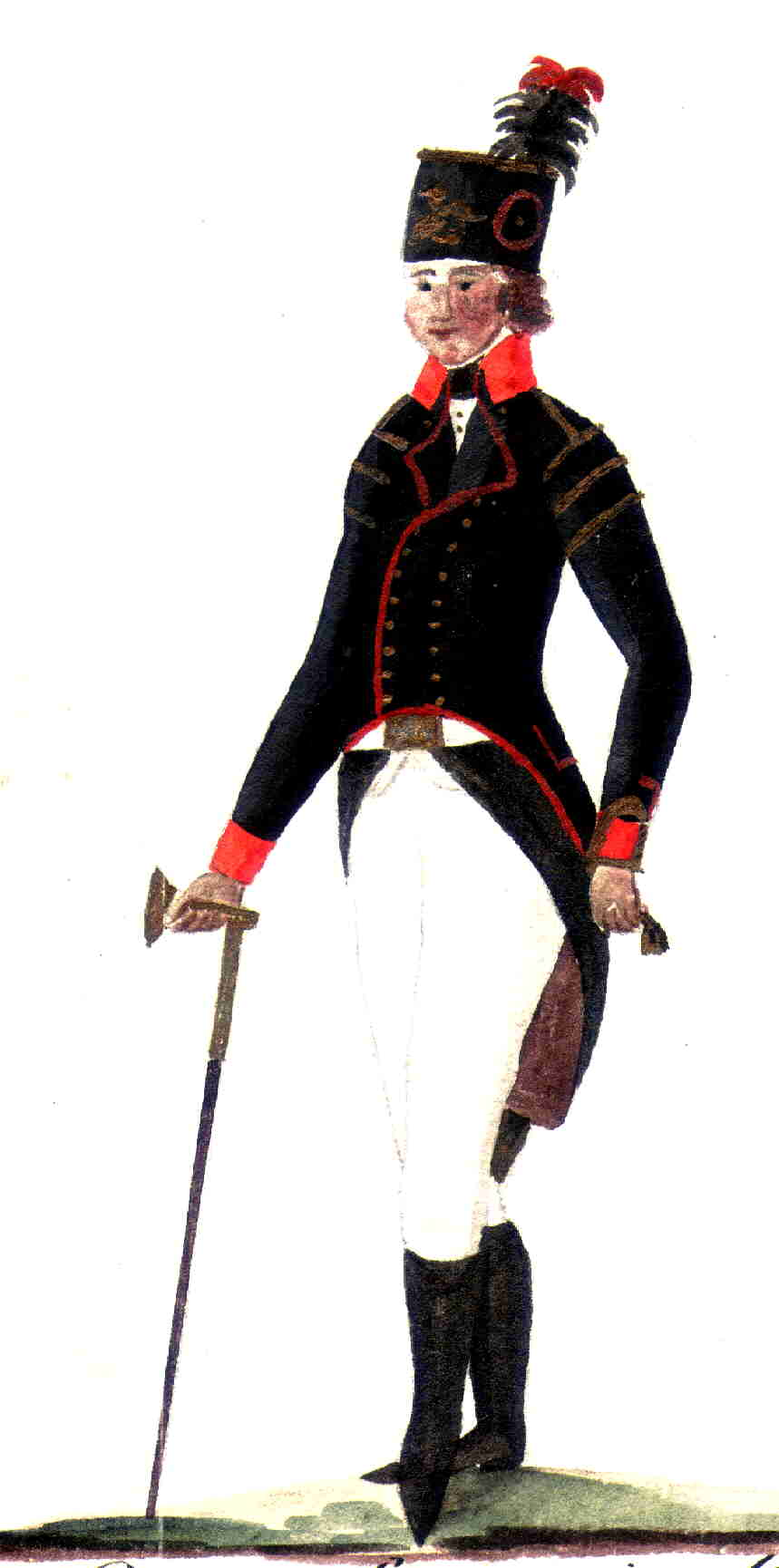
Stigare i bergsmansdräkt 1794-1824.
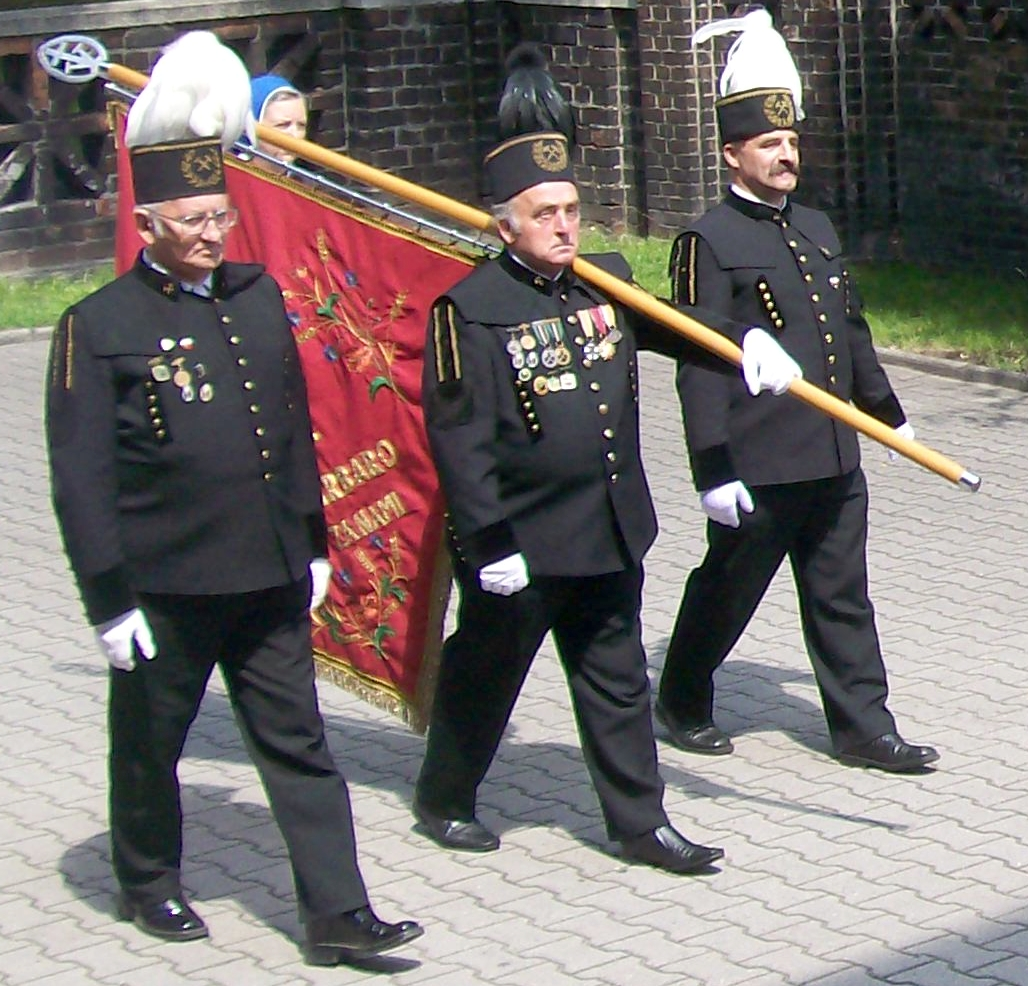
Moderna polska bergsmunderingar.
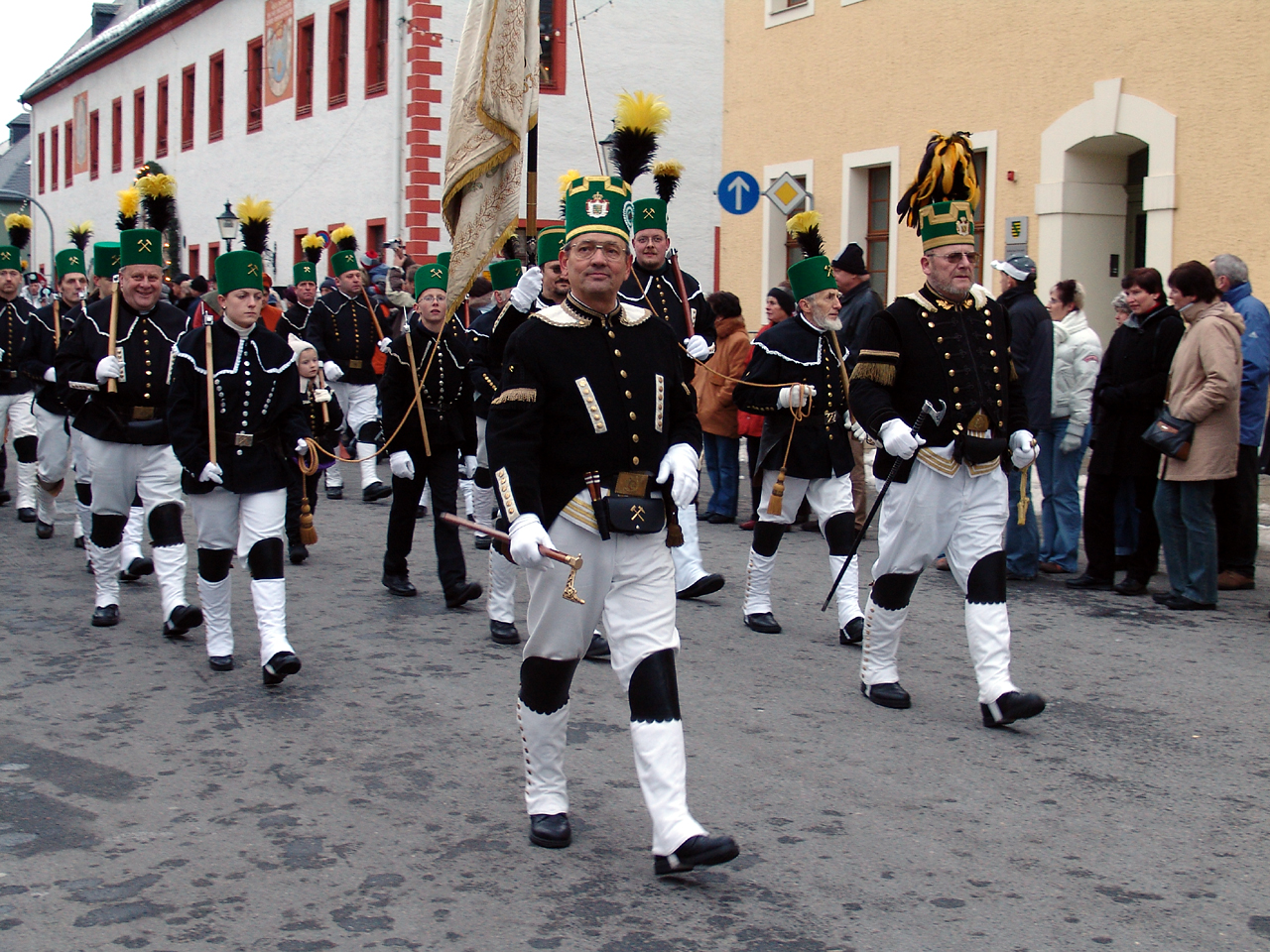
Moderna tyska bergsmän.

## Politisk uniform
Politisk uniform är en enhetlig klädsel inom en politisk organisation. Det är förbjudet i vissa länder, bland annat Storbritannien sedan 1936 samt i Tyskland. Sverige hade ett förbud åren 1947–2002, se vidare uniformsförbud. Vissa länder förbjuder även medlemmar i de väpnade styrkorna att engagera sig politiskt då de har på sig militäruniformen.

## Skoluniform

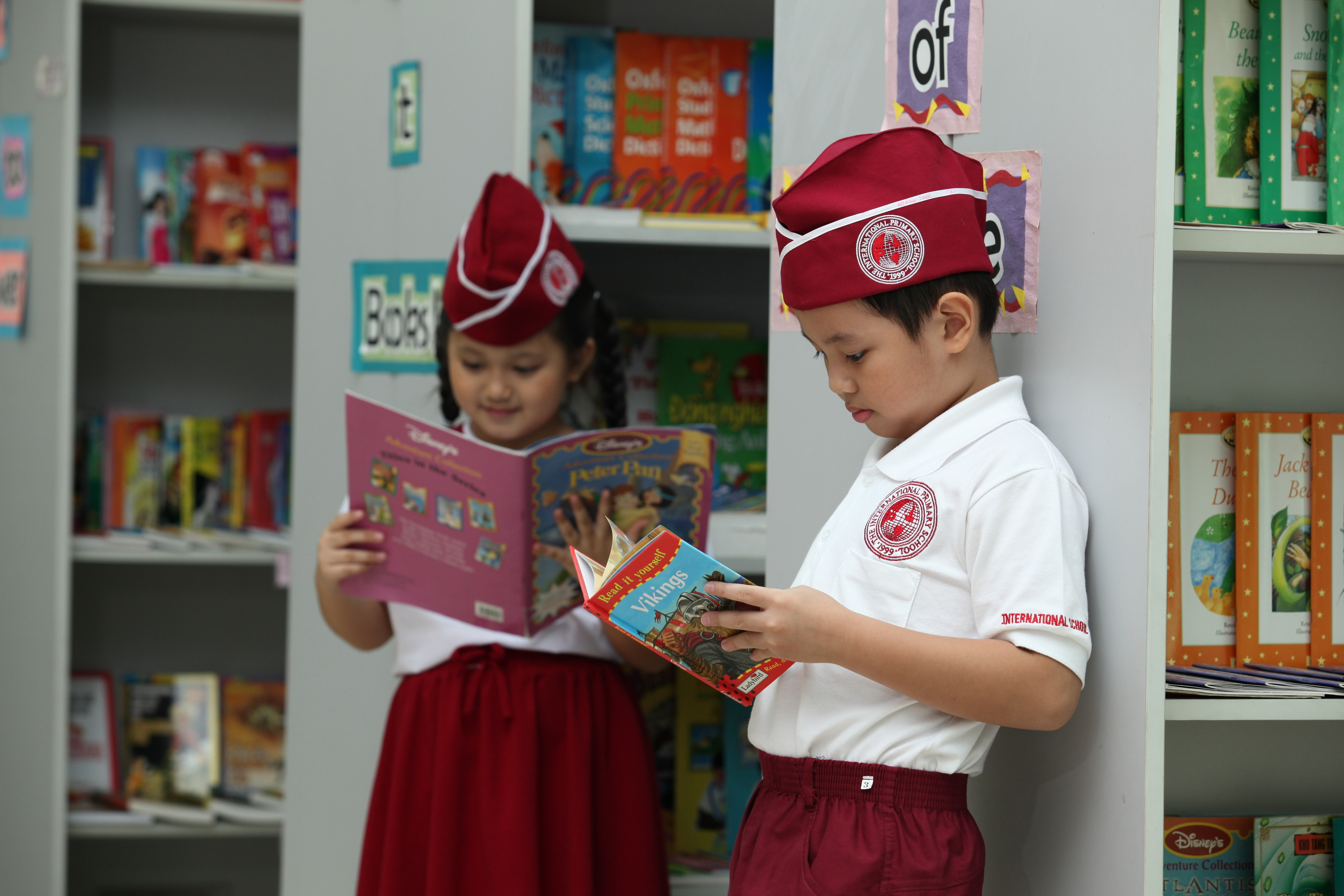
Moderna vietnamesiska skoluniformer.

I vissa länder bär även skolbarn uniform, till exempel i Storbritannien. Det ses ibland på främst lägre skolstadier som en del i arbetet mot mobbning av elever som inte har så kallade märkeskläder. Viss typ av skoluniform eller enhetlig klädsel kan bäras vid enstaka privatskolor i Sverige, till exempel vid Lundsbergs skola i samband med exempelvis avslutningar. Skoluniform är omdebatterat.